# Madrid
Madrid es un municipio y una ciudad de España. La localidad, con categoría histórica de villa, es la capital del Estado y de la Comunidad de Madrid. En su término municipal, el más poblado de España, su población es de 3 416 771 habitantes (INE 2024), constituyéndose como la segunda ciudad más poblada de la Unión Europea, así como su área metropolitana, con 6 779 888 habitantes empadronados.
Como capital de España, alberga las sedes del Gobierno de la Nación y sus departamentos ministeriales, de las Cortes Generales (Congreso de los Diputados y Senado), del Tribunal Supremo y del Tribunal Constitucional, así como la residencia oficial de los reyes de España y del presidente del Gobierno.
En el plano económico, según el informe realizado por PwC sobre la evolución de la población y la economía de las principales capitales mundiales en 2009, es la cuarta ciudad más rica de Europa en PIB per cápita medido en términos de paridad de poder de compra, tras Londres, París y Moscú. En 2009, el 50,1 % de los ingresos de las 5000 principales empresas españolas son generados por sociedades con sede social en Madrid, que suponen el 31,8 % de ellas. Es sede del 4.º mayor mercado de valores de Europa, 2.º en el ámbito iberoamericano (Latibex), y de varias grandes corporaciones. Es la 8.ª ciudad del mundo con mayor presencia de multinacionales. Cuenta con un PIB nominal de 181 280 millones de euros (2023) —el 12,4 % del PIB nacional— y un PIB per cápita nominal de 50 216 € (2022), siendo la 1.ª área metropolitana española en actividad económica −19 % del PIB.
En el plano internacional acoge la sede central de la Organización Mundial del Turismo (OMT), perteneciente a la ONU, la sede de la Organización Internacional de Comisiones de Valores (OICV), la sede de la Secretaría General Iberoamericana (SEGIB), la sede de la Organización de Estados Iberoamericanos para la Educación, la Ciencia y la Cultura (OEI), el Organismo Internacional de Juventud para Iberoamérica (OIJ), y la sede de Public Interest Oversight Board (PIOB). También alberga las principales instituciones internacionales reguladoras y difusoras del idioma español: la Comisión Permanente de la Asociación de Academias de la Lengua Española, y sedes centrales de la Real Academia Española (RAE), del Instituto Cervantes y de la Fundación del Español Urgente (Fundeu). Madrid organiza ferias como FITUR, Madrid Fusión, ARCO, SIMO TCI, el Salón del Automóvil y la Cibeles Madrid Fashion Week.
Es un influyente centro cultural y cuenta con museos de referencia internacional, entre los que destacan el Museo del Prado, el Museo Nacional Centro de Arte Reina Sofía, el Thyssen-Bornemisza, la Galería de las Colecciones Reales y CaixaForum Madrid, ocupando los tres primeros, respectivamente, el 9.º, 40.º y 68.º puesto entre los museos más visitados del mundo. En 2021, el paseo del Prado y el Buen Retiro, paisaje de las artes y las ciencias fue incluido en la lista de Patrimonio de la Humanidad por la Unesco.
Los orígenes de la ciudad han sido objeto de continua revisión histórica. El hallazgo de un posible enterramiento de tipo visigodo, no conservado, llevó a algunos investigadores a considerar que el posterior asentamiento fortificado musulmán de Maǧrīţ (del siglo IX) se habría asentado sobre un vicus visigodo del siglo VII, posiblemente llamado Matrice o matriz ('arroyo'); si bien son muchos otros los que consideran que la evidencia es, a día de hoy, demasiado escasa y oscura como para poder afirmar nada al respecto. Las excavaciones arqueológicas también han desvelado restos de villas de época romana, así como de otros restos que se remontan a los carpetanos y al periodo prerromano en general.
No sería hasta el siglo XI cuando Madrid fue incorporada al Reino de León, tras su sitio y toma por Alfonso VI de León en 1085. Fue designada sede de la Corte por el rey Felipe II en 1561, convirtiéndose en la primera capital permanente de la monarquía española y ha mantenido la capitalidad del país desde entonces, salvo por breves intervalos de tiempo.

## Toponimia
El primer nombre documentado es el que tuvo en época andalusí, مجريط Maǧrīţ (AFI [maʤriːtˁ]), que dio en castellano antiguo Magerit ([maʤeˈɾit]), sobre cuyo origen se han formulado a lo largo de la historia multitud de hipótesis.
La teoría más extendida hasta tiempos recientes era la del arabista Jaime Oliver Asín, quien afirmó en 1959 que Maŷriţ o Maǧrīţ (ŷ y ǧ son dos formas de representar el mismo sonido, que no existe en castellano actual), derivaba de maǧra, palabra árabe que significa 'canal', 'cauce de un arroyo' o 'corriente de agua', a la que se habría añadido el sufijo romance -it, del latín -etum bien documentado y que indica abundancia (los híbridos árabe-romance fueron frecuentes en al-Ándalus). Al mismo tiempo, Oliver Asín afirmó que existía otro nombre medieval de Madrid no procedente de Maǧrīţ sino del romance mozárabe Matrice, pronunciado Matrich, y con el significado de 'matriz' o 'fuente' (manantial de aguas). Oliver documentó que los dos topónimos, árabe y romance, coexistieron durante algún tiempo. Según su hipótesis original, ambos topónimos habrían sido utilizados por sendas poblaciones, musulmana y cristiana, que vivirían respectivamente en los actuales cerros de la Almudena y las Vistillas, separados por un arroyo que discurría por la actual calle de Segovia, y que es el que habría originado ambos nombres. Oliver fue más allá, afirmando que de estas dos poblaciones procede la denominación popular «los Madriles», en plural, que se le da a la ciudad. Finalmente, ambos topónimos habrían creado el topónimo Madrid como forma híbrida. Sin embargo, Oliver más tarde aceptaría las propuestas de Corominas y Corriente, que veremos a continuación.
El lingüista Joan Corominas propuso en 1960 una teoría alternativa, apuntando que Maǧrīţ no es en realidad más que la arabización fonética de Matrich, con metátesis de ǧ y ţ y no tiene por qué relacionarse con la palabra árabe maǧra, posibilidad que ya apuntó Oliver Asín pero que en su momento descartó por razones no exclusivamente lingüísticas. Esta teoría la desarrolló más adelante el arabista y lingüista Federico Corriente Córdoba, y es la más extendida en la actualidad.
En cuanto al nombre latino (no romano) de la villa, a veces escrito como Matritus y otras como Matritum, es de creación artificial bajomedieval, para su uso en documentos.

### Gentilicio
El gentilicio común de los habitantes de Madrid es madrileño. Existe una variante cultista, matritense, derivada del topónimo latino y de su gentilicio matritensis, y que no se aplica comúnmente a las personas. Además, históricamente, los habitantes de Madrid han sido también apodados "gatos" debido a que, según la leyenda, la conquista de la ciudad por las tropas de Alfonso VI, a finales del siglo XI, se realizó mediante el asalto de la muralla por la que treparon las tropas castellanas. Otras leyendas señalan, en cambio, que este apelativo de "gatos" les fue otorgado a los ciudadanos de Madrid en la Edad Media por su gran habilidad a la hora de trepar por murallas y acantilados con las manos desnudas.

## Símbolos
Los símbolos de la villa de Madrid son la bandera carmesí propia de los ayuntamientos castellanos y el escudo tradicional con el oso y el madroño, tocado con corona real antigua, según el actual reglamento de Protocolo y Ceremonial del Ayuntamiento de Madrid.
Aunque siempre se habla del Oso y el Madroño, antiguamente era una osa. Asimismo el madroño no era identificado como tal, sino que era un árbol con frutos rojos, hasta que los frutos del madroño sirvieron para curar una plaga que asoló la ciudad. Desde entonces se identificó el árbol como madroño. En el siglo XVI se plantea la mejora del escudo:

Al blasón de este Concejo, que lleva una osa e un madroño en campo blanco, se sirva Vuestra Majestad otorgar que lleve una corona dentro del escudo, o una orla azul con siete estrellas de ocho rayos, en señal del claro y extendido cielo que cubre esta Villa
Petición del Consejo de Madrid a Carlos I de España, concedida por el monarca. 1548.

Durante un tiempo el escudo de Madrid tuvo un dragón, aunque algunos expertos señalan que era una culebrilla alada o un grifo dorado.

Entre las antigüedades que evidentemente declaran la nobleza y fundación antigua de este pueblo, ha sido una que en este mes de junio de 1569 años, por ensanchar la Puerta Cerrada la derribaron, y estaba en lo más alto de la puerta, en el lienzo de la muralla labrado en piedra berroqueña un espantable y fiero dragón, el cual traían los griegos por armas y las usaban en sus bandera...
Juan López de Hoyos, escritor y humanista español. Historia y relación verdadero de la enfermedad, felicísimo tránsito y suntuosas exequias fúnebres de la serenísima reina de España doña Isabel de Valois, nuestra señora. 1569

A partir de entonces, muchos escudos en Madrid tenían dragones. El escudo oficial de 1859 incluía un grifo dorado que parecía un dragón.
En 2006 la corporación municipal adoptó un logotipo basado en el escudo de la villa de Madrid, en línea de color azul claro, que es utilizado en los documentos internos y de comunicación externa.

## Historia

### Prehistoria
Pese a que no se han encontrado restos fósiles humanos, sí se ha hallado gran variedad de útiles, especialmente en el entorno de Arganda del Rey y del Manzanares, que permiten probar la existencia de asentamientos humanos en las terrazas del río en el lugar que hoy ocupa la ciudad. La ciudad actual se asienta en territorio que en el momento previo a la dominación romana ocupaba el grupo carpetano.

### Época romana y visigoda
La conquista y colonización por Roma de la península ibérica, llevada a cabo inicialmente como una maniobra militar romana en su larga serie de guerras con Cartago, dura casi dos siglos, desde la segunda guerra púnica hasta el 27 a. C. en el que completan la pacificación del norte del territorio y lo dividen en tres provincias. La región que actualmente ocupa Madrid se situaría en la Tarraconense.
Si bien es posible que durante el periodo romano el territorio de Madrid no constituyese más que una región rural, beneficiada por la situación de cruce de caminos y la riqueza natural, el hallazgo de los restos de una basílica del periodo hispano-visigodo en el entorno de la iglesia de Santa María de la Almudena ha sido presentado como una evidencia de la existencia de un asentamiento urbano en ese periodo. Otras muestras arqueológicas de la presencia de una población estable en Madrid se encuentran en los restos de dos necrópolis visigodas, una en la antigua colonia del conde de Vallellano —paseo de Extremadura, junto a la Casa de Campo— y otra en Tetuán de las Victorias. Dentro del casco medieval se encontró una lápida bastante deteriorada con la leyenda, nunca completada e interpretada de varias formas, pero que podría indicar la presencia de población estable ya en el siglo VII:

min.n. bokatus. indignvs. prs. imo / et tertio. regno. domno. rvd. / mi. regvm. era dccxxxv

### Época musulmana

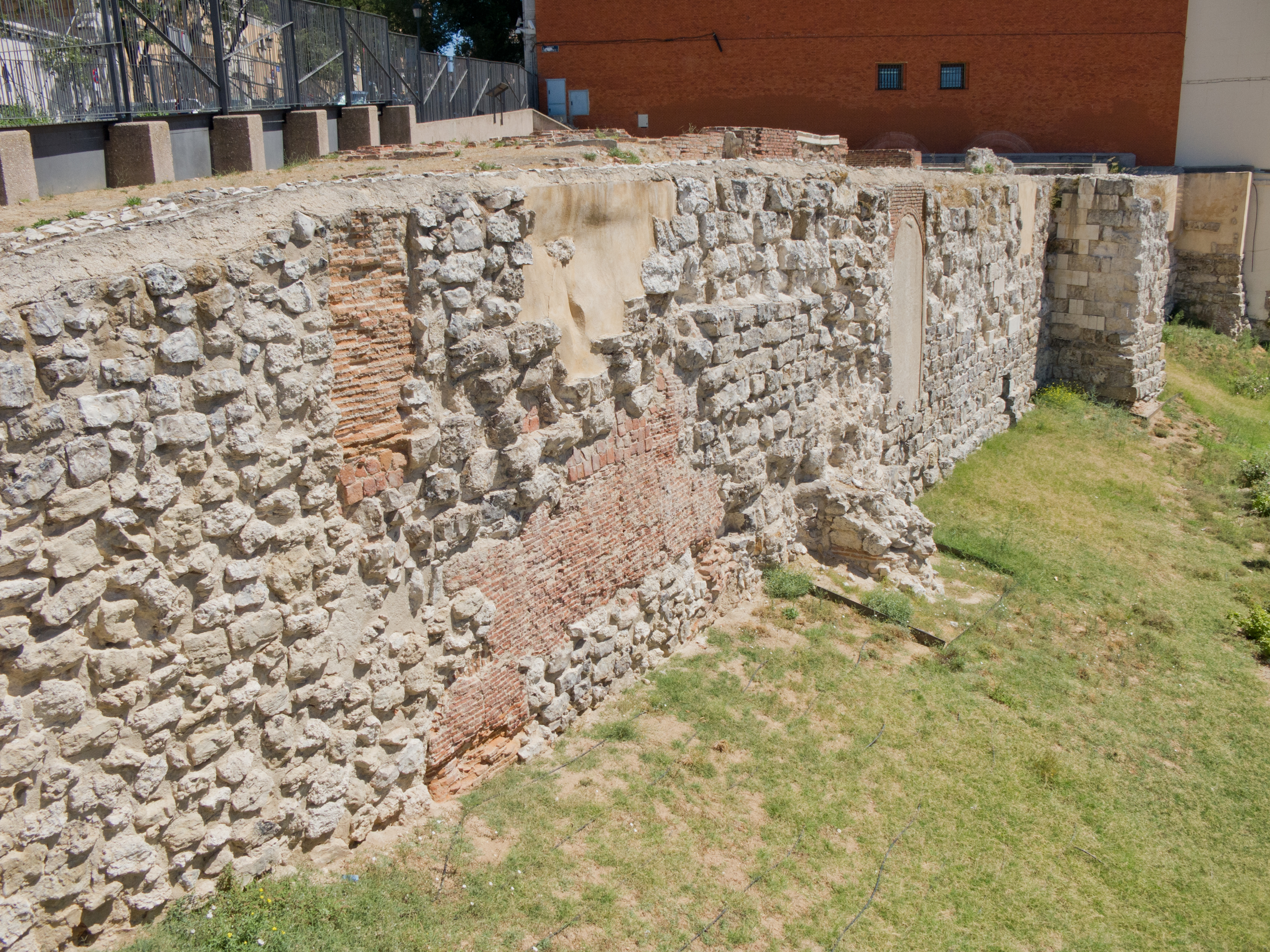
Vestigios de la muralla musulmana junto a la cuesta de la Vega

La primera constancia histórica de la existencia de un asentamiento estable data de la época musulmana. En la segunda mitad del siglo IX, el emir de Córdoba Muhámmad I (852-886) construye una fortaleza en un promontorio junto al río, que es una de las muchas fortificaciones que ordena construir en el territorio fronterizo de la Marca Media con el triple propósito de vigilar los pasos de la sierra de Guadarrama y proteger Toledo de las razzias de los reinos cristianos del norte, de ser punto de partida a su vez para incursiones musulmanas en dichos reinos y de asentar la autoridad de Córdoba en esta región. La primera noticia escrita sobre Madrid la encontramos en el cronista cordobés Ibn Hayyan (987-1075), quien, citando a otro cronista anterior, al-Razi (888-955), dice:

A Muhammad y al tiempo de su reinado se le deben hermosas obras, muchas gestas, grandes triunfos y total cuidado por el bienestar de los musulmanes, preocupándose por sus fronteras, guardando sus brechas, consolidando sus lugares extremos y atendiendo a sus necesidades. Él fue quien ordenó construir el castillo de Esteras, para guardar las cosechas de Medinaceli, encontrándose en su lado noroeste. Y él fue quien, para las gentes de la frontera de Toledo, construyó el castillo de Talamanca, y el castillo de Madrid y el castillo de Peñahora. Con frecuencia recababa noticias de las marcas y atendía a lo que en ellas ocurría, enviando a personas de su confianza para comprobar que se hallaban bien.

 Junto a la fortaleza se desarrolla, hacia el sur y hacia el este, principalmente, el poblado. Esta población recibe el nombre de Maǧrīţ (AFI [maʤriːtˁ]) (en castellano antiguo Magerit [maʤeˈɾit]), que podría ser una arabización del nombre romance Matrice, 'matriz', en alusión a un arroyo de ese nombre que discurría junto a la primitiva ciudad, por la actual calle de Segovia, o bien ser un híbrido entre la palabra árabe Maǧra, que significa 'cauce' o 'curso de agua', y el sufijo romance -it (< latín -etum), que indica abundancia; el significado sería por tanto 'lugar abundante en aguas', en referencia a los varios arroyos de superficie y subterráneos que podían encontrarse en el solar de la ciudad.
La noticia más completa sobre el Madrid musulmán la da el geógrafo Al-Himyari en el siglo XV, quien citando fuentes más antiguas dice de esta ciudad que era:

Una noble ciudad de al-Ándalus construida por el emir Muhammad ibn Abd al-Rahman. De Madrid al puente de Maqida [¿Valdemaqueda?], que era el límite de las tierras del islam, hay 31 millas. En Madrid hay un barro con el que se hacen unas ollas que pueden utilizarse para ponerlas sobre el fuego durante veinte años sin que se rompan, y lo que se cocina en ellas se conserva sin que le afecten ni el frío ni el calor del ambiente. El castillo de Madrid es uno de los más poderosos, construido por el emir Muhammad ibn Abd al-Rahman. Ibn Hayyan menciona en su Historia el foso que fue cavado fuera de las murallas de Madrid, diciendo que se encontró en él una tumba con un esqueleto que medía 51 brazos, esto es, 102 palmos (aprox. 9 m), desde el cojín de la cabeza hasta el extremo de los pies. De ello levantó acta, certificándolo, el cadí de Madrid, quien acudió al lugar y lo observó junto a varios testigos.

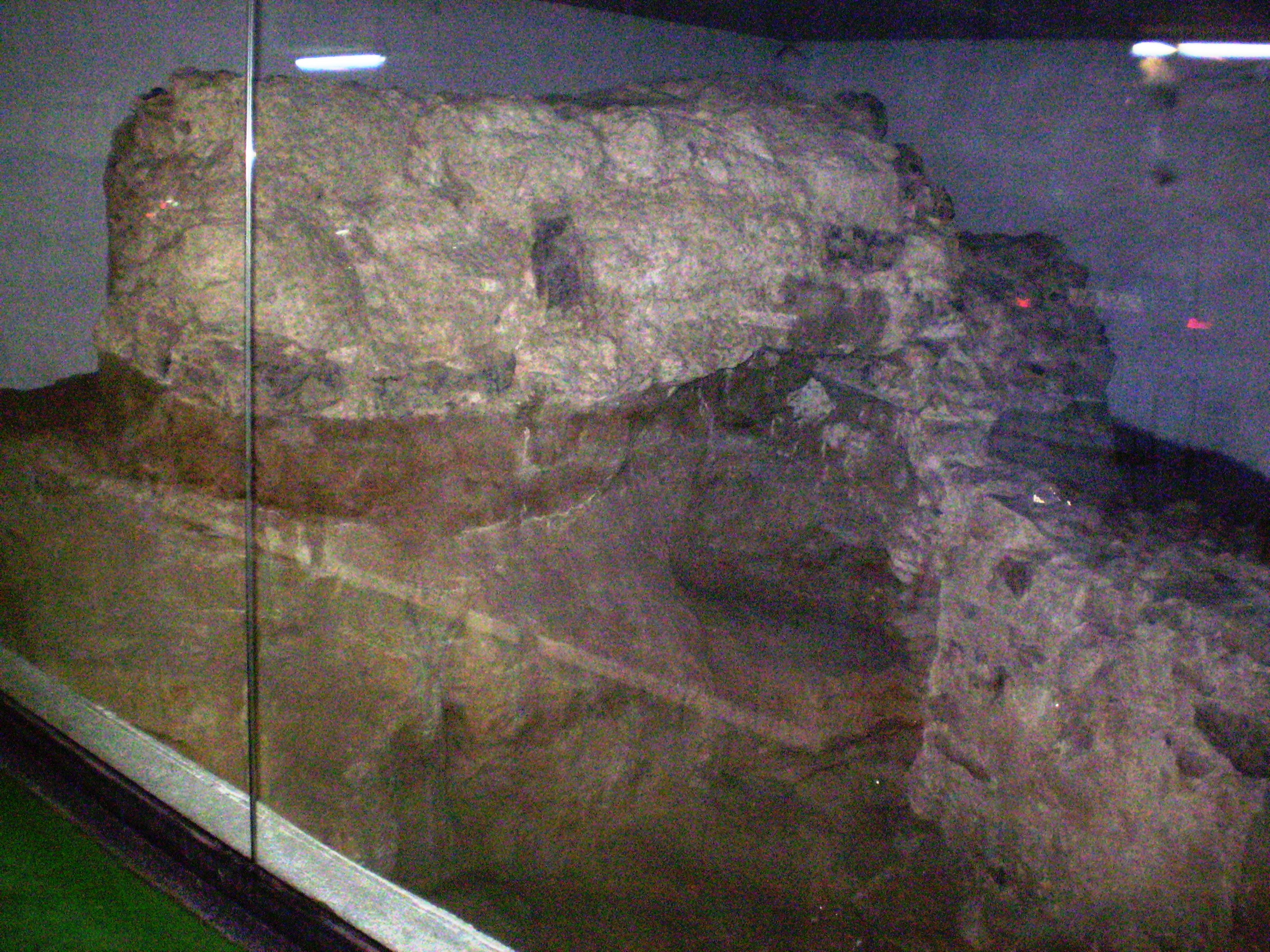
Restos de la torre de los Huesos, una antigua atalaya islámica, en la plaza de Oriente

Se ha mantenido a lo largo del tiempo la tradición de que el primitivo hisn o fortaleza andalusí ocupaba el solar en el que luego se levantó el alcázar cristiano y más tarde el actual Palacio Real. Muchos investigadores han trabajado con esta hipótesis, desarrollando propuestas de reconstrucción del trazado de las murallas de la vieja al-mudayna o ciudadela a partir de esta idea. Sin embargo, no hay ninguna evidencia arqueológica ni documental de que el hisn estuviera en ese emplazamiento, y en la actualidad los estudiosos tienden a pensar que la muralla de la ciudadela pasaba por la actual plaza que separa la catedral de la Almudena del Palacio y por tanto no incluía el solar de este último. La ciudad andalusí amurallada, por lo tanto, se habría levantado en el cerro delimitado al sur por la hondonada del arroyo de San Pedro (actual calle de Segovia), al norte por la del arroyo del Arenal (actual calle del Arenal) y al oeste por el barranco que termina en la vega del Manzanares. Extramuros se desarrolló, hacia el sur y el oeste, una población mayor que fue rodeada en época cristiana de una segunda muralla.
De los diversos trabajos arqueológicos desarrollados en la ciudad desde mediados del siglo XIX en adelante, han hallado restos como: la muralla árabe de la cuesta de la Vega, la atalaya de la plaza de Oriente y los vestigios de un viaje de agua de la plaza de los Carros. Se conocen otros restos de muralla, hoy desaparecidos, por los planos antiguos de la ciudad. La mezquita mayor, cuya existencia daba a la población el carácter de medina o ciudad, ocupaba el lugar en el que luego se levantó la iglesia de Santa María, derribada a su vez en el siglo XIX para ensanchar la calle Mayor. Esta ya era en tiempos andalusíes la calle principal de la ciudad.
En el año 932 el rey Ramiro II en su proceso de conquista territorial en el sur del reino de León atacó la fortaleza omeya de Madrid, en su idea de conquistar Toledo. Ya ocupadas por al-Nasir, tiempo antes, las fortalezas de la margen derecha del Tajo, Ramiro solo pudo instalarse momentáneamente y desmantelar las fortificaciones de Madrid y saquear sus tierras más próximas, de donde se llevó numerosas gentes. Las murallas de Madrid fueron reforzadas tras este ataque.
Durante la época califal, Madrid perteneció a la cora de Guadalajara. Tras la desintegración de este califato, la ciudad pasó a integrarse en el reino taifa de Toledo.
En el Madrid árabe nació en el siglo X Maslama al-Mayriti, llamado «el Euclides andalusí», notable astrónomo y fundador de una escuela matemática en Córdoba.

### Reconquista cristiana y establecimiento de la capitalidad de la Monarquía Hispánica

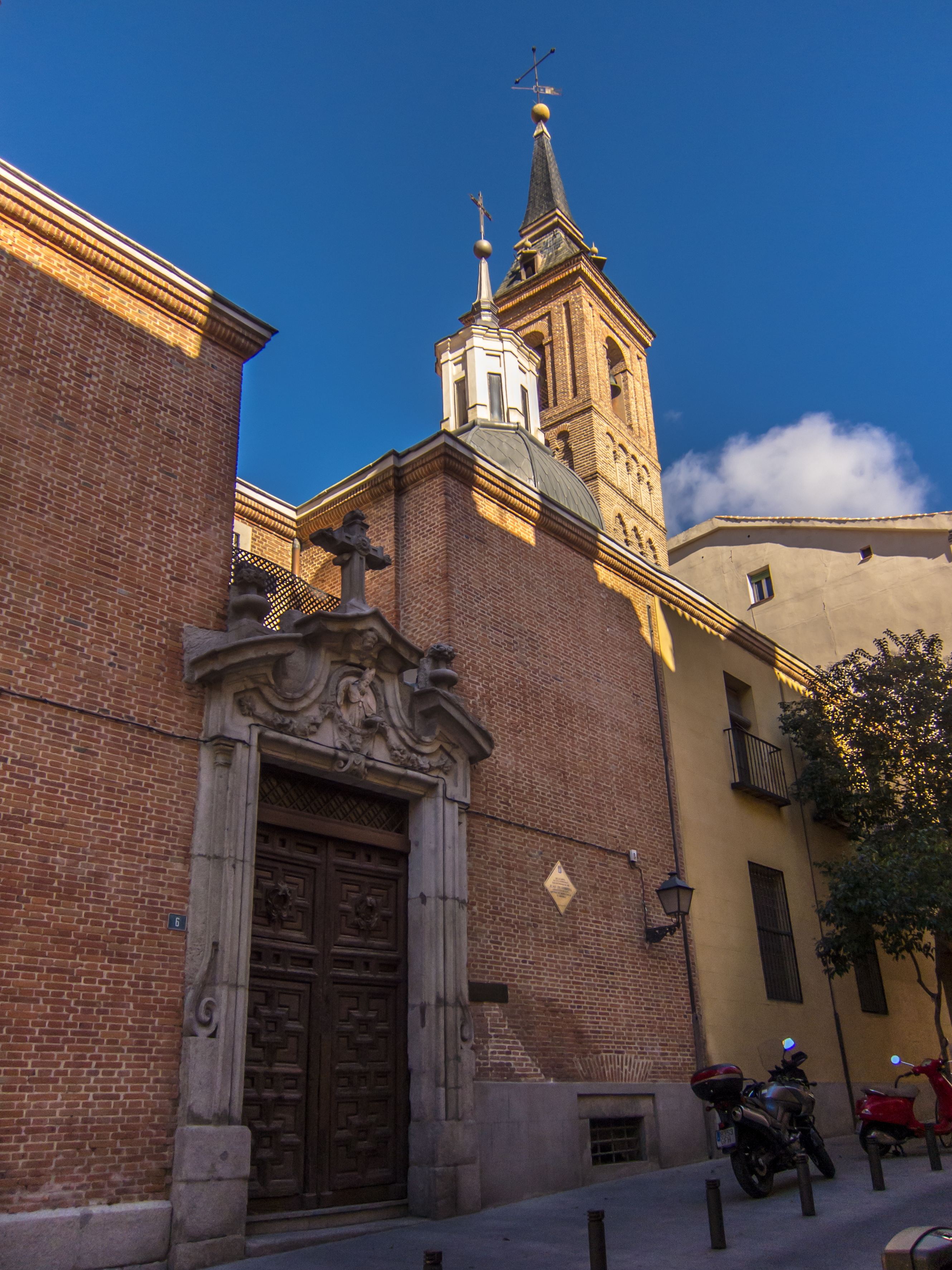
Iglesia de San Nicolás de los Servitas, la más antigua del casco histórico de Madrid

Con la caída del reino taifa de Toledo a manos de Alfonso VI de León, la ciudad fue tomada por los quiñoneros segovianos Díaz Sanz de Quesada y Fernán García de la Torre en 1085 sin resistencia, probablemente mediante capitulación. La ciudad y su alfoz quedaron integrados en el reino de León como territorios de realengo. Los cristianos sustituyen a los musulmanes en la ocupación de la parte central de la ciudad, quedando los barrios periféricos o arrabales, que en el periodo anterior fueron habitados por la aljama de la Villa. También existió una judería, que primeramente estuvo situada en torno al actual Teatro Real, y más tarde donde la actual catedral de la Almudena, aunque la tradición romántica tardía la situó en el entorno del que sería más tarde barrio de Lavapiés, lo cual es imposible porque en la Edad Media era una zona inhóspita y deshabitada, y además nunca ha habido juderías extramuros de las ciudades.

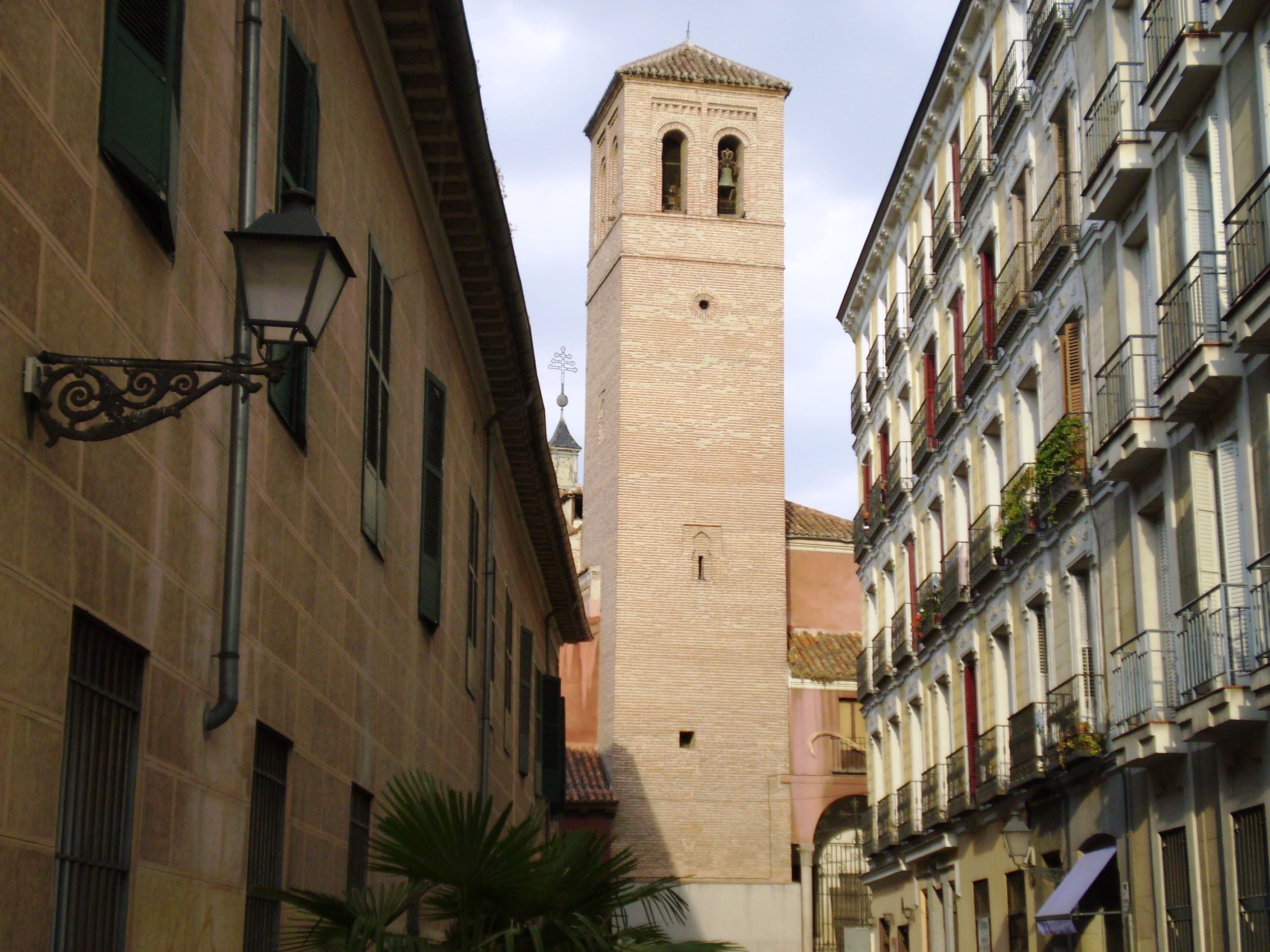
La torre mudéjar de san Pedro el Viejo desde la calle del Príncipe de Anglona. A la izquierda, fachada del palacio de Anglona

Durante el siguiente siglo Madrid sigue recibiendo embates de los nuevos poderes musulmanes de la península, los almorávides, que incendian la ciudad en 1109 y los almohades, que la someten a sitio en 1197. La victoria cristiana de Las Navas de Tolosa aleja definitivamente la influencia musulmana del centro de la península.
De esta época proceden dos destacados hechos religiosos que marcan el desarrollo de la personalidad del cristianismo popular de Madrid: el descubrimiento de la imagen de la Virgen de la Almudena y la vida de Isidro Labrador, que más tarde sería canonizado. La ciudad va prosperando y recibe el título de villa en 1123. Siguiendo el esquema repoblador habitual en Castilla, Madrid se constituye en concejo, cabeza de una comunidad de villa y tierra, la comunidad de villa y tierra de Madrid. El gobierno de la ciudad recae en todos los madrileños con el rango de vecinos, reunidos en concejo abierto hasta que en 1346, el rey Alfonso XI implanta el regimiento, en el cual ya solo representantes de la oligarquía local, los regidores, gobiernan la ciudad. En 1152 el rey Alfonso VII estableció los límites de la comunidad de villa y tierra entre los ríos Guadarrama y Jarama. En 1188 una representación de Madrid participa por primera vez en las Cortes de Castilla. En 1202 Alfonso VIII le otorgó su primer fuero municipal, que regulaba el funcionamiento del concejo, cuyas competencias fueron ampliadas en 1222 por Fernando III el Santo.

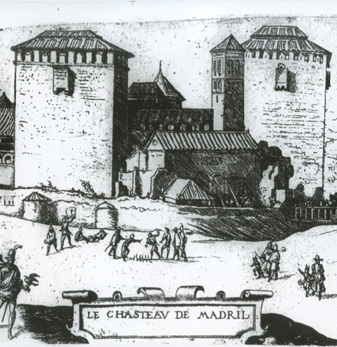
Antiguo alcázar de Madrid a comienzos del

A pesar del apoyo madrileño a Pedro I, posteriormente los soberanos de la casa de Trastámara residirían con frecuencia en la villa debido a la abundancia y calidad de sus cotos de caza, a la que eran muy aficionados. Antes incluso, ya el libro de Montería de Alfonso XI anotaba: «Madrid, un buen lugar de puerco y oso», y posiblemente de esa característica derivaba el escudo que las huestes madrileñas llevaron a la batalla de las Navas de Tolosa. Posteriormente, un prolongado pleito entre el ayuntamiento y la Iglesia acabó con un acuerdo de reparto de pastos para esta y pies de árbol para aquel, con lo que un árbol fue incorporado al escudo junto al oso u osa y las siete estrellas de la constelación homónima. La identificación del árbol con el madroño es más oscura, más allá de la homofonía con el nombre de la ciudad.
Las Cortes de Castilla se reúnen por primera vez en Madrid en 1309 bajo el reinado de Fernando IV y posteriormente en 1329, 1339, 1391, 1393, 1419 y dos veces en 1435. A partir de la unificación de varios reinos de la península ibérica bajo una Corona común, las Cortes se convocaron en Madrid con mayor frecuencia.
En el siglo XV, cuando el número de ciudades con procuradores en las Cortes de Castilla quedó fijado en dieciocho, la villa mantuvo su voto en ellas.

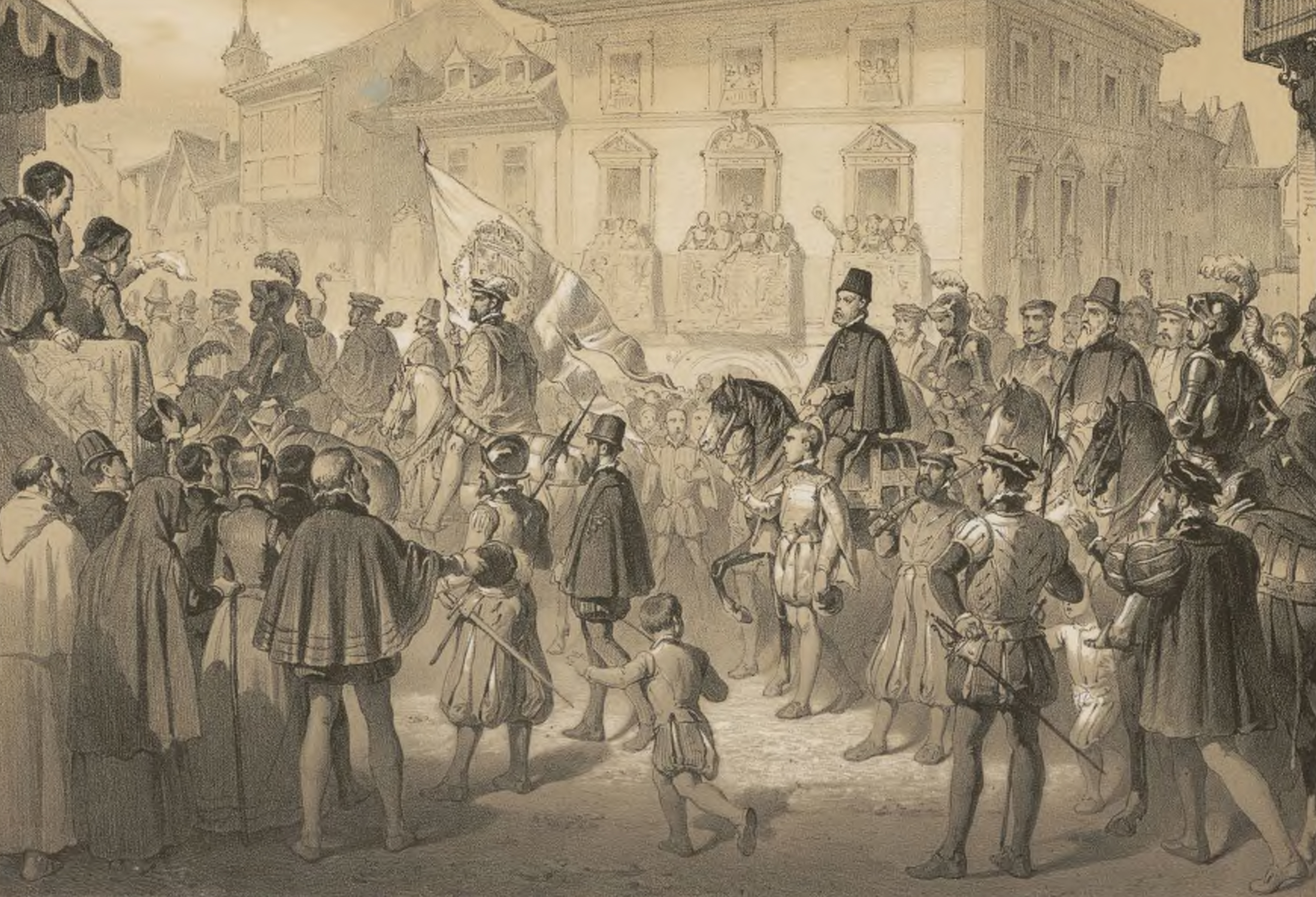
Litografía del representando el traslado a Madrid de la Corte por Felipe II en 1561

En la guerra de las Comunidades, a la cabeza de su regidor Juan de Zapata, Madrid se une a la sublevación contra Carlos I (1520), tomando el alcázar el 31 de agosto de 1520 (véase: Sitio del Alcázar de Madrid). Sin embargo, tras la derrota de los comuneros en Villalar, la villa es asediada y ocupada por las tropas reales a mediados de mayo de 1521. A pesar de todo ello, el sucesor de Carlos I, Felipe II decide instalar la corte en Madrid el 13 de febrero de 1561.
El establecimiento de la capitalidad en Madrid sería decisivo para la evolución de la ciudad y haría que los avatares del país y la monarquía, en mayor o menor medida, influyeran en el destino de la ciudad. Salvo un breve periodo entre 1601 y 1606, en que la corte se traslada a Valladolid, la capitalidad será consustancial a Madrid. Una famosa expresión indicaba esa identidad: «solo Madrid es corte», lo que, de forma conceptista, también se entendía al revés: «Madrid es solo corte».

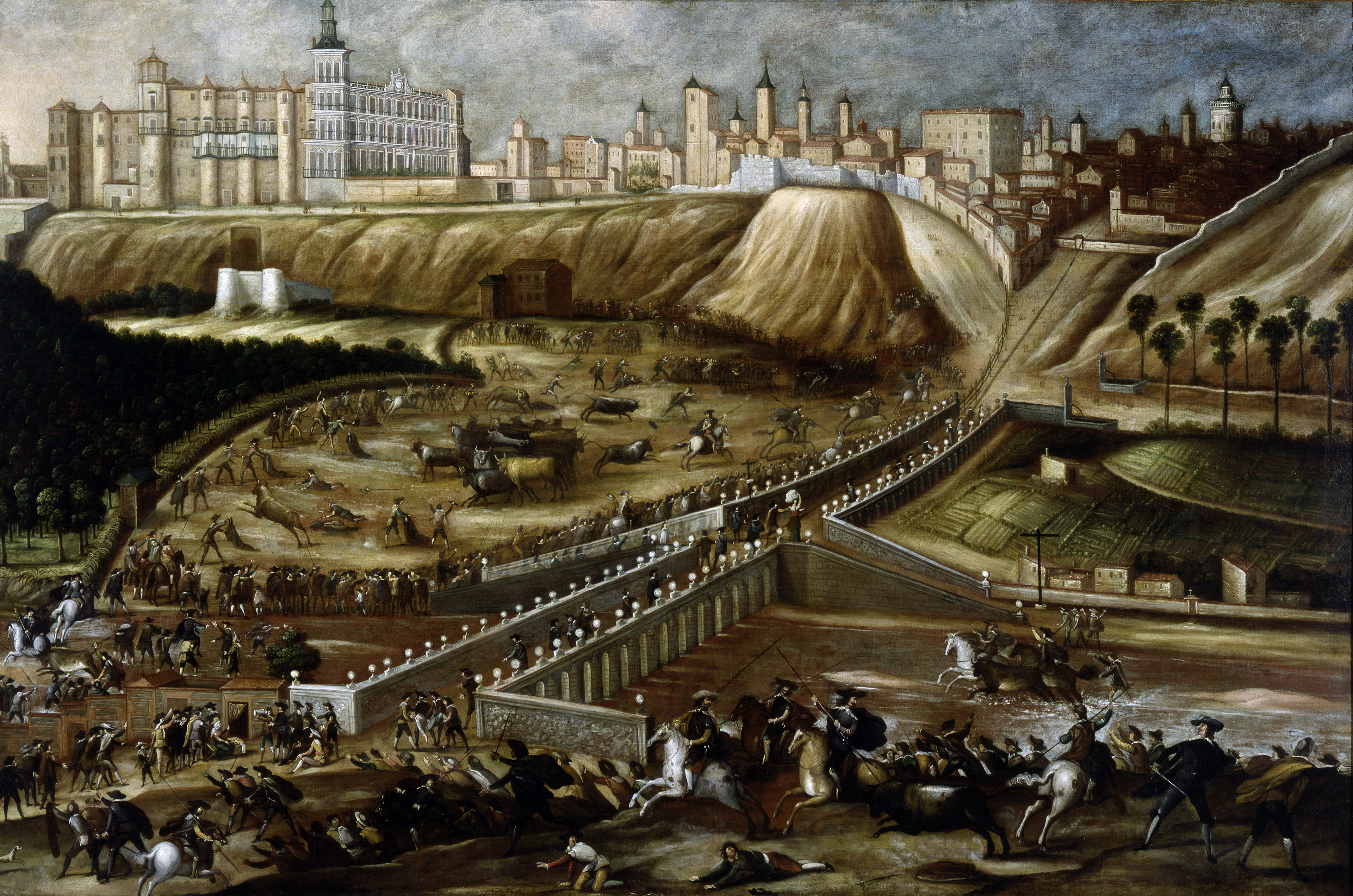
Vista del Alcázar Real y entorno del Puente de Segovia, anónimo, c. 1670

Con el establecimiento de la corte en Madrid, su población empieza a crecer de forma significativa. A la burocracia real, los miembros de la corte y todas las personas necesarias para su sustento, se unen desheredados y buscavidas de todo el Imperio español. En 1625 Felipe IV derriba la muralla de la ciudad, ya sobrepasada, y edifica la que será la última cerca de Madrid. Esta cerca, construida exclusivamente por razones fiscales (impuesto de portazgo) limitará el crecimiento de la ciudad hasta el siglo XIX. Las tareas de gobierno se centralizan en el Alcázar Real, conjunto de edificaciones situadas en los terrenos que más adelante ocuparán el Palacio Real y la plaza de Oriente. Paralelamente se aumenta la superficie de otro palacio en el extremo este de la ciudad, más allá de la cerca. Se trata del palacio del Buen Retiro, empezado a construir por los Reyes Católicos (que también trasladaron a sus proximidades el monasterio de San Jerónimo el Real, situado anteriormente cerca del Manzanares, zona de la actual estación de Príncipe Pío), del que se conservan sus jardines, el Salón del Reino y el Salón de Baile, conocido, este último, como el Casón del Buen Retiro y utilizado actualmente por el Museo del Prado.

### Ilustración y neoclasicismo

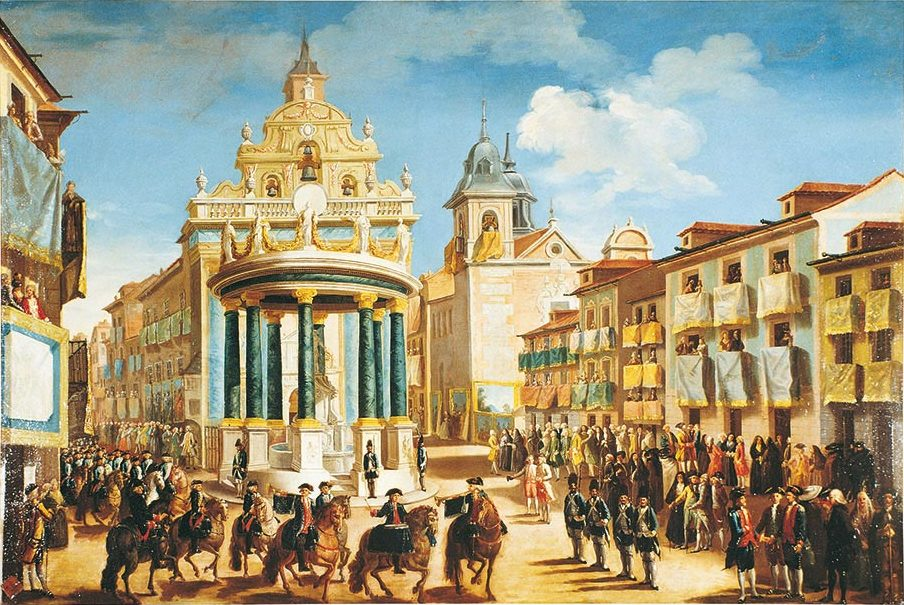
Llegada de Carlos III, apodado El mejor alcalde de Madrid, a la ciudad (1759), óleo de Lorenzo Quirós

El cambio de dinastía traería cambios importantes para la ciudad. Los monarcas de la nueva dinastía la encontraron como una población oscura, de calles angostas, masificada, sin sistemas de alcantarillado y pestilente. Los Borbones se plantean la necesidad de equiparar Madrid a otras capitales europeas. El incendio del alcázar de Madrid en 1734 (suceso desgraciado que causa la desaparición de una tercera parte de la colección real de pinturas) dio lugar a la construcción del Palacio Real. Las obras duraron hasta 1755 y no fue ocupado hasta el reinado de Carlos III. Puentes, hospitales, parques, fuentes, edificios para el uso científico, ordenanzas de alcantarillado y otras actuaciones fueron promovidas por este último monarca,(quien recibe el título popular de «mejor alcalde de Madrid»), con la colaboración de arquitectos y urbanistas de gran categoría profesional y artística: Francesco Sabatini, Ventura Rodríguez y Juan de Villanueva, entre otros.

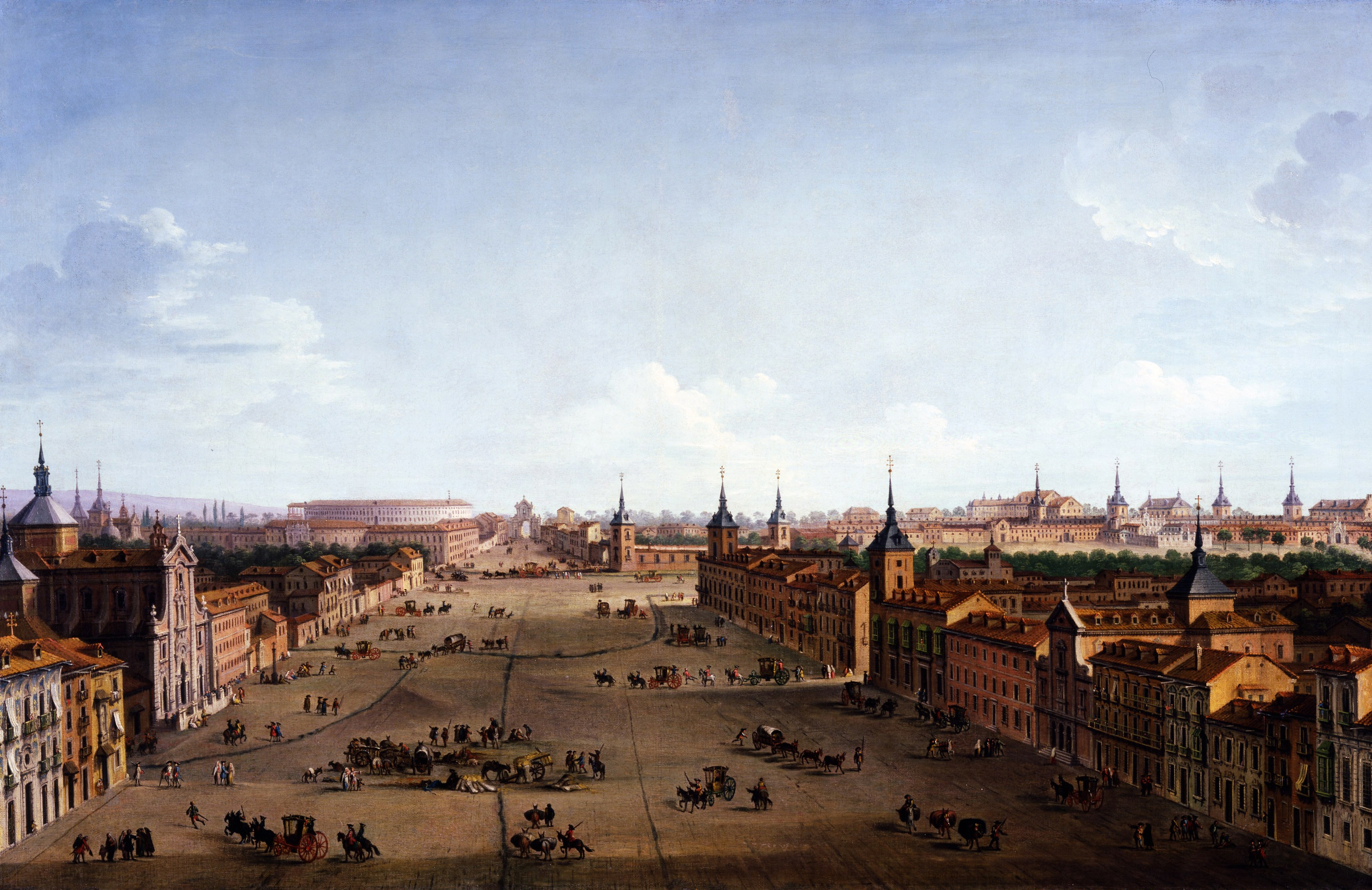
La calle de Alcalá a mediados del por Antonio Joli

El proyecto del salón del Prado, en las afueras de la ciudad, entre el conjunto del Buen Retiro y la cerca, es probablemente el más importante y el que ha dejado una herencia más importante a la ciudad: los paseos del Prado y Recoletos, las fuentes de Neptuno, Cibeles y Apolo, el Real Jardín Botánico, el Real Observatorio Astronómico o el edificio Villanueva, inicialmente destinado a acoger al Real Gabinete de Historia Natural, aunque finalmente sería asignado al entonces recién constituido Museo del Prado. Sin embargo, no siempre la relación del rey alcalde con sus súbditos-vecinos fue buena; varias medidas de su programa de modernización fueron contestadas de manera violenta durante el motín de Esquilache de 1766, aunque en él confluyeron, además, causas más complejas.
La ciudad aparece vista desde el suroeste, y algo distinta de como la pudo dibujar Wyngaerde doscientos años antes. El Alcázar de los Austrias ha sido sustituido por el palacio borbónico de Felipe V, el puente de Segovia (a la izquierda) es el actual, y el perfil de la enorme cúpula de San Francisco el Grande domina el resto de iglesias de la villa. Al norte (a la izquierda) se adivina la montaña del Príncipe Pío, donde tuvieron lugar los fusilamientos del 3 de mayo de 1808, inmortalizados en el cuadro de Goya.

### El ensanche y la era industrial

El 3 de mayo en Madrid de Goya

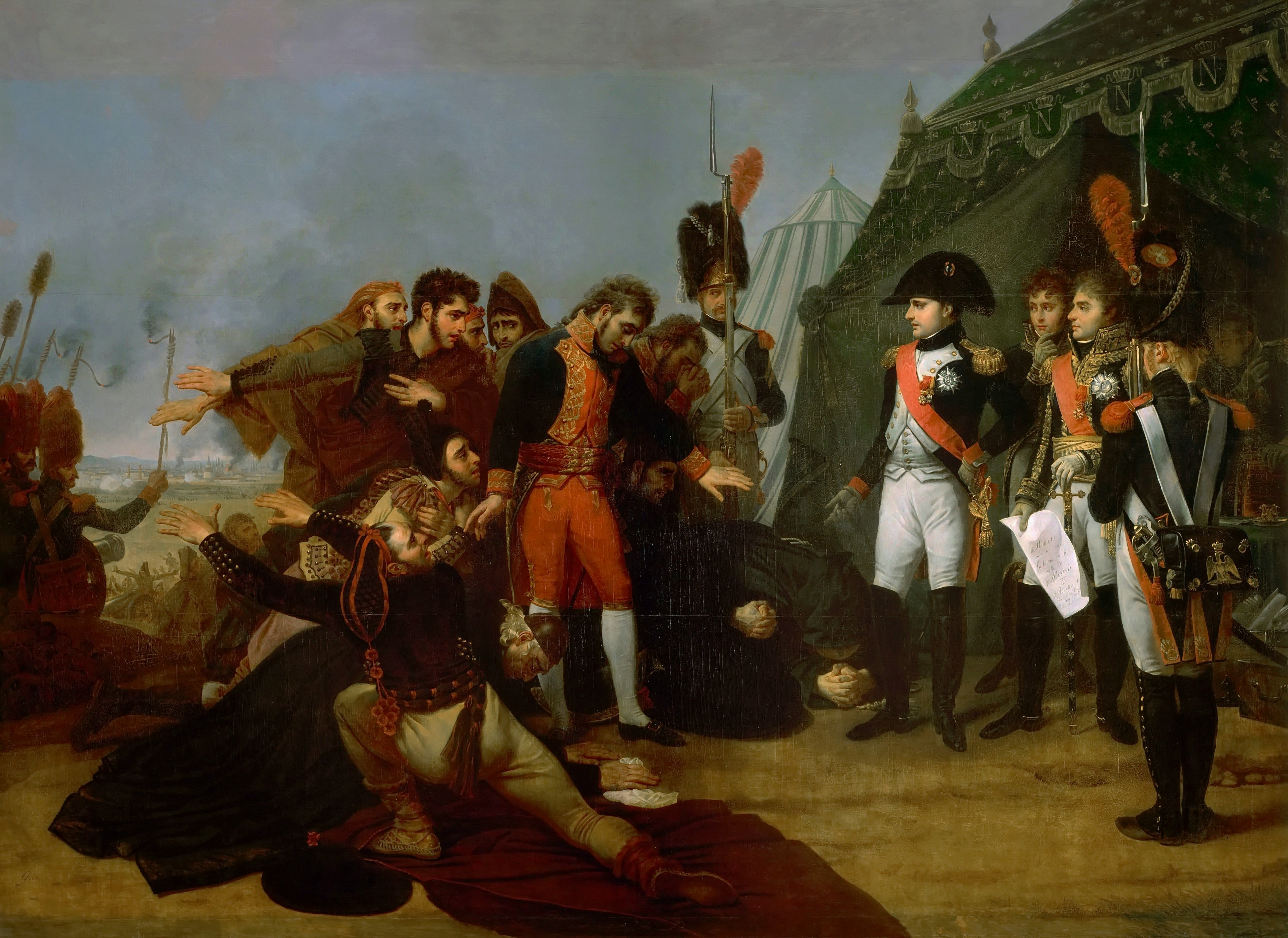
Capitulación de Madrid el 4 de diciembre de 1808 ante Napoleón durante la Invasión Francesa de España (1808-1814)

El levantamiento del pueblo de Madrid en contra de las tropas francesas el 2 de mayo de 1808 marca el principio de la guerra de la Independencia. El rey José Bonaparte realizó reformas en la capital, y fueron frecuentes sus órdenes de derribar conventos para hacer plazas, por las que adquiere el mote de Pepe Plazuelas. El devenir de la guerra lo forzó en dos ocasiones a huir de Madrid pero la ocupación de la ciudad se saldó con la destrucción de valiosos recintos, como el Palacio del Buen Retiro.
La desamortización supuso un cambio drástico en el sistema de propiedad inmobiliaria, además de concentrar una gran colección de arte, el Museo de la Trinidad, que en 1872 fue disuelto y sus fondos pasaron a engrosar los del Museo del Prado (creado durante el reinado de Fernando VII). También supone la creación en Madrid de la Universidad Central, que conservará el nombre de Complutense ya que proviene del traslado físico y jurídico del claustro y alumnos de la renombrada Universidad de Alcalá a la cercana capital.

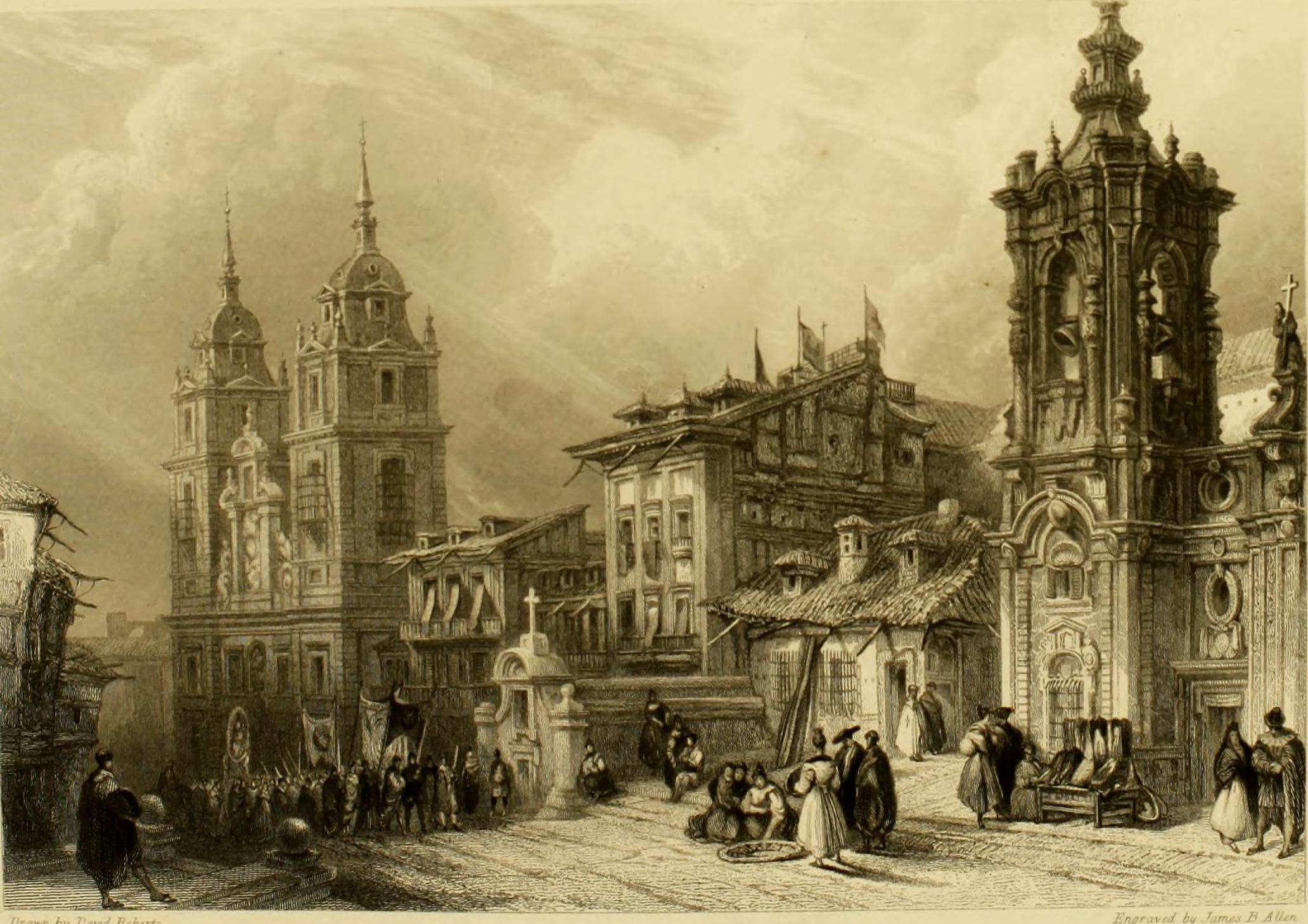
Calle de San Bernardo a mediados del por David Roberts

Durante el siglo XIX la población de la ciudad sigue creciendo. La percepción de los cambios que harán que desaparezca la ciudad preindustrial estimula la aparición de una literatura «madrileñista», de carácter costumbrista, como la de Ramón de Mesonero Romanos. La información estadística y de todo tipo recopilada por Pascual Madoz en su Diccionario geográfico-estadístico-histórico para toda España fue especialmente exhaustiva para Madrid, cuyo artículo tiene un encabezamiento muy significativo: «Madrid: audiencia, provincia, intendencia, vicaría, partido y villa».

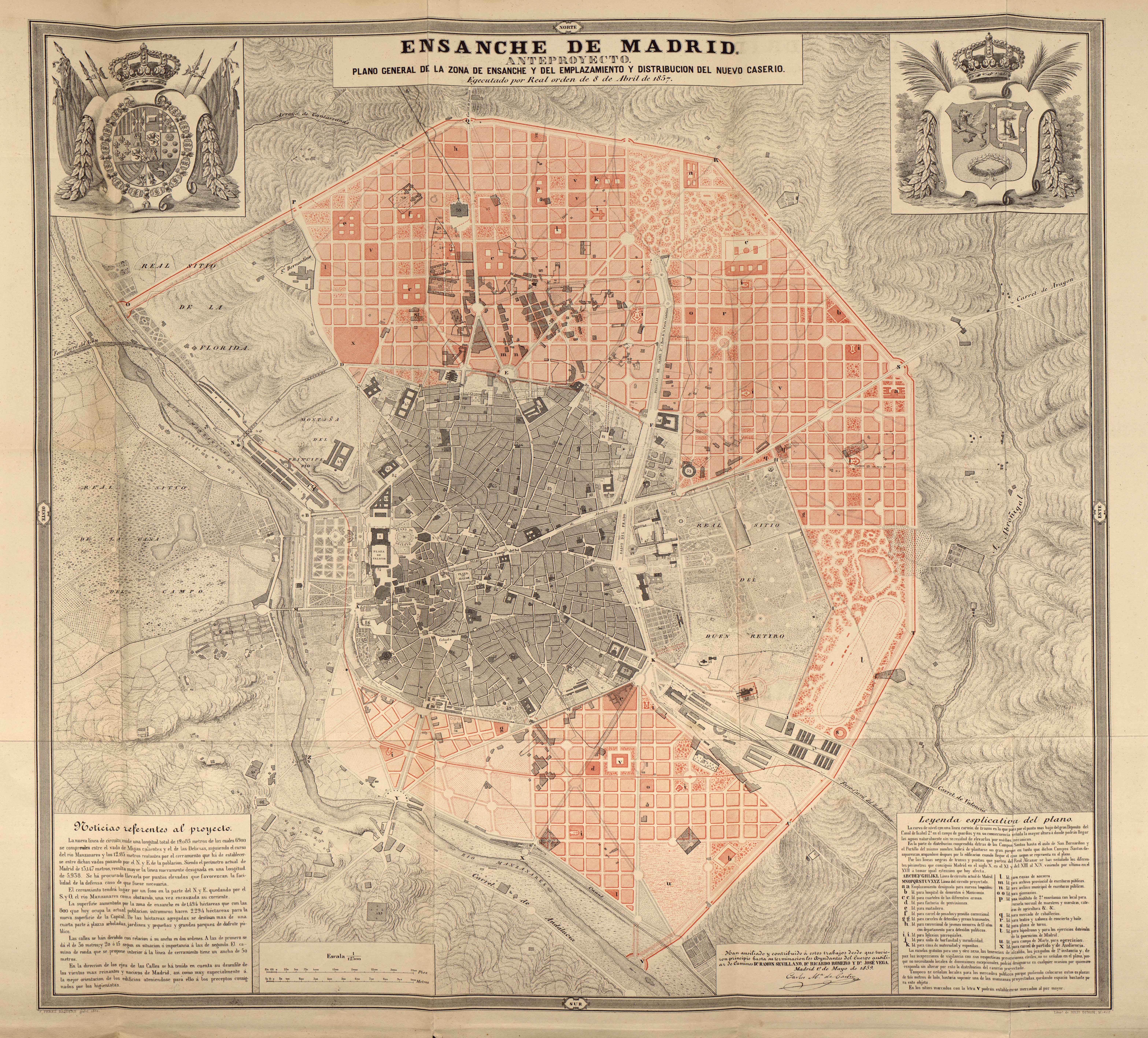
Plano del Ensanche de Madrid (1861)

En 1868 se derriba por fin la cerca de Felipe IV y la ciudad puede crecer, en principio de una forma ordenada, gracias al plan Castro y la realización de los ensanches. Será la oportunidad de fabulosos negocios, que enriquecieron a José de Salamanca y Mayol, marqués de Salamanca, quien dio nombre al nuevo barrio creado al este de lo que pasará a ser el eje central de la ciudad (el paseo de la Castellana, prolongación del paseo del Prado). Se establece un moderno sistema de abastecimiento de aguas (el Canal de Isabel II) y se establece la comunicación por ferrocarril que convertirá a Madrid en el centro de la red radial de comunicaciones, lo que también deja su huella en la trama urbana (estación de Delicias, estación de Atocha y estación de Príncipe Pío).

### Restauración
En los primeros treinta años del siglo XX la población madrileña llega a más de un millón de habitantes. Nuevos arrabales como Las Ventas, Tetuán o El Carmen acogían al recién llegado proletariado, mientras en los ensanches se instalaba la burguesía madrileña. Estas transformaciones fomentaron la idea de la ciudad lineal, de Arturo Soria. Paralelamente se abrió la Gran Vía, con el fin de descongestionar el casco antiguo y se inauguró el metro de la ciudad en 1919. Durante el reinado de Alfonso XIII se cedieron terrenos del real pecunio, al noroeste del Palacio Real, para fundar la Ciudad Universitaria.

### Segunda República y Guerra Civil

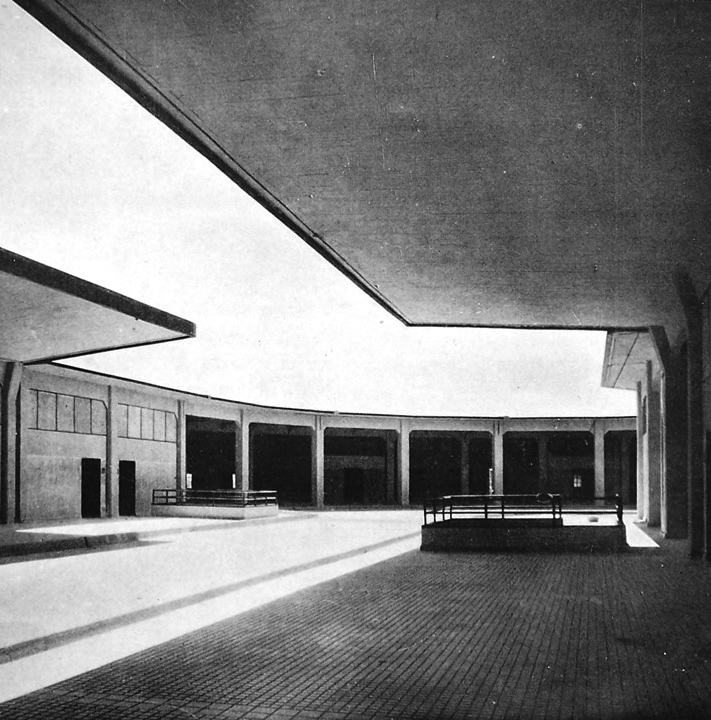
Mercado Central de Frutas y Hortalizas, plaza de Legazpi (1935)

Las elecciones municipales del 12 de abril de 1931 dieron un gran triunfo a la conjunción republicano-socialista en Madrid, que obtuvo el 69,2 % de los votos (90 630 votos para la conjunción y 31 616 para los monárquicos, que se tradujeron en 15 concejales socialistas y 15 republicanos frente a 20 concejales monárquicos). Pedro Rico, del Partido Republicano Democrático Federal, fue elegido alcalde por la corporación municipal. El triunfo republicano en Madrid y la mayoría de las capitales de provincia supuso la descomposición de la monarquía y el advenimiento de la Segunda República española, apenas dos días después de los comicios. El comité republicano asumió el poder el día 14 por la tarde, y proclamó la República en la Real Casa de Correos de la puerta del Sol, sede del Ministerio de la Gobernación, ante una multitud enfervorizada. La Constitución de la República promulgada en 1931 fue la primera que legisló sobre la capitalidad del Estado, estableciéndola explícitamente en Madrid. Una de las primeras acciones del nuevo gobierno fue ceder al pueblo de Madrid la Casa de Campo, hasta entonces propiedad real; abriéndose al público por primera vez el 1 de mayo de 1931 en una fiesta campestre multitudinaria.
El estallido de la guerra civil española tuvo lugar en Melilla a media tarde del viernes 17 de julio y fue conocido en Madrid en las horas siguientes. Todavía el sábado 18 y el domingo 19 guardó la ciudad una cierta normalidad. Tras el aplastamiento de la rebelión en Madrid, mal planificada, en el cuartel de la Montaña y los cuarteles de Carabanchel, en los que los elementos leales del Ejército y de las Fuerzas de Seguridad fueron auxiliados por las milicias populares (organizadas desde finales de 1934 por el Partido Comunista de España bajo el nombre de Milicias Armadas Obreras y Campesinas), a las que el Gobierno autorizó la entrega de armas. A partir de ese momento comenzó una represión indiscriminada no solo hacia los que habían participado en la rebelión, sino contra aquellos que por no compartir las ideas políticas del Frente Popular, estaban considerados desafectos al Régimen. Surgieron numerosos centros de interrogación, detención y tortura (las checas), de donde muchos detenidos solo salían para ser «paseados», y aparecían después sus cadáveres en los alrededores de la ciudad. Se produjeron numerosas sacas de presos en las que las llamadas Milicias de Vigilancia entraban en las cárceles (San Antón, Ventas, etc.) con sus listas de personas para eliminar, sacaban a los presos que figuraban en las listas y los fusilaban en las afueras de la ciudad. Especial magnitud revistieron las matanzas de Paracuellos de Jarama, y Torrejón de Ardoz en noviembre/diciembre de 1936, en las que los cálculos más fundamentados arrojan entre 2000 y 3000 víctimas. Las sacas de presos en territorio republicano terminaron con la llegada de Melchor Rodríguez García al cargo de delegado general de Prisiones. También innumerables domicilios particulares fueron incautados, y la misma suerte corrieron las sedes de los partidos políticos de derechas. Se asaltaron e incendiaron iglesias, con irreparables pérdidas artísticas y culturales y por decreto gubernamental oficial de agosto de 1936, fueron definitivamente cerradas todas las iglesias de la España republicana y por tanto también las de Madrid.

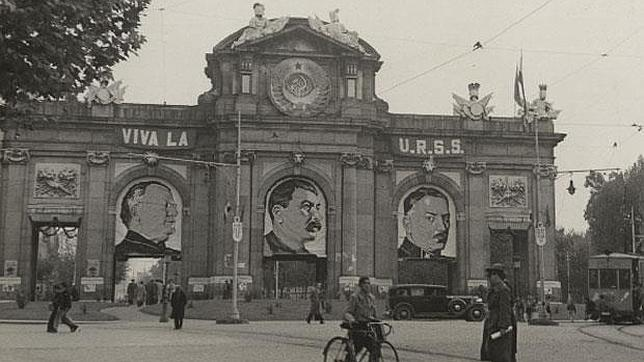
Fotografía de la Puerta de Alcalá decorada con los rostros de Stalin, Litvínov y Voroshilov y propaganda de la Unión Soviética, principal aliada internacional del bando republicano durante la guerra civil española (1936-1939)

La resistencia de las milicias, militarizadas en forma de Ejército Popular de la República en 1937, dirigidas por la Junta de Defensa de Madrid, consigue frenar la ofensiva durante la batalla de Madrid en los barrios del oeste de la ciudad, especialmente en el entorno del barrio de Argüelles y la Ciudad Universitaria, donde se estabilizó el frente, y que resultó arrasada en el conflicto, perdiéndose además de los propios edificios de la Universidad elementos tan valiosos como el Real Sitio de la Moncloa, que incluía el palacio homónimo (el actual es una reconstrucción de la posguerra) y la Casa de Velázquez.
La ciudad no volvería a sufrir otro asalto por tierra durante la guerra, pero fue castigada por el fuego artillero y los bombardeos aéreos, primeros en la historia sobre una capital, a imagen de los que otras europeas sufrirán durante la Segunda Guerra Mundial. Las operaciones de la aviación del bando sublevado, apoyada por aparatos de la Alemania nazi y de la Italia fascista provocan en cuatro meses, del 7 de noviembre de 1936 al 9 de marzo de 1937, 1490 muertos, 430 desaparecidos y 3502 heridos. aparte de causar numerosos destrozos en edificios emblemáticos, como los que afectaron, del 14 al 17 de noviembre de 1936, al Museo del Prado, el Museo de Arte Moderno, el Instituto Cajal, el Museo Arqueológico Nacional y el Palacio de Liria. La aviación también fue utilizada para atemorizar al enemigo.
La resistencia de Madrid fue exaltada por la propaganda en favor de la causa republicana con el lema «¡No pasarán!» y mofada al terminar la guerra, con la canción de Celia Gámez «¡Ya hemos pasao!», pero la situación obligó a las instituciones y el Gobierno, así como aparte de la población civil, a ser evacuados hacia las regiones del interior y del Levante. El final de la guerra fue especialmente caótico en Madrid, con el enfrentamiento violento entre unidades armadas del Partido Comunista y las leales a la Junta de Defensa de Madrid, dirigida por el general Miaja, el coronel Segismundo Casado y el socialista Julián Besteiro. Los choques armados en las calles de la ciudad causaron numerosas víctimas y dieron lugar a sangrientas represalias y fusilamientos por ambos bandos. Acabada la guerra el 1 de abril de 1939, Madrid comienza a padecer la represión franquista; en julio de ese año, el conde Galeazzo Ciano, ministro de Asuntos Exteriores de la Italia fascista, escribe en su diario que son entre 200 y 250 ejecuciones diarias.

### Dictadura franquista

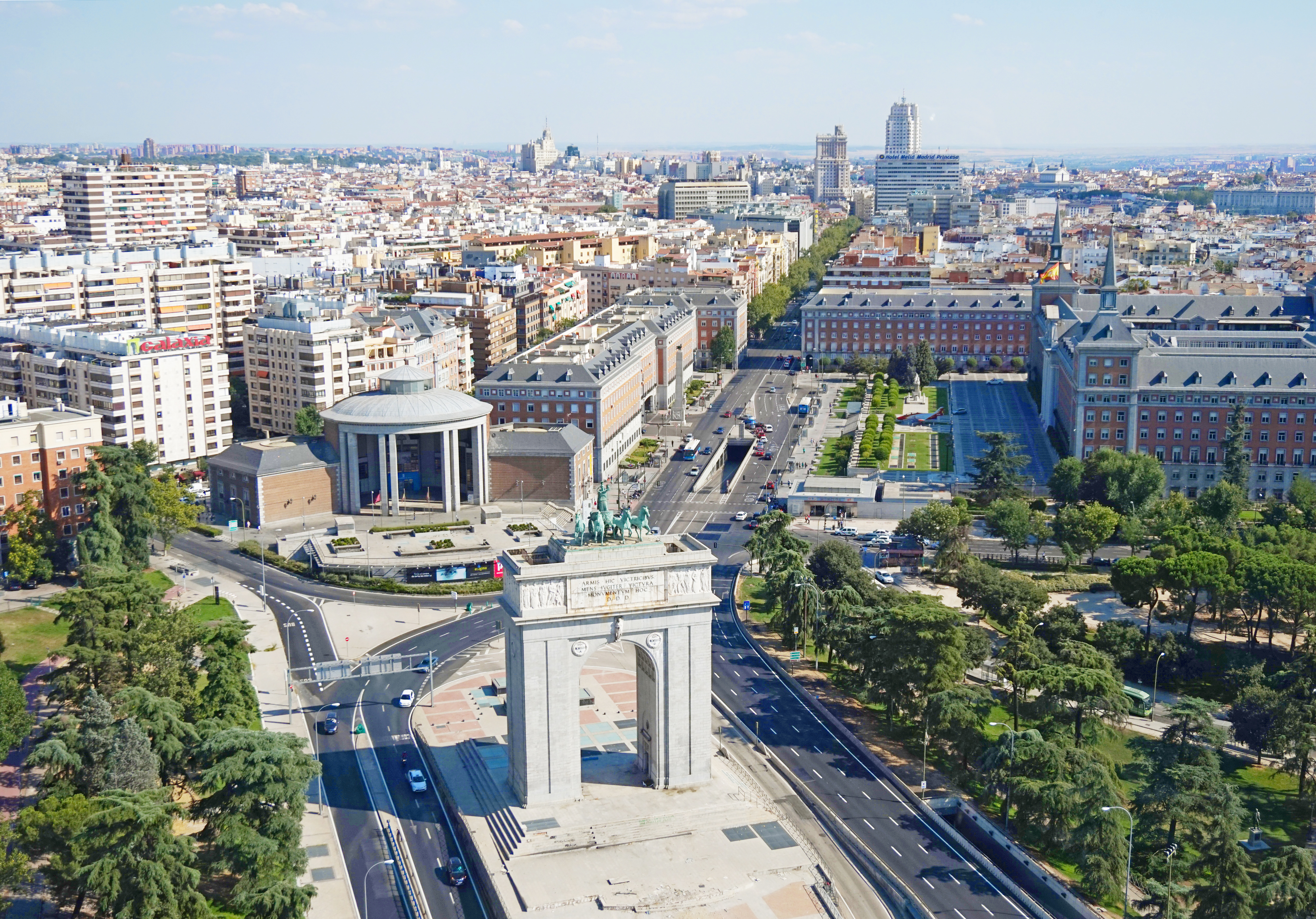
La plaza de Moncloa con el Ministerio del Aire y el Arco de la Victoria, uno de los símbolos del franquismo en la capital

Terminada la guerra, la ciudad sigue su imparable crecimiento espacial, al tiempo que restaña las heridas que la contienda había dejado en la ciudad, especialmente en su fachada oeste. Cientos de miles de españoles emigran del campo a la ciudad. Madrid (junto con Barcelona y Bilbao) es una de las ciudades que más se benefician de estos movimientos de población. A partir del 5 de junio de 1948, comienza el proceso de anexión a Madrid de hasta trece municipios limítrofes, que termina el 31 de julio de 1954 (Aravaca, Barajas, Canillas, Canillejas, Chamartín de la Rosa, Fuencarral, Hortaleza, El Pardo, Vallecas, Vicálvaro, Villaverde, Carabanchel Alto y Carabanchel Bajo), con lo que su extensión pasa de 68,42 km² a los 607 km² actuales y gana unos 300 000 nuevos habitantes. El desorden urbanístico fue la norma: crecieron poblados chabolistas (descritos magistralmente por Luis Martín-Santos en su novela Tiempo de silencio), al tiempo que el centro histórico era sujeto a especulación, permitiéndose el derribo de edificios de valor artístico o tradicionales para ser sustituidos por otros de estética moderna, se construyen edificios de arquitectura innovadora como las suspendidas Torres de Colón. En algunos casos las intervenciones arquitectónicas tienen un carácter de marcar la presencia política, tratando de potenciar el concepto de Madrid imperial franquista, como en la zona de Moncloa, donde se levantan el Arco de la Victoria y el Ministerio del Aire, en un estilo neoherreriano, o la Casa Sindical (actualmente Ministerio de Sanidad), edificio de los Sindicatos Verticales.

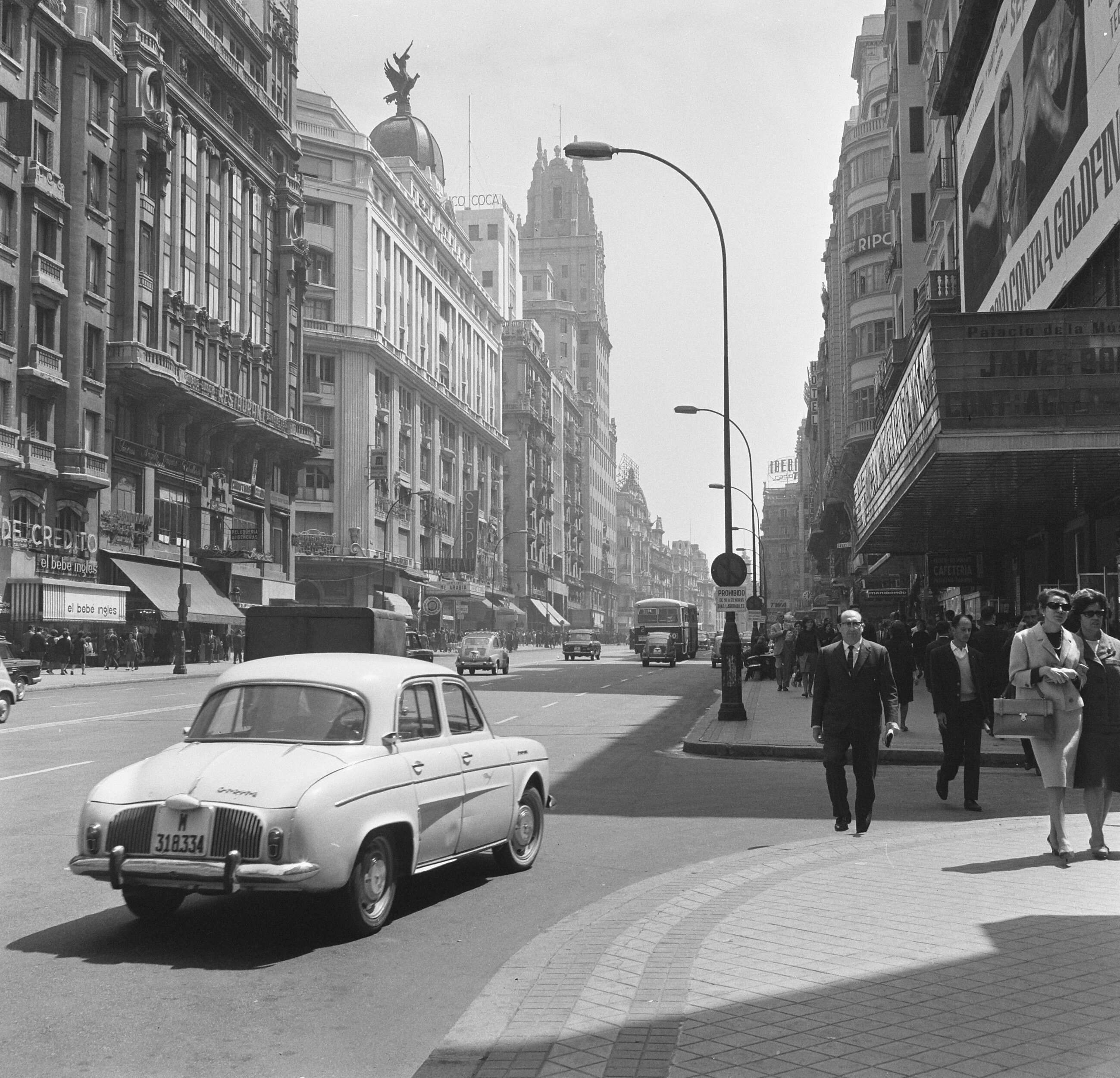
La Gran Vía en 1965, por entonces llamada avenida de José Antonio

El Plan de Ordenación del Área Metropolitana, aprobado en 1963, acuciado por la explosión demográfica de la capital, inició la tendencia a desviar la concentración poblacional urbana de Madrid hacia municipios metropolitanos como Alcorcón, Alcobendas, Coslada, Fuenlabrada, Getafe, Leganés, Móstoles, San Sebastián de los Reyes, San Fernando de Henares y Torrejón de Ardoz, que se convierten en ciudades dormitorio. En 1973 se inauguran los primeros tramos de la M-30, el primer cinturón de circunvalación de la ciudad.[cita requerida]

### Transición y democracia
Tras la muerte del dictador Franco, Madrid fue uno de los escenarios principales durante el periodo de la Transición. Los primeros meses del año 1977 destacaron por la agitación política y social, con huelgas, manifestaciones y contramanifestaciones violentas con víctimas mortales. Otros graves acontecimientos fueron los dos secuestros por parte del GRAPO y el episodio de la matanza de Atocha de 1977 que resultó en el asesinato por parte de miembros de la ultraderecha de los abogados laboralistas en un despacho situado en esta calle. Su multitudinario entierro, previo a la legalización del PCE fue narrado cinematográficamente en Siete días de enero, de Juan Antonio Bardem. Con la consolidación del régimen democrático, la constitución de 1978 confirma a Madrid como capital de la España democrática en cuyo apoyo tendrían lugar las manifestaciones multitudinarias tras el desbaratado golpe de Estado del 23 de febrero de 1981.

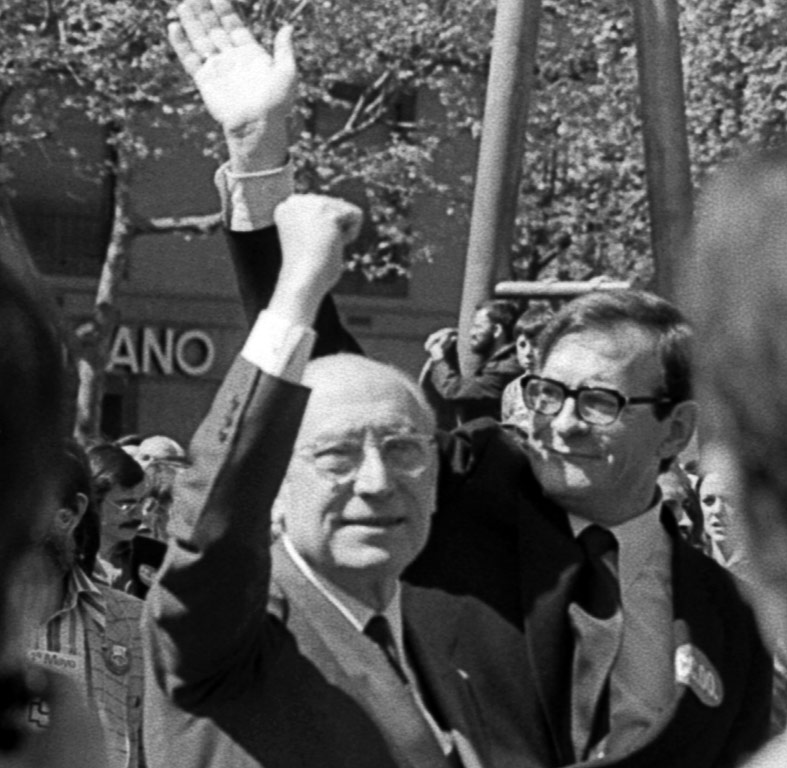
Enrique Tierno Galván (recién escogido alcalde de Madrid) y Ramón Tamames en una manifestación (1979)

En 1979 tuvieron lugar las primeras elecciones municipales democráticas desde la Segunda República en las que la lista de la UCD con José Luis Álvarez al frente fue la más votada, pero sin mayoría absoluta. Resultó elegido alcalde de la ciudad Enrique Tierno Galván, gracias al pacto del PSOE con el PCE. Durante esta alcaldía el Ayuntamiento regeneró la ciudad desde el punto de vista urbanístico y social. Lo que era la capital agonizante del franquismo llegó a ser el núcleo cultural más importante de Europa. La Movida madrileña fue un ejemplo de esta pujanza. Hubo también importantes mejoras en la calidad de vida de los habitantes de la ciudad. Tras la muerte de Enrique Tierno Galván, fue sustituido por Juan Barranco, del PSOE, con apoyos del PCE. Después la ciudad viró a posiciones más conservadoras con Agustín Rodríguez Sahagún, del CDS, y José María Álvarez del Manzano, del PP. Alberto Ruiz-Gallardón, del PP, fue nombrado alcalde de la ciudad tras su periodo al frente del gobierno de la Comunidad de Madrid. Finalmente, el 27 de diciembre de 2011, Ana Botella se convierte en la primera alcaldesa de la historia del municipio, tras el nombramiento de su antecesor como ministro de Justicia de España.
La elección democrática de alcaldes trae definitivamente grandes beneficios a la ciudad, al verse obligados los alcaldes a mejorar la calidad de vida de los ciudadanos, ante los que responden (los alcaldes franquistas eran elegidos directamente por Franco): construcción de bibliotecas, instalaciones deportivas, centros de salud; eliminación de los núcleos chabolistas; limpieza del río Manzanares; mejora del viario; cierre de la M-30 por el norte, enterramiento de la M-30 en la zona del Manzanares; construcción de nuevas vías de circunvalación (M-40, M-45, M-50), a la vez que se aumenta la capacidad de las carreteras de acceso (convertidas en autovías o duplicadas con autopista de peaje); regulación de aparcamiento (ORA) en el interior de la ciudad, que llega al límite de la M-30, con reiteradas protestas vecinales, todo ello con el objeto de absorber y regular el tráfico creciente. El papel de las grandes empresas inmobiliarias ha sido decisivo al marcar el nuevo estilo urbanístico en la ciudad de Madrid. Los nuevos barrios se articulan en torno a la manzana cerrada al exterior, con un núcleo formado por zonas verdes, piscinas, áreas de juegos infantiles, pistas deportivas, etc. Este nuevo estilo urbanístico ha ido modelando un nuevo concepto social en el que la calle ya no se entiende como un lugar de convivencia sino como un mero elemento de tránsito. Las personas en Madrid ahora tienden a reunirse más en bares, domicilios particulares, parques o incluso aparcamientos, apareciendo fenómenos antes desconocidos como el botellón.

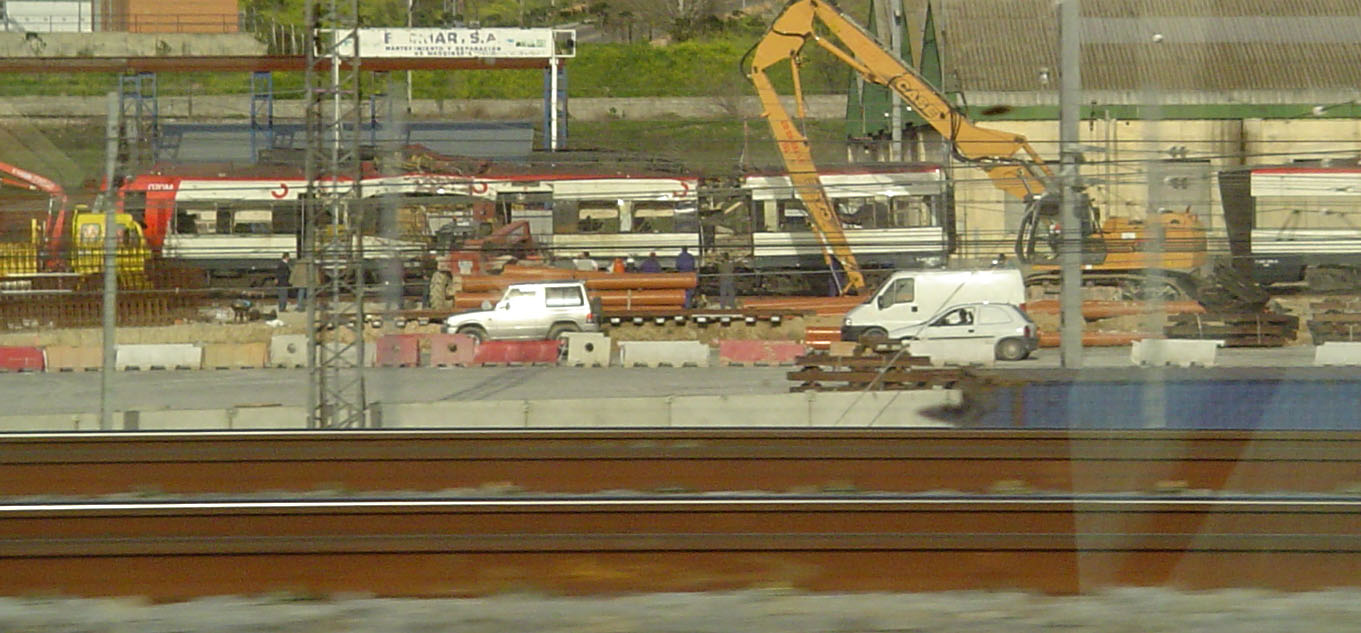
Restos de los atentados islamistas del 11 de marzo de 2004

En la mañana del 11 de marzo de 2004 la red de transporte de cercanías de la ciudad fue el escenario de los atentados del 11 de marzo de 2004 reivindicados por Al-Qaeda, el ataque terrorista más grave sufrido en España y en la Unión Europea por el que resultaron asesinadas 192 personas y se causaron heridas a más de 1900. El 11 de marzo de 2007, justo tres años después, los reyes de España inauguran en la plaza de Carlos V un monumento conmemorativo a las víctimas del atentado. El 30 de diciembre de 2006, ETA voló el aparcamiento de la terminal T4 del aeropuerto de Barajas, causando la muerte a dos personas. Desde los atentados contra Luis Carrero Blanco (1973) y el bar de la calle del Correo (1974, frente a la Dirección General de Seguridad), Madrid ha sufrido buena parte de la actividad de esta banda terrorista, así como la de otros grupos de todo signo, como los de ultraderecha, el GRAPO y el terrorismo islámico.
En el siglo XXI la ciudad sigue abordando nuevos retos: mantenimiento de la población dentro del núcleo urbano (Madrid es el municipio de España en el que el aumento del precio de la vivienda ha sido mayor); expansión de la ciudad (con la creación de nuevos barrios mediante el Plan de Actuación Urbanística: Montecarmelo, La Peseta, Arroyo del Fresno, Valdebebas, Las Tablas, Sanchinarro, Ensanche de Vallecas...); remodelación del centro histórico; absorción e integración de la inmigración que acude a la ciudad.

## Demografía
El municipio, que tiene una superficie de 605,77 km², cuenta con una población de 3 416 771 habitantes (INE 2024)
| Gráfica de evolución demográfica de Madrid entre 1842 y 2021 |
| |
| Población de derecho según los censos de población del INE Población de hecho según los censos de población del INE En 1887 crece el término del municipio porque incorpora a La Alameda. En 1947 crece el término del municipio porque incorpora a Chamartín de la Rosa En 1948 incorpora a Carabanchel Alto y Carabanchel Bajo. En 1949 incorpora a Aravaca, Barajas de Madrid, Canillas, Canillejas y Hortaleza En 1950 incorpora a Fuencarral, El Pardo, Vallecas y Vicálvaro. En 1954 incorpora a Villaverde |

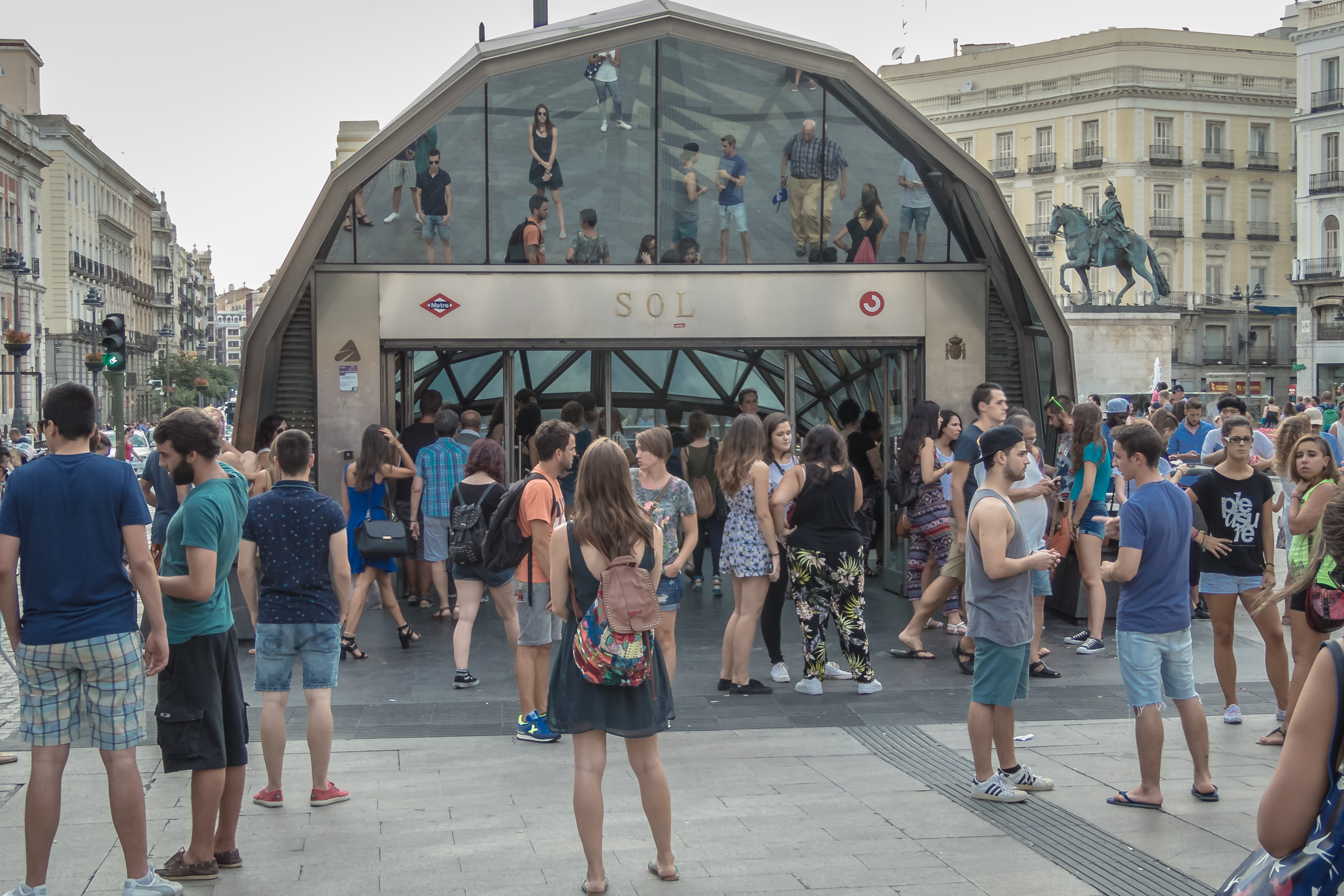
Personas en la Puerta del Sol

La población de Madrid ha ido experimentando un importante aumento desde que se transformó en capital. Este aumento es especialmente significativo durante el periodo de 1940 a 1970, en que casi triplicó su número de habitantes debido a la gran cantidad de inmigración interior. Este acelerado crecimiento y la falta de planificación urbana produjo que se organizaran núcleos de infraviviendas y zonas residenciales, principalmente en los distritos del sur, en las que los servicios públicos no llegarían hasta muchos años después.
A partir de los años 1970 este aumento se desacelera en favor de los municipios de zona metropolitana y Madrid incluso comienza a perder población. Desde 1995 el crecimiento poblacional es de nuevo positivo, debido principalmente a la inmigración exterior. Según los datos disponibles, a 1 de enero de 2019 la población de Madrid ascendía a 3 275 195 habitantes, frente a los 2 938 723 del censo de 2001.

### Movimientos de población

#### Natalidad
En 2017 se registraron 29 032 nacimientos en la ciudad de Madrid, 14 916 varones y 14 116 mujeres. La tasa de natalidad es de 9 puntos. La mayor parte de los nacimientos fueron por parte de madres de entre 35 y 40 años, suponiendo un 34 % de todos los nacimientos; le siguieron las madres de 30 a 35 años con un 32 % del total y de 25 a 30 con el 13 %. Las madres de más de 40 años supusieron el 12 % de todos los nacimientos y las de menos de 25 años un 8 %. La edad media de las madres era de 33 años.

#### Mortalidad
En 2017 se registraron 28 594 defunciones en la ciudad de Madrid.

#### Inmigración
| Puesto | País                 | N.º de personas |
| ------ | -------------------- | --------------- |
| 1      | Rumania              | 43 441          |
| 2      | China                | 40 245          |
| 3      | Venezuela            | 39 279          |
| 4      | Colombia             | 32 752          |
| 5      | Perú                 | 26 813          |
| 6      | Italia               | 25 933          |
| 7      | Ecuador              | 24 141          |
| 8      | Honduras             | 23 498          |
| 9      | Marruecos            | 23 133          |
| 10     | Paraguay             | 20 435          |
| 11     | República Dominicana | 18 170          |
| 12     | Bolivia              | 14 042          |
| 13     | Filipinas            | 13 501          |
| 14     | Portugal             | 12 086          |
| 15     | Francia              | 10 957          |
| 16     | Brasil               | 10 751          |
| 17     | Ucrania              | 9739            |
| 18     | Estados Unidos       | 8426            |
| 19     | Nicaragua            | 7620            |
| 20     | Bulgaria             | 7582            |
| 21     | Cuba                 | 7133            |
| 22     | Reino Unido          | 7041            |
| 23     | Bangladés            | 6670            |
| 24     | Argentina            | 6528            |
| 25     | Argelia              | 5976            |
| 26     | México               | 5857            |
| 27     | Polonia              | 5558            |
| 28     | Alemania             | 5162            |
| 29     | El Salvador          | 4705            |
| 30     | Chile                | 2892            |
| 31     | Puerto Rico          | 2705            |

Según el censo de 2019 la población extranjera de Madrid es de 462 343 habitantes sobre un total de 3 238 191, lo que supone el 14,12 %. Los distritos con más población inmigrante son Centro con un 22,81 %, Usera con un 22,07 %, Villaverde con un 19,50 % y Carabanchel con el 19,37 %. Por el contrario, los distritos con menor población inmigrante son Retiro con el 7,75 %, Fuencarral-El Pardo con el 8,50 %, Moratalaz con el 9,36 % y Barajas con el 9,45 %.

### Área metropolitana

Mapa de Madrid y su área metropolitana (2012)

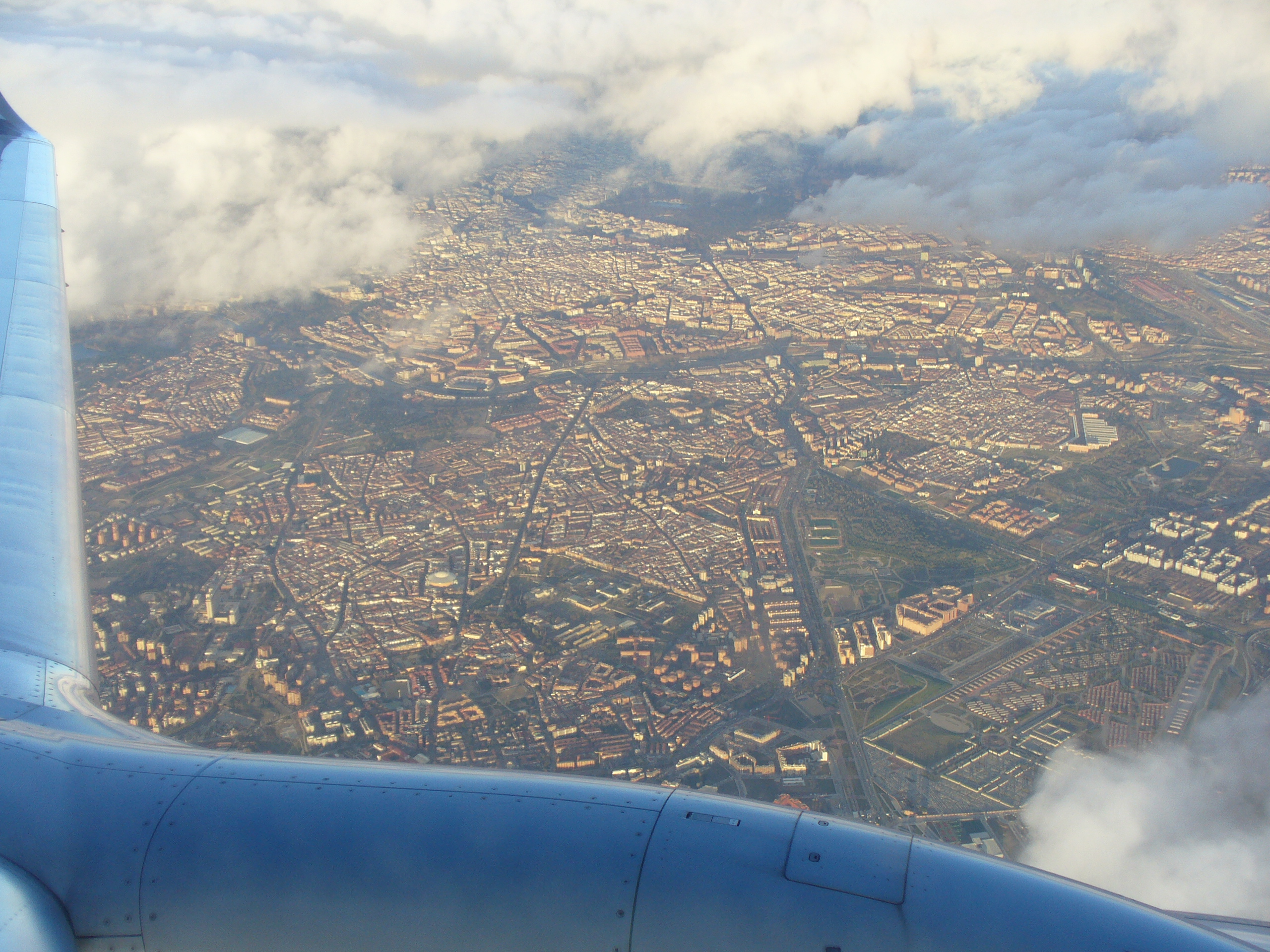
Vista aérea de Madrid

Junto a la ciudad de Madrid se conforman una serie de núcleos urbanos que establecen una relación de interdependencia entre sí. En el caso de Madrid, la interdependencia se decanta claramente a una dependencia hacia el centro del área, Madrid, lo que se conoce como un área metropolitana dependiente de su núcleo, en oposición a conurbación, en el que la dirección de la dependencia es menos clara, con una mayor interdependencia en ambos sentidos. Según el concepto moderno de área metropolitana, se clasifican regiones de distinta intensidad en sus relaciones urbanas: área urbana metropolitana, área suburbana metropolitana, área de expansión periurbana y área de difusión periurbana. Existiría otro nivel de relación, el de área de influencia de Madrid, que llegaría a zonas interiores de las comunidades autónomas vecinas de Castilla-La Mancha y Castilla y León. Cada nivel de interdependencia es más estricto que el siguiente, pudiéndose asimilar la idea de área suburbana metropolitana con la idea de área metropolitana definida por la Universidad Complutense. La población de esta área en 2004 sería de 5 045 947.

## Urbanismo

### Evolución histórica

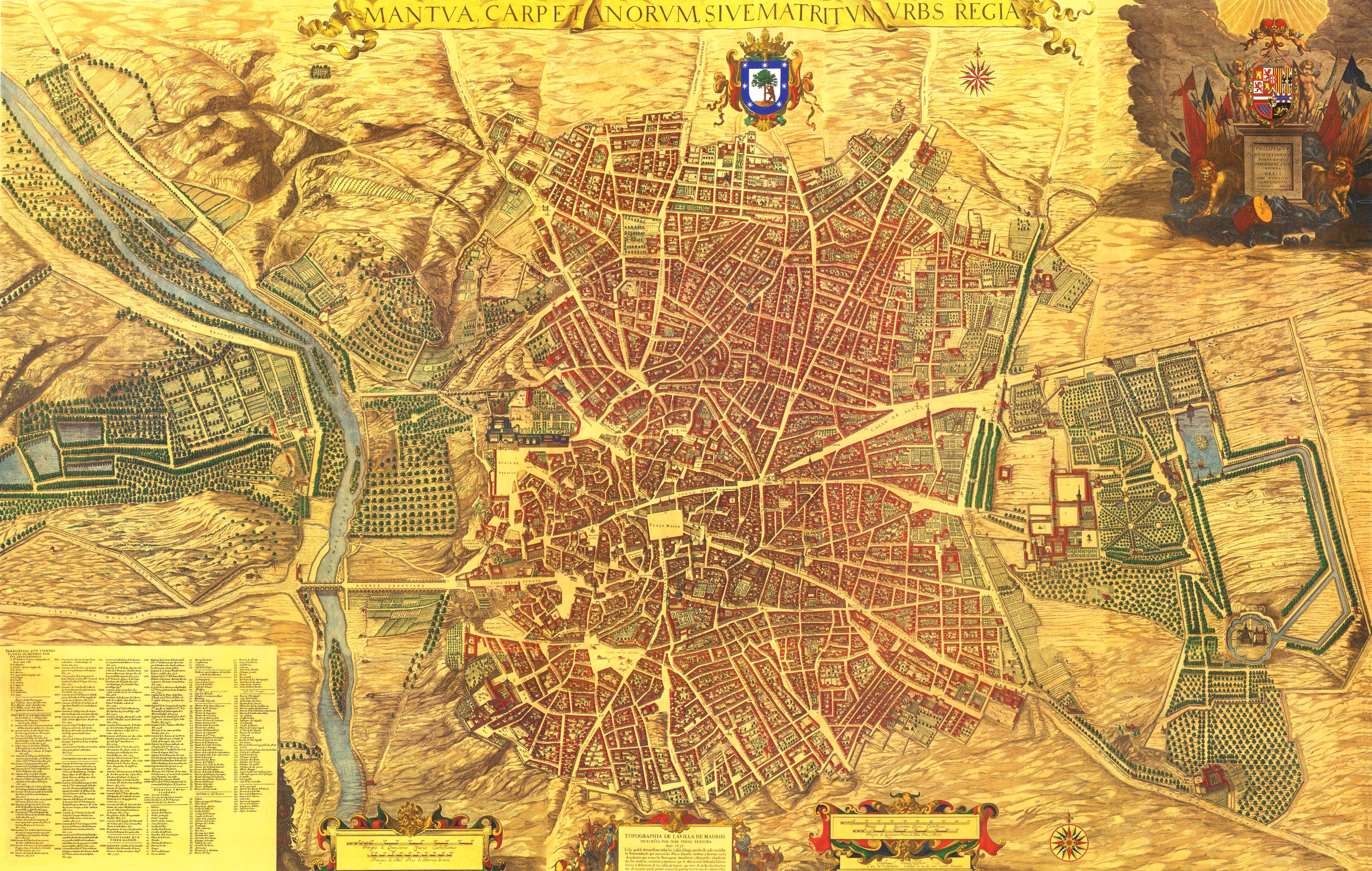
Plano de Madrid de Pedro Teixeira (1656) Mantua Carpetanorum sive Matritum Urbs Regia

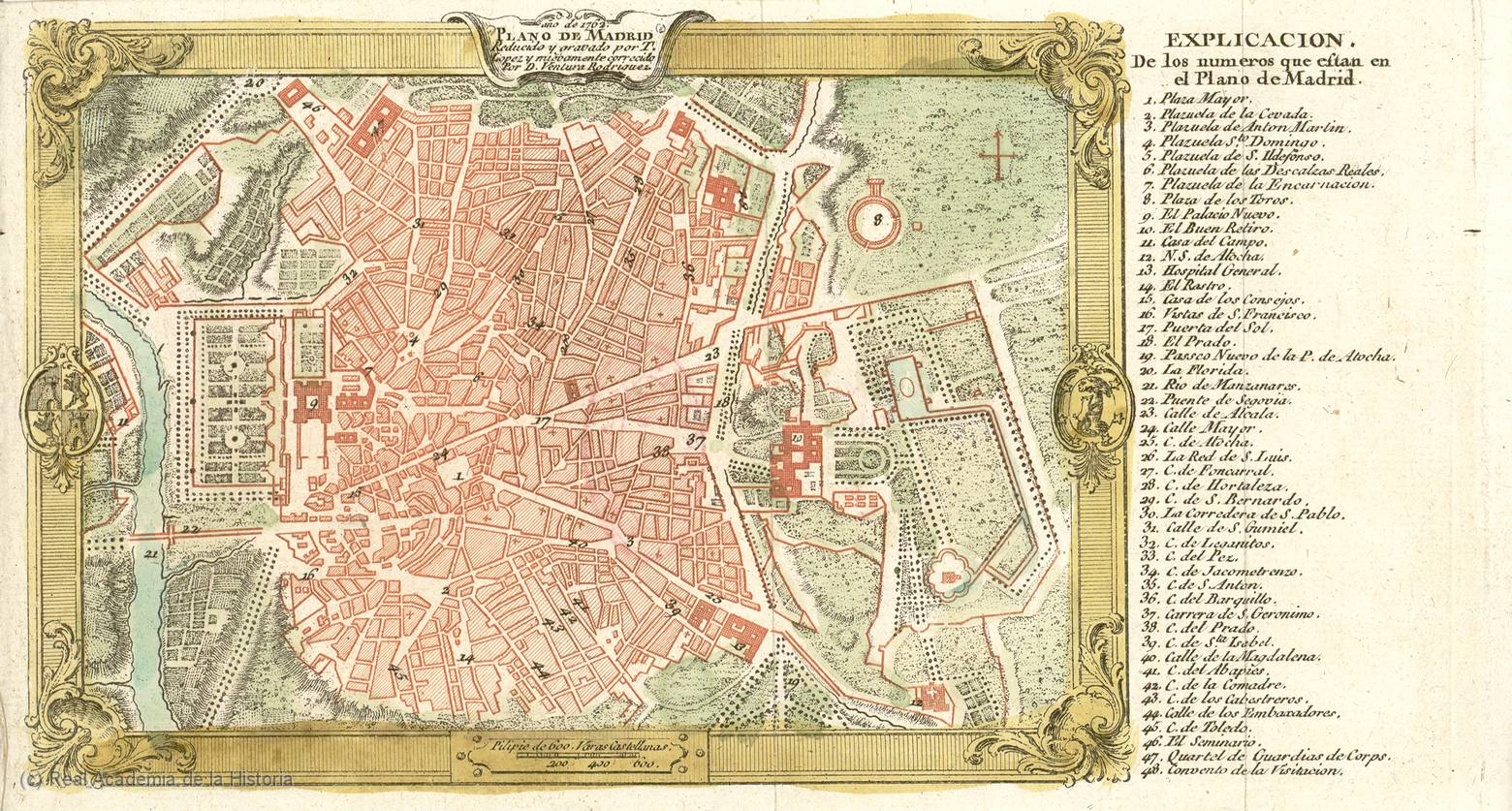
Plano de 1762, con la cerca de Felipe IV. Este muro no sería derribado sino hasta mediados del

El casco antiguo, con origen en la medina musulmana, surge de un emplazamiento estratégico (el control de un vado del Manzanares) que determinará una serie de limitaciones topográficas: la disposición del caserío original en las zonas elevadas sobre el río y el barranco de la calle de Segovia, donde se establecerán, al lado norte la alcazaba y al sur los barrios mozárabe y judío (transmutados en morería y judería con la ocupación cristiana del siglo XI).
Cuando Felipe II hizo de Madrid la capital de España, acordó con las autoridades de la Villa establecer una llamada «Carga de Aposento», que no era exactamente lo mismo que la anterior regalía de aposento, puesto que fue una carga permanente, no transitoria, que las autoridades madrileñas pactaron con el rey, a cambio de que este estableciese la capitalidad en Madrid. Según esta carga, aquellos que tuvieran una casa de más de una planta, cederían una de ellas para aposentar la gran cantidad de funcionarios y cortesanos de segundo rango que habrían de llegar a la flamante capital de un importante imperio. Las autoridades de la ciudad pensaron en las ventajas económicas que la capitalidad traería, pero los madrileños, no especialmente contentos, empezaron a construir las que fueron llamadas casas a la malicia, de una sola planta, para no sufrir las incomodidades de la Carga. Como resultado de esto el casco urbano se extendió rápidamente y en unos cuarenta años (a principios del siglo XVII) llegó hasta la cerca que más tarde se construiría (por el norte hasta los llamados bulevares y por el este hasta el arroyo de la fuente Castellana, es decir, el paseo de Recoletos y El Prado) y que perduraría prácticamente hasta el siglo XIX, mientras la ciudad volvía a crecer en altura.
Las ampliaciones urbanas necesariamente hubieron de hacerse hacia el este, por el obstáculo de las pendientes sobre el río. Las calles más amplias que desembocan en el Prado servían como espacio de «prestigio», como escenario de procesiones y paradas cortesanas. El planteamiento del paseo del Prado en tiempo de Carlos III respondía a los mismos criterios, determinó el futuro eje viario y de expansión urbana del paseo de la Castellana.
La rápida expansión del siglo XVI se hizo tan deprisa que no dejó espacio para la creación de plazas. Fue a principios del siglo XIX, con el rey José I, que tenía como pretensión equiparar Madrid a otras capitales europeas que ya contaban con museos reales abiertos al público. Con dicha institución pretendía retener las obras de arte que su hermano Napoleón y ciertos militares franceses estaban llevándose a Francia. El museo como tal no llegó a fundarse; fue su sucesor en el trono español, Fernando VII de España, quien abordó su creación y lo inauguró en 1819, como Museo del Prado. El pueblo de Madrid le apodó El rey plazuelas, puesto que abrió muchas plazas en la capital en perjuicio de iglesias y conventos, que fueron derribados. La más importante fue la plaza de Oriente, delante del Palacio Real.
Tras unos siglos en que el crecimiento quedó contenido en el casco antiguo, aumentando la densidad de ocupación originando, entre otras cosas, el modelo de las corralas, bien descrito por el costumbrismo madrileño), el ayuntamiento, impulsado por promotores privados (marqués de Salamanca), planteó una ambiciosa ampliación urbana.

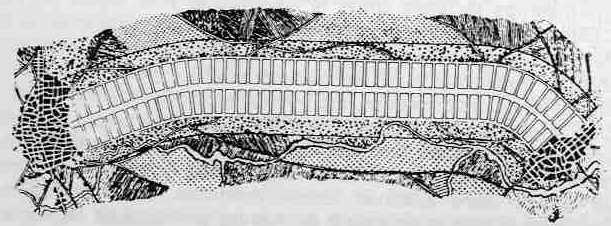
Proyecto de Ciudad Lineal de Arturo Soria, presentado en 1885

Más allá de los bulevares que se abrieron cuando se derribó la cerca del siglo XVII, se construyó el ensanche de la segunda mitad del siglo XIX proyectado por Carlos María de Castro llegando la zona urbana hasta el entonces denominado paseo de Ronda, que discurría por las actuales Reina Victoria, Raimundo Fernández Villaverde, Joaquín Costa, Francisco Silvela, Doctor Esquerdo, Reina Cristina, Infanta Isabel, Ronda de Atocha, Ronda de Valencia y Ronda de Toledo. De 1878 a 1910 duran los trámites de expropiación para la construcción del cementerio de la Almudena en tierras del entonces pueblo de Vicálvaro, motivo por el este pierde parte de su territorio en favor de la capital, al desgajarse de él las conocidas como Huertas de Vicálvaro (los barrios de La Elipa y Las Ventas del Espíritu Santo). En las zonas que quedan en el extrarradio del ensanche van apareciendo núcleos espontáneos de viviendas de autoconstrucción más o menos precarias en las vías de acceso a la ciudad.

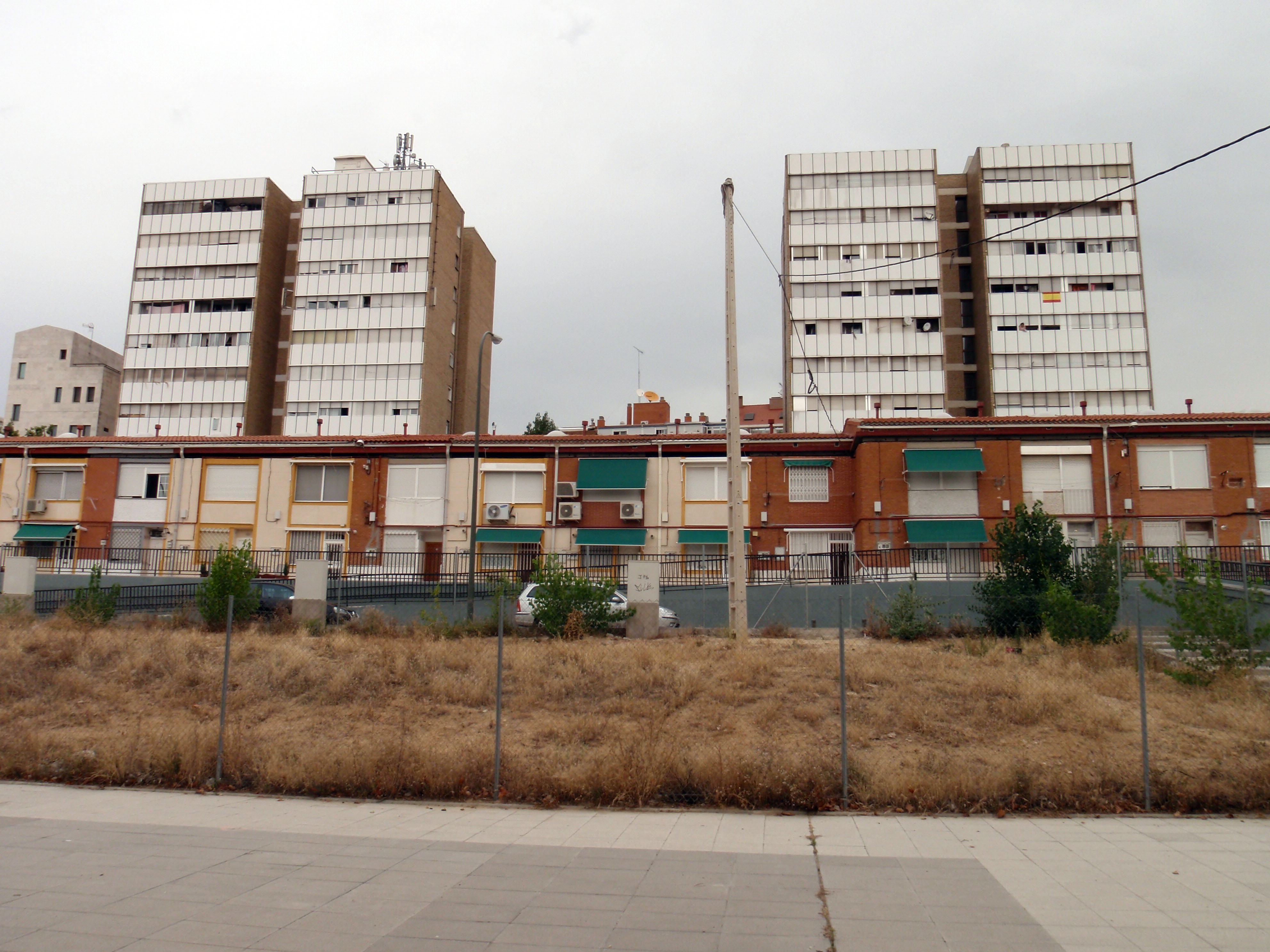
Bloques de viviendas en Canillas, uno de los municipios absorbidos por Madrid a lo largo del

A comienzos del siglo XX se planifica en su zona noreste la Ciudad Lineal de Arturo Soria. Su ambicioso plan no llegó a completarse en todos sus extremos, y su integración con la naturaleza quedó definitivamente desvirtuada con la urbanización de todos los espacios intermedios, tanto hacia el centro urbano como hacia el exterior. También se amplió la edificabilidad en la mayor parte de las parcelas, aunque todavía hay algunas siguen teniendo el mismo aspecto que a principios de siglo. También es uno de los pocos bulevares que se han conservado.
Desde finales del siglo XIX el centro histórico sufrió alteraciones puntuales de alguna importancia, siendo la intervención más significativa la apertura de la Gran Vía, que junto con zonas de la Castellana (Nuevos Ministerios, AZCA) forman unos ejes pantalla que aíslan a ambos de sus lados zonas de menor altura de edificación y menor anchura del viario.
La periferia urbana del siglo XX corresponde con el espacio exterior a la llamada almendra central, definida por la M-30, y que corresponde en su mayor parte a los antiguos municipios absorbidos tras la Guerra Civil. Además de los cascos históricos de esas poblaciones, las nuevas áreas residenciales creadas en el antiguo suelo agrícola fueron barrios de chabolas posteriormente reedificados (como Orcasitas, El Pozo del Tío Raimundo o La Celsa); o zonas de planificación de los años 1950 (San Blas); o promociones privadas de especulación urbanística de los años 1970 (barrio del Pilar) que a veces se han calificado de chabolismo vertical. Los espacios intersticiales son ocupados por zonas de utilización productiva o los equipamientos públicos, que en la mayor parte de los casos tuvieron que conformarse con el escaso suelo que quedó libre de la especulación, en ausencia de una planificación con mayor perspectiva.
En el siglo XXI la ciudad se expande con la creación de nuevos ensanches realizados en forma de damero, para acoger a la clase media y alta que decide abandonar el centro de la ciudad a favor de nuevas urbanizaciones cercanas a zonas verdes. Este Plan de Actuación Urbanística incluye los barrios de Montecarmelo, La Peseta, Arroyo del Fresno, Valdebebas, Las Tablas, Sanchinarro, Ensanche de Vallecas, etc. Estos ensanches incluyeron dos tipos de propuestas arquitectónicas: construcción de viviendas singulares y de autor realizadas por prestigiosos arquitectos; o construcción de grandes urbanizaciones de promoción privada con altos precios y lujosas dotaciones. El origen de estos ensanches coincide con el crecimiento de la burbuja inmobiliaria en España, en torno a 2005-2010.

### Arquitectura
La mayor parte de los lugares turísticos de Madrid se encuentran en el interior de la llamada almendra central (la zona circundada por la M-30), principalmente en los distritos Centro, Salamanca, Chamberí, Retiro y Arganzuela.

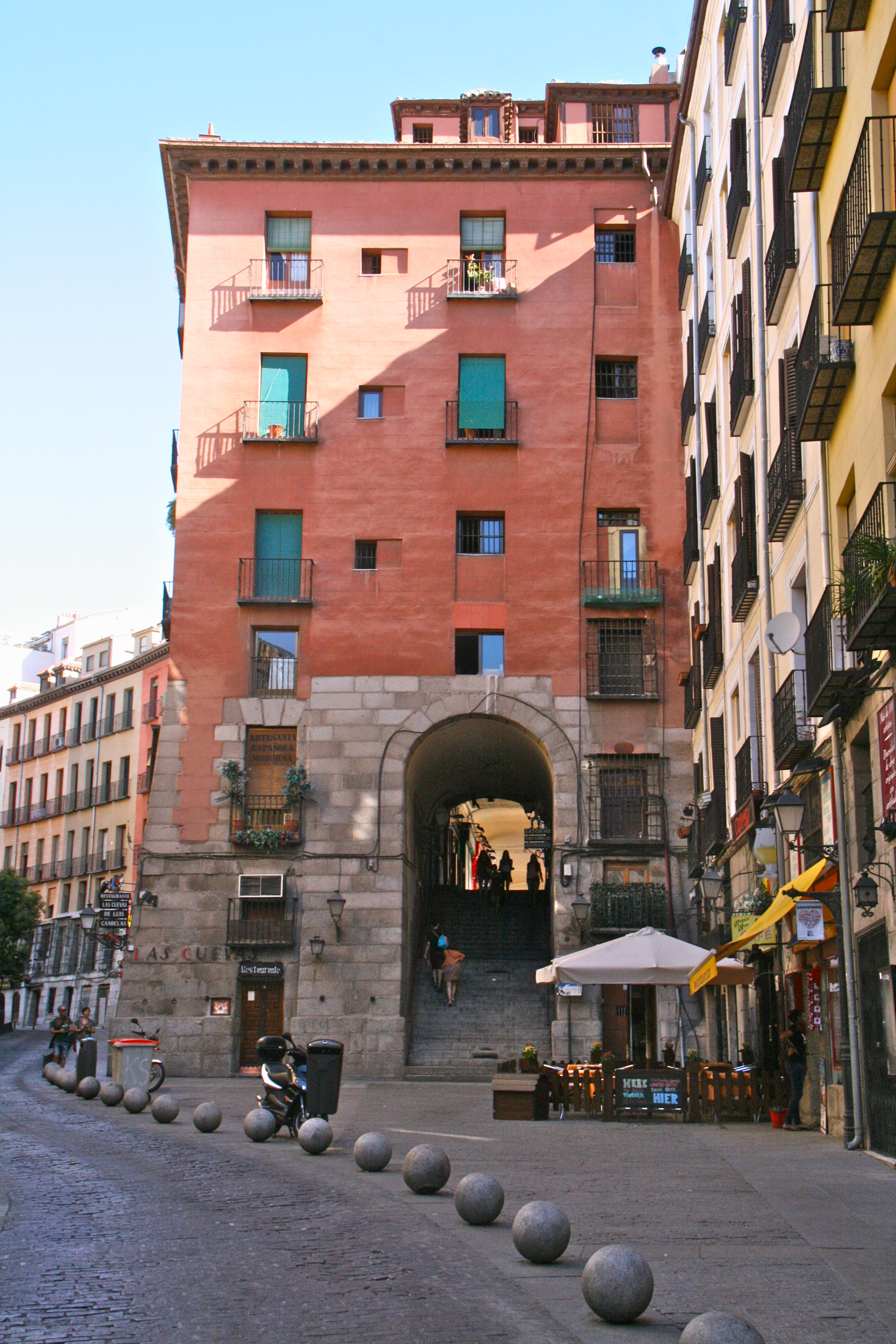
Arco de Cuchilleros en la Cava de San Miguel, junto a la plaza Mayor

El centro neurálgico de Madrid es la Puerta del Sol. En ella, frente a la Real Casa de Correos (actual sede de la Comunidad de Madrid), está el kilómetro 0, punto de partida de la numeración de todas las carreteras radiales del país. La razón es que cuando se hizo dicha numeración, en el siglo XIX, la Real Casa de Correos era la sede del Ministerio de la Gobernación, equivalente al actual Ministerio del Interior, que era el que tenía las competencias en la materia. De esta plaza nacen diez calles: calle Mayor, Arenal, Preciados, del Carmen, Montera, Alcalá, carrera de San Jerónimo, calle de Espoz y Mina, Carretas y del Correo.
La calle Mayor conduce hasta la plaza Mayor, construida y reconstruida en sucesivas intervenciones de los Maestros Mayores de Obras de Madrid, los arquitectos más presentes en el plano madrileño, como Juan Gómez de Mora (1619) o Juan de Villanueva (1790). Continuando por el llamado Madrid de los Austrias (en referencia a la dinastía de los Austrias) se llega finalmente a la calle de Bailén, cerca de la catedral de la Almudena y de la Real Basílica de San Francisco el Grande (Francisco Cabezas y Francesco Sabatini, 1784). La catedral de la Almudena tuvo diversos proyectos desde el siglo XVIII (Ventura Rodríguez) hasta llegar al que finalmente se ejecutó (el de Fernando Chueca Goitia y Carlos Sidro, ganadores del concurso convocado en 1950); la cripta neorrománica de la catedral es la parte más antigua y valiosa del conjunto, de finales del siglo XIX (autoría de Francisco de Cubas). Cerca de este punto se encuentra el origen de Madrid, las ruinas de la muralla musulmana y Torre de los Huesos de la antigua fortaleza de Mayrīt, así como de la posterior muralla cristiana. En este entorno se encuentran algunas de las zonas ajardinadas más bellas de la ciudad, como el Campo del Moro y los Jardines de Sabatini (y algo más al oeste están la Casa de Campo y el parque Madrid Río, cruzado por el puente de Segovia —Juan de Herrera— y puente de Toledo —Pedro de Ribera—, cercano este a la puerta de Toledo —de Antonio López Aguado—).

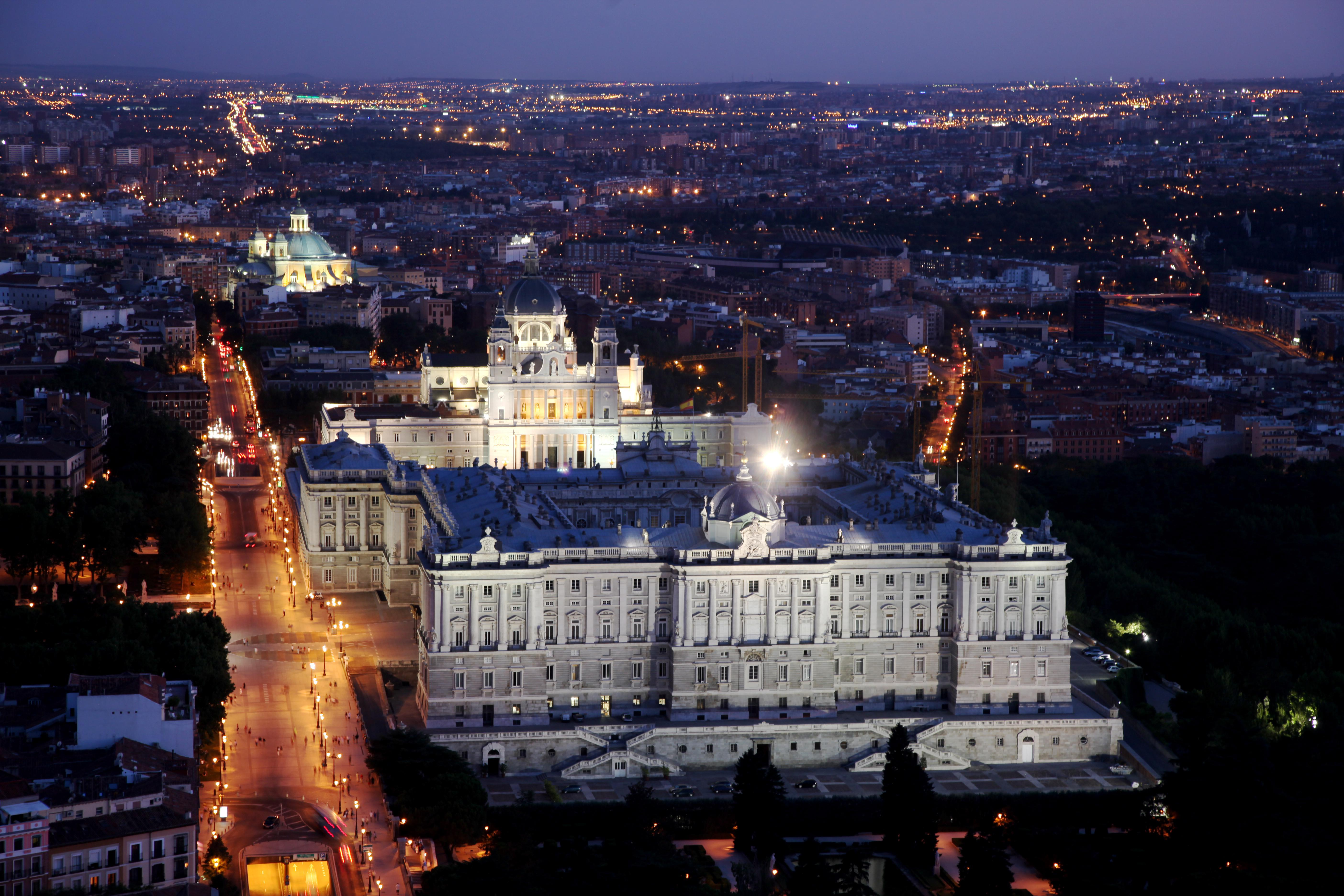
El Palacio Real y la calle de Bailén

La calle de Arenal llega a la plaza de Ópera, donde se encuentra el Teatro Real (Antonio López Aguado y Custodio Moreno, 1850). Continuando, se llega hasta la plaza de Oriente, donde se encuentra el Palacio Real (Filippo Juvara y Juan Bautista Sachetti, 1738-1764) en el cruce con la calle Bailén. Desde allí en sentido norte se llega hasta la plaza de España, que con 36 900 m² es la plaza más grande de España, en la que se encuentran el monumento a Miguel de Cervantes, los edificios España y Torre de Madrid y el Templo de Debod (un templo egipcio trasladado piedra a piedra a España como agradecimiento por la ayuda ofrecida en la construcción de la presa de Asuán). También en la plaza de España (en dirección hacia el este) nace la calle de la Princesa que conduce hasta la plaza de Moncloa (coronada por el Faro de Moncloa) y la Ciudad Universitaria; por otra parte, desde plaza de España (en dirección hacia el oeste) nace la Gran Vía de Madrid.

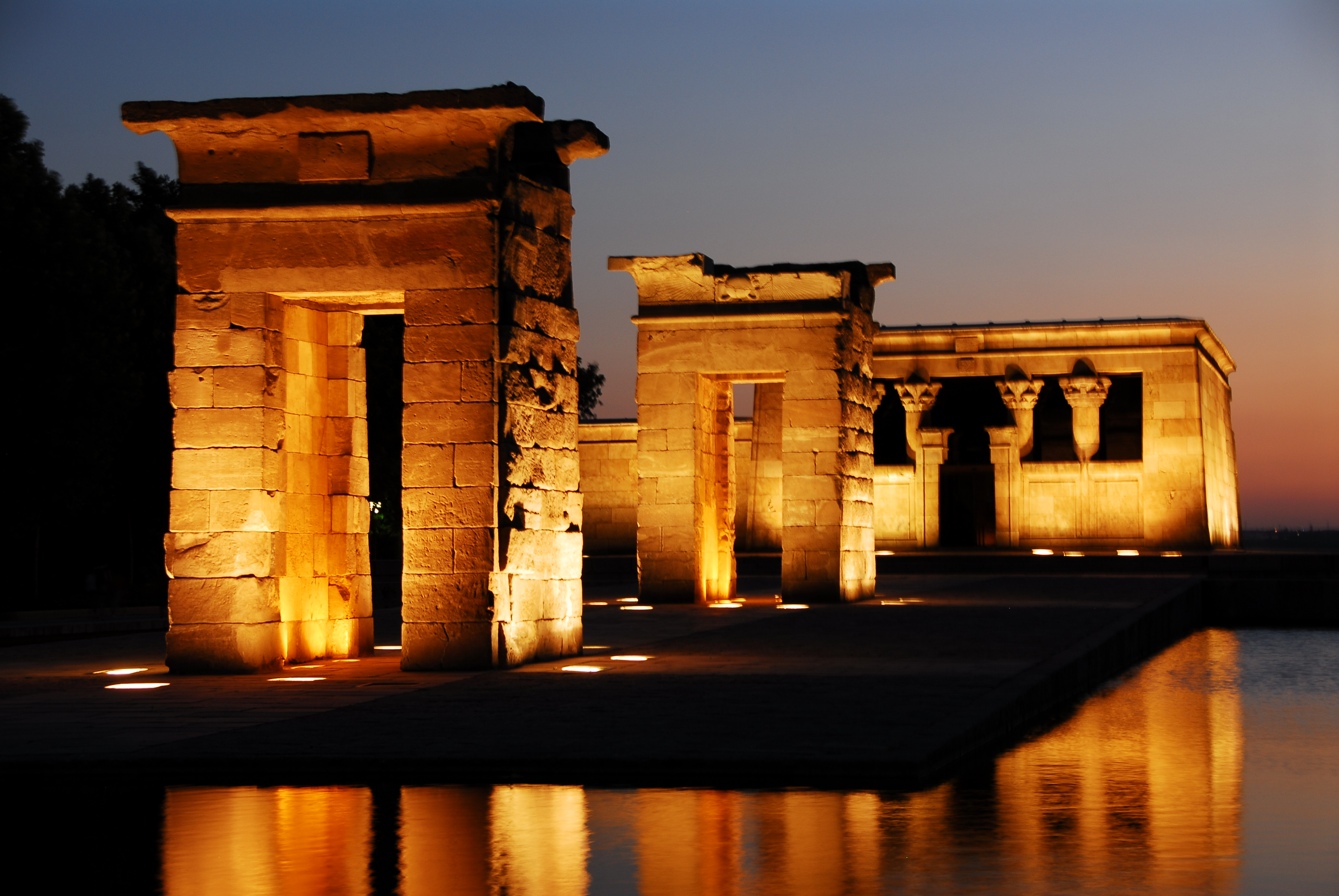
Templo de Debod, transportado piedra a piedra desde Egipto

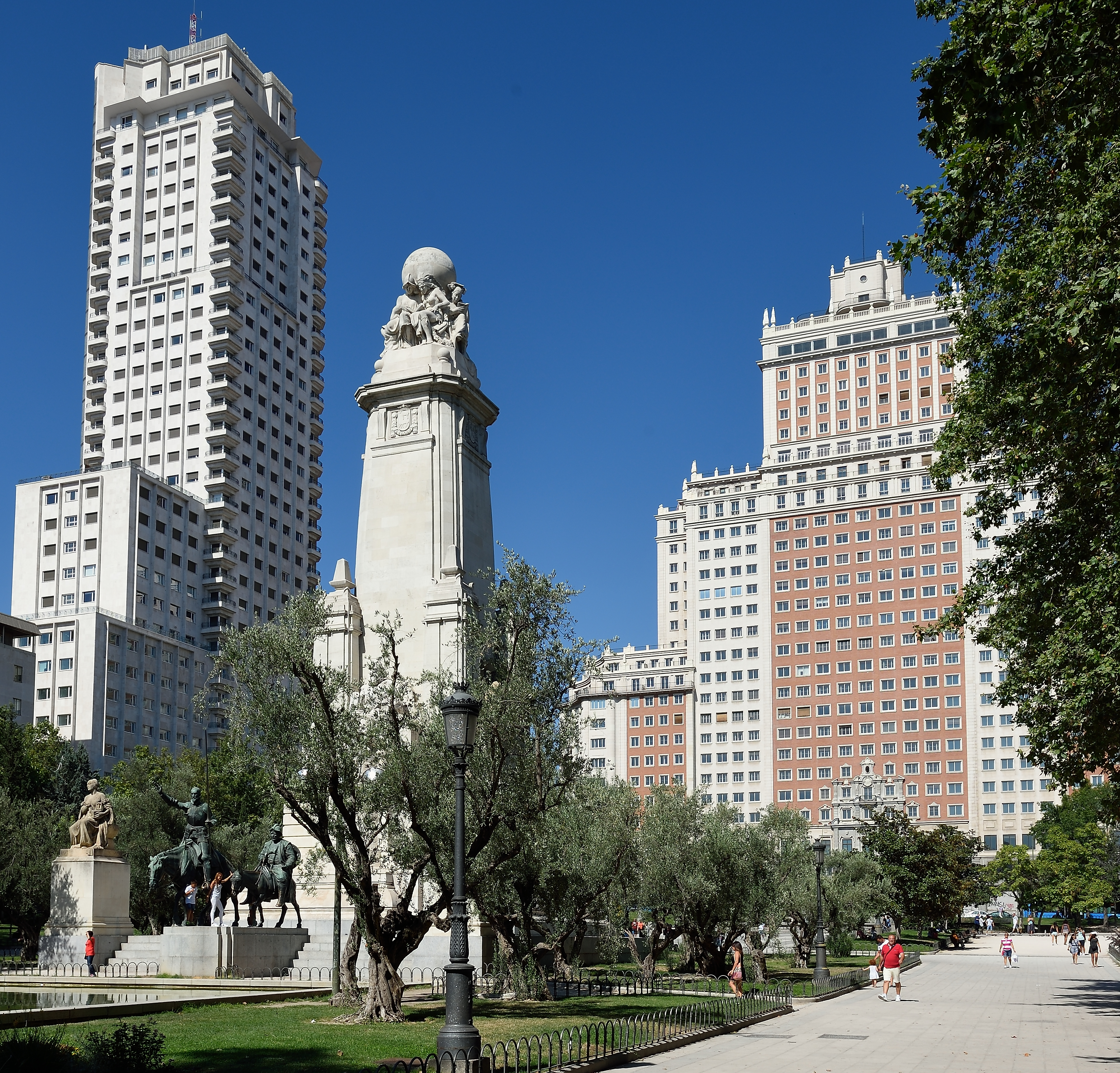
Plaza de España: a la izquierda, la Torre de Madrid; en el centro, el monumento a Miguel de Cervantes; y a la derecha, el edificio España

La calle de Preciados, calle del Carmen y la calle de la Montera nacen en la Puerta del Sol y se dirigen hacia el norte cortando la Gran Vía de Madrid. Las calles del Carmen y Preciados lo hacen en la plaza del Callao y dejan al norte el barrio de Malasaña (de una importante actividad nocturna y cultural); y en el cruce de Gran Vía con la calle Montera, la zona de Malasaña deja paso al barrio de Chueca (centro neurálgico LGTB en España). La Gran Vía, que nace en la plaza de España, llega finalmente hasta el cruce con la calle de Alcalá en las inmediaciones de la fuente de Cibeles y el paseo de la Castellana.
La calle de Alcalá conduce desde la Puerta del Sol hacia el noreste de la ciudad. Desde ella se llega a la plaza de Cibeles, en la que se encuentran lugares emblemáticos como la fuente de Cibeles, el Banco de España o el Palacio de Comunicaciones (Antonio Palacios, 1918), actual sede del Ayuntamiento de Madrid. Posteriormente la calle alcanza la plaza de la Independencia, en la que se encuentran la puerta de Alcalá, la calle de Serrano y una entrada al parque del Retiro (en el que se encuentran lugares emblemáticos como el palacio de Cristal de 1887 —Ricardo Velázquez Bosco—, el Estanque Grande, el Casón del Buen Retiro o la Casa de Fieras). La calle de Alcalá continúa cruzando el barrio de Salamanca (milla de oro de Madrid donde se encuentran las firmas de moda y lujo más importantes del mundo) hasta llegar a las inmediaciones del Palacio de Deportes (en la calle de Goya). Más adelante, la calle de Alcalá llega a la plaza de Toros de Las Ventas (de José Espeliús en 1929, ejemplo muy tardío del estilo neomudéjar). La calle de Alcalá cruza la M-30 y continúa hasta llegar a la carretera A-2 en las inmediaciones del aeropuerto Adolfo Suárez Madrid-Barajas.
La carrera de San Jerónimo sale desde la Puerta del Sol hacia el sureste, cruzando la plazas de Canalejas y la plaza de las Cortes (junto al Palacio de las Cortes, sede del Congreso de los Diputados), hasta finalmente llegar a la plaza Cánovas del Castillo, donde se encuentra la fuente de Neptuno y los famosos hoteles históricos Ritz y Palace. Junto a ellos se encuentra el llamado Triángulo del Arte (museo del Prado, Reina Sofía y Thyssen-Bornemisza), en el ajardinado salón del Prado. No muy lejos se encuentra el jardín botánico, el Observatorio Astronómico (Juan de Villanueva), el Ministerio de Agricultura (de Ricardo Velázquez Bosco), la Basílica de Nuestra Señora de Atocha, el Panteón de Hombres Ilustres (Fernando Arbós y Tremanti) y la Real Fábrica de Tapices. También en este entorno se encuentra la iglesia de San Jerónimo el Real, el Palacio de la Bolsa (de Enrique María Repullés) y la Real Academia de la lengua Española.

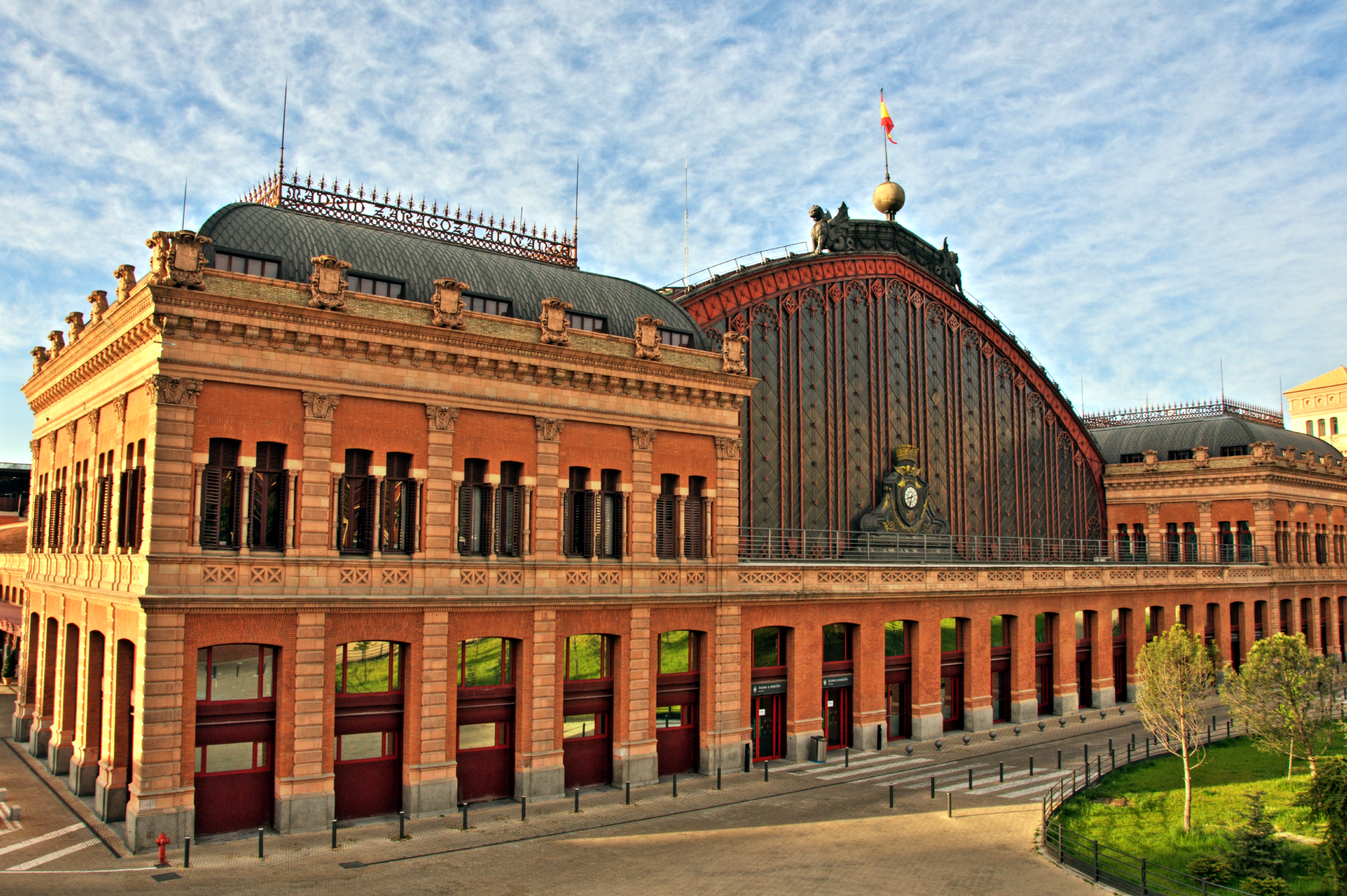
Estación de Atocha

La calle del Correo, calle de Carretas y la calle de Espoz y Mina, parten desde la Puerta del Sol hacia el sur, hacia el barrio de las Letras (zona donde se encuentran multitud de bares de copas y pubs, especialmente en el entorno de la calle de Huertas, calle de Atocha y la plaza de Santa Ana), y posteriormente se llega hasta el barrio de Lavapiés (actual zona multicultural de bares). El barrio de las Letras termina en el paseo del Prado, en las inmediaciones de la glorieta del Emperador Carlos V y la emblemática estación de Atocha (del ingeniero y arquitecto Alberto de Palacio, ampliada en la década de 1990 por Rafael Moneo). En esta zona también se encuentra el Museo del Ferrocarril, en el distrito de Arganzuela.

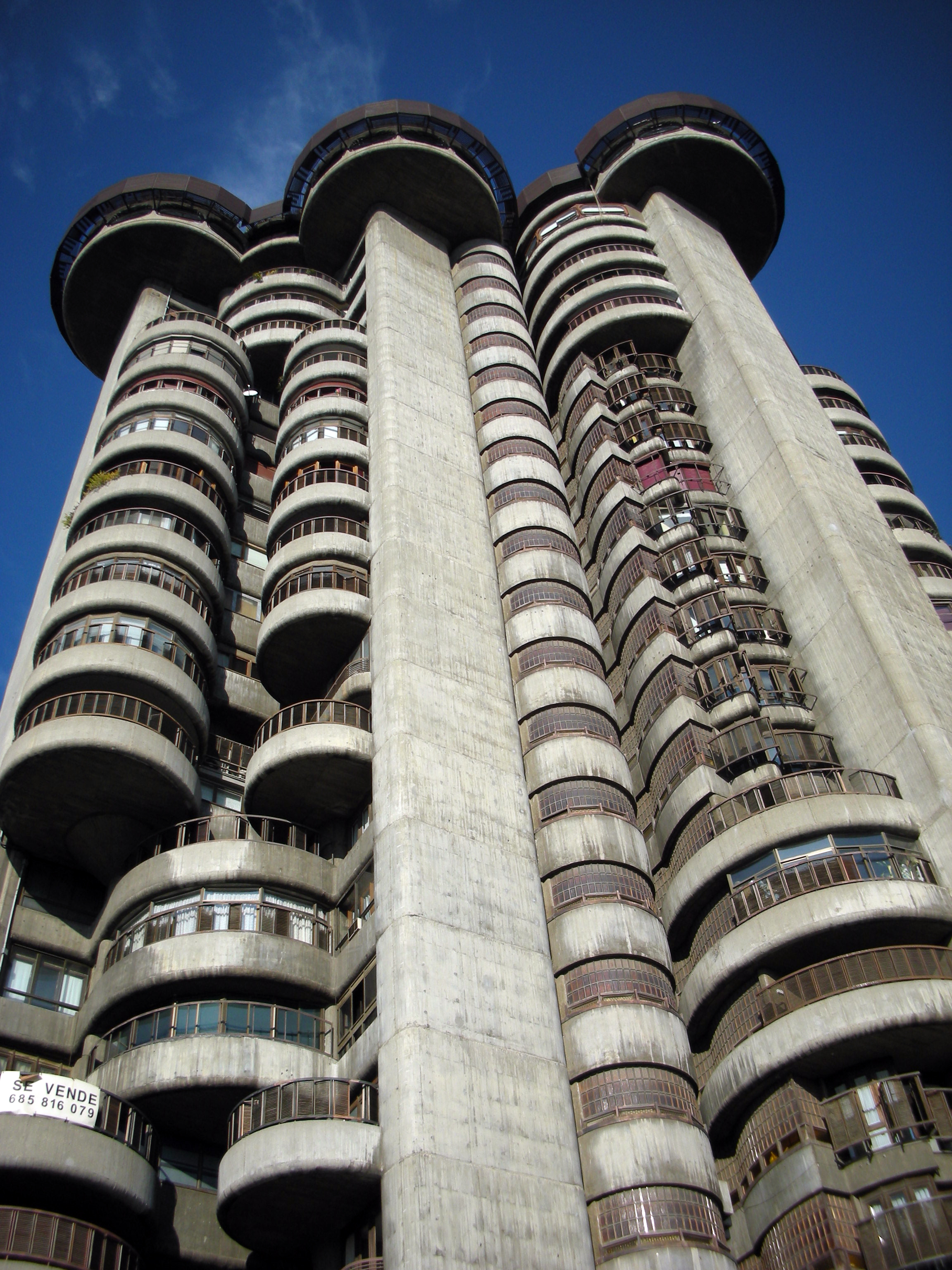
Torres Blancas de Sáenz de Oiza

El paseo del Prado, que desde 2021 ha sido incluido en la lista de Patrimonio de la Humanidad, formando parte del Paisaje de la Luz. comienza en la glorieta del Emperador Carlos V y llega hasta la fuente de Cibeles, continuando hacia el norte con el nombre de paseo de Recoletos hasta la plaza de Colón, en la que se encuentra la Biblioteca Nacional (Francisco Jareño), las Torres de Colón (Antonio Lamela) y un centro cultural subterráneo bajo los Jardines del Descubrimiento (en el espacio ocupado por la antigua Casa de la Moneda —obra de Jareño— y en cuyo exterior se levantan el monumento al Descubrimiento de América —de Joaquín Vaquero Turcios—). Allí también se encuentra el monumento a Colón (de Arturo Mélida y Jerónimo Suñol) y la bandera de España más grande del país (con una superficie cercana a los 300 metros cuadrados y un mástil de 50 metros de altura). En este punto, el paseo de Recoletos cambia de nuevo su nombre a paseo de la Castellana, se convierte en una de las vías más importantes de la capital, donde se localiza el estadio Santiago Bernabéu junto las áreas empresariales de Nuevos Ministerios, AZCA y Cuatro Torres Business Area (con algunos de los edificios más altos del país, como las Cuatro Torres). Cercano a ello se levantan algunas obras destacadas de la arquitectura contemporánea en Madrid: la Torre del Banco de Bilbao (de Francisco Javier Sáenz de Oiza, autor asimismo de otro de los hitos de este periodo: el edificio Torres Blancas), la Torre Picasso y las populares Torres Kio (dos torres gemelas inclinadas), desde donde nace el espacio Madrid Nuevo Norte.

#### Rascacielos

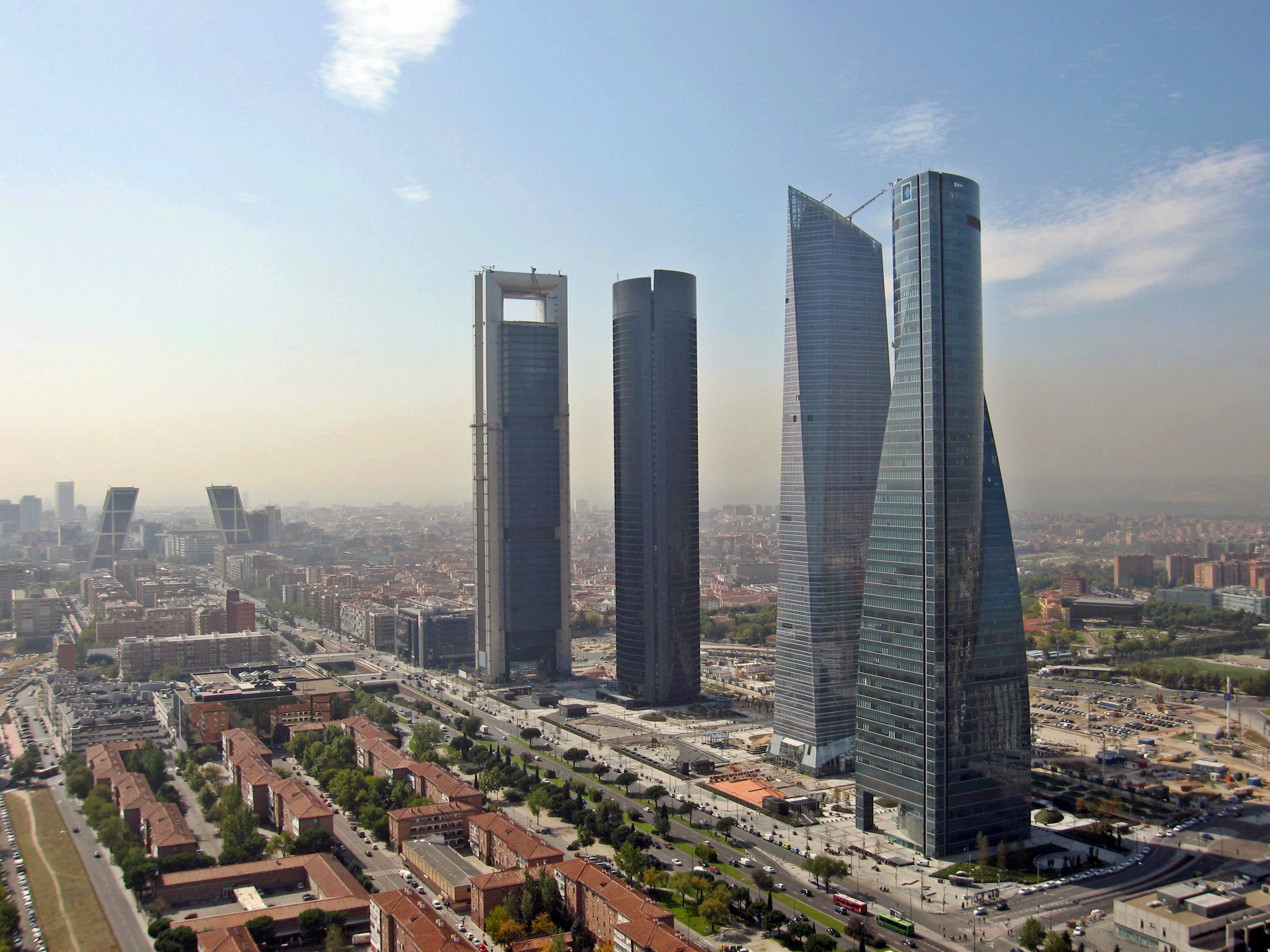
Cuatro Torres Business Area

Si bien Madrid nunca ha sido una ciudad que destaque por sus rascacielos, durante el siglo XX, especialmente con la construcción de la Gran Vía, se levantaron los primeros edificios que, aunque no podían considerarse rascacielos, sí eran edificios destacados. No es hasta 1953 cuando se levanta el primer rascacielos en Madrid, el edificio España y en 1957 le supera la Torre de Madrid. En la década de 1980 se levantan los rascacielos de AZCA, como la Torre Picasso y la torre de telecomunicaciones Torrespaña (popularmente conocido como el Pirulí), si bien esta no se suele considerar como un rascacielos. Durante el siglo XXI fue construida en AZCA la Torre Titania (de 104 metros, erigida en el solar de la destruida Torre Windsor); y en el paseo de la Castellana se edificó el parque empresarial Cuatro Torres Business Area (Torre Espacio, Torre de Cristal, Torre PwC y Torre Cepsa), complejo de cuatro rascacielos de más de 200 metros de altura, los cuatro más altos de España. Junto a ellas, en 2020 se construye la Torre Caleido.

#### Iglesias
Madrid cuenta con un considerable número de iglesias, templos cristianos cuya mayor parte pertenece al culto católico, aunque también hay templos cristianos protestantes y ortodoxos.

#### Palacios
En Madrid existen numerosos inmuebles considerados palacios, entre los que se incluyen varias residencias de la realeza española.
Destaca el Palacio Real de Madrid, obra imponente, uno de los más hermosos y mejor conservados de Europa. Con más de 135.000 metros es una de las pocas residencias oficiales de jefes de Estado que está abierta al público.

### Escultura urbana

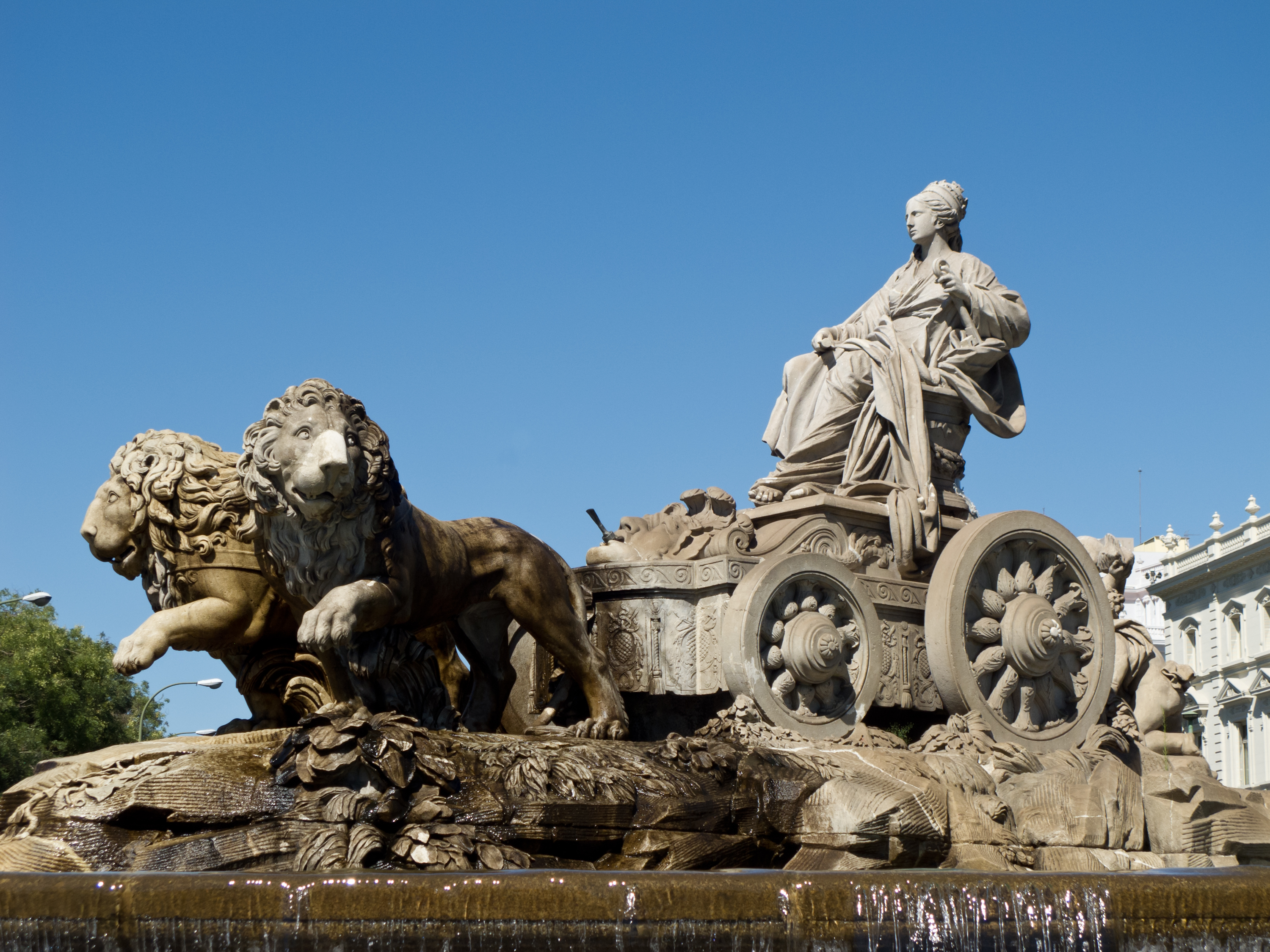
Fuente de Cibeles, una de las imágenes icónicas de Madrid

Las calles de Madrid son un verdadero museo de escultura al aire libre. Desde el siglo XVIII, el espacio del salón del Prado se adornó con un programa iconográfico de fuentes monumentales con referencias clásicas: la fuente de la Alcachofa, las Cuatro Fuentes, la fuente de Neptuno, la fuente de Apolo y la fuente de Cibeles, todas ellas diseñadas por Ventura Rodríguez. En las tres puertas del Museo del Prado se encuentran las estatuas dedicadas a Murillo (Sabino Medina), Velázquez (Aniceto Marinas) y Goya (Mariano Benlliure); y a continuación, en la plaza de la Lealtad se encuentra el obelisco a los caídos por España con una llama de fuego encendida permanentemente. A continuación del salón de Prado, en el paseo de la Castellana se encuentra una serie de estatuas de literatos españoles en las escalinatas de la Biblioteca Nacional (y en su interior, una destacable de Marcelino MenéndezPelayo). En el paseo de la Castellana se sitúan notables estatuas de los siglos XIX y XX como la estatua de Colón, el monumento a Castelar (de Mariano Benlliure, prolífico escultor que tiene mucha obra expuesta en calles, edificios y en el Panteón de Hombres Ilustres de Madrid), la Mano de Fernando Botero, el monumento a la Constitución (un cubo de mármol de Macael –Almería–), el Monumento a José Calvo Sotelo (en la plaza de Castilla) y el llamado Museo de Escultura al aire libre de la Castellana, dedicado a obras abstractas, entre las que destaca la Sirena varada (de Eduardo Chillida) y Unidades Yunta (de Pablo Serrano). En el paseo de la Castellana también se localizan Importantes esculturas del siglo XXI: en la plaza de Castilla destaca el Obelisco de Calatrava, y en la plaza de Colón se erigen la Rana de la Fortuna (de Eladio de Mora) y la cabeza Julia (de Jaume Plensa).

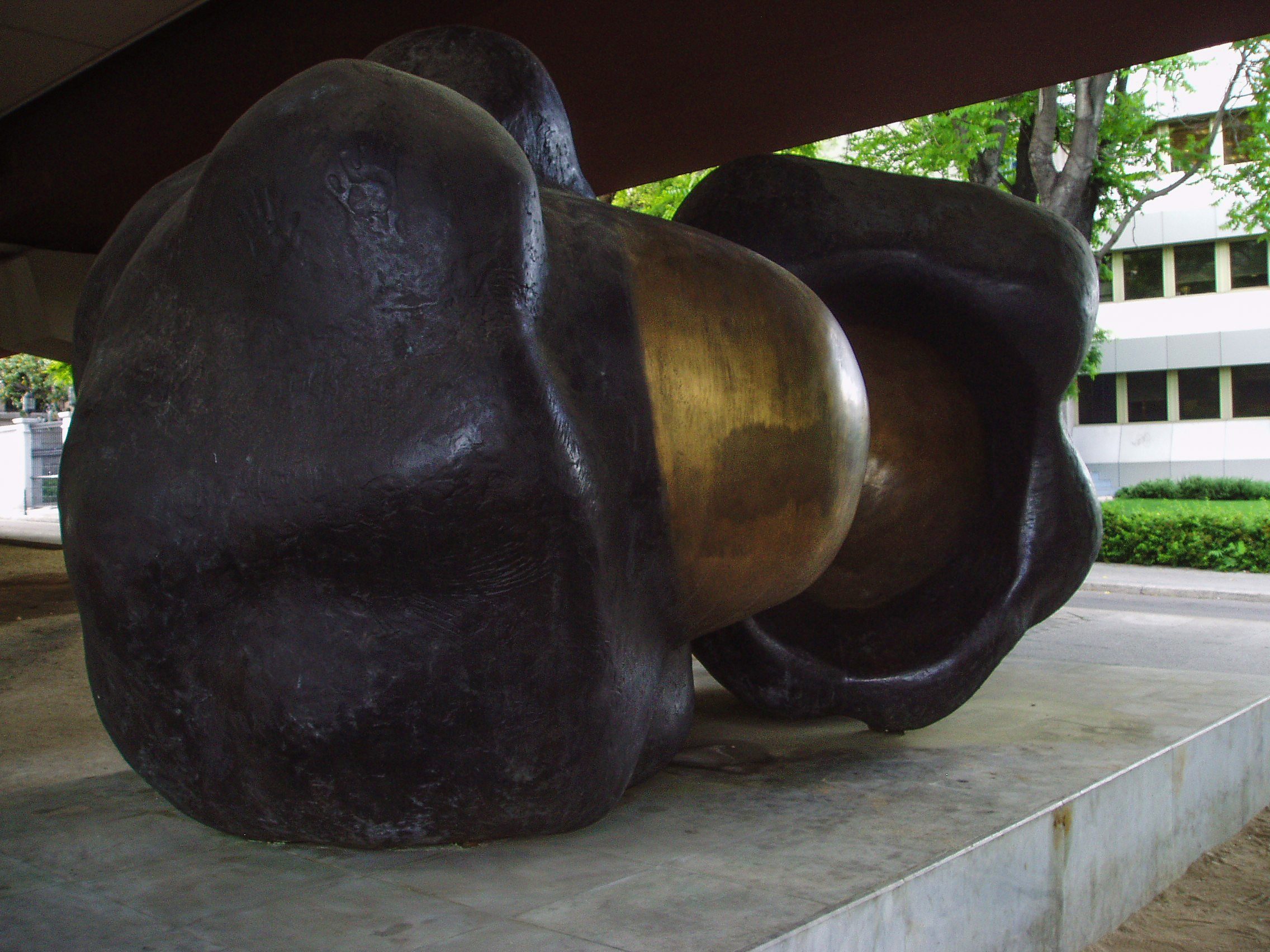
Pablo Serrano: Unidades-yunta, Madrid (1972)

Las esculturas ecuestres son particularmente importantes en la ciudad. Cronológicamente, destacan dos esculturas del siglo XVII: la de Felipe III, en la plaza Mayor (obra de Giambologna) y la de Felipe IV en la plaza de Oriente (una de las estatuas más importante de Madrid por ser considerada como la primera estatua ecuestre del mundo sujetada únicamente por las patas traseras del caballo) proyectada por Velázquez y construida por Pietro Tacca con asesoramiento científico de Galileo Galilei. En la Puerta del Sol se encuentra una escultura ecuestre de Carlos III, realizada sobre un diseño del siglo XVIII. Del siglo XIX son la estatua de Espartero (en la calle de Alcalá frente al Retiro) y la del Marqués del Duero (en el paseo de la Castellana). En Nuevos Ministerios estuvo la estatua ecuestre de Francisco Franco (de José Capuz), que se retiró en 2004 por decisión del gobierno de José Luis Rodríguez Zapatero, suscitando algún escándalo y coincidiendo con el debate sobre memoria histórica.
En el centro de la ciudad de Madrid se encuentran importantes zonas escultóricas con notables monumentos: en la plaza de Oriente se exhibe una serie de reyes de España desde los visigodos y los distintos reinos cristianos medievales, que fueron bajados de la cornisa del Palacio Real de Madrid donde previamente se habían colocado, a consecuencia, según una versión, de un sueño premonitorio de la reina Isabel de Farnesio, en el que vio como las estatuas se venían abajo, lo que interpretó como una caída de la monarquía. La otra versión dice que el motivo fueron los problemas de cimentación que se vio que su considerable peso podía causar, por lo que fueron sustituidas por adornos más ligeros. Otras de estas estatuas se conservan en los Jardines de Sabatini, en el parque del Retiro, en el Salón de Reinos (antiguo Museo del Ejército) o en las ciudades de Burgos y Toledo.

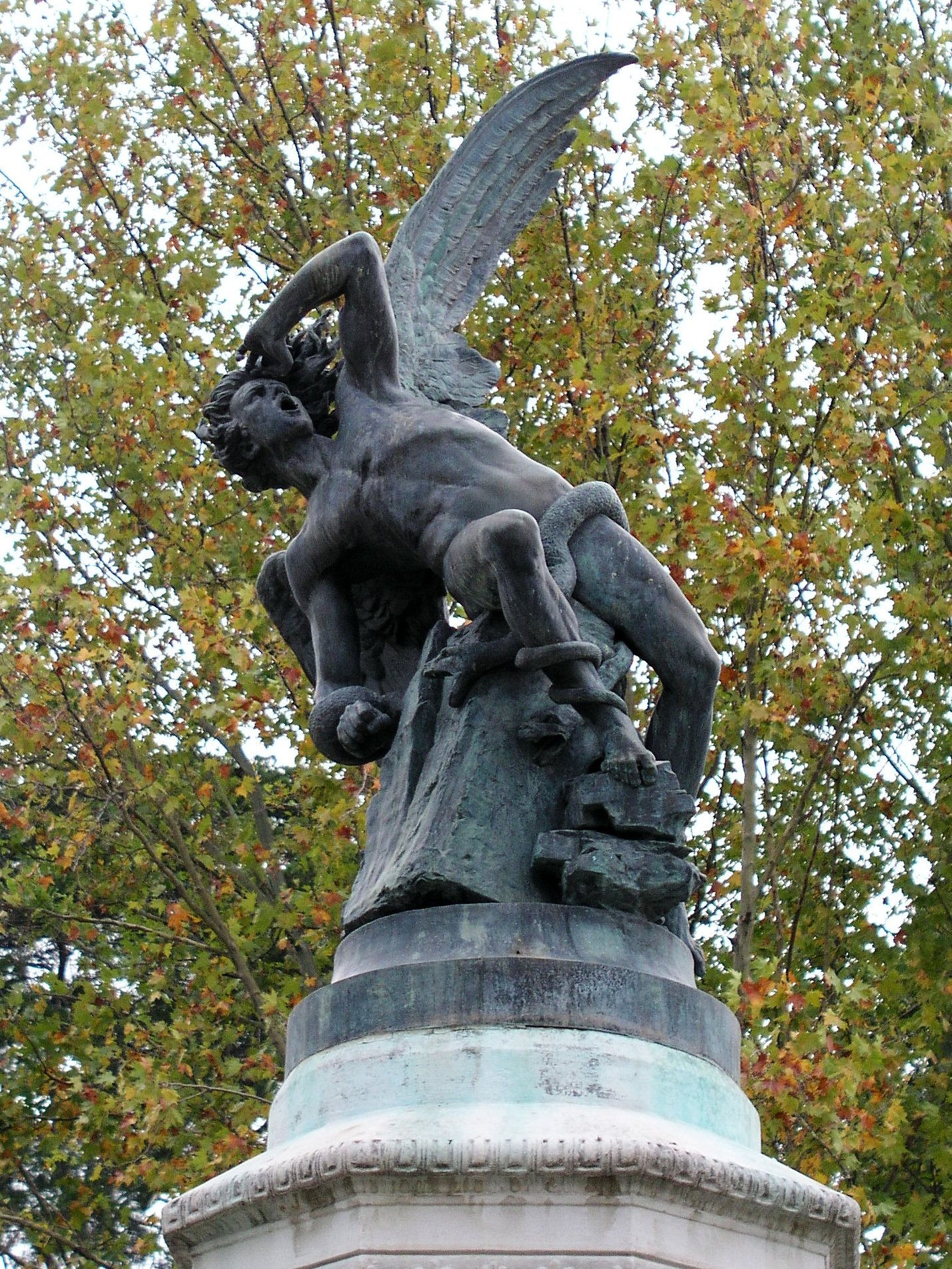
Ángel Caído (Bellver, 1877)

Otra zona escultórica es el parque del Retiro, donde se encuentra El Ángel Caído (de Ricardo Bellver), el monumento a Alfonso XII (proyectado por José Grasés Riera), la estatua ecuestre de Martínez Campos (de Benlliure) y más escondidos los monumentos dedicados a Julio Romero de Torres y a Ramón y Cajal (Victorio Macho, 1926). Frente al Casón del Buen Retiro se alza una estatua de la reina regente María Cristina de Borbón (realizada por Benlliure) y junto a ello, dentro del jardín botánico se encuentra una estatua dedicada a Carlos III.

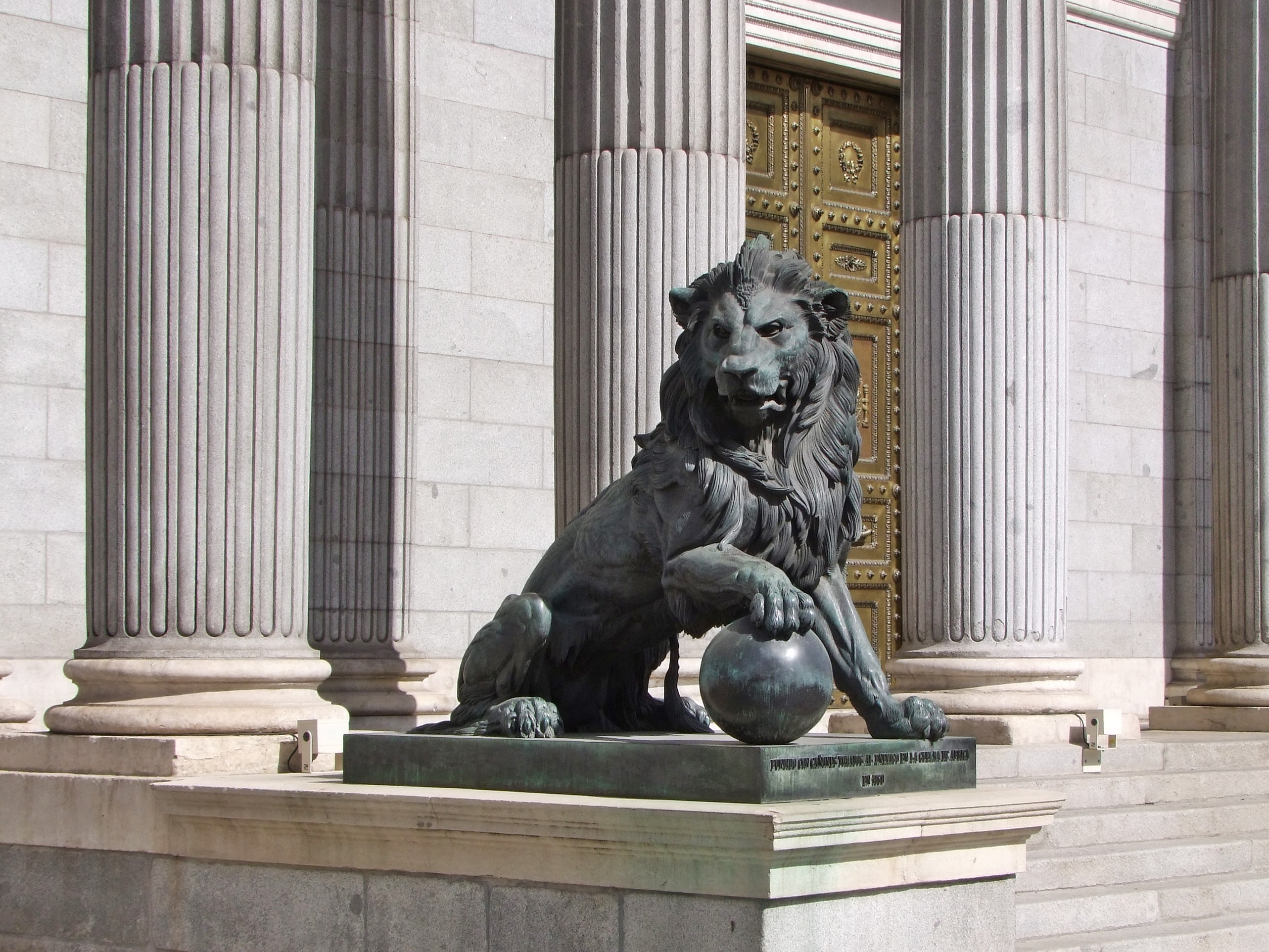
Leones del Congreso de los Diputados, erigidos en el

Dispersas en el centro de Madrid se encuentran muchas otras notables esculturas: en la misma Puerta del Sol, en un extremo se encuentra la escultura símbolo de Madrid El Oso y el Madroño, y en el otro extremo se sitúa la réplica de La Mariblanca (cuyo original está en el Museo de Historia). En la plaza de la Ópera se encuentra la estatua de Isabel II (que fue apartada durante la Segunda República). Otras de las esculturas más famosas de la capital son los Leones de las Cortes, hechos por Ponciano Ponzano con el bronce fundido de los cañones de la guerra de África (1886), frente a los que se encuentra una estatua de Miguel de Cervantes. En la plaza de España se encuentra un grupo escultórico de grandes dimensiones: el monumento a Miguel de Cervantes, de Lorenzo Coullaut Valera. Otras estatuas populares de Madrid son el grupo escultórico dedicado a Daoiz y Velarde (en la plaza del Dos de Mayo, donde estuvo el cuartel de artillería de Monteleón) y la escultura de Eloy Gonzalo, conocida como el héroe de Cascorro, que preside el Rastro de Madrid (obra de Aniceto Marinas y con pedestal del arquitecto José López Sallaberry).

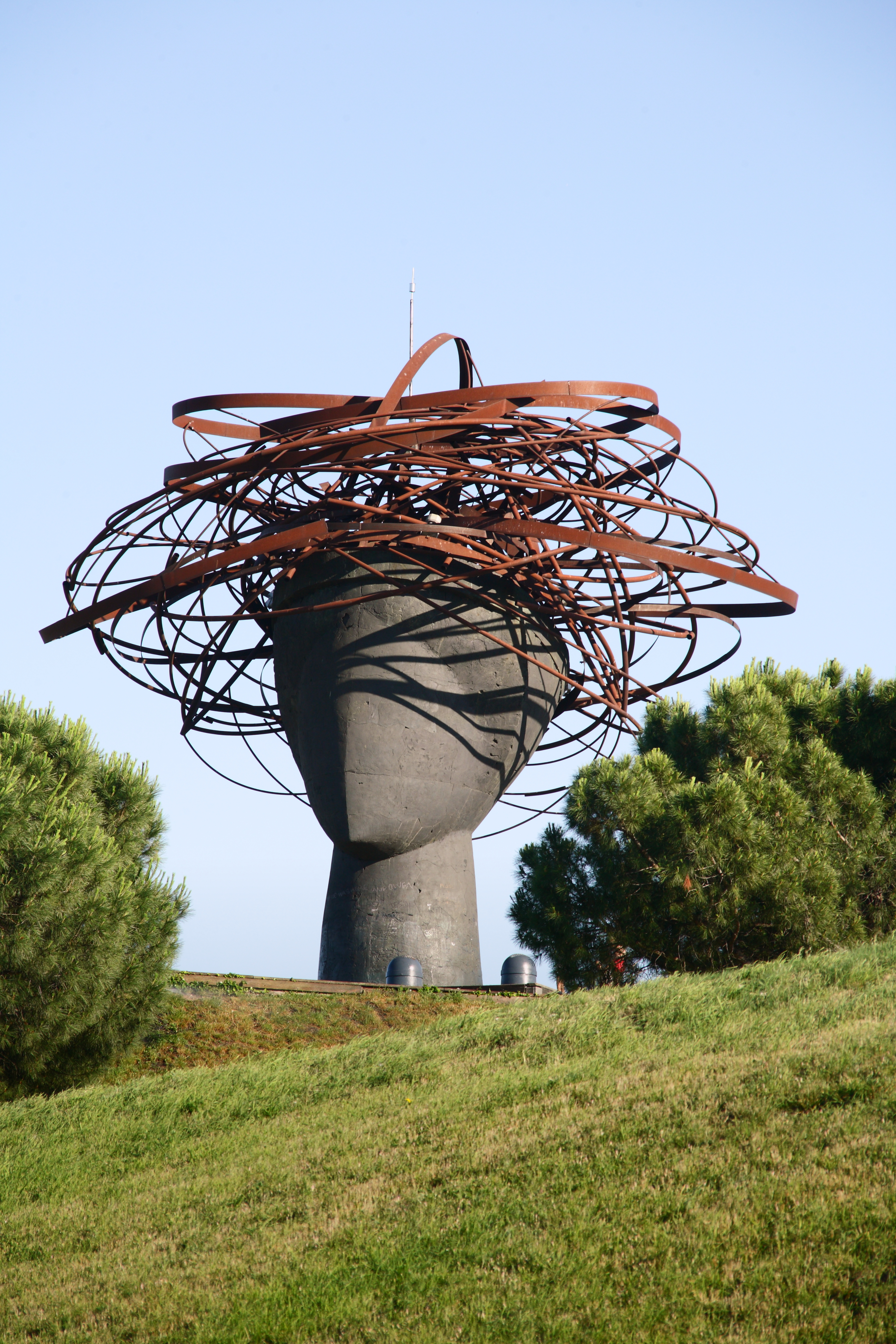
La Dama del Manzanares (Manolo Valdés y Ricardo Bofill, 2003)

En época contemporánea se encuentran más ejemplos escultóricos, como La Gloria y los Pegasos del Palacio de Fomento (en Atocha), originalmente esculpidos en mármol por Agustín Querol y que fueron reemplazados por copias huecas en bronce a causa de su excesivo peso. Tras años almacenados, los Pegasos realizados en mármol fueron colocados en 1997 en la plaza de Legazpi, y La Gloria esculpida en mármol fue instalada en 1998 en la glorieta de Cádiz, en Usera. Otros ejemplos destacables son el Fénix situado en la cúspide del edificio de La Unión y el Fénix de la calle de Alcalá; la Minerva del Círculo de Bellas Artes; o los aurigas del Banco Hispano Americano en la plaza de Sevilla. También, algunas estatuas de republicanos destacados fueron apartadas tras la Guerra Civil y rescatadas en democracia, como el busto de Pablo Iglesias, obra de Emiliano Barral. Otro famoso busto, el de Antonio Machado (obra de Pablo Serrano en 1966) fue esculpido durante el franquismo y tuvo que mantenerse oculto durante años, hoy instalado en la entrada de la Biblioteca Nacional. Otra escultura más moderna es La Puerta de la Ilustración, una estructura de tubos semicirculares de grandes dimensiones que cruza la calzada de la avenida de la Ilustración, es realizada por Andreu Alfaro, autor también del grupo escultórico del intercambiador de Aluche. Asimismo, dispersas en Madrid también destacan importantes esculturas del siglo XXI, como La Dama del Manzanares (de Manolo Valdés y Ricardo Bofill), y monumentos conmemorativos como El abrazo de Juan Genovés (también conocido como monumento a los abogados de Atocha en recuerdo de las víctimas de la matanza de 1977), el monumento a las víctimas del 11M (frente a la estación de Atocha) y El árbol de la vida (de Jaume Plensa) en memoria de las víctimas de la COVID-19.
En forma de relieves, adosadas a edificios o encaramadas a sus cornisas se encuentran multitud de esculturas. En las postrimerías del barroco destacan las complejas portadas de Pedro de Ribera (la del antiguo Hospicio, hoy Museo de Historia de Madrid, y la del Monte de Piedad, además de la decoración de puente de Toledo y muchos otros edificios singulares). En otro orden de cosas, también destacan los letreros publicitarios luminosos de neón, algunos de los cuales han adquirido rango de históricos y están legalmente protegidos, como el de Schweppes en la plaza del Callao, o el de Tío Pepe en la Puerta del Sol.

### Parques y jardines

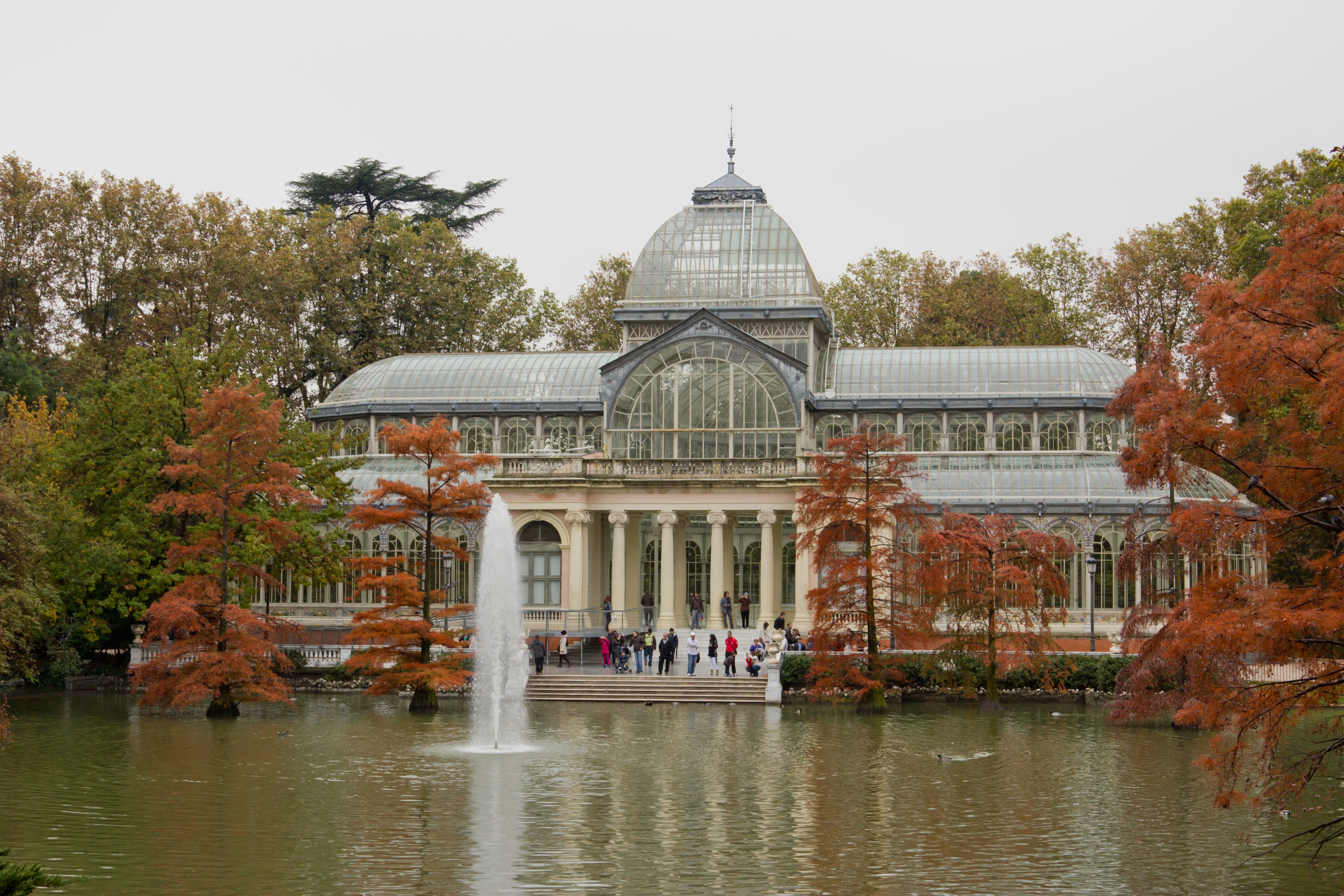
Palacio de Cristal en el El Retiro

Madrid es una de las ciudades europeas con mayor proporción de zonas verdes por habitante, concretamente 70 m² frente a los 20 m² de media en Europa. Además, con cerca de 300 000 árboles, es la segunda ciudad del mundo en número de estos en las calles y paseos, solo superada por Tokio. Dos de los tres parques regionales existentes en la Comunidad de Madrid protegen porciones del municipio de Madrid. Más de la cuarta parte de su término se encuentra protegido por el parque regional de la Cuenca Alta del Manzanares, donde se incluyen el monte de El Pardo y el Soto de Viñuelas, espacios naturales situados al noroeste y norte del casco urbano, respectivamente. Al sur quedan protegidas 783 ha dentro del parque regional del Sureste.
- El parque del Retiro está situado en pleno centro de la ciudad, y con 118 hectáreas, es uno de los lugares más significativos de Madrid. Forma parte del llamado Paisaje de la Luz, que en 2021 entró en la lista de Patrimonio de la Humanidad. Cuenta en su interior con numerosos monumentos y lugares de interés, como son el Palacio de Cristal, la puerta de España, desde la calle Alfonso XII, La rosaleda, el estanque y gran cantidad de fuentes. También cuenta con la primera estatua del mundo dedicada al diablo: la del Ángel Caído.
- El Real Jardín Botánico está sito junto a la pinacoteca del Museo del Prado. Tiene cuatro terrazas escalonadas, la terraza de los Cuadros, la de las Escuelas Botánicas, la del Plano de la Flor y la de los Laureles, que contienen plantas de América y del Pacífico, además de plantas europeas. Está englobado dentro del Paisaje de la Luz.

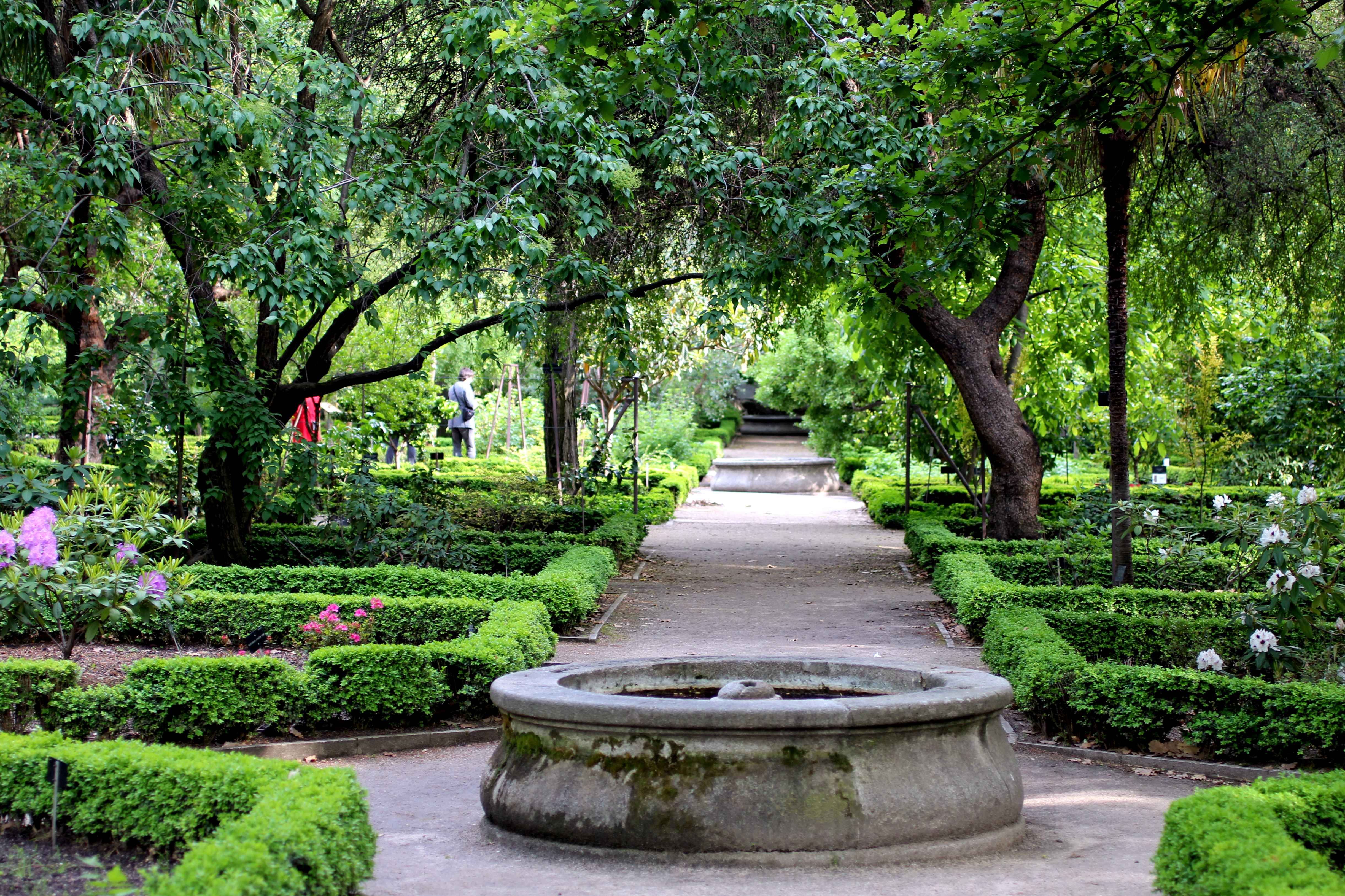
Real Jardín Botánico de Madrid

- Los Jardines de Sabatini, de estilo neoclásico, están situados en la fachada norte del Palacio Real, entre la calle de Bailén y la cuesta de San Vicente. Se encuentran en el lugar que ocupaban las Caballerizas Reales, y que tras su desuso dieron lugar a los nuevos jardines. Junto a los Jardines de Sabatini se encuentran los jardines de la plaza de Oriente, en la fachada este del Palacio Real, donde se localiza un conjunto escultórico de gran interés.
- El parque Madrid Río es un parque nuevo fluvial en torno al río Manzanares entre el puente de los Franceses y el Nudo Sur, y que con 121 ha y 6 km de longitud. Conecta algunas de las principales zonas verdes de la ciudad y los distritos centrales y del suroeste. Algunas de sus zonas más destacadas son el Salón de Pinos, los Jardines de la Virgen del Puerto y los Jardines del Puente de Toledo. La continuación del parque Madrid Río es el parque lineal del Manzanares, que discurre paralelo al río entre los distritos de Usera, Puente de Vallecas, Villaverde y Villa de Vallecas; con una superficie de 530 ha, es apreciado por su valor ecológico dentro del núcleo urbano.

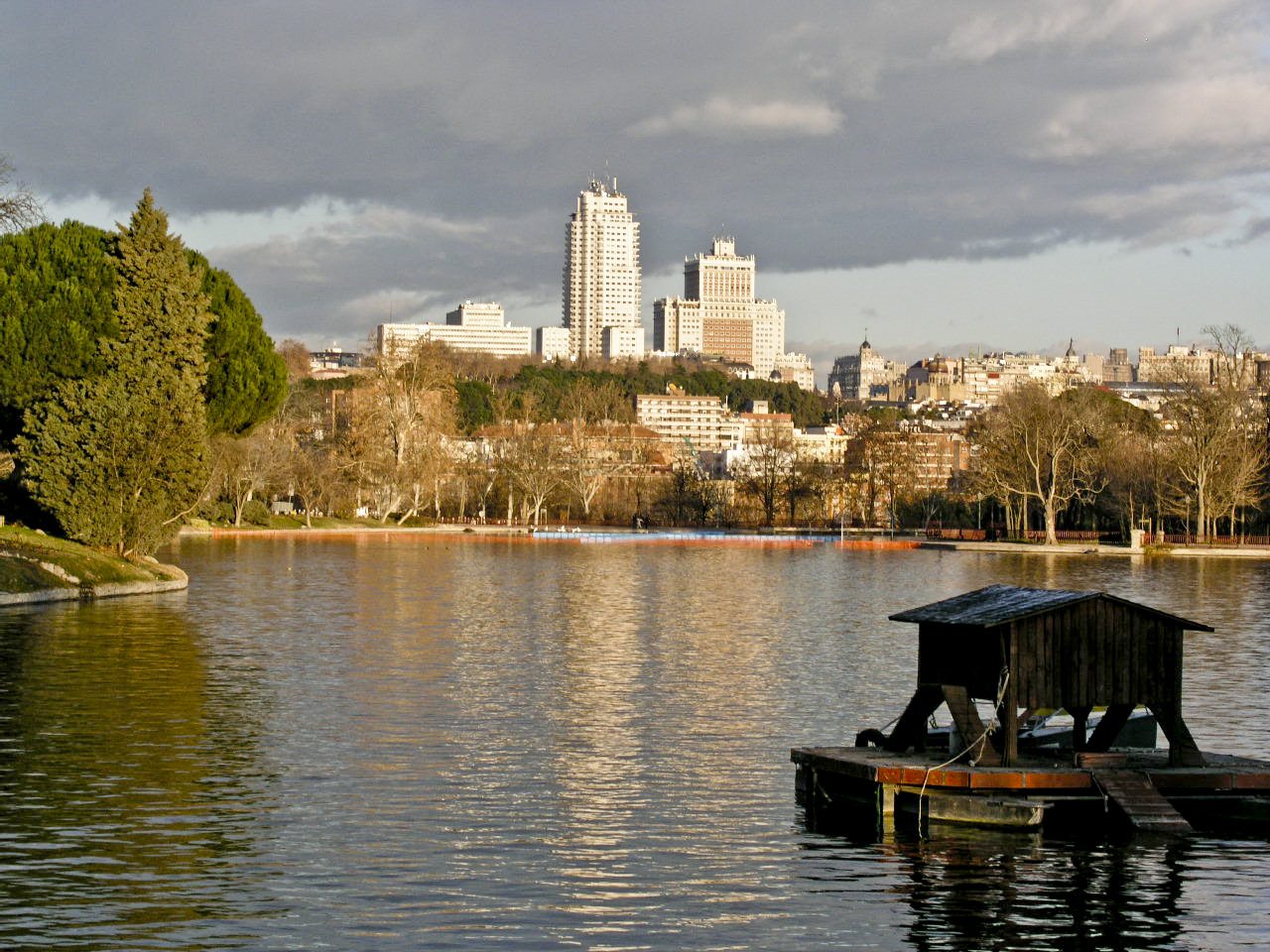
Lago de la Casa de Campo con las torres de la plaza de España al fondo

- La Casa de Campo se ubica en el distrito de Moncloa-Aravaca y con una extensión de 1722,60 ha, la Casa de Campo es el verdadero pulmón de Madrid. Tal es su tamaño que en su interior se encuentran situados el Parque de Atracciones de Madrid, el parque zoológico de Madrid, o el Teleférico que conecta con el parque del Oeste. Históricamente perteneciente a la Casa Real, la proclamación de la Segunda República significó su entrega al pueblo de Madrid en 1931, abriéndose por primera vez este parque forestal al disfrute de los madrileños.

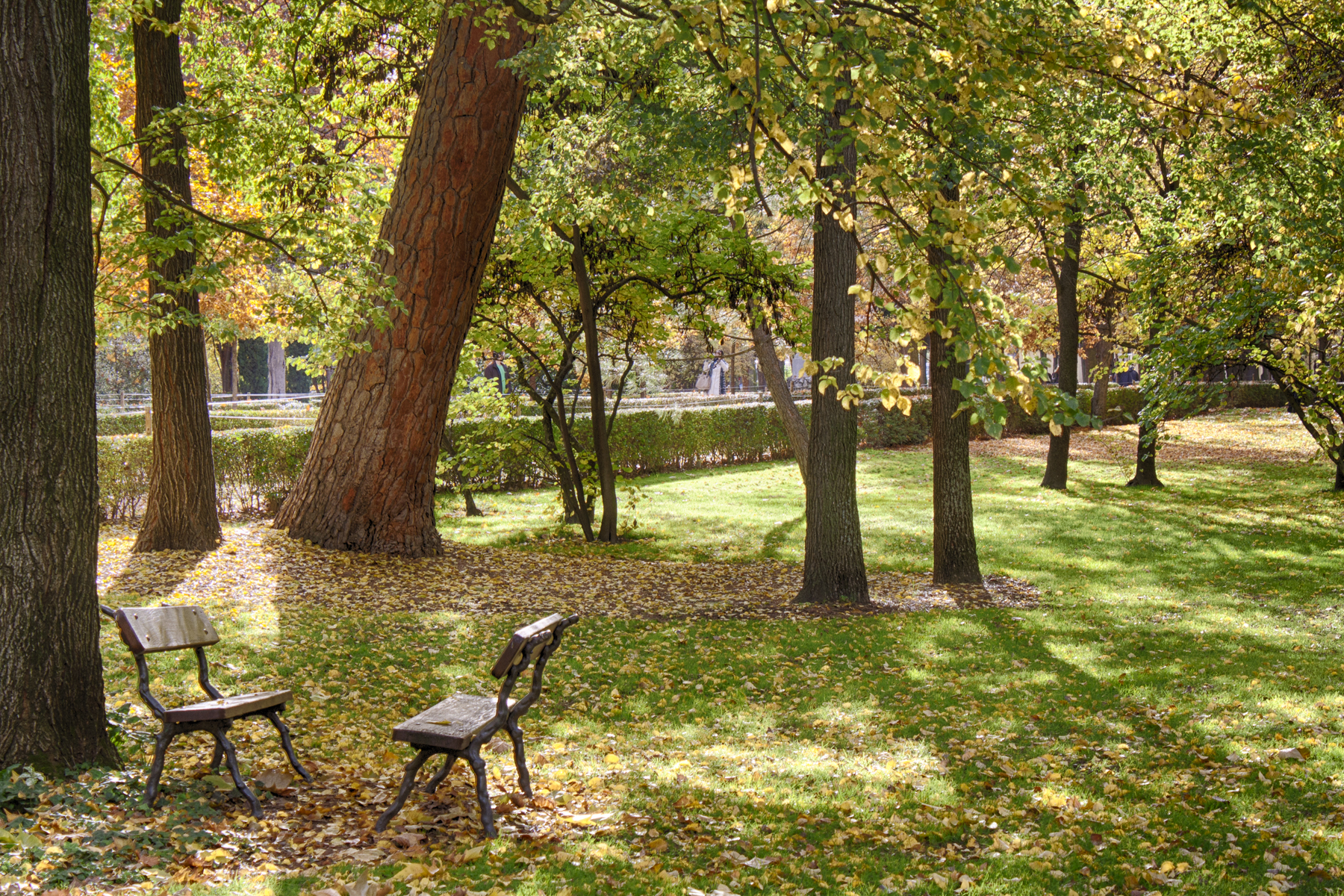
Parque de El Capricho

- El parque de El Capricho se encuentra en la Alameda de Osuna, al noreste de la ciudad, y cuenta con una superficie de 14 ha. Está considerado uno de los parques más bellos de la ciudad. De sus rincones destacan la plaza de El Capricho, el palacio, el estanque, la plaza de los Emperadores, o la fuente de los Delfines y de las Ranas.
- La Quinta de la Fuente del Berro se encuentra en el barrio de Salamanca, y cuenta con una extensión de 13 ha. Se trata de un jardín histórico del siglo XVII de estilo paisajista donde se desarrollan una serie de elementos de agua (estanque, ría, cascada y lago) que aportan un carácter romántico. En él destacan los pavos reales que viven en libertad y pasean por el parque y las calles colindantes.
- La finca de Vista Alegre es un jardín histórico declarado Bien de Interés Cultural, con 45 ha de superficie, que se encuentra en el distrito de Carabanchel. Construido en 1802 fue la residencia de verano de la reinas María Cristina de Borbón e Isabel II. En su interior destaca el Palacio de Vista Alegre, el Palacio Viejo, la ría navegable y su entorno de carácter romántico.
- El parque del Oeste está situado entre la carretera de La Coruña, la Ciudad Universitaria y la zona de Moncloa. Tiene una superficie de 98,60 ha y contiene especies como cedros del Líbano, chopos, tilos y hayas. Además, cada año, se celebra en el parque el Concurso Internacional de Rosas Nuevas de la Villa de Madrid. En él se encuentra el Templo de Debod.
- La Dehesa de la Villa se localiza al noroeste de la ciudad de Madrid, su principal característica es que mantiene su condición de bosque, y está en su mayor parte sin ajardinar. El árbol más común de la dehesa es el pino, del que hay seis especies, principalmente piñoneros y carrascos. Entre estos se encuentran otras muchas especies como encinas, acacias o cipreses. Las aves más comunes son, como en el resto de la ciudad, palomas, gorriones y urracas. Otras especies que se ven habitualmente son la abubilla, el pico picapinos o el petirrojo.
- El Pinar de San José se encuentra en el barrio de la Peseta, al oeste de la ciudad de Madrid. Su principal característica es que mantiene su condición de bosque sin ajardinar. En el Pinar de San José actualmente todavía se conservan miles de pinos piñoneros que fueron plantados en 1906 por la Orden de San Juan de Dios. Las aves más comunes en este pinar son: estorninos, abubillas, palomas torcaces, urracas, gorriones molineros, cotorras argentinas, pitos reales, agateadoras, carboneros y herrerillos. El Pinar de San José cuenta con una superficie de 27,03 ha, pudiendo llegar a ocupar 50 ha según el actual proyecto de expansión del parque forestal.
- La Quinta de los Molinos se encuentra en el distrito de San Blas-Canillejas, con una superficie de 25 ha. Se trata de un parque histórico que incluye grandes extensiones de arbolado, en el que destacan los almendros, que florecen en febrero y marzo, ofreciendo un fantástico espectáculo.
- La Quinta de Torre Arias se encuentra en el distrito de San Blas-Canillejas, con una superficie de 17 ha. En su interior destaca el palacio del siglo XVI y sus jardines con encinas de 300 años.
- El parque forestal de Valdebebas-Felipe VI está situado en el nordeste de la ciudad, en el barrio de Valdefuentes. Con 470 ha, es el segundo parque más grande de la ciudad tras la Casa de Campo.[117]
- El parque Juan Carlos I es uno de los mayores de la ciudad, con 220 ha. Está situado junto al recinto ferial IFEMA, donde se celebran algunas de las exposiciones anuales más importantes de Europa tales como el SIMO. Además, destaca el llamado Jardín de las Tres Culturas, con tres zonas ajardinadas que representan a las culturas cristiana, judía y musulmana.
- El parque de Enrique Tierno Galván se encuentra ubicado en el distrito de Arganzuela, posee una superficie de 45 ha y se encuentra junto al Planetario y el Museo del Ferrocarril (antigua estación de Delicias), con una bella estampa de época anteriores.

### Barrios periféricos

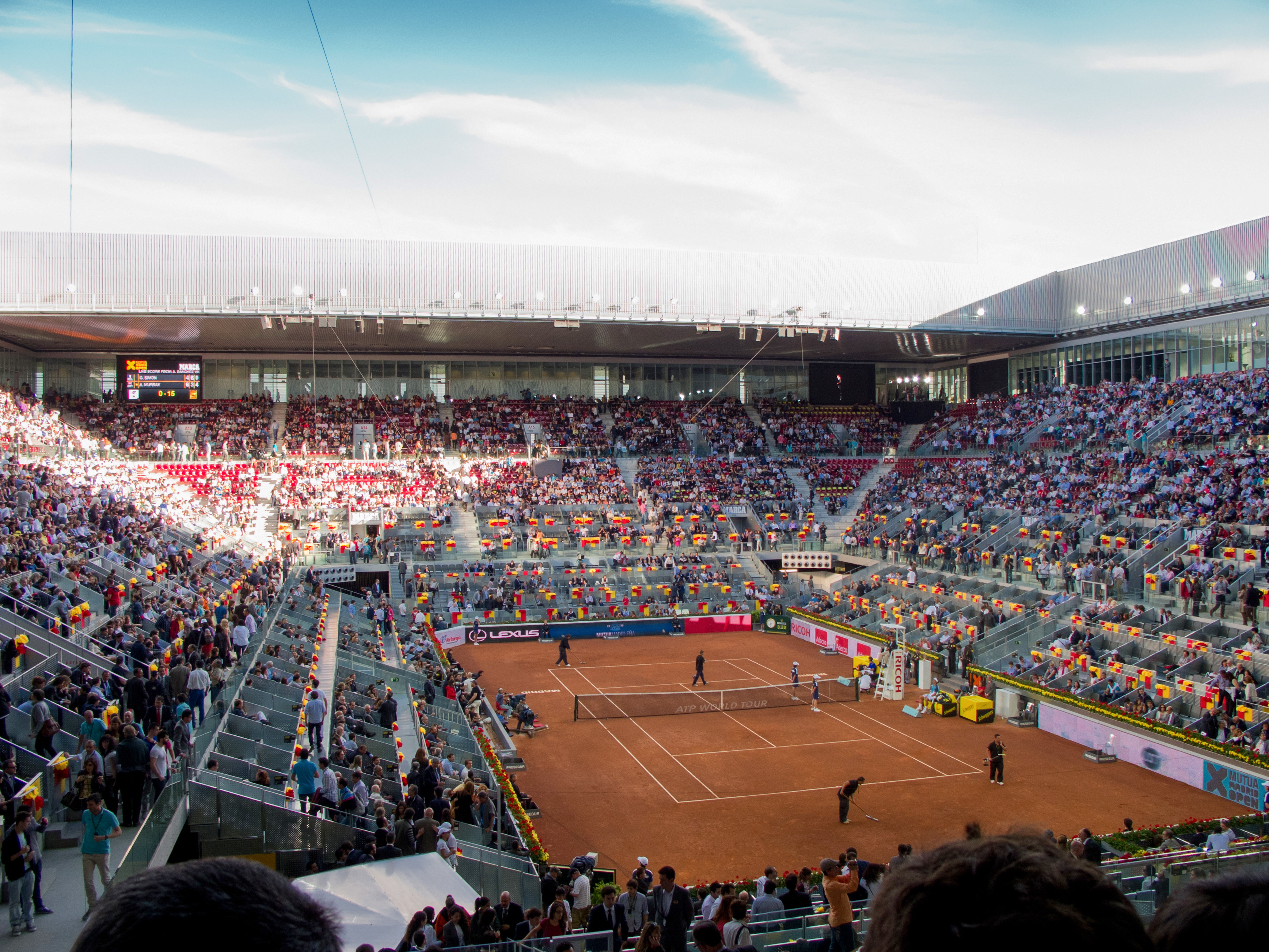
Estadio de la Caja Mágica, en el distrito de Usera

Si bien es la zona centro la que concentra la mayor parte del interés turístico, algunos lugares de interés se encuentran en los barrios de la periferia.
El Palacio Real de El Pardo se encuentra en el distrito de Fuencarral-El Pardo. Su entorno, el monte de El Pardo, está protegido tanto por formar parte del Patrimonio Nacional como por su valor ecológico, debido a sus abundantes y diversas flora y fauna autóctonas. También este espacio protegido alberga el palacio de la Zarzuela, residencia de la familia real española. Cercano a ellos, en el distrito de Moncloa-Aravaca, se encuentra el Palacio de la Moncloa, residencia del presidente del Gobierno de España.
Otros lugares de interés que se encuentran en la periferia son el estadio Metropolitano, actual sede del equipo de fútbol Atlético de Madrid (distrito de San Blas-Canillejas), el pabellón de tenis de la Caja Mágica (distrito de Usera), el estadio del Palacio de Vistalegre (distrito de Carabanchel), el pabellón multiusos Madrid Arena (distrito de Moncloa-Aravaca), el hipódromo de la Zarzuela (distrito de Fuencarral-El Pardo) y la Ciudad Real Madrid de Valdebebas (distrito de Barajas).
También son zonas de especial interés turístico: el recinto ferial multiusos de IFEMA (distrito de Barajas), el área empresarial de Cuatro Torres Business Area; y el barrio de La Peseta debido a su gran interés ser el ensanche con más premios arquitectónicos por metro cuadrado del mundo. Asimismo, se encuentran también en la periferia el aeropuerto Adolfo Suárez Madrid-Barajas y el aeropuerto de Madrid-Cuatro Vientos (en el distrito de Latina), cuyo interés turístico radica en la posibilidad de entrar y salir de la ciudad a través de avión.

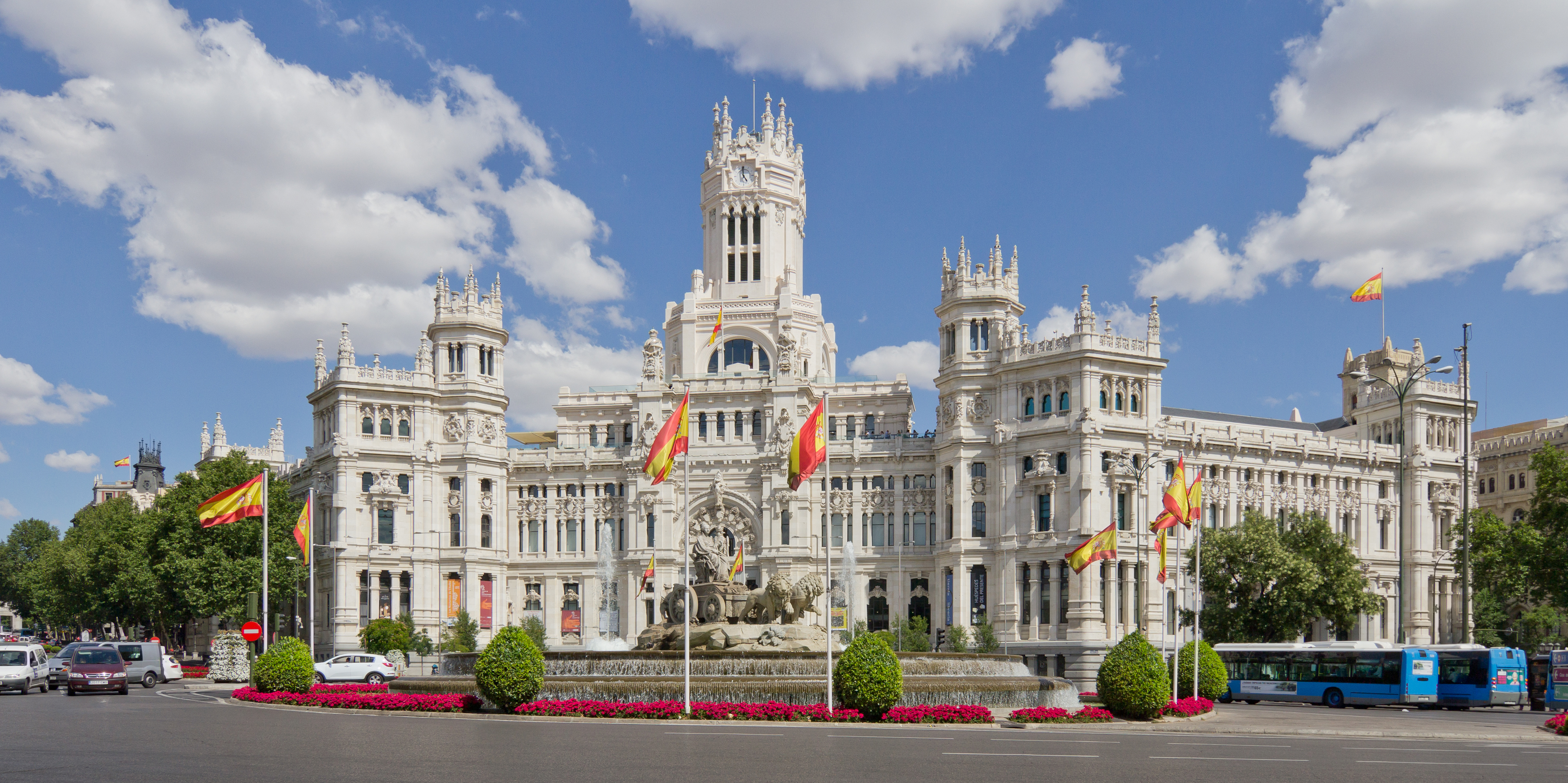
Ayuntamiento de Madrid

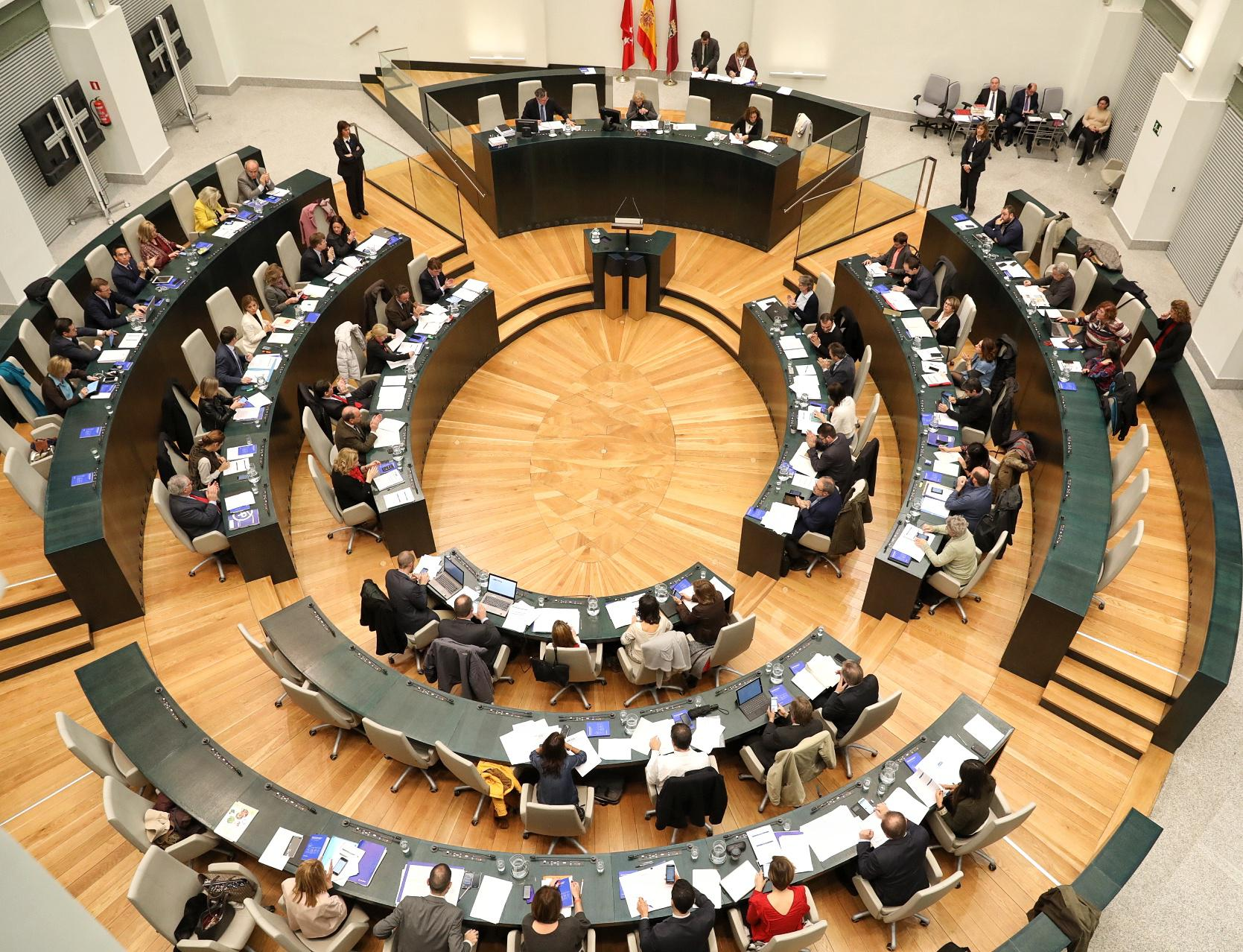
Pleno municipal

## Administración y política

### Gobierno municipal
| Periodo   | Nombre                         | Partido | Partido                                  |
| --------- | ------------------------------ | ------- | ---------------------------------------- |
| 1979-1986 | Enrique Tierno Galván          |         | Partido Socialista Obrero Español (PSOE) |
| 1986-1989 | Juan Barranco                  |         | Partido Socialista Obrero Español (PSOE) |
| 1989-1991 | Agustín Rodríguez Sahagún      |         | Centro Democrático y Social (CDS)        |
| 1991-2003 | José María Álvarez del Manzano |         | Partido Popular (PP)                     |
| 2003-2011 | Alberto Ruiz-Gallardón         |         | Partido Popular (PP)                     |
| 2011-2015 | Ana Botella                    |         | Partido Popular (PP)                     |
| 2015-2019 | Manuela Carmena                |         | Ahora Madrid                             |
| 2019-act. | José Luis Martínez-Almeida     |         | Partido Popular (PP)                     |

| Partido político                         | 2023  | 2023    | 2023       | 2019  | 2019    | 2019       | 2015  | 2015    | 2015       | 2011  | 2011    | 2011       | 2007  | 2007    | 2007       |
| Partido político                         | %     | Votos   | Concejales | %     | Votos   | Concejales | %     | Votos   | Concejales | %     | Votos   | Concejales | %     | Votos   | Concejales |
| Partido Popular (PP)                     | 44,50 | 729 302 | 29         | 20,14 | 394 708 | 15         | 34,31 | 564 154 | 21         | 51,14 | 756 952 | 31         | 56,80 | 877 544 | 34         |
| Más Madrid-Ahora Madrid                  | 19,11 | 313 205 | 12         | 30,83 | 503 990 | 19         | 31,61 | 519 721 | 20         | —     | —       | —          | —     | —       | —          |
| Partido Socialista Obrero Español (PSOE) | 16,75 | 274 564 | 11         | 14,68 | 223 582 | 8          | 15,16 | 249 286 | 9          | 24,63 | 364 600 | 15         | 31,58 | 487 893 | 18         |
| Vox                                      | 9,07  | 148 658 | 5          | 7,60  | 124 252 | 4          | 0,60  | 9867    | 0          | —     | —       | —          | —     | —       | —          |
| Izquierda Unida (IU)                     | 4,87  | 79 874  | 0          | 2,61  | 42 8793 | 0          | 1,69  | 27 651  | 0          | 11,06 | 163 706 | 6          | 8,86  | 136 881 | 6          |
| Ciudadanos (CS)                          | 2,89  | 47 510  | 0          | 19,06 | 311 617 | 11         | 11,34 | 186 487 | 7          | 0,19  | 2866    | 0          | —     | —       | —          |
| Unión Progreso y Democracia (UPyD)       | —     | —       | —          | 0,19  | 1882    | 0          | 1,83  | 29 812  | 0          | 8,08  | 119 601 | 5          | —     | —       | —          |

La ciudad de Madrid está gobernada por el Ayuntamiento de Madrid, cuyos representantes se eligen cada cuatro años por sufragio universal de todos los ciudadanos mayores de 18 años de edad. El órgano está presidido (2019) por el alcalde de Madrid, José Luis Martínez-Almeida.

### Capitalidad

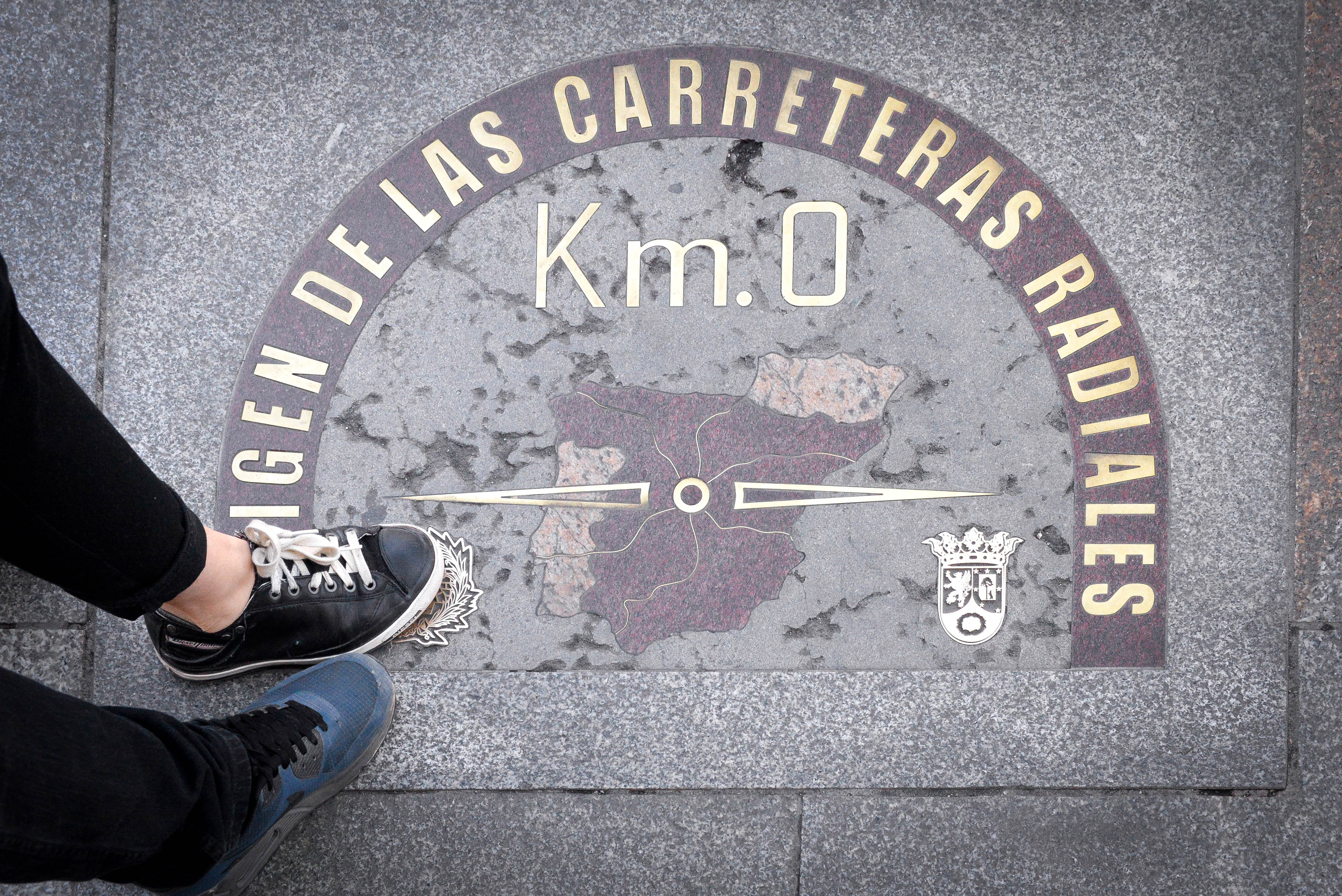
Kilómetro cero en la Puerta del Sol

La capitalidad, con sus efectos espaciales, funcionales y fisonómicos, constituye el factor de diferenciación de Madrid con respecto al resto de ciudades españolas. La capitalidad favoreció el aumento demográfico y la prosperidad económica y cultural de la villa. A pesar de que desde 1561 el establecimiento permanente de la Corte en Madrid otorgara a la Villa la condición de capital (de la Monarquía Católica y del Imperio español entonces), el reconocimiento jurídico de la función de capitalidad hubiese de esperar más tiempo. En concreto, no fue hasta 1931, con el advenimiento de la Segunda República española, que se oficializaba constitucionalmente este hecho. De igual modo, fue reconocida oficialmente como capital de España durante el franquismo en la Ley de Régimen Especial de Madrid del 11 de julio de 1963, un hecho que fue sancionado después en la Constitución de 1978. Hasta 2006 no se promulgó una ley, la Ley de Capitalidad y de Régimen Especial de Madrid, por la que el Parlamento desarrolló legislativamente las consecuencias de esta especificidad.
Desde 1561 perdió la condición de capital de España, y consiguiente sede del Gobierno y la administración del Estado, durante una serie de etapas históricas: la primera de ellas entre los años de 1601 y 1606, cuando la capitalidad pasó a Valladolid; posteriormente, de 1729 a 1733, en el llamado lustro real, la corte se trasladó a Sevilla por decisión de Isabel de Farnesio, que buscaba cura para el estado depresivo de su esposo, el rey Felipe V; también durante la Guerra de la Independencia la Junta Suprema Central, opuesta a José Bonaparte, se estableció en Sevilla, en 1808, y en 1810, como Consejo de Regencia, en Cádiz; finalmente, durante la Guerra Civil, aunque Madrid no dejase de ser la capital de la República conforme al artículo 5.º de la Constitución española de 1931, el Gobierno republicano se trasladó en noviembre de 1936 a Valencia y a Barcelona en noviembre del año siguiente, hasta la caída de Cataluña en febrero de 1939, cuando una parte del Gobierno encabezada por su presidente, Juan Negrín, se trasladó a Alicante. El Gobierno del bando sublevado, por su parte, se estableció en Burgos y, tras finalizar la guerra, se fijó allí la capital hasta el 18 de octubre de 1939 en que se volvió a trasladar a Madrid.

### Organización territorial
| 1 2 3 4 5 6 7 8 9 10 11 12 13 14 15 16 17 18 19 20 21                                           |
| Distritos de Madrid numerados. Los números se corresponden con la clasificación de la izquierda |

Madrid está dividido administrativamente en 21 distritos, que a su vez se subdividen en barrios, no necesariamente coincidentes con los barrios tradicionales. Cada uno de los distritos está administrado por una Junta Municipal de Distrito, con competencias centradas en la canalización de la participación ciudadana de ellos. La última división administrativa de Madrid data de 1988 y estructura a la ciudad en un total de 21 distritos y 131 barrios:
1. Centro: Palacio, Embajadores, Cortes, Justicia, Universidad y Sol.
2. Arganzuela: Imperial, Acacias, La Chopera, Legazpi, Delicias, Palos de la Frontera y Atocha.
3. Retiro: Pacífico, Adelfas, Estrella, Ibiza, Jerónimos y Niño Jesús.
4. Salamanca: Recoletos, Goya, Fuente del Berro, Guindalera, Lista y Castellana.
5. Chamartín: El Viso, Prosperidad, Ciudad Jardín, Hispanoamérica, Nueva España y Castilla.
6. Tetuán: Bellas Vistas, Cuatro Caminos, Castillejos, Almenara, Valdeacederas y Berruguete.
7. Chamberí: Gaztambide, Arapiles, Trafalgar, Almagro, Ríos Rosas y Vallehermoso.
8. Fuencarral-El Pardo: El Pardo, Fuentelarreina, Peñagrande, Barrio del Pilar, La Paz, Valverde, Mirasierra y El Goloso.
9. Moncloa-Aravaca: Casa de Campo, Argüelles, Ciudad Universitaria, Valdezarza, Valdemarín, El Plantío y Aravaca.
10. Latina: Los Cármenes, Puerta del Ángel, Lucero, Aluche, Campamento, Cuatro Vientos y Las Águilas.
11. Carabanchel: Comillas, Opañel, San Isidro, Vista Alegre, Puerta Bonita, Buenavista y Abrantes.
12. Usera: Orcasitas, Orcasur, San Fermín, Almendrales, Moscardó, El Zofío y Pradolongo.
13. Puente de Vallecas: Entrevías, San Diego, Palomeras Bajas, Palomeras Sureste, Portazgo y Numancia.
14. Moratalaz: Pavones, Horcajo, Marroquina, Media Legua, Fontarrón y Vinateros.
15. Ciudad Lineal: Ventas, Pueblo Nuevo, Quintana, La Concepción, San Pascual, San Juan Bautista, Colina, Atalaya y Costillares.
16. Hortaleza: Palomas, Piovera, Canillas, Pinar del Rey, Apóstol Santiago y Valdefuentes.
17. Villaverde: Villaverde Alto, San Cristóbal, Butarque, Los Rosales y Los Ángeles.
18. Villa de Vallecas: Casco histórico de Vallecas, Santa Eugenia y Ensanche de Vallecas.
19. Vicálvaro: Casco histórico de Vicálvaro, Valdebernardo, Valderrivas y El Cañaveral.
20. San Blas-Canillejas: Simancas, Hellín, Amposta, Arcos, Rosas, Rejas, Canillejas y Salvador.
21. Barajas: Alameda de Osuna, Aeropuerto, Casco histórico de Barajas, Timón y Corralejos.

## Geografía

### Ubicación
La ciudad de Madrid se encuentra en la zona central de la península ibérica, a pocos kilómetros al norte del cerro de los Ángeles, centro geográfico de la Península. Las coordenadas de la ciudad son 40°26′N 3°41′O / 40.433, -3.683. El centro de población de Madrid está situado a 657 m sobre el nivel del mar, siendo así una de las capitales más altas de Europa. La altitud máxima del municipio es de 846 metros aproximadamente, la cual se da al noroeste del Pardo, cerca de Torrelodones, y su altitud mínima de unos 543 m se da en el sur, a orillas del río Manzanares. El punto costero más cercano se encuentra a 305 km de Madrid, situado en la provincia de Valencia.
El contexto geográfico y climático de Madrid es el de la Submeseta Sur, dentro de la Meseta Central. La ciudad está situada a pocos kilómetros de la sierra de Guadarrama e hidrográficamente se encuentra emplazada en la cuenca del Tajo.

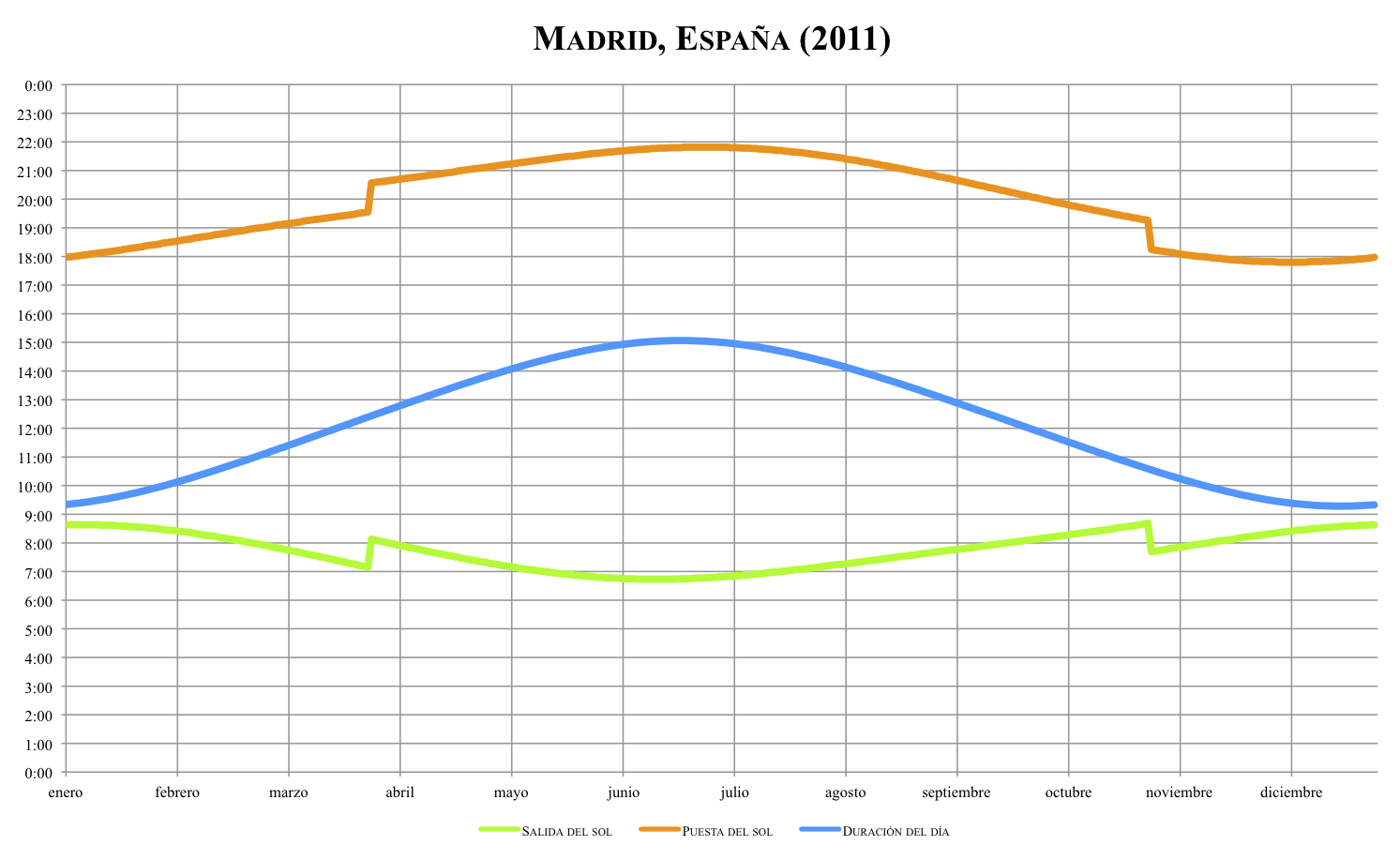
Duración del día, puesta de sol y amanecer en Madrid durante 2011

Municipios limítrofes con Madrid:
| Noroeste: Colmenar Viejo, Hoyo de Manzanares y Torrelodones  | Norte: Tres Cantos y Alcobendas | Nordeste: Colmenar Viejo, San Sebastián de los Reyes y Alcobendas |
| Oeste: Las Rozas de Madrid, Majadahonda y Pozuelo de Alarcón |                                 | Este: Paracuellos de Jarama, San Fernando de Henares y Coslada    |
| Suroeste: Alcorcón y Leganés                                 | Sur: Getafe                     | Sureste: Rivas-Vaciamadrid                                        |

### Hidrografía

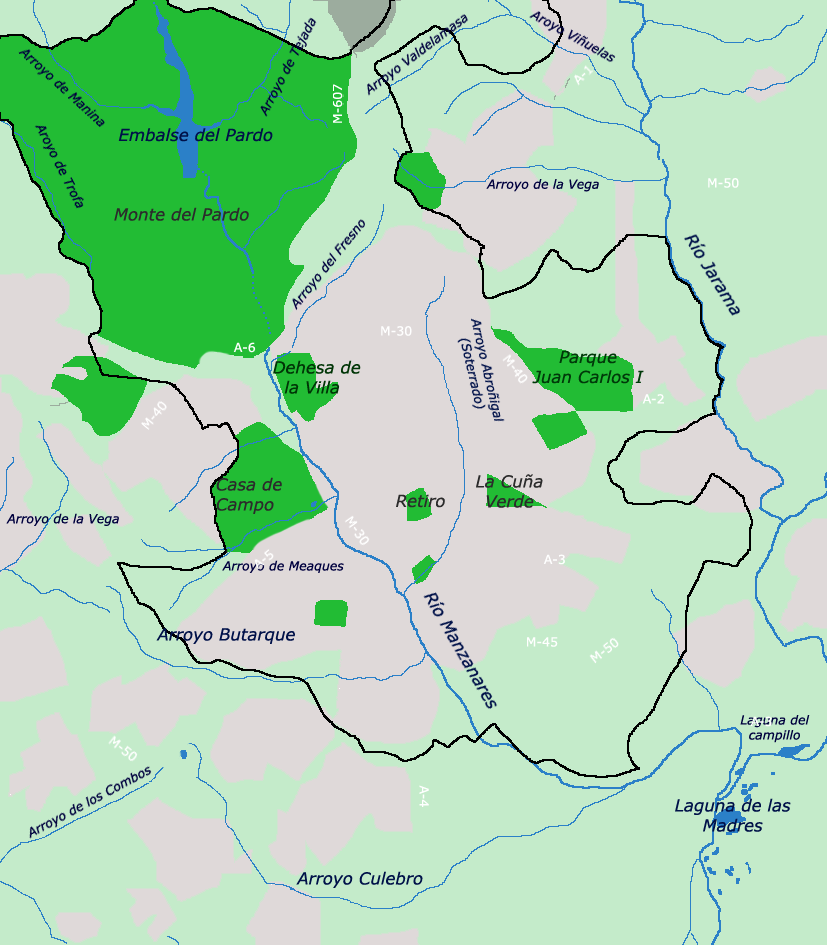
Mapa con los cursos de agua de la ciudad de Madrid y su entorno

El principal río de Madrid es el Manzanares, que penetra en el municipio en el entorno del monte de El Pardo alimentando el embalse del mismo nombre, al que también llegan las aguas de los arroyos de Manina y Tejada. Pasado este espacio natural, el río comienza su curso urbano en torno a la ciudad universitaria, entrando después, brevemente, en la Casa de Campo, donde recibe las aguas del arroyo de Meaques.

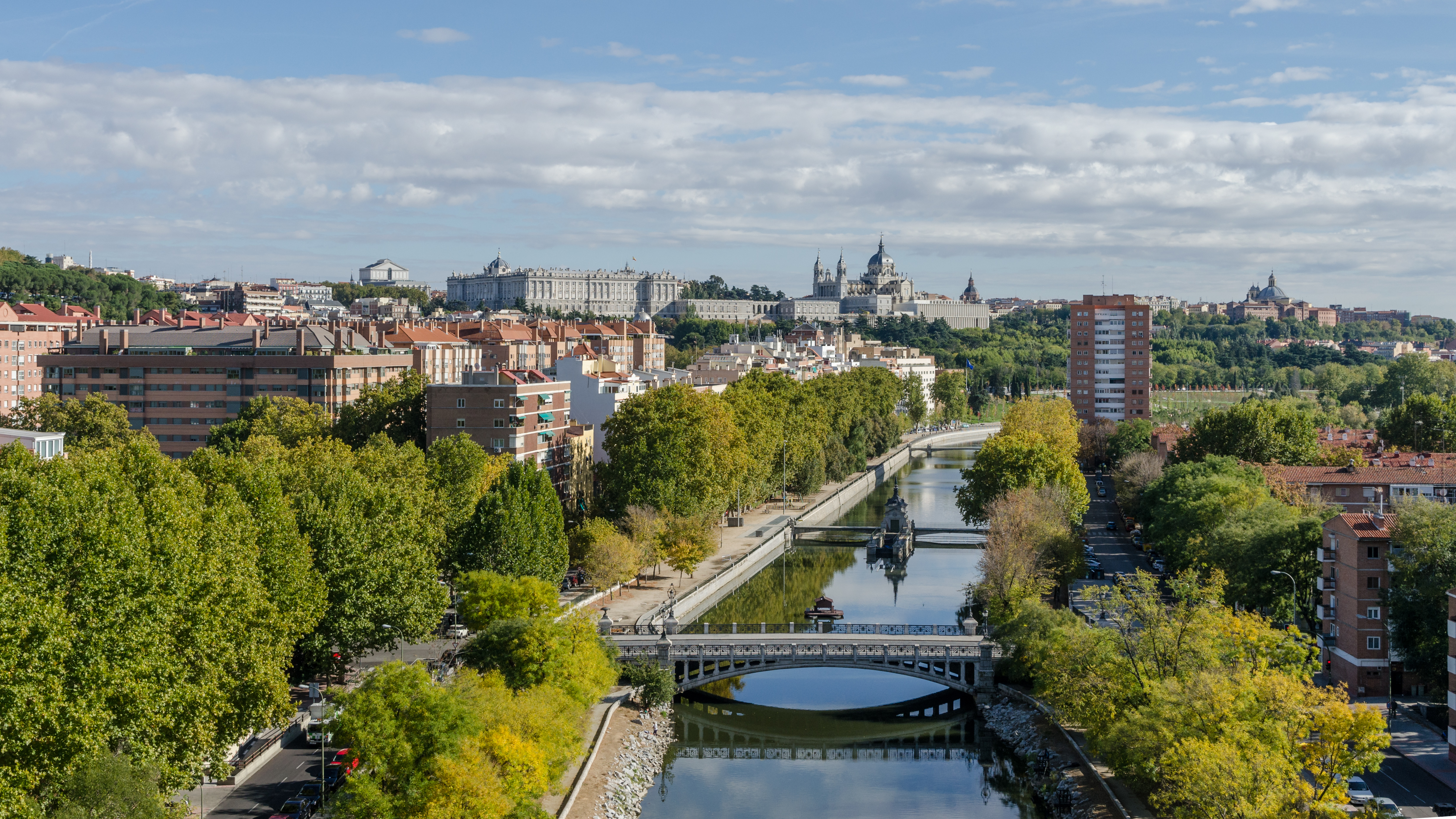
El río Manzanares en Madrid

En este tramo más propiamente urbano, hacia el puente del Rey, recibía las aguas de arroyo Leganitos (su vaguada es el paseo de San Vicente), luego la de otro arroyo que discurría por la calle de Segovia, y más adelante las aguas del arroyo de la Fuente Castellana (la fuente estaba situada en los llamados Altos del Hipódromo, hacia donde está el actual Museo Nacional de Ciencias Naturales, y la vaguada del arroyo discurría por el actual eje Castellana-Prado).
En su siguiente tramo sirve de frontera entre numerosos distritos, dejando en su margen suroeste a los de Latina, Carabanchel, Usera y Villaverde y en el noreste a los distritos Centro, Arganzuela, Puente de Vallecas, Villa de Vallecas y al resto de la ciudad. En esta fase, concretamente entre los distritos de Arganzuela y Puente de Vallecas, recibe el cauce del soterrado arroyo Abroñigal, cuyo recorrido coincide en su casi totalidad al de la autopista M-30, al usarse la depresión causada por su cauce como medida de insonorización de la vía rápida; también recibe las aguas del arroyo Butarque, estas en torno al distrito de Villaverde.
A su salida de la ciudad de Madrid, el río entra en el extremo oriental del municipio de Getafe, donde recibe las aguas del arroyo Culebro, para desembocar poco después en las aguas del río Jarama, ya en el entorno de Rivas-Vaciamadrid.
Además de los que desaguan en el Manzanares, existen otros pequeños cursos fluviales en la ciudad de Madrid y en su entorno. Es el caso de arroyos de la Moraleja, de la Vega, Valdelamasa o Viñuelas, que desaguan directamente en el Jarama o del arroyo Cedrón, que lo hace en el río Guadarrama.

### Clima

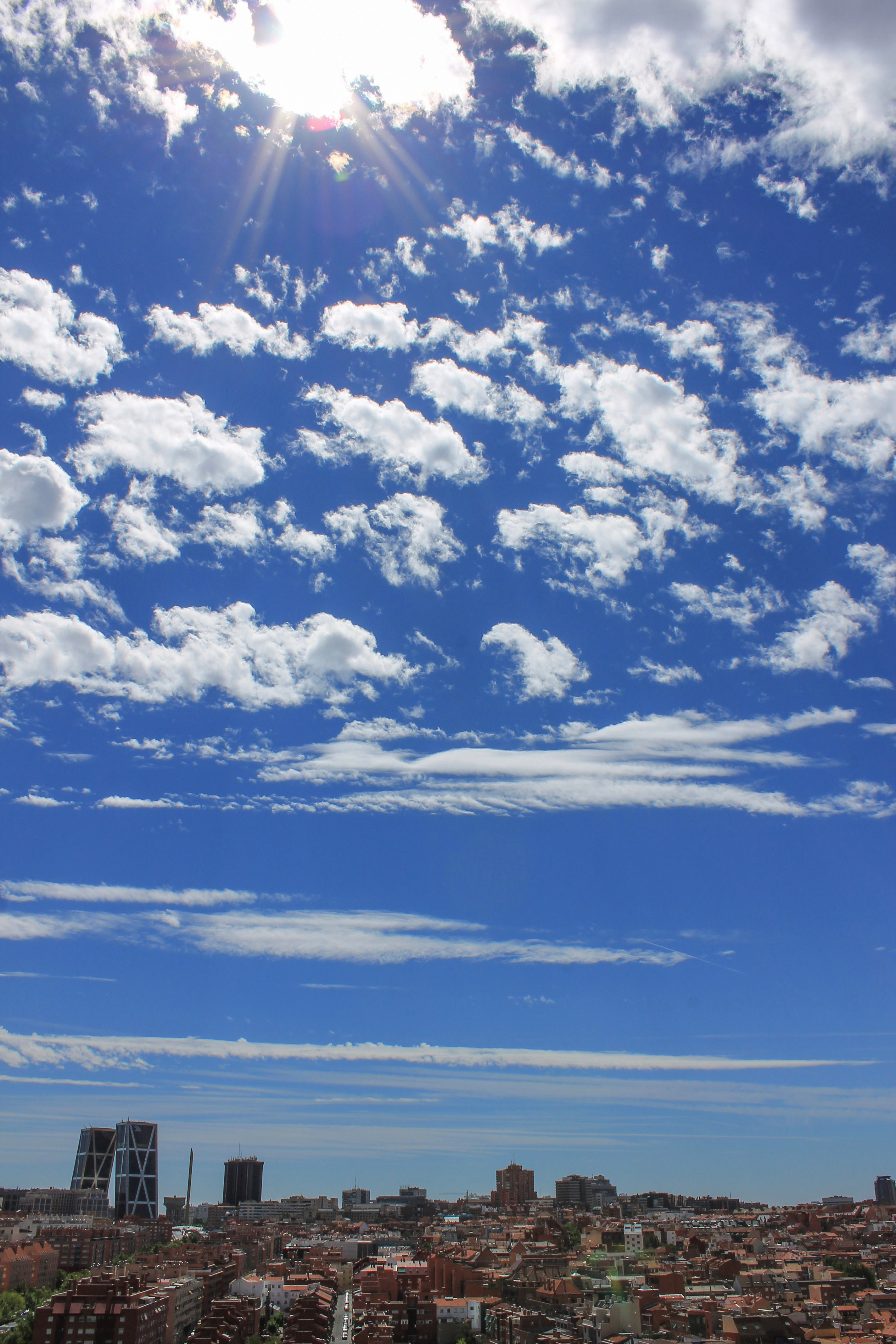
Cielo con nubes en Madrid

De acuerdo con la clasificación climática de Köppen, el clima de Madrid en el periodo 1991-2020 se puede considerar como clima semiárido frío (BSk), pero en oeste en transición entre el clima semiárido frío (BSk) y el clima mediterráneo típico (Csa), tendiendo más al primero. Otras fuentes describen el clima de Madrid como mediterráneo continentalizado, diferenciándolo del clima mediterráneo típico (que se da en zonas cercanas a la costa), por tener una mayor amplitud térmica anual y menor cantidad de precipitaciones debido a su altitud y lejanía del mar. El clima de Madrid está muy influido por las condiciones urbanas (véase: isla de calor). La temperatura media (periodo de referencia: 1981-2010) se sitúa alrededor de los 14,5 y 15 °C.

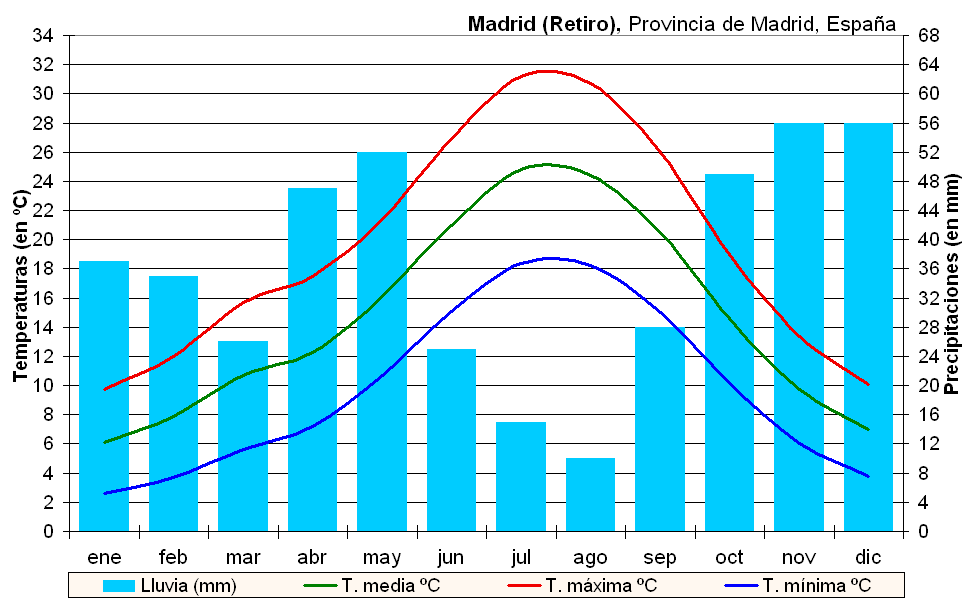
Climograma de Madrid (Retiro)

Los inviernos son moderadamente fríos, con temperaturas medias en el mes más frío (enero) de alrededor de los 6 °C. Las heladas son frecuentes en diciembre y enero y las nevadas ocasionales durante el invierno (entre 1 y 4 días de nieve al año). En este mes la media de temperaturas máximas se sitúa en torno a 10 °C y la de mínimas alrededor de 3 °C. Los veranos son muy calurosos. Los meses más cálidos son julio y agosto, aunque julio es ligeramente más cálido. En este mes, las medias superan los 25 °C, con temperaturas máximas medias de entre 32 y 33,5 °C y temperaturas mínimas medias de alrededor de los 17 a 19 °C. En algunos momentos del día se pueden superar los 35 °C durante el verano. La amplitud térmica diaria es importante en la periferia urbana (llegando a superar los 13 °C), pero se ve reducida en el centro de la ciudad por el efecto antrópico (bajando incluso de los 10 °C). La amplitud térmica anual es alta (entre 19 y 20 °C, cifra propia de la Meseta Sur) como consecuencia de la gran distancia al mar y la altitud (en torno a los 650 metros).

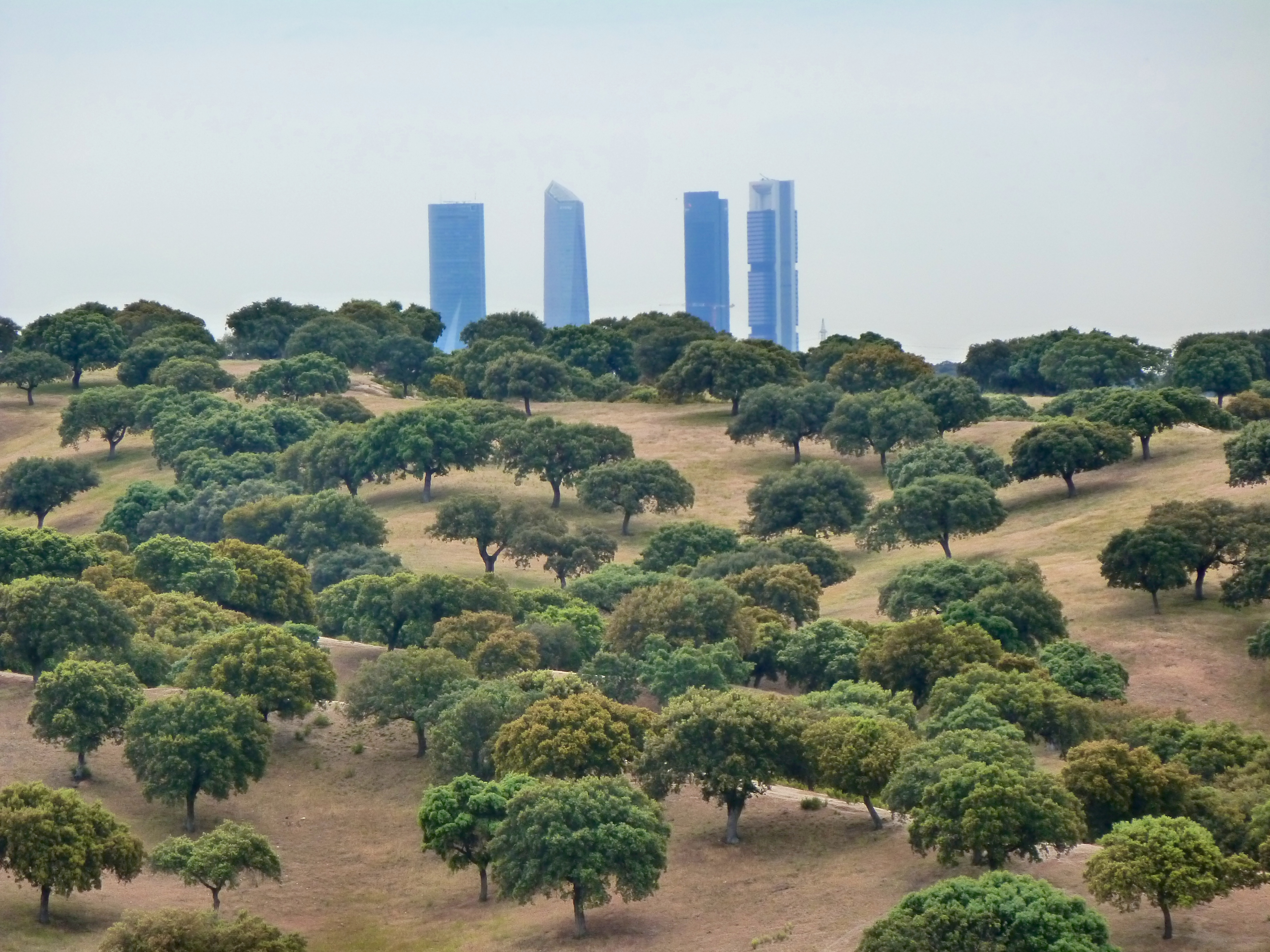
Encinas en el monte de El Pardo a finales de primavera

Madrid disfruta de unas 2800 horas de sol anuales, que la convierten en una de las ciudades con más horas de sol de la península. Las precipitaciones anuales se sitúan alrededor de los 400 mm, con un mínimo marcado en verano (especialmente en julio y agosto). Es la segunda capital más seca de Europa, después de Atenas. El máximo de precipitación se da en otoño (de octubre a diciembre) y en los meses primaverales de abril y mayo. La humedad media durante el año se sitúa alrededor del 57 %, con una gran oscilación entre las épocas frías, mucho más húmedas, y las cálidas, que resultan muy secas. La velocidad media del viento anual se sitúa entre 7 y 10 km/h.
A continuación se muestran tres tablas con los valores climatológicos en el periodo de referencia comprendido entre los años 1991 y 2020 en el observatorio del Retiro situado a 667 m sobre el nivel del mar.
| Parámetros climáticos promedio de Observatorio de El Retiro (667 m) (1991–2020, extremos: 1920–actualidad) | Parámetros climáticos promedio de Observatorio de El Retiro (667 m) (1991–2020, extremos: 1920–actualidad) | Parámetros climáticos promedio de Observatorio de El Retiro (667 m) (1991–2020, extremos: 1920–actualidad) | Parámetros climáticos promedio de Observatorio de El Retiro (667 m) (1991–2020, extremos: 1920–actualidad) | Parámetros climáticos promedio de Observatorio de El Retiro (667 m) (1991–2020, extremos: 1920–actualidad) | Parámetros climáticos promedio de Observatorio de El Retiro (667 m) (1991–2020, extremos: 1920–actualidad) | Parámetros climáticos promedio de Observatorio de El Retiro (667 m) (1991–2020, extremos: 1920–actualidad) | Parámetros climáticos promedio de Observatorio de El Retiro (667 m) (1991–2020, extremos: 1920–actualidad) | Parámetros climáticos promedio de Observatorio de El Retiro (667 m) (1991–2020, extremos: 1920–actualidad) | Parámetros climáticos promedio de Observatorio de El Retiro (667 m) (1991–2020, extremos: 1920–actualidad) | Parámetros climáticos promedio de Observatorio de El Retiro (667 m) (1991–2020, extremos: 1920–actualidad) | Parámetros climáticos promedio de Observatorio de El Retiro (667 m) (1991–2020, extremos: 1920–actualidad) | Parámetros climáticos promedio de Observatorio de El Retiro (667 m) (1991–2020, extremos: 1920–actualidad) | Parámetros climáticos promedio de Observatorio de El Retiro (667 m) (1991–2020, extremos: 1920–actualidad) |
| Mes | Ene. | Feb. | Mar. | Abr. | May. | Jun. | Jul. | Ago. | Sep. | Oct. | Nov. | Dic. | Anual |
| --- | --- | --- | --- | --- | --- | --- | --- | --- | --- | --- | --- | --- | --- |
| Temp. máx. abs. (°C)                                                                                       | 19.9 | 22.0 | 26.7 | 30.9 | 35.5 | 40.7 | 40.7 | 40.7 | 38.9 | 30.1 | 22.7 | 18.6 | 40.7 |
| Temp. máx. media (°C)                                                                                      | 10.0 | 12.2 | 16.2 | 18.9 | 23.2 | 28.9 | 32.8 | 32.0 | 26.5 | 19.7 | 13.5 | 10.3 | 20.4 |
| Temp. media (°C)                                                                                           | 6.5 | 8.0 | 11.3 | 13.6 | 17.5 | 22.8 | 26.2 | 25.7 | 21.0 | 15.4 | 10.0 | 7.0 | 15.4 |
| Temp. mín. media (°C)                                                                                      | 3.0 | 3.7 | 6.3 | 8.2 | 11.9 | 16.5 | 19.5 | 19.3 | 15.5 | 11.1 | 6.4 | 3.7 | 10.4 |
| Temp. mín. abs. (°C)                                                                                       | -10.1 | -9.1 | -5.1 | -1.6 | 0.6 | 4.4 | 8.5 | 9.2 | 4.0 | -0.4 | -3.4 | -9.2 | -10.1 |
| Precipitación total (mm)                                                                                   | 32 | 33 | 35 | 46 | 48 | 20 | 9 | 10 | 24 | 64 | 52 | 42 | 417 |
| Días de precipitaciones (≥ 1 mm)                                                                           | 5.5 | 5.1 | 5.4 | 6.7 | 6.8 | 3.3 | 1.5 | 1.5 | 3.5 | 7.2 | 6.7 | 5.9 | 59.1 |
| Días de nevadas (≥ 0,01 mm)                                                                                | 0.9 | 1.0 | 0.2 | 0.2 | 0.0 | 0.0 | 0.0 | 0.0 | 0.0 | 0.0 | 0.1 | 0.5 | 2.9 |
| Humedad relativa (%)                                                                                       | 72 | 64 | 57 | 56 | 54 | 45 | 39 | 42 | 51 | 66 | 72 | 75 | 58 |
| Fuente: Agencia Estatal de Meteorología                                                                    | | | | | | | | | | | | | |

A continuación se muestran algunos valores extremos registrados en las tres estaciones meteorológicas de la AEMET del municipio de Madrid considerados a partir de entre el año 1920 y 1961 dependiendo de la estación y de la variable climatológica. La temperatura máxima absoluta es de 42,7 °C, registrada el 14 de agosto de 2021 en el observatorio del aeropuerto de Madrid-Barajas, y la temperatura mínima absoluta de -15,2 °C registrada el 16 de enero de 1945 en el observatorio del aeropuerto de Madrid-Barajas. El récord de precipitación máxima en un día es de 87 mm el 21 de septiembre de 1972 en el observatorio del Retiro, y la máxima racha de viento de 147 km/h registrada el 7 de julio de 2017 en el observatorio del aeropuerto de Madrid-Barajas.

## Economía

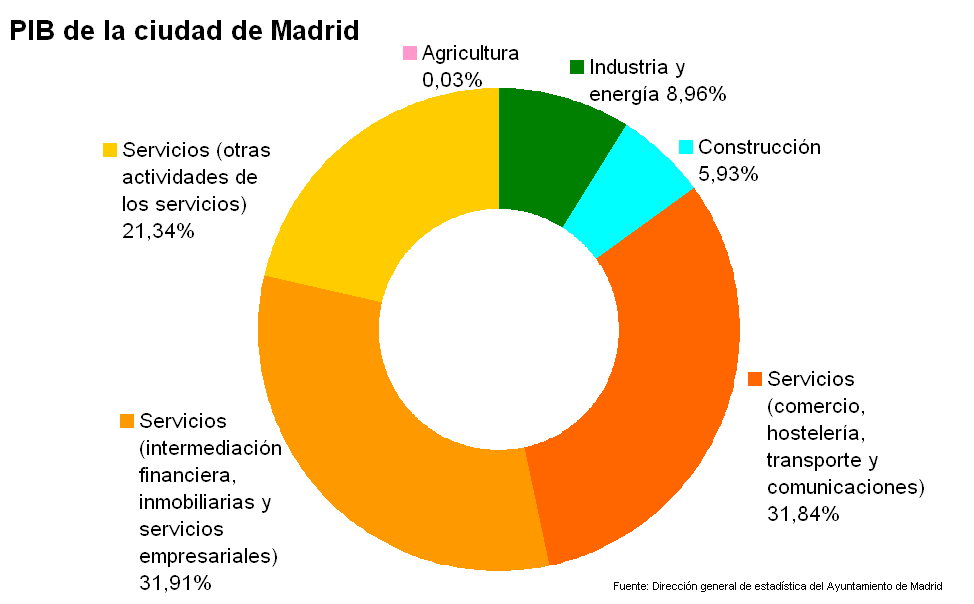
Reparto del producto interior bruto (PIB) de Madrid (2003)

La ciudad de Madrid tenía en 2003 un producto interior bruto (PIB) de 79 785 millones de euros, lo que suponía el 10 % de la renta nacional.[cita requerida] De los sectores económicos de la ciudad, el más importante es el terciario o sector servicios, que representa un 85,09 % de la economía de la ciudad. Dentro de este sector destacan los servicios financieros (31,91 % del PIB total) y las actividades comerciales (31,84 % del PIB total). El resto del PIB lo aporta la industria (8,96 % del PIB total), el sector de la construcción (5,93 % del PIB total). La agricultura tiene un carácter residual, de manera que apenas aporta un 0,03 % del total, en consonancia con el carácter urbano de Madrid.
Madrid es el mayor centro empresarial de España: en 2008, el 72 % de las 2000 mayores empresas de España tenían su sede central en Madrid. Y, actualmente,[¿cuándo?] el 50,1 % de los ingresos de las 5000 principales empresas españolas son generados por sociedades con sede social en Madrid, las cuales representan el 31,8 % de ellas.
Madrid fue calificada en un informe de Mastercard de 2008 como el quinto mayor centro de comercio de Europa (tras Londres, París, Fráncfort y Ámsterdam) y el 11.º a nivel mundial.

### Historia económica
El Antiguo Régimen

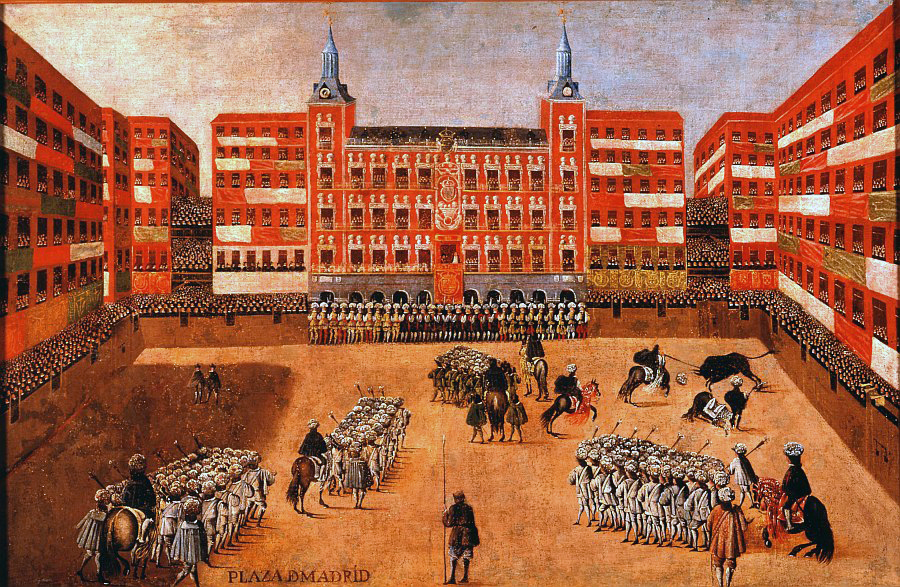
La plaza Mayor de Madrid, que fue concebida en origen como mercado en el arrabal de la villa, acabó siendo escenario de espectáculos públicos, como ejecuciones o corridas de toros

La ciudad experimentó un gran desarrollo a raíz de que el rey Felipe II la convirtiese en capital del Reino.[¿cuándo?]
La función administrativa que desempeñó desde entonces, acentuada por el carácter centralista del sistema de gobierno instaurado por los Borbones, propició el desarrollo de la actividad artesana, con la inclusión de algunas instituciones protocapitalistas, como fueron los Cinco Gremios Mayores o el Banco de San Carlos y algunas manufacturas reales, como la famosa Porcelana del Buen Retiro, destruida en la Guerra de la Independencia, o la Fábrica de Tabacos de la glorieta de Embajadores. El abastecimiento urbano ocupaba un lugar central en la preocupación de los poderes públicos (estatales y municipales), y descansaba en una compleja red de agentes e instituciones públicas y privadas (pósito, fiel almotacén, rastro, repesos, obligados, tablajeros, revendedores, etc.) que funcionaban en torno al mercado (plazuelas y plaza Mayor), siguiendo el sistema paternalista y proteccionista propio del mercantilismo. Durante el Antiguo Régimen, Madrid fue una capital imperial, descrita a veces como un parásito económico que succionaba los recursos de sus dominios sin contribuir directamente a la génesis de su riqueza.
A diferencia de otras ciudades en la transición del feudalismo al capitalismo (notablemente Londres o París), su posición geográfica, en una meseta no conectable fluvialmente y aislada por cordilleras de una costa a cientos de kilómetros, le imposibilitaba ser el centro comercial de la Monarquía Hispánica (papel que podría cumplir Sevilla, o hubiera podido ser Lisboa, si así la hubiera elegido Felipe II). Por tanto, la función principal de Madrid fue ser el centro de la vida política y social, y en lo económico un mercado de consumo suntuario y el mercado de referencia de la agricultura castellana (fundamentalmente cerealista). La integración de un mercado nacional no fue posible hasta muy entrado el siglo XIX, con el trazado de los ferrocarriles y los cambios político-económicos de la era liberal (como la desamortización).
La Edad Contemporánea y el movimiento obrero

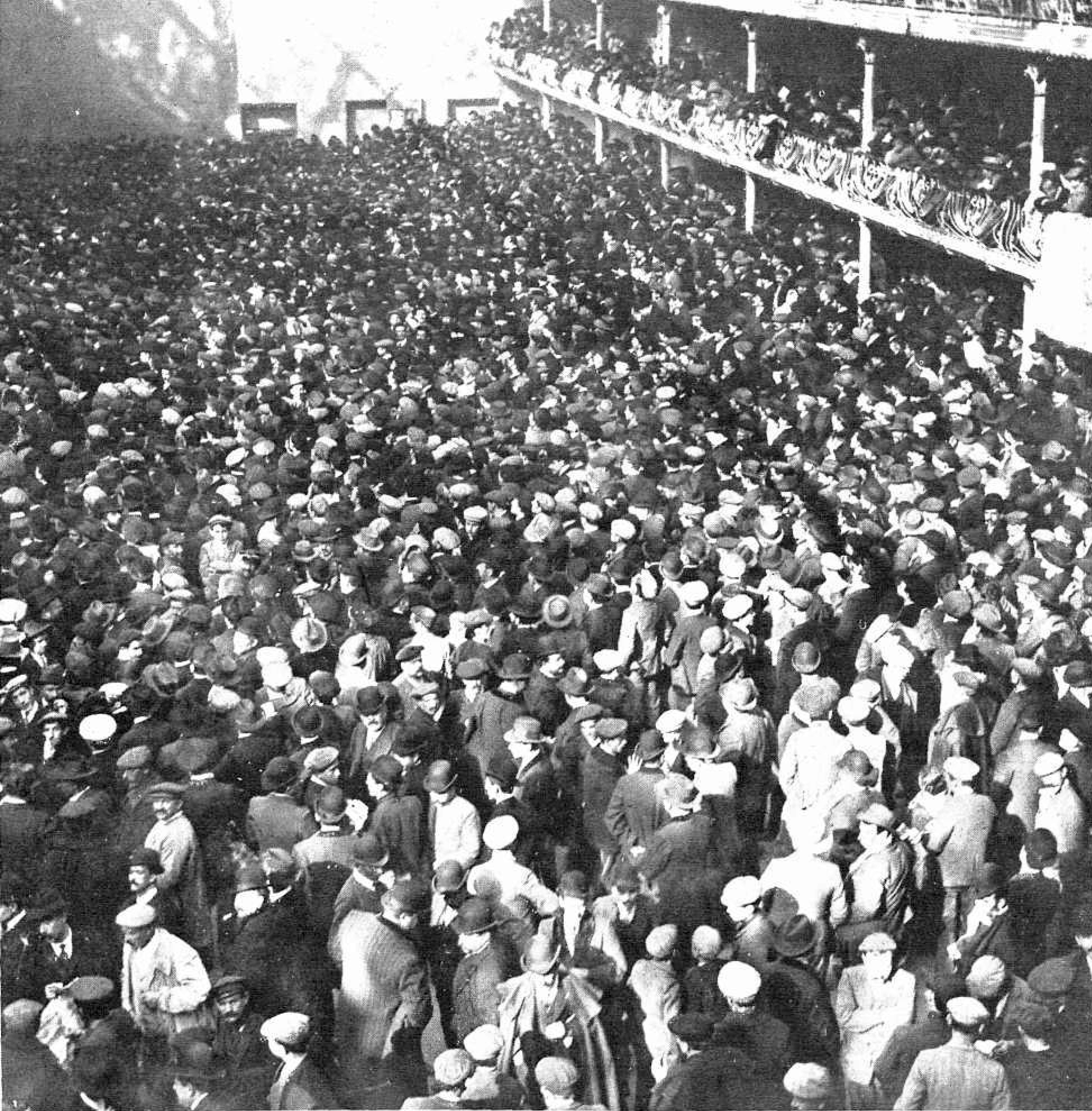
Mitin de republicanos y socialistas en el desaparecido frontón Jai Alai en 1909

Madrid no se transformó en un centro de importancia industrial en el siglo XIX, al contrario de otras ciudades españolas y europeas. La principal mercancía que transportaba el tren de Aranjuez (primer destino conectado con Madrid y que es llamado aún hoy el Tren de la Fresa) fueron las maderas que los gancheros bajaban desde las sierras del Alto Tajo y que alimentaban la construcción, que siempre ha sido una de las principales actividades económicas, a falta de un tejido productivo más básico. Buena muestra de la debilidad industrial fue el relativamente escaso desarrollo del movimiento obrero, que siempre tuvo su centro de gravedad en Barcelona. La fundación del PSOE y la UGT en Madrid fueron curiosamente fruto de la personalidad de Pablo Iglesias, un obrero tipógrafo (una industria vinculada a una tradicional actividad urbana madrileña: la edición de libros y periódicos).

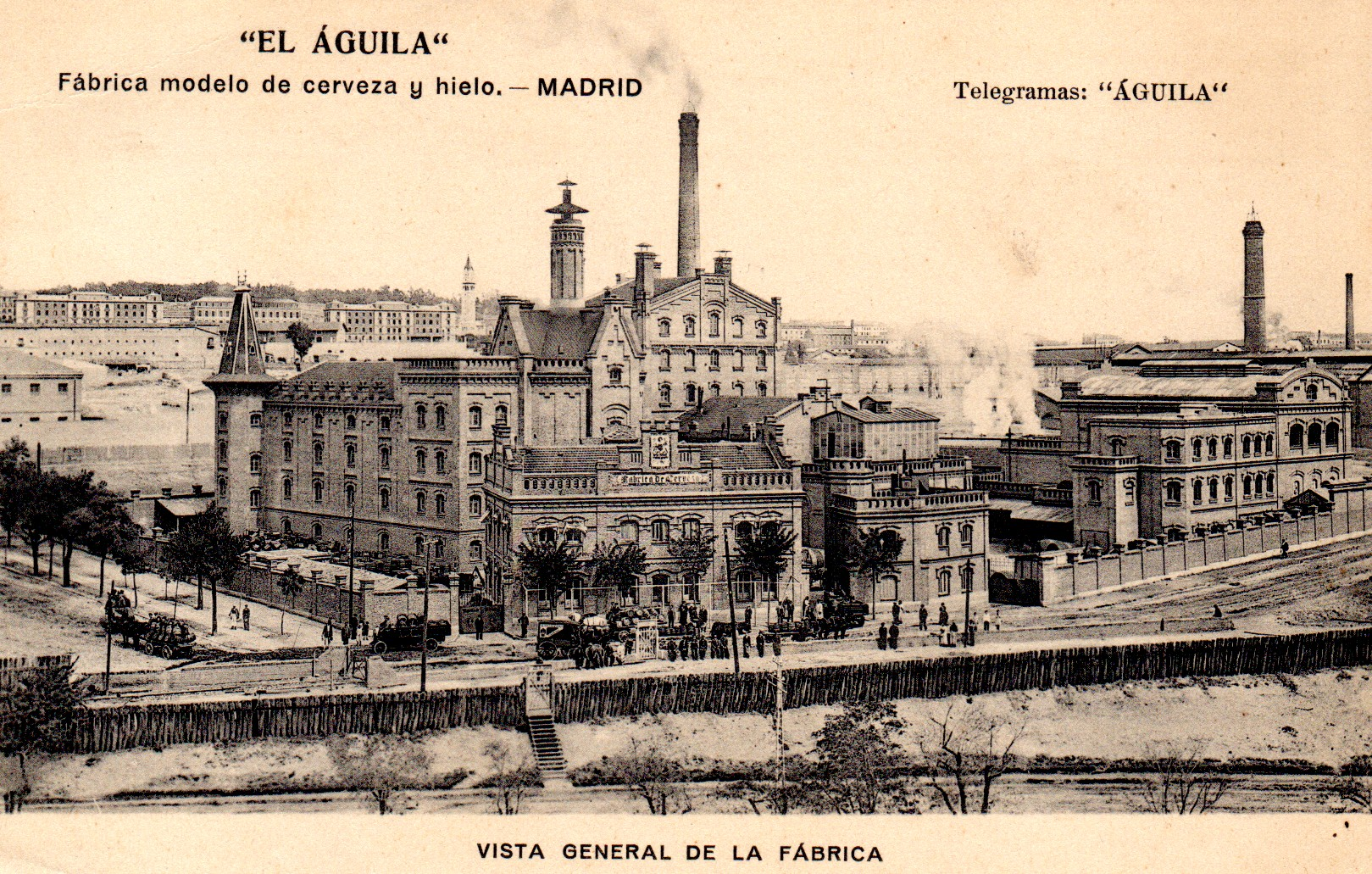
Fábrica de cervezas El Águila. Ejemplo de la arquitectura industrial de fines del y principios del

La expansión industrial se produjo en el siglo XX, sobre todo tras la Guerra Civil y la posguerra. El desarrollo se centró en sectores dinámicos, como la química, la metalurgia y otras especialidades relacionadas con el consumo urbano de tecnología avanzada: mecánica de precisión, electrónica, farmacéutica, y otras. Un factor que favoreció el desarrollo industrial de esta época fue el estímulo de la Administración, a consecuencia de ser Madrid la capital del Estado, lo que trajo como consecuencia indirecta la localización de un gran número de sedes de empresas nacionales e internacionales. También el movimiento obrero, encuadrado obligatoriamente en el sindicato vertical franquista, responde a esa nueva dinámica con la extensión de las ilegales Comisiones Obreras (nacidas en la minería asturiana) por las fábricas de la periferia industrial madrileña, gracias a la actividad de activistas como Marcelino Camacho y el padre Llanos.
Desde la llegada de la democracia y a pesar de la descentralización administrativa, la tendencia expansiva de la ciudad se ha mantenido, de manera que presenta hoy en día una de las economías más dinámicas y diversificadas de la Unión Europea. A esto ha contribuido sin duda la privilegiada posición geográfica de la ciudad, un muy buen nivel de infraestructuras y un elevado grado de concentración de capital humano, con un alto nivel de formación.

### Actividades productivas

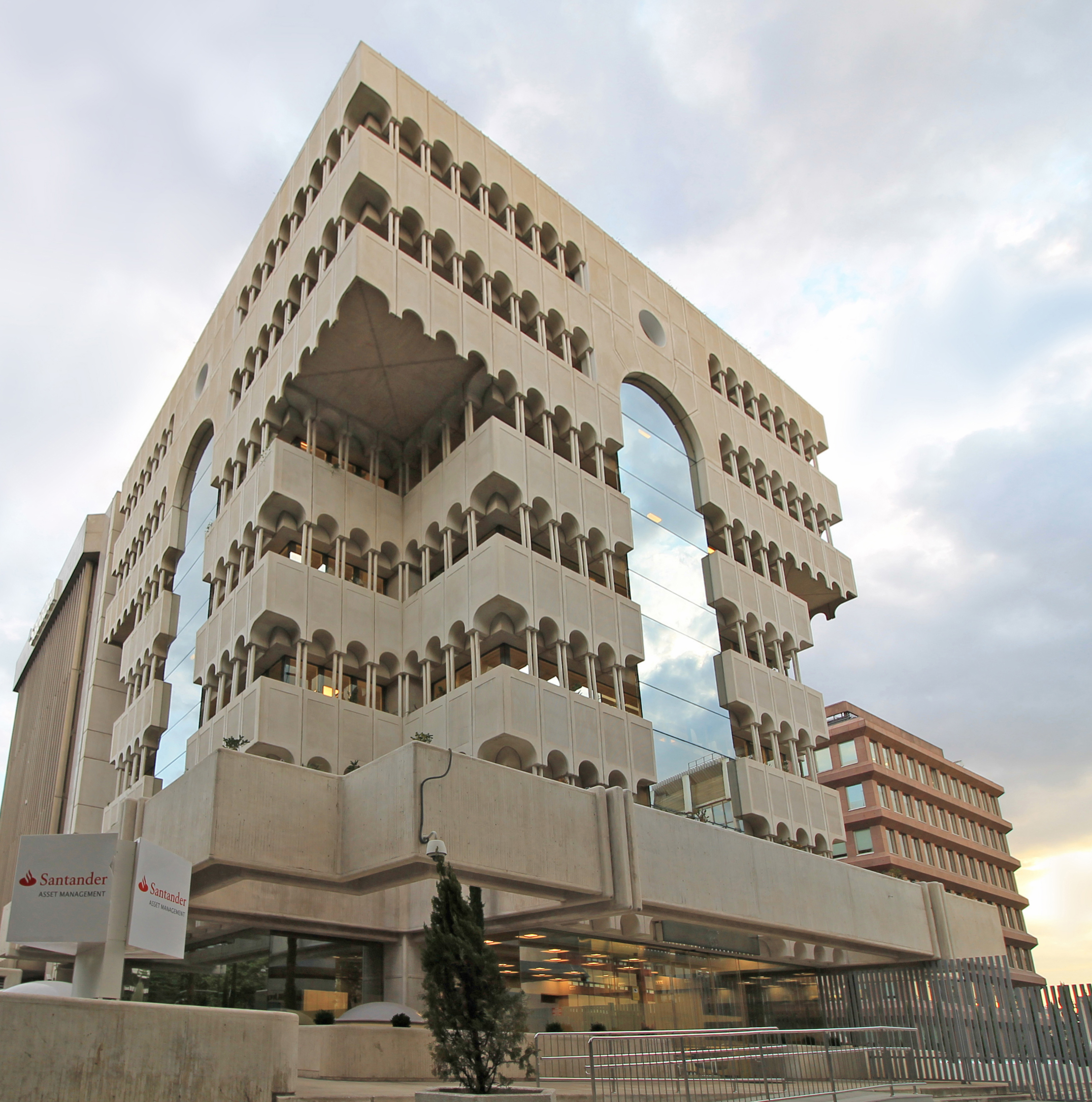
Número 69 de la calle de Serrano, edificio diseñado por Fernando Higueras y actual sede de Santander Asset Management

La industria en la ciudad de Madrid pierde peso poco a poco, para trasladarse a los municipios del área metropolitana de Madrid, especialmente del arco sursureste. Aun así la industria sigue suponiendo un porcentaje relevante del PIB de la ciudad. La construcción era en 2005 el sector de más crecimiento de Madrid, estimado en un 8,2 %. La tendencia muestra un aumento de la construcción no residencial, empujada por la ligera desaceleración del incremento del precio de la vivienda en 2005.
Pero es el sector servicios el que lidera la actividad económica de Madrid, con un 85 % del total, y ocupa a dos terceras partes de la población activa. A las tradicionales funciones administrativas, por albergar la Administración central del Estado, y financieras (Madrid es la sede de gran cantidad de empresas que desarrollan su actividad en toda España y acoge la mitad del capital financiero nacional), se han sumado las relacionadas con el transporte o con la pujanza del aeropuerto Adolfo Suárez, Madrid-Barajas. De hecho, los mayores centros de empleo y aportación al PIB de la ciudad de Madrid, son el propio aeropuerto e Ifema, el recinto ferial de la ciudad, que con sus 4,7 millones de visitantes anuales es la primera feria de España y una de las principales de Europa.
Además, Madrid se ha convertido en una de las ciudades más visitadas de Europa, solo por detrás de Londres, París, Estambul, Barcelona, Ámsterdam, Milán, Roma y Viena, además de ser la segunda de España. En la ciudad se desarrolla gran cantidad de actividades de carácter turístico, lúdico y cultural.

### Ferias, exposiciones y congresos
Madrid además de líder nacional en cuanto a ferias y exposiciones se refiere, es el principal organizador de feria de Europa, teniendo en cuenta tanto las ferias internacionales, nacionales y regionales en términos de superficie alquilada por sus expositores. Cuenta con la primera organización ferial de España, IFEMA, que organiza ferias como: FITUR, Madrid Fusión, ARCO, SIMO TCI, el Salón del Automóvil y la Cibeles Madrid Fashion Week.

### Moda

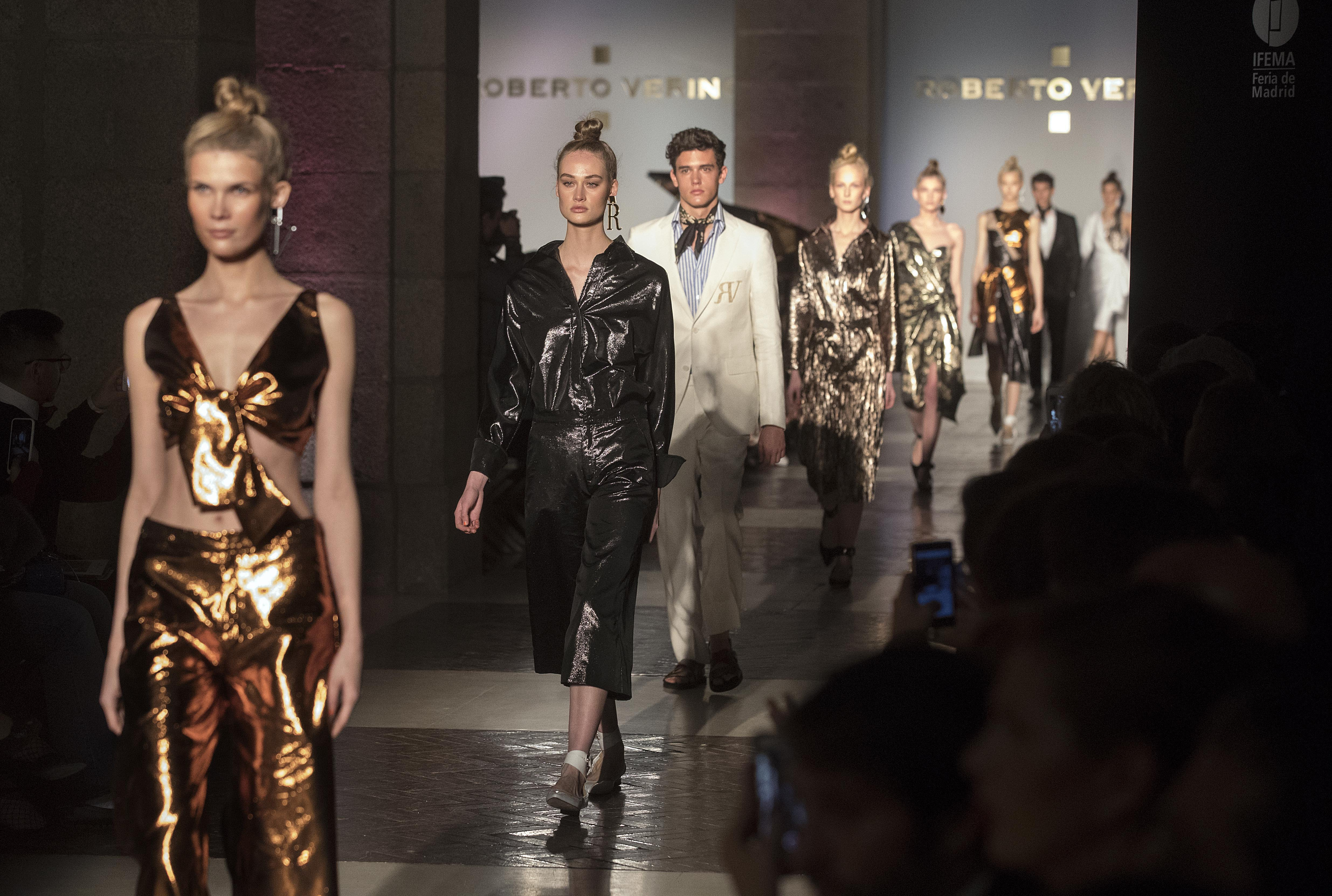
Mercedes-Benz Fashion Week Madrid (2017)

Madrid es un referente de la moda española y cuenta con eventos internacionales del sector, como la Cibeles Madrid Fashion Week.
La Cibeles Madrid Fashion Week, a partir de 2012 Mercedes-Benz Fashion Week, es la cuarta pasarela más importante del mundo detrás de las de Nueva York, Milán y París. Tiene lugar durante los meses de febrero y septiembre. Es celebrada en IFEMA. Es la primera Pasarela que exige una imagen saludable a sus modelos.

### Zonas comerciales
La ciudad de Madrid cuenta con una gran cantidad de marcas de moda. Además, gracias al acontecimiento internacional de Pasarela Cibeles, llamada desde 2007 Cibeles Madrid Fashion Week, todas las marcas principales tienen sede en la ciudad. Si bien las tiendas minoristas se distribuyen por toda la ciudad, también existen áreas de especial concentración comercial como son los entornos de la Puerta del Sol, las calles Serrano y Goya.
Hay establecimientos especializados en alta costura de las principales marcas internacionales, como Emporio Armani y Gucci, así como de las españolas como Zara, Loewe o Cortefiel. Y de alta joyería, como el de la firma madrileña Carrera y Carrera. También hay multitud de tiendas de ropa informal y deportiva, con presencia de las principales marcas. Es de reseñar la cadena El Corte Inglés, especialmente dedicada a la moda, y que cuenta con centros en los puntos de la ciudad más concurridos.
En la plaza Mayor y sus soportales se sitúan todos los domingos puestos de venta de sellos, monedas y de todo tipo de objetos coleccionables. Actualmente es el mayor mercado filatélico y numismático de España. También es conocido el mercadillo callejero de El Rastro, que se despliega los domingos y festivos en torno a la calle Ribera de Curtidores. Madrid ofrece la posibilidad de disfrutar de los pocos cafés clásicos que quedan. Destacan el literario Café Gijón (paseo de Recoletos, 21) y el Café Comercial (glorieta de Bilbao, 7), cerrado en 2015, pero reabierto el 27 de marzo de 2017 totalmente restaurado.

### Turismo

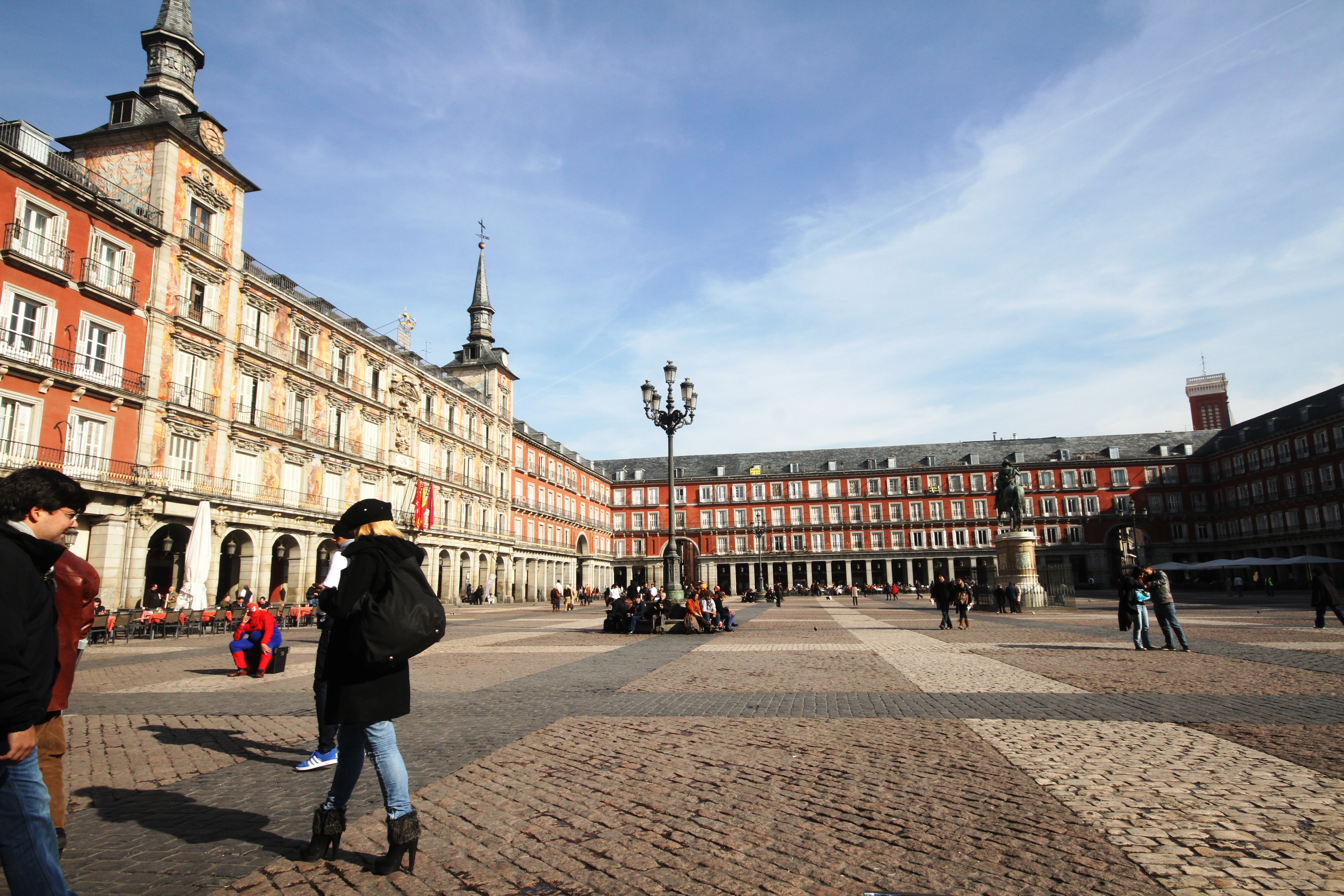
Plaza Mayor de Madrid

Madrid, en la primera mitad de 2019, fue la ciudad de España más visitada con 10,4 millones de turistas, superando a ciudades como Barcelona, Palma de Mallorca o Sevilla. Es además sede de la Organización Mundial del Turismo y de la Feria Internacional del Turismo (FITUR). Durante 2017 fue el destino más buscado por los turistas de Argentina.
Los lugares más visitados en 2013 en la ciudad por los turistas, tanto nacionales como extranjeros, fueron:
1. Museo Reina Sofía: 2 673 745 visitantes (2014).[154]
2. Museo del Prado: 2 536 844 visitantes (2014).[154]
3. Parque de Atracciones de Madrid: 2,5 millones de visitantes.[155]
4. Parque Warner: 1,6 millones de visitantes (2014).[156]
5. Palacio de Comunicaciones: 1,2 millones de visitantes (2014).[157]
6. Parque zoológico de Madrid: 1,2 millones de visitantes.[158]
7. Palacio Real de Madrid: 1 176 243 visitantes.[159]
8. Museo Thyssen-Bornemisza: 998 992 visitantes (2014).[154]
9. Tour del estadio Santiago Bernabéu: 920 000 visitantes.[160]
10. CaixaForum Madrid: 835 765 visitantes (sep. 2013-ago. 2014).[161]
11. Museo Arqueológico Nacional: 696 007 visitantes (2014).[154]

### Vida nocturna

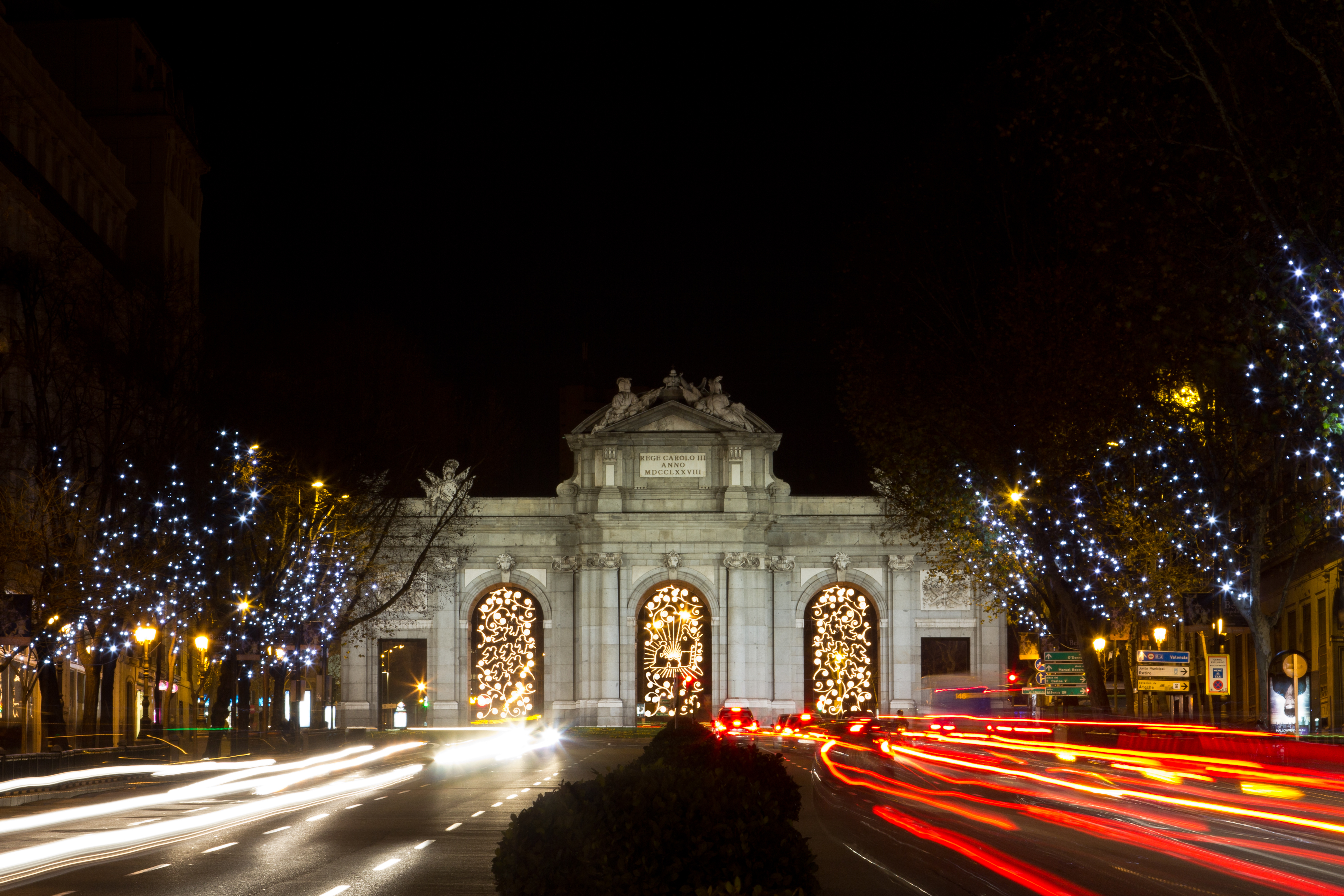
La puerta de Alcalá de noche

Durante la década de 1980 y tras el fin de la dictadura de Francisco Franco, Madrid vivió una época de auge contracultural y del ocio nocturno, conocido como movida madrileña, lo que desde entonces ha posicionado a la ciudad como una de las más conocidas por su vida nocturna, bares y discotecas. A esto se lo conoce popularmente como 'marcha' o 'fiesta'. Se organiza principalmente en el distrito Centro, donde se junta todo tipo de estilos y nacionalidades, dando lugar a una rica mezcla, con muchas opciones, hasta altas horas de la madrugada (1:00-7:00h). Existe marcada diferencia entre los locales enfocados al turismo nacional y el internacional. Las zonas tradicionalmente orientadas a la concentración de locales de diversión son la plaza de Santa Ana, en el llamado barrio de las Letras, y los barrios de Malasaña, alrededor de la plaza Dos de Mayo, La Latina, Lavapiés, y Chueca. También cabe destacar áreas como Moncloa, la avenida de Brasil o el barrio de Salamanca. El barrio de las Letras o Huertas, es conocido por su heterogeneidad social durante la noche madrileña, ya que se mezclan gran número de turistas internacionales con turismo de provincias y el local madrileño. El rango de edad también es muy variado.

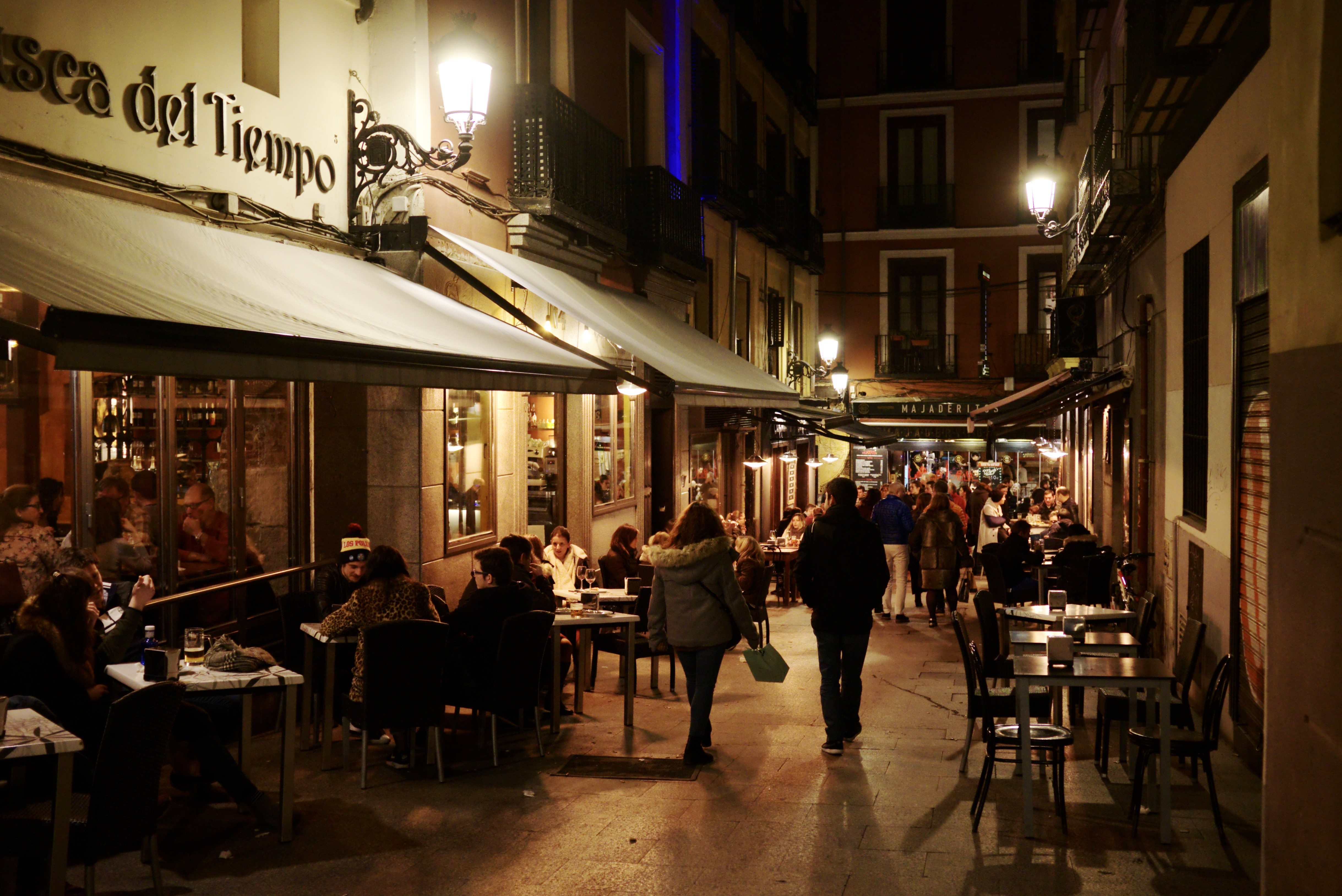
Bares y restaurantes en la calle de Barcelona, próxima a la Puerta del Sol

Por otro lado, Malasaña ha sido tradicionalmente un barrio de ocio diferente o bohemio, con lo que son muy comunes los bares de música alternativa, rock, pop y determinada música electrónica. Fue uno de los precursores del botellón en Madrid, hasta su abolición, y tiene varios locales muy famosos. Lavapiés es conocido por su multiculturalidad, y sus bares y discotecas lo reflejan. Bares marroquíes, hindúes, música flamenca, rock y bastantes salas de conciertos.
De estas zonas, destaca Chueca, caracterizado por la numerosa oferta orientada al público gay. Las celebraciones multitudinarias del Orgullo de Madrid y el reconocimiento de derechos de las personas LGBT en España fueron reconocidos internacionalmente con el nombramiento de Madrid como sede del Europride en 2007 y del WorldPride en 2017.
Moncloa es un barrio frecuentado por jóvenes, pues se trata de la zona de marcha para universitarios de entre 18 y 24 años. Algo semejante ocurre en la avenida de Brasil, mientras que el barrio de Salamanca, donde residen personas de gran poder adquisitivo, es la zona de discotecas y pubs enfocados a una clase más alta o a los personajes más conocidos de la escena televisiva española.
Cabe destacar la celebración de grandes festivales de música electrónica, especialmente importantes son aquellos que se celebran el día 1 de enero (destacando Space of Sound) y durante las fiestas del Orgullo Gay.

## Servicios

### Educación

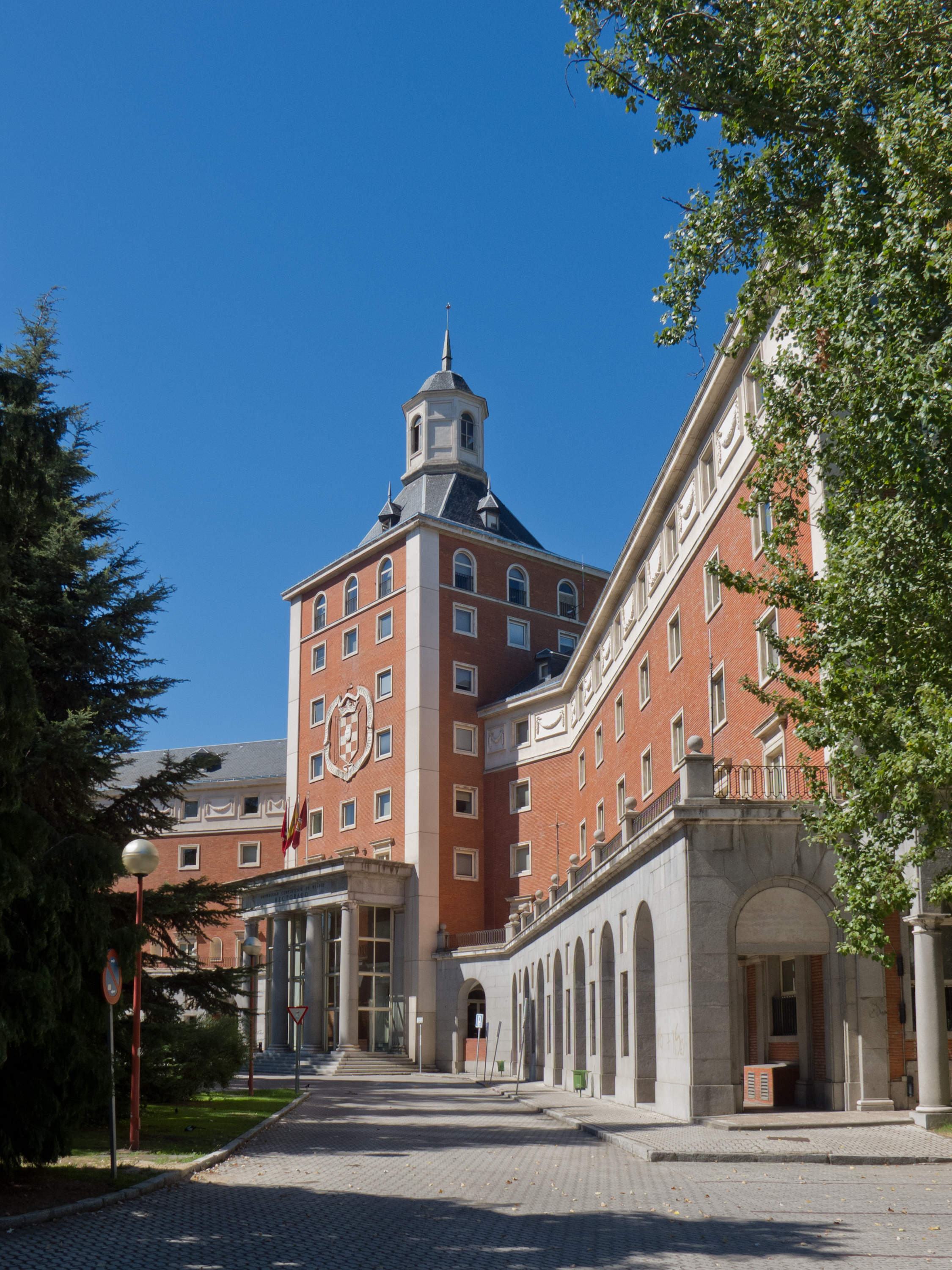
Rectorado de la Universidad Complutense de Madrid

La educación en Madrid depende a su vez de la Consejería de Educación de la Comunidad de Madrid, que asume las competencias de educación a nivel regional.

#### Educación infantil, primaria y secundaria
Se estima que hay unos 167 000 alumnos en educación infantil, 320 800 en educación primaria, unos 4500 en educación especial y en torno a 50 000 de formación profesional. El total de estudiantes no universitarios es superior al millón de alumnos, de los que unos 600 000 estudian en centros públicos, 260 000 como máximo en centros privados concertados y unos 150 000 en centros privados no concertados.
En los veintiún distritos de la ciudad de Madrid hay 520 guarderías (98 públicas y 422 privadas), 235 colegios públicos de educación infantil y primaria, 106 institutos de educación secundaria, 309 colegios privados (con y sin concierto) y 24 centros extranjeros.

#### Educación universitaria

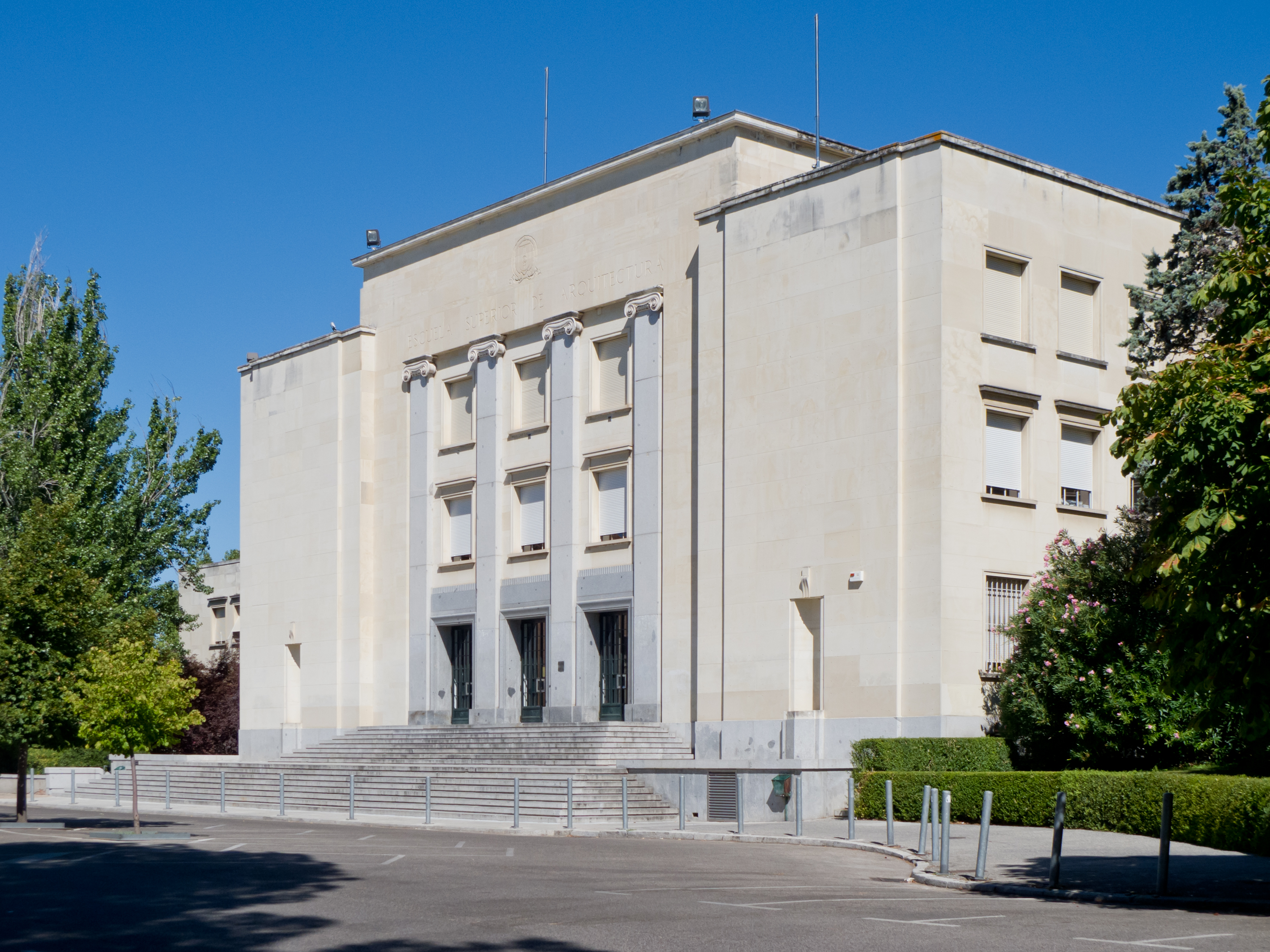
E.T.S. de Arquitectura de la Universidad Politécnica de Madrid

La Comunidad de Madrid es sede de seis universidades públicas (además de la UNED, de ámbito nacional). De ellas, cuatro tienen su paraninfo o alguna de sus facultades o escuelas en la ciudad de Madrid:
- Universidad Complutense de Madrid (con su paraninfo y la mayor parte de sus escuelas y facultades en la Ciudad Universitaria de Madrid).
- Universidad Autónoma de Madrid (con su campus principal en Cantoblanco y su facultad de Medicina en La Paz).[169]
- Universidad Politécnica de Madrid (con su paraninfo y algunas escuelas en la Ciudad Universitaria de Madrid y otras escuelas en el Campus Sur en Vallecas, el Campus de Montegancedo, y el Campus Centro, con escuelas situadas en el centro de Madrid —ETSI Minas, ETSI Industriales, EUIT Obras Públicas, EUIT Industriales—).[170]
- Universidad Carlos III de Madrid (con tres campus a las afueras de Madrid, en Leganés, Getafe y Colmenarejo. Posee también un centro de posgrados en Puerta de Toledo).
- Universidad Rey Juan Carlos (que aunque desarrolla la mayor parte de su actividad en Móstoles, Alcorcón y Fuenlabrada, también cuenta con facultades en el distrito de Vicálvaro y con la sede de la Fundación Universidad Rey Juan Carlos en Manuel Becerra).
- La Universidad de Alcalá tiene una sede en Madrid, en la calle Eloy Gonzalo, con cursos de posgrado.

Además de las universidades públicas, en la Comunidad de Madrid se encuentran catorce universidades privadas:
- CUNEF Universidad
- ESIC Universidad
- IE University
- Universidad a Distancia de Madrid
- Universidad Alfonso X el Sabio
- Universidad Antonio de Nebrija
- Universidad Camilo José Cela
- Universidad de Diseño, Innovación y Tecnología
- Universidad Eclesiástica San Dámaso
- Universidad Europea de Madrid
- Universidad Francisco de Vitoria
- Universidad Pontificia Comillas
- Universidad San Pablo CEU
- Universidad Villanueva

También cuenta con campus de diversas universidades extranjeras, como la Universidad de Saint Louis, la Universidad de Suffolk o Universidad de San Diego.
Asimismo, Madrid es la sede del Consejo Superior de Investigaciones Científicas (CSIC), del Centro Nacional de Investigaciones Cardiovasculares (CNIC) y de la Biblioteca Nacional con su colección de archivos históricos.
Es sede de las siguientes Academias Nacionales:
- Real Academia Española
- Real Academia de la Historia
- Real Academia de Bellas Artes de San Fernando
- Real Academia de Ciencias Exactas, Físicas y Naturales
- Real Academia de Ciencias Morales y Políticas
- Real Academia Nacional de Medicina
- Real Academia de Jurisprudencia y Legislación
- Real Academia Nacional de Farmacia

En el distrito de Moncloa-Aravaca está la Ciudad Universitaria de Madrid, un barrio en el que se concentran la mayor parte de las facultades y escuelas superiores de las universidades Complutense, Politécnica y UNED, así como algunos centros del CSIC. En su centro se ubica, además, el Palacio de la Moncloa, sede de la Presidencia del Gobierno.

### Comunicaciones

#### Autovías

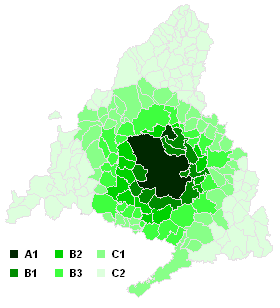
Mapa de la Comunidad de Madrid señalando las áreas del transporte urbano en Madrid por municipios

Las principales autovías de Madrid tienen un recorrido radial. Las más importantes son las herederas de las anteriores radiales (numeradas con números romanos: N-I, N-II, etc.).
| Identificador | Itinerario                                                                                 |
| ------------- | ------------------------------------------------------------------------------------------ |
| A-1           | Madrid-Aranda de Duero-Burgos-Miranda de Ebro-Vitoria-San Sebastián-Irún-frontera francesa |
| A-2           | Madrid-Guadalajara-Zaragoza-Lérida-Barcelona-Gerona-La Junquera-frontera francesa.         |
| A-3           | Madrid-Valencia                                                                            |
| A-4           | Madrid-Aranjuez-Córdoba-Sevilla-Jerez-Cádiz                                                |
| A-5           | Madrid-Talavera de la Reina-Navalmoral de la Mata-Mérida-Badajoz-frontera portuguesa       |
| A-6           | Madrid-Medina del Campo-Tordesillas-Benavente-Astorga-Ponferrada-Lugo-La Coruña            |

Otras autovías que tienen su origen en Madrid y de gran importancia por la densidad de su tráfico son la A-42 que une Madrid con Toledo y la M-607, una autovía de titularidad autonómica que une Madrid con el puerto de Navacerrada, dando servicio a las localidades de Colmenar Viejo y Tres Cantos.
Madrid tiene además una serie de carreteras de circunvalación:
- la M-30, de titularidad municipal, que delimita la almendra central de la ciudad y trascurre íntegramente por el municipio de Madrid;
- la M-40, de titularidad estatal, que rodea en los barrios residenciales de la ciudad. Salvo en su tramo oeste, trascurre por el municipio de Madrid;
- la M-45, de titularidad autonómica, bordeando el municipio por el sur y el sureste y trascurre casi en su totalidad por el municipio de Madrid;
- la M-50, de titularidad estatal, que apenas toca el municipio de Madrid por el sureste, a la altura del distrito de Vallecas.

La ciudad de Madrid tiene un protocolo anticontaminación con 4 posibles fases, dependiendo de los niveles de dióxido de nitrógeno, que restringen la circulación por la almendra central. En concreto la fase 3 se activó por primera vez el 29 de diciembre de 2016.

#### Metro

Esquema del Metro de Madrid

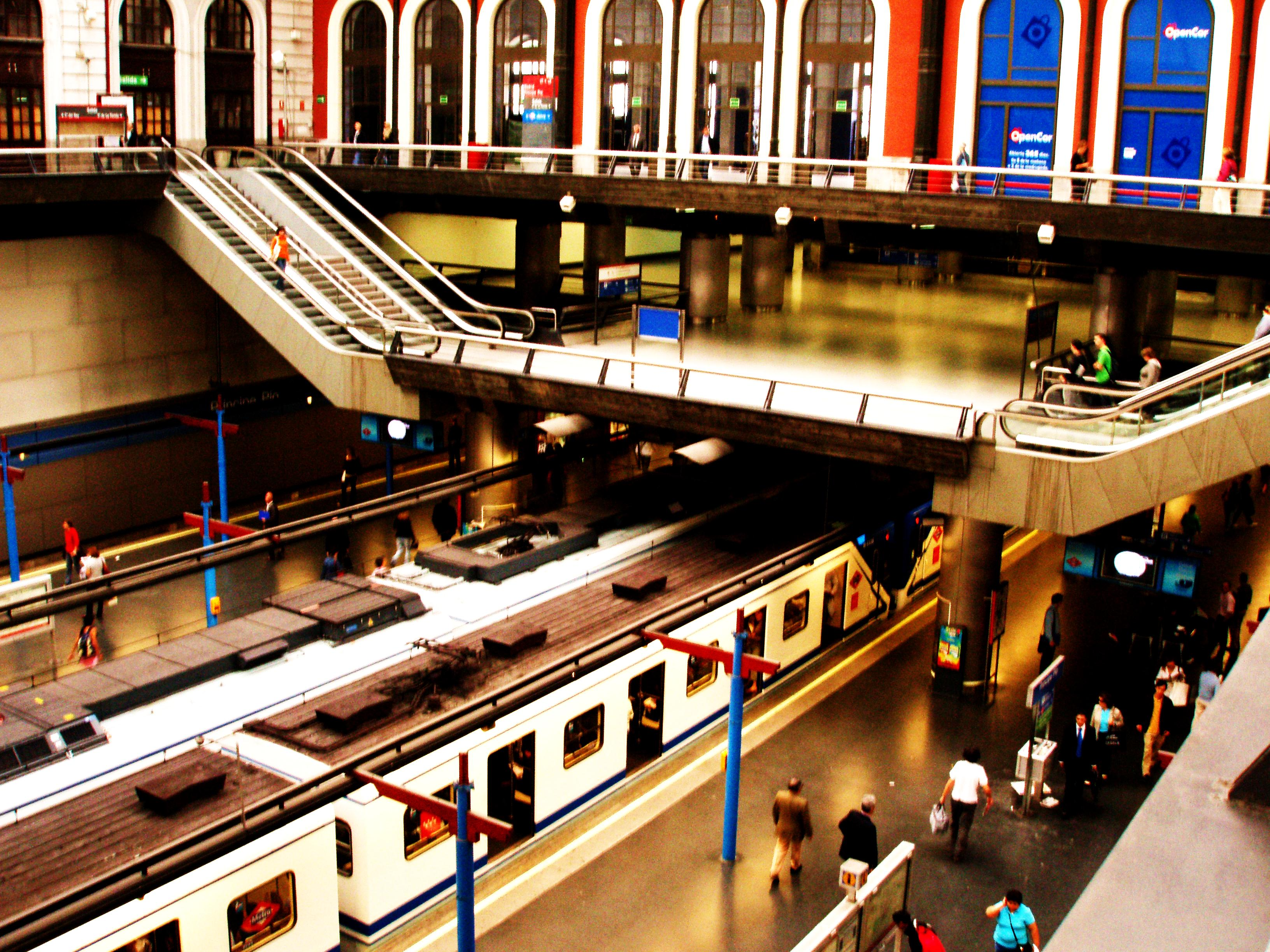
Estación de Príncipe Pío

El Metro de Madrid fue inaugurado el 17 de octubre de 1919 por el rey Alfonso XIII y sus trece líneas tienen una longitud total de 294 kilómetros. Es la tercera de Europa por kilómetros, después de las de Londres y Moscú, y la novena del mundo. Durante 2019, se contabilizaron 677,4 millones de desplazamientos.
La red de Metro de Madrid tiene una extensión total de 294 km y 302 estaciones. Está compuesta de 12 líneas convencionales, el ramal que une Ópera y Príncipe Pío y tres líneas de metro ligero (similar a un tranvía) que suman un total de 27,78 km y cuentan con 38 estaciones.
De las 302 estaciones actuales (2019), 201 son sencillas, en 27 trasbordan dos líneas, en 10 tienen parada tres líneas y la estación de avenida de América, que sirve de transbordo a cuatro líneas. En 21 paradas hay correspondencia con la red de Cercanías Madrid de Renfe.

#### Ferrocarril

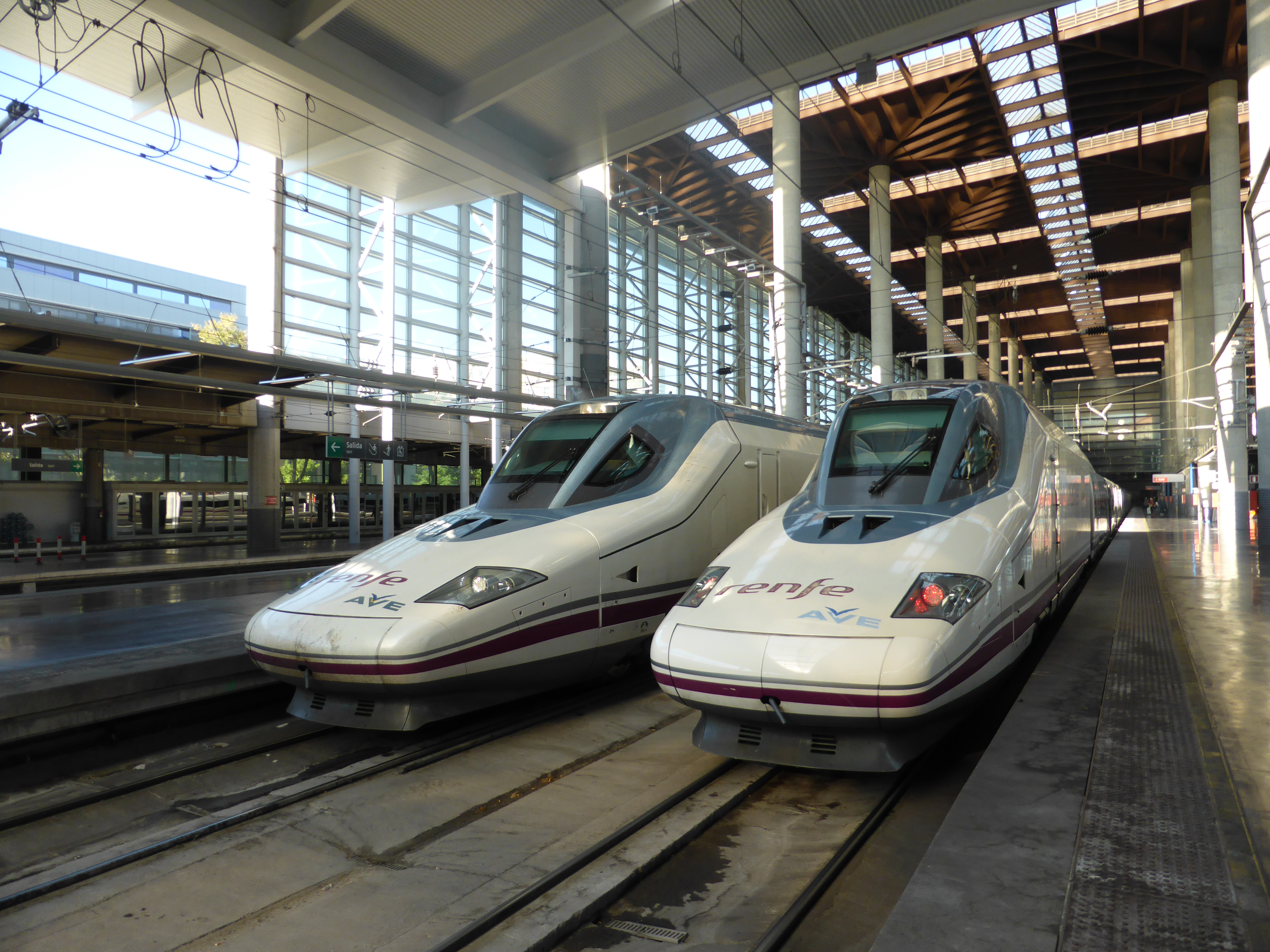
Estación de Puerta de Atocha con trenes AVE de la Serie 112 de Renfe

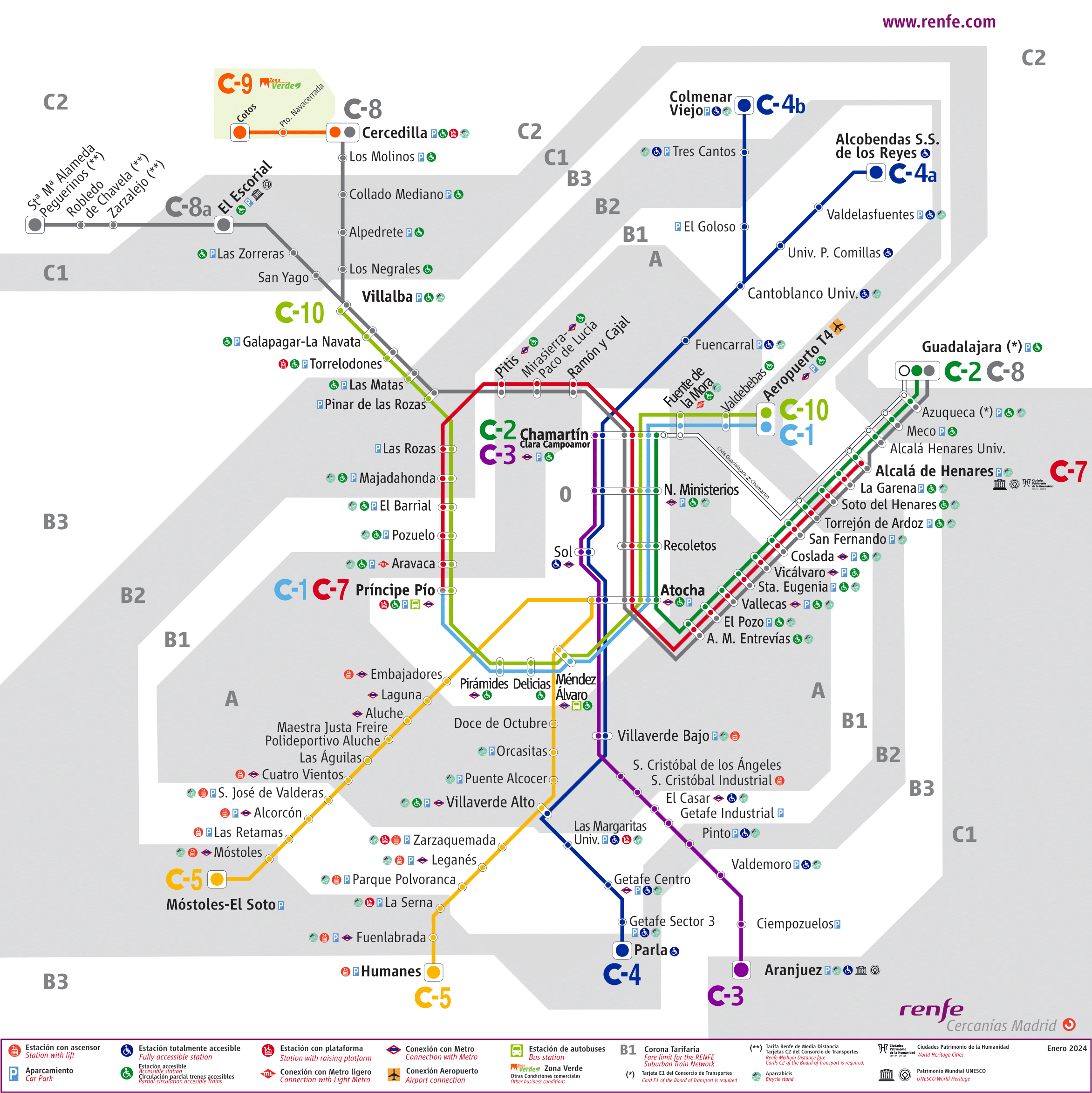
Mapa del cercanías de Madrid

La compañía pública de ferrocarriles (Renfe) opera en casi todas las líneas de tren españolas. Las estaciones de ferrocarril más importantes de Madrid son las de Puerta de Atocha-Almudena Grandes, Chamartín-Clara Campoamor y, para el transporte de mercancías, las estaciones de Abroñigal y Vicálvaro-Mercancías, al este de la ciudad.
De las estaciones de Atocha y Chamartín parten además líneas de tren hacia todas las capitales de provincia españolas. Las redes de tren, cercanías y metro están conectadas con los intercambiadores de Atocha, Chamartín, Príncipe Pío y Nuevos Ministerios.
Existe además una red de trenes de alta velocidad, actualmente en crecimiento, que parten de Madrid. Las líneas que operan actualmente son:
- Madrid – Ciudad Real – Puertollano – Córdoba. Ramales a Sevilla y Málaga.
- Madrid – Guadalajara – Calatayud – Zaragoza – Lérida – Tarragona – Barcelona - Gerona - Frontera francesa. Ramal a Huesca desde Zaragoza.
- Madrid – Toledo.
- Madrid – Segovia – Valladolid – Palencia – León.
- Madrid – Segovia – Valladolid – Palencia – León – Pola de Lena – Gijón.
- Madrid – Cuenca – Requena – Valencia – Castellón.
- Madrid – Cuenca – Albacete – Villena – Alicante.
- Madrid – Cuenca – Albacete – Villena – Elche – Orihuela – Murcia.

Y las siguientes líneas están en ejecución:
- Madrid – Talavera de la Reina – Plasencia – Cáceres – Mérida – Badajoz.

#### Autobuses
Existe una red de autobuses urbanos gestionada, como el resto de la red de transporte público, por el Consorcio de Transportes de Madrid y por la Empresa Municipal de Transportes de Madrid, que cuenta con 2100 vehículos y 224 líneas. Muchos habitantes de los barrios periféricos de la capital, la misma autonomía y provincias limítrofes utilizan los servicios del ferrocarril de cercanías y autobuses interurbanos para llegar a la capital y luego utilizar el metro. Por eso también la red de autobuses está interconectada con los ferrocarriles. Los principales intercambiadores son los de plaza de Castilla, Avenida de América, Méndez Álvaro, Príncipe Pío y Moncloa, aunque hay otros menores como los de plaza Elíptica y Atocha.

#### Transporte aéreo

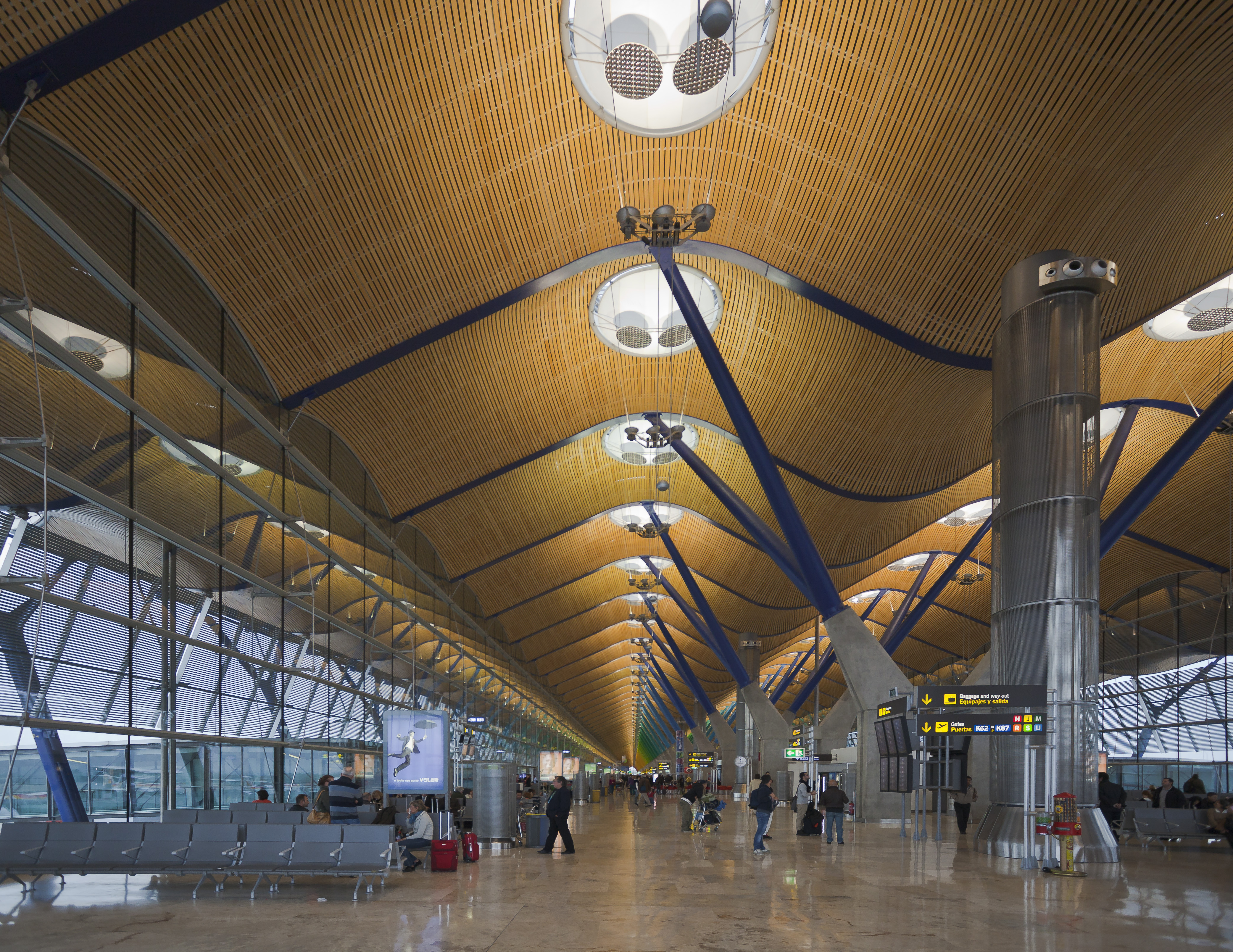
Terminal 4 de Barajas

El principal aeropuerto de Madrid es el aeropuerto Adolfo Suárez, Madrid-Barajas (IATA: MAD, OACI: LEMD), situado en el nordeste de la ciudad, a 12 km del centro. Inició su servicio en 1928, aunque se inauguró oficialmente en 1931 y actualmente está gestionado por Aeropuertos Españoles y Navegación Aérea AENA. Es además el principal aeropuerto de España por tráfico de pasajeros.
En 2019 el aeropuerto movió 61,7 millones de pasajeros, con un crecimiento respecto al anterior del 6,6 %. Ocupó el puesto número 13 a nivel mundial y quinto europeo por número de pasajeros transportados. En 2007, el tráfico de pasajeros ha ascendido a 52 122 702, convirtiendo a Barajas en el décimo del mundo por volumen de pasajeros y el cuarto de Europa, superando al de Ámsterdam-Schiphol que hasta ahora ostentaba ese puesto dentro de los aeropuertos europeos.
El aeropuerto está comunicado con la ciudad por medio de la línea 8 de Metro, la red de Cercanías Renfe, numerosos autobuses y taxis.
La ciudad cuenta además con un aeropuerto de segunda categoría, el de Cuatro Vientos, destinado al uso militar y escuela de vuelo. Este último fue el primero en construirse de España.

### Energía
El Ayuntamiento ha publicado el Balance energético del municipio de Madrid, que concluye, entre otros, la disminución de la dependencia energética y el aumento significativo de la generación de energía a partir de fuentes renovables entre 2003 y 2006.

## Cultura

### Patrimonio
Arquitectura religiosa
Madrid es una ciudad que cuenta con un gran número de edificios religiosos, entre las que destacan sus iglesias y algunos monasterios:

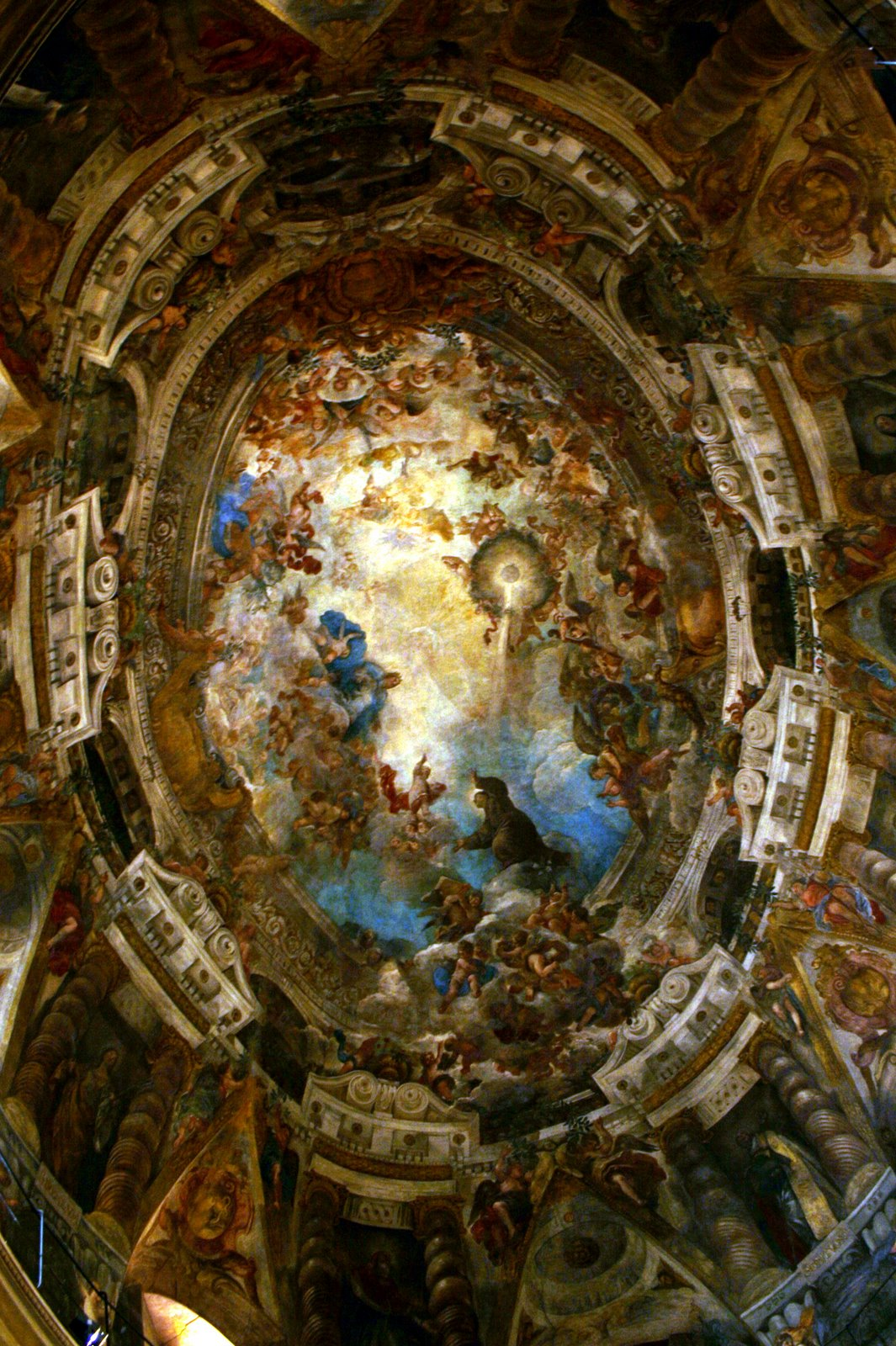
Apoteosis de san Antonio, pinturas de la bóveda por Juan Carreño de Miranda y Francisco Rizi, iglesia de San Antonio de los Alemanes

- Catedral de la AlmudenaPuerta de la iglesia de San Jerónimo el Real
- Iglesia de San Andrés

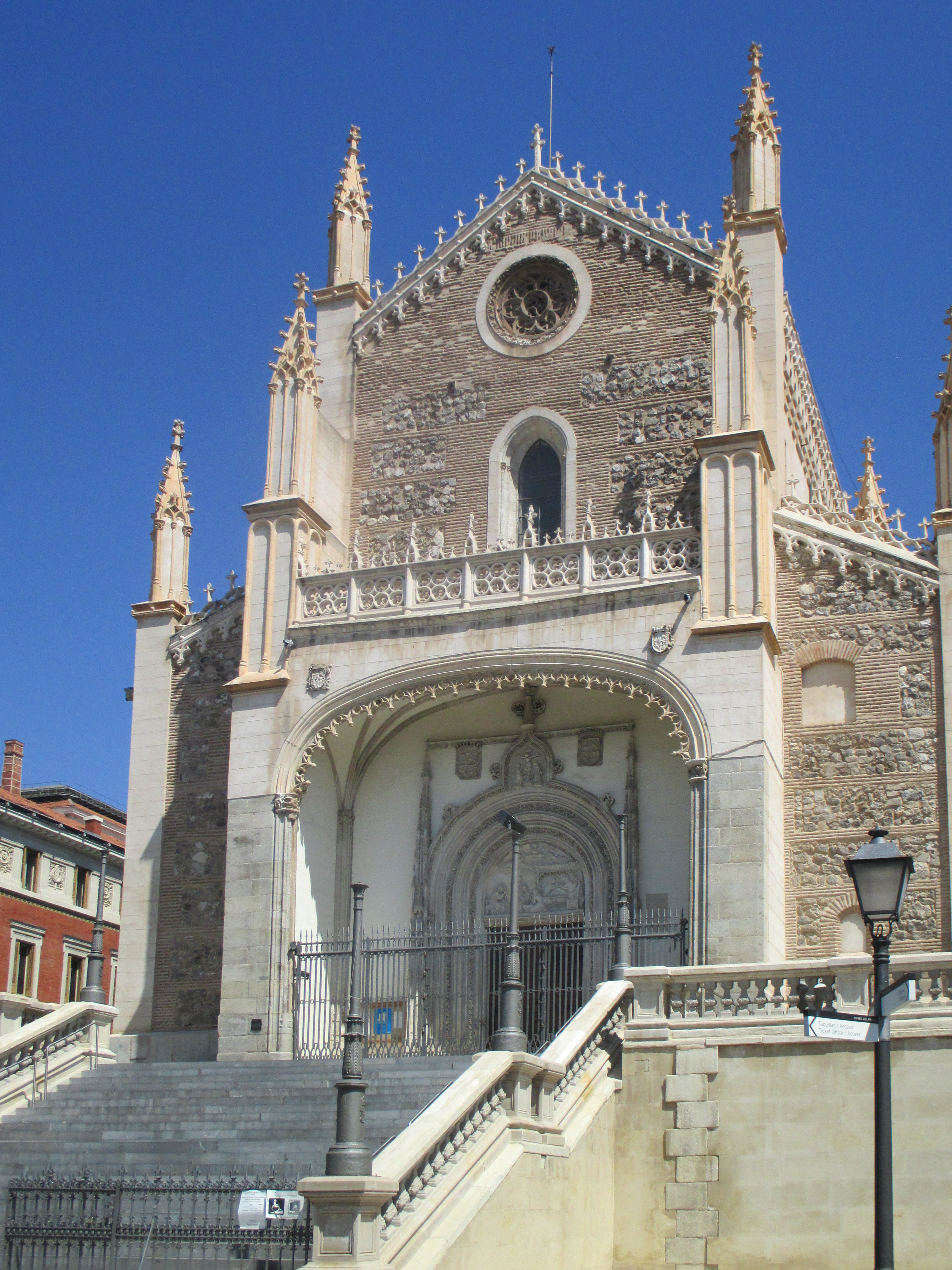
Puerta de la iglesia de San Jerónimo el Real

- Iglesia de San Antonio de los Alemanes
- Iglesia de San Jerónimo el Real
- Colegiata de San Isidro, fue la catedral provisional de la ciudad hasta 1993, año en el que se consagró la catedral de la Almudena.
- Iglesia de San Manuel y San Benito
- Basílica de San Francisco el Grande, la cual cuenta con la cuarta cúpula más grande de la cristiandad.
- Basílica Pontificia de San Miguel, sigue una clara influencia del barroco italiano, manteniendo similitud con San Carlo alle Quattro Fontane.
- Iglesia de San José
- Iglesia de San Ginés
- Iglesia de Santa Bárbara
- Real Basílica de Nuestra Señora de Atocha
- Monasterio de las Descalzas Reales
- Real Monasterio de la Encarnación

### Acontecimientos culturales

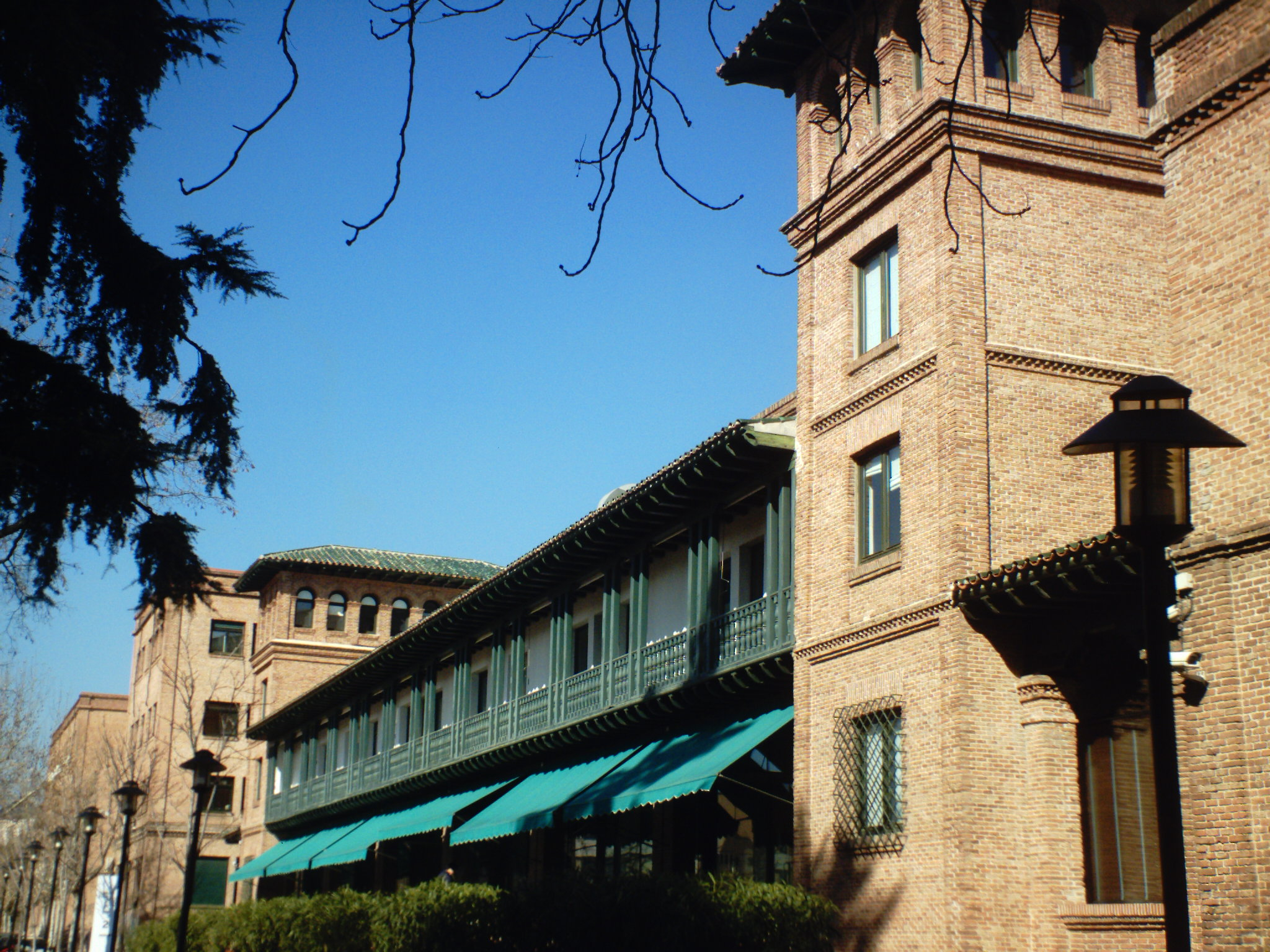
En la Residencia de Estudiantes, creada por la Institución Libre de Enseñanza, coincidieron algunos de los máximos exponentes de la Edad de Plata de la cultura española

A finales de mayo y principios de junio, se celebra cada año en los jardines del Retiro, la Feria del Libro de Madrid, que comenzó su andadura en tiempos de la Segunda República, en 1933. También se celebra cada año desde 1977 en el paseo de Recoletos, entre finales del mes de abril y principios de mayo, la Feria del Libro Antiguo y de Ocasión de Madrid, organizada por la Asociación de Libreros de Lance de Madrid.

### En la literatura, la música y el cine

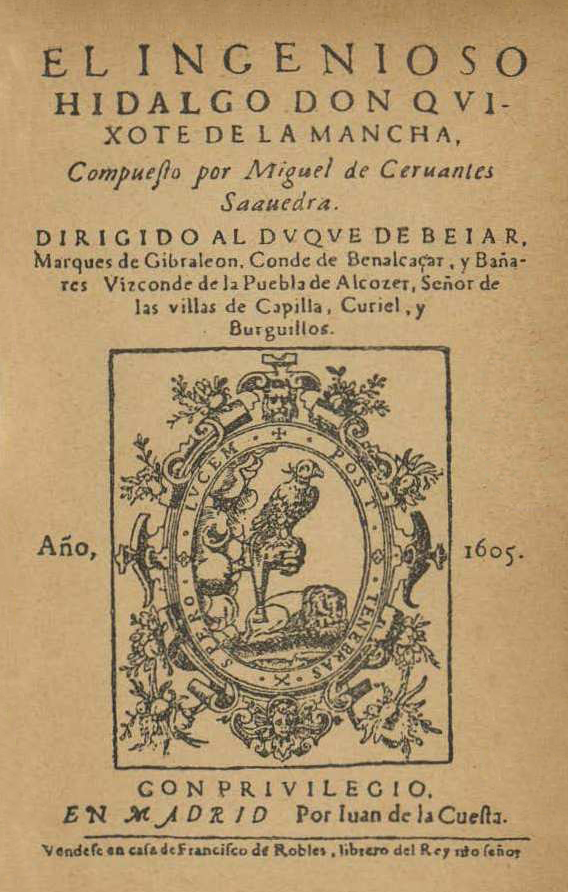
Portada de El Quijote (1605), impreso en la calle de Atocha por Juan de la Cuesta. La actividad editorial de Madrid ha sido muy notable desde la instalación de la Corte

Aunque no son pocas las referencias a Madrid en la literatura medieval, e incluso hay célebres madrileños en ella, como Ruy González de Clavijo, es desde la literatura del Siglo de Oro cuando las referencias a Madrid son muy abundantes, bien por ser el escenario de obras literarias o aparecer en sus títulos (El acero de Madrid o Las Ferias de Madrid, de Lope de Vega o bien por referirse en concreto a la villa, sus costumbres y moradores, entre los que se encontraban los propios Cervantes, Lope de Vega (él mismo natural de Madrid), Quevedo, Góngora (inquilino y enemigo mortal de aquel, que se dio el gusto de desahuciarle), y Tirso de Molina. Las calles entre Atocha y la Carrera de San Jerónimo concentran la mayor parte de los lugares de vida y enterramiento de estos genios, incluyendo el local donde se imprimió el Quijote, y son conocidas como barrio de las Letras o barrio de Las Musas (a no confundir con el homónimo situado en San Blas-Canillejas). Dos corrales de comedias (el Corral del Príncipe, precedente del Teatro Español, y el de los Caños del Peral, precedente del Teatro de la Ópera) se repartían la audiencia popular, rivalizando en estrenar a Tirso de Molina o a Calderón de la Barca (ambos madrileños). El siglo XVIII significó una decadencia de la calidad de la literatura, incluida la escénica, aunque el público madrileño se deleitaba con los sainetes de Ramón de la Cruz, de ambiente castizo (uno de los cuales acuñó el término Manolo), o las más intelectuales producciones de los Moratín (padre e hijo).

Manzanares, de buen gusto son, aunque pobres, tus aguas, pues por llegar a Madrid, de la Sierra se desatan...
Tirso de Molina, en Don Gil de las calzas verdes.

Madrid, castillo famoso
que al rey moro alivia el miedo...
Nicolás Fernández de Moratín, Fiesta de toros en Madrid, en quintillas.

Más brillantez tuvo la escena musical, en que aparte de los nacionales, figuras extranjeras como el castrato Farinelli y el compositor Luigi Boccherini, que llegó a identificarse lo suficiente con la ciudad como para producir la celebérrima Ritirata Notturna di Madrid. También es destacable la presencia de Domenico Scarlatti, que vivió y compuso alguna de sus más célebres obras en Madrid, donde murió en 1757.
El romanticismo madrileño del siglo XIX tiene en el madrileño Mariano José de Larra su principal exponente. Su suicidio y entierro (con lectura de epitafio por José Zorrilla incluida) solo se entienden en el contexto y ambiente que refleja a la perfección el Museo Romántico. Con autores como Francisco Asenjo Barbieri, Federico Chueca y Tomás Bretón se desarrolla un género dramático musical autóctono, de ambiente popular y costumbrista: la zarzuela, de la que Madrid es capital mundial, en ella se ha especializado la programación del Teatro de la Zarzuela o del Teatro Apolo. El ambiente costumbrista madrileño también produjo comedias de mucho éxito de público, como las del alicantino Carlos Arniches, que más que reflejar el habla popular, la exageraba hasta un punto paródico que, curiosamente, terminó siendo imitado por los hablantes reales.

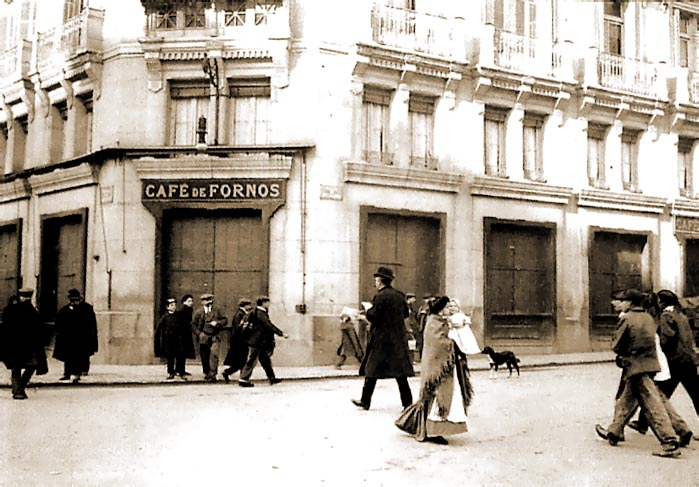
Café de Fornos, histórico escenario de tertulias literarias

Finalizado el siglo, el canario Benito Pérez Galdós reflejará en sus Episodios nacionales muchos hechos ocurridos en Madrid, y en otras novelas atrapará el ambiente de las distintas clases sociales (Fortunata y Jacinta, Miau, Misericordia). Es el momento (1896) en que Alexandre Promio, un camarógrafo de la empresa Lumière llega a Madrid y toma las primeras películas, en que aparece la Puerta del Sol. A comienzos del siglo XX, posiblemente sea el esperpento de Valle Inclán (Luces de bohemia, un viaje nocturno de un poeta ciego por un sórdido Madrid) el que mejor refleje la realidad de la villa. En un célebre pasaje, se cita a los espejos deformantes del callejón del Gato como inspiración de esa visión, que también se ha comparado con la estética del pintor José Gutiérrez Solana o la del Ramón Gómez de la Serna (tan famoso por su obra como por su jugosa tertulia en el Café Pombo).

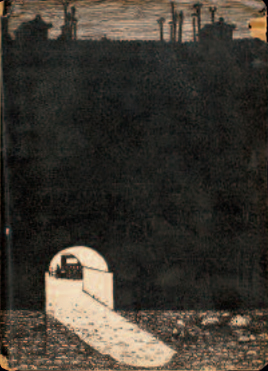
Pombo (1918) de Ramón Gómez de la Serna

Un contraste literario sería la visión realista de Pío Baroja en su trilogía La lucha por la vida (El árbol de la ciencia, Mala hierba, Aurora roja) o la de Arturo Barea (La forja de un rebelde). La generación de 1927 tuvo uno de sus lugares de reunión en la Residencia de Estudiantes, donde pudieron entrar en contacto Federico García Lorca, Salvador Dalí y Luis Buñuel. No es exagerado hablar de Edad de Plata. Pero poco más tarde, los poetas que «ganara quien la ganase» perdieron la guerra, estuvieron en los dos frentes, tocando «geográficamente» sufrir la represión del bando republicano en Madrid a literatos como Enrique Jardiel Poncela o Pedro Muñoz Seca y Ramiro de Maeztu (que fueron fusilados); y cantar la resistencia del «Rompeolas de las cincuenta provincias españolas» a Antonio Machado:

¡Madrid, Madrid; qué bien tu nombre suena,

rompeolas de todas las Españas!

La tierra se desgarra, el cielo truena,

tú sonríes con plomo en las entrañas.

La «victoria» llevó al exilio (interior o exterior) a buena parte de los supervivientes. En Madrid quedaron Vicente Aleixandre o Gerardo Diego, según este en una ciudad de «algo más de un millón de cadáveres». En el bando triunfador no veían las cosas mucho más alegres, como demostró La colmena de Camilo José Cela o la película Surcos, de José Antonio Nieves Conde, que denunciaba desde una ideología falangista la corrupción que la ciudad ejercía sobre una familia de emigrantes campesinos. La generación de los cincuenta insistió en los tintes sombríos (La taberna fantástica de Alfonso Sastre, ambientada en el arroyo de Abroñigal, hoy M-30; El Jarama de Rafael Sánchez Ferlosio, que narra el paso del tiempo de unos jóvenes madrileños que van a refrescarse a las riberas de ese río; o Tiempo de silencio de Luis Martín-Santos, que recorre Madrid entero, desde el Centro Superior de Investigaciones Científicas, el Ateneo y las mansiones aristocráticas hasta los prostíbulos, las verbenas populares y las chabolas).

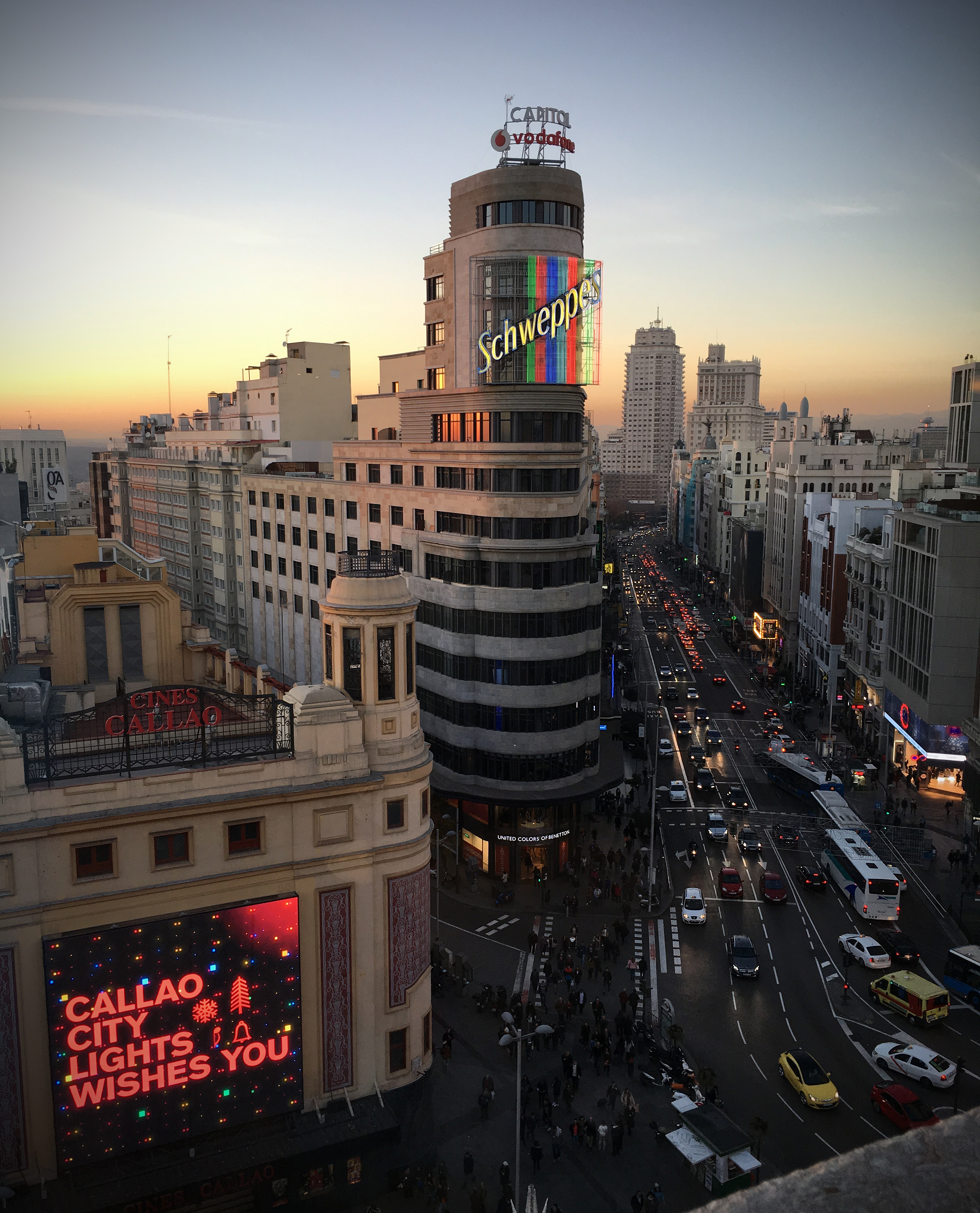
El edificio Carrión es escenario de la película El día de la bestia

La cinematografía que retrata el Madrid de la época contaba con productos de evasión de gran consumo, que propagaban valores tradicionales con tintes más o menos edulcorados, como en las películas de Rafael J. Salvia (Manolo, guardia urbano; Las chicas de la Cruz Roja, La gran familia, esta codirigida por Fernando Palacios). Otra de mayor altura estética y compromiso social enmascarado en el humor negro puede verse en Luis García Berlanga (Una pareja feliz, El verdugo), Edgar Neville (Domingo de Carnaval y El último caballo) o Marco Ferreri (El pisito y El cochecito). La escena madrileña, al mismo tiempo que recoge la última época del género ínfimo (el cuplé y la revista musical, estrechamente sometidos a censura), representa las obras de tinte pesimista de Antonio Buero Vallejo, desde Historia de una escalera (1949) y otras ambientadas en Madrid (La detonación, en la época de Larra, Un soñador para un pueblo, en la de Esquilache).
El color gris posiblemente no se despejó del ambiente artístico hasta el estallido de la movida madrileña entre finales de los setenta y comienzos de los ochenta. Las películas de Pedro Almodóvar y la denominada nueva comedia madrileña (Fernando Colomo) reflejan un Madrid definitivamente superador del de Muerte de un ciclista de Juan Antonio Bardem veinte años antes. A finales de la década de 1980 y principios de los 90 los estertores de la movida dejaron paso a una degradación urbana generalizada, a causa del auge de la heroína, que se hizo sentir en Chueca (hoy barrio de abierta presencia gay), Villaverde, San Blas o Vallecas y poblados marginales adyacentes. Algo de todo esto trasciende en la canción Pongamos que hablo de Madrid de Joaquín Sabina o en las películas El día de la Bestia (1995) y en clave de humor, Torrente (1998), donde el concepto de caspa —vocablo muy madrileño que designa algo en decadencia y rancio, ya sea mentalidad, moda o ambiente— cobra pleno significado. La historia entera de la ciudad se refleja en un minuto en ¡Mírala!, la Puerta de Alcalá cantada por Víctor Manuel y Ana Belén.

### Museos

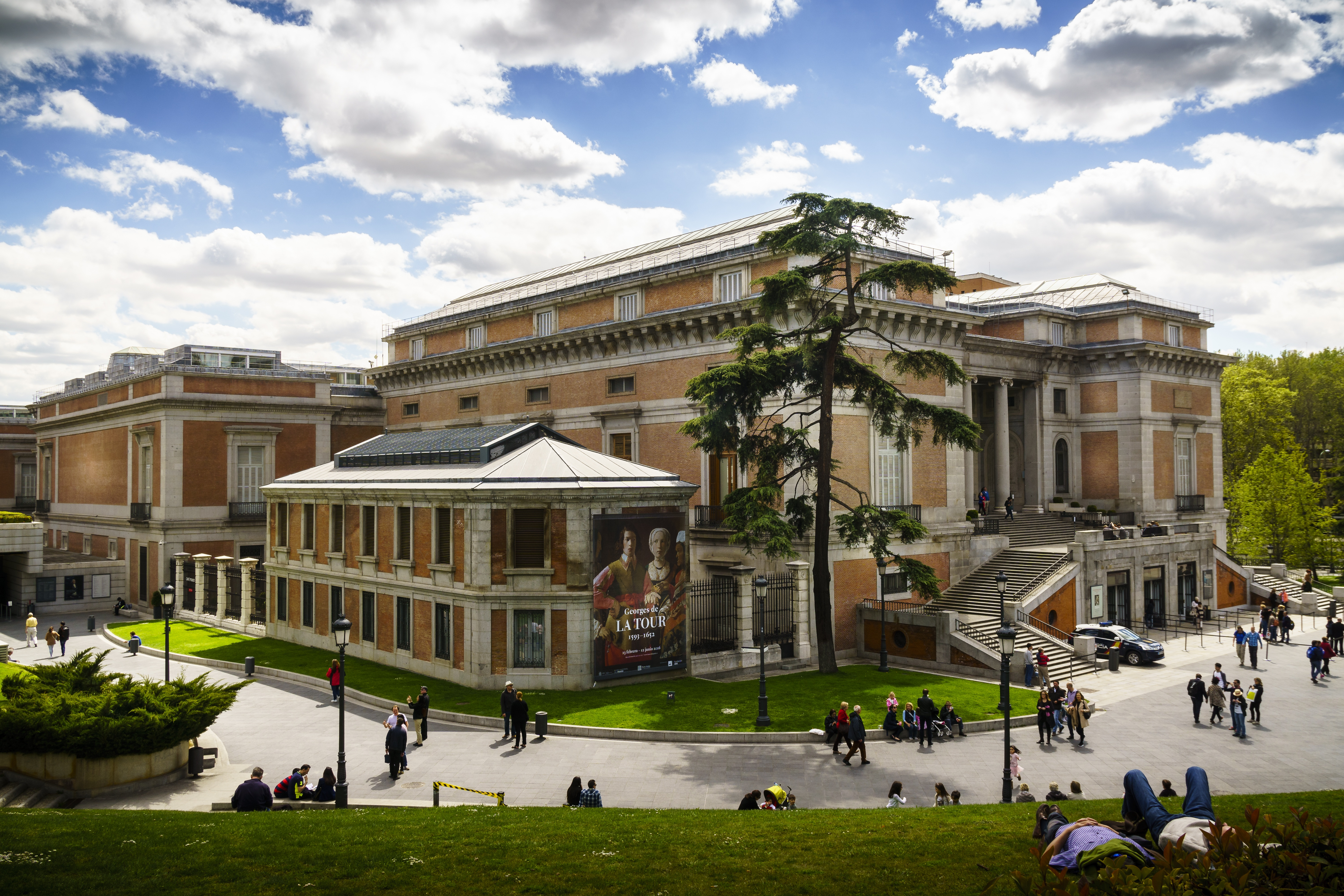
El Museo del Prado alberga una de las colecciones artísticas más notables de mundo, especialmente de pintura europea del Renacimiento y el Barroco

Madrid cuenta con importantes museos, entre los que destacan las pinacotecas, las cuales constituyen una de las principales atracciones turísticas de la ciudad. El llamado Triángulo del Arte concentra próximos uno de otro, tres centros de referencia: el Museo del Prado, el Thyssen-Bornemisza, y el Museo Reina Sofía:
- El Museo del Prado es uno de los museos más importantes del mundo,[196][197] dedicado fundamentalmente a la pintura. Se dice que no es la pinacoteca más completa, pero sí la más rica por la acumulación de obras maestras. Su colección se centra en pintura anterior al siglo XX, especialmente española, italiana y flamenca. Algunas de las obras maestras que exhibe son: El caballero de la mano en el pecho del Greco; Las Meninas, La rendición de Breda, Las hilanderas, La fragua de Vulcano y El triunfo de Baco, de Velázquez; La maja desnuda, La maja vestida, La familia de Carlos IV, La carga de los mamelucos, Los fusilamientos en la Moncloa, Pinturas negras de Goya; Las tres Gracias, El juicio de Paris, La adoración de los magos de Rubens; el Autorretrato, los Adán y Eva, de Durero; el Descendimiento de Rogier van der Weyden; El jardín de las delicias, El carro de heno, La mesa de los pecados capitales, Extracción de la piedra de la locura, de El Bosco; Carlos V en Mühlberg, La bacanal de los andrios, Ofrenda a Venus, Danae recibiendo la lluvia de oro, de Tiziano; La familia de Felipe V de Louis-Michel van Loo; obras de Hyacinthe Rigaud, Watteau, Boucher, Poussin, Georges de La Tour Claudio de Lorena; Rafael o El Lavatorio de Tintoretto. Además del capítulo pictórico, posee una notable colección de escultura, con obras grecorromanas, renacentistas y de otros periodos, así como colecciones de dibujos, estampas y artes decorativas.[198]

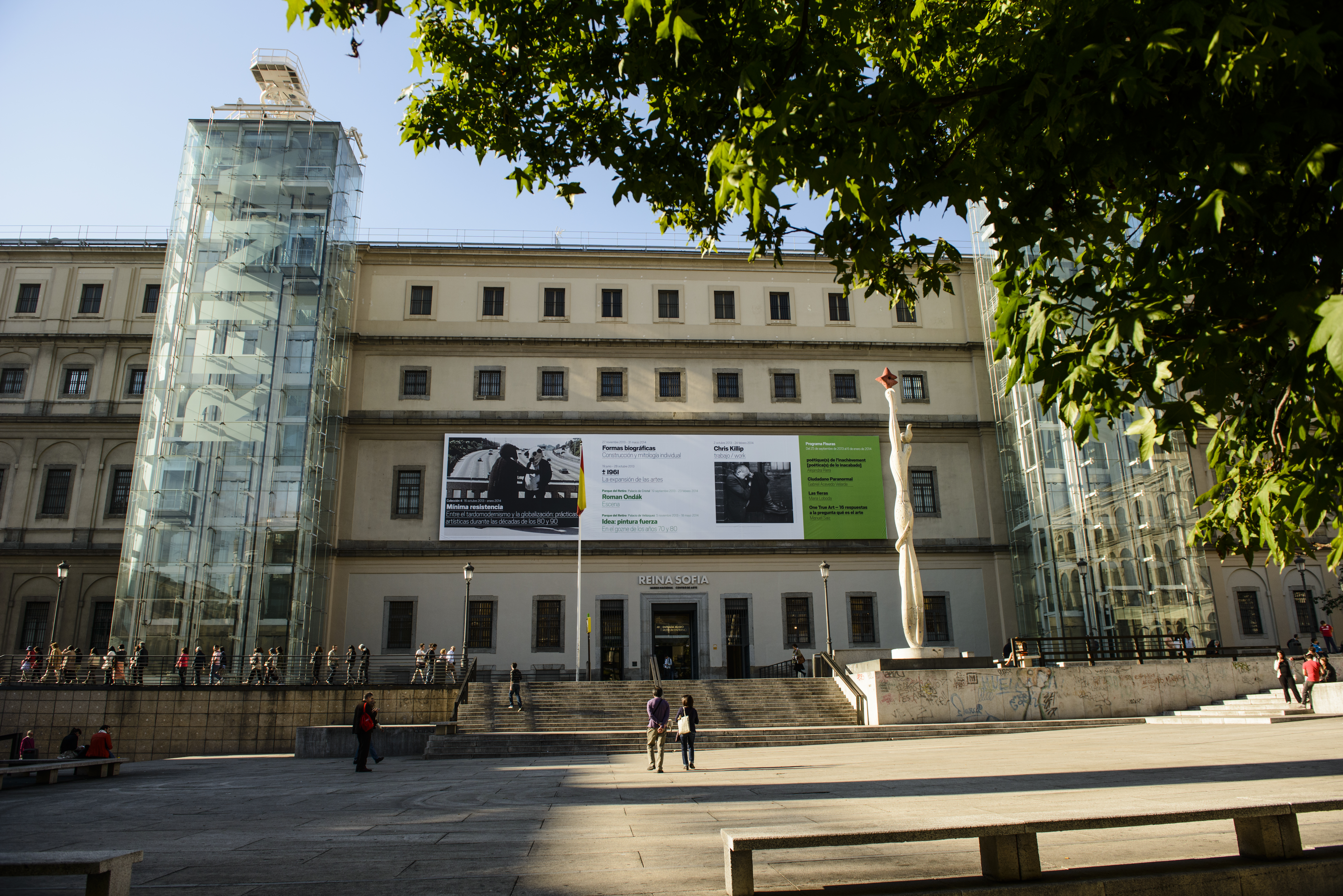
Fachada del Museo Reina Sofía, en la que se aprecia uno de los ascensores exteriores que le dan su aspecto característico

- El Museo Nacional Centro de Arte Reina Sofía es el museo nacional de arte contemporáneo. Sus fondos abarcan el arte de finales de los siglos XIX, XX y XXI, con especial acento en los artistas españoles. Así, cuenta con importantes colecciones de Pablo Picasso (con el Guernica, una de sus obras maestras), Salvador Dalí, Juan Gris y Joan Miró. Otros artistas representados son Julio González, Yves Klein, Lucio Fontana, Eduardo Chillida, Pablo Palazuelo, Pablo Serrano, Jean Arp, René Magritte, Antoni Tàpies, Francis Bacon, Pablo Gargallo, Alexander Calder, Mark Rothko o José Gutiérrez-Solana, por citar algunos pocos. Alberga además una biblioteca de acceso libre especializada en arte, cuyos fondos ascienden a más de 100 000 libros, 3500 grabaciones sonoras y cerca de 1000 vídeos.[199]

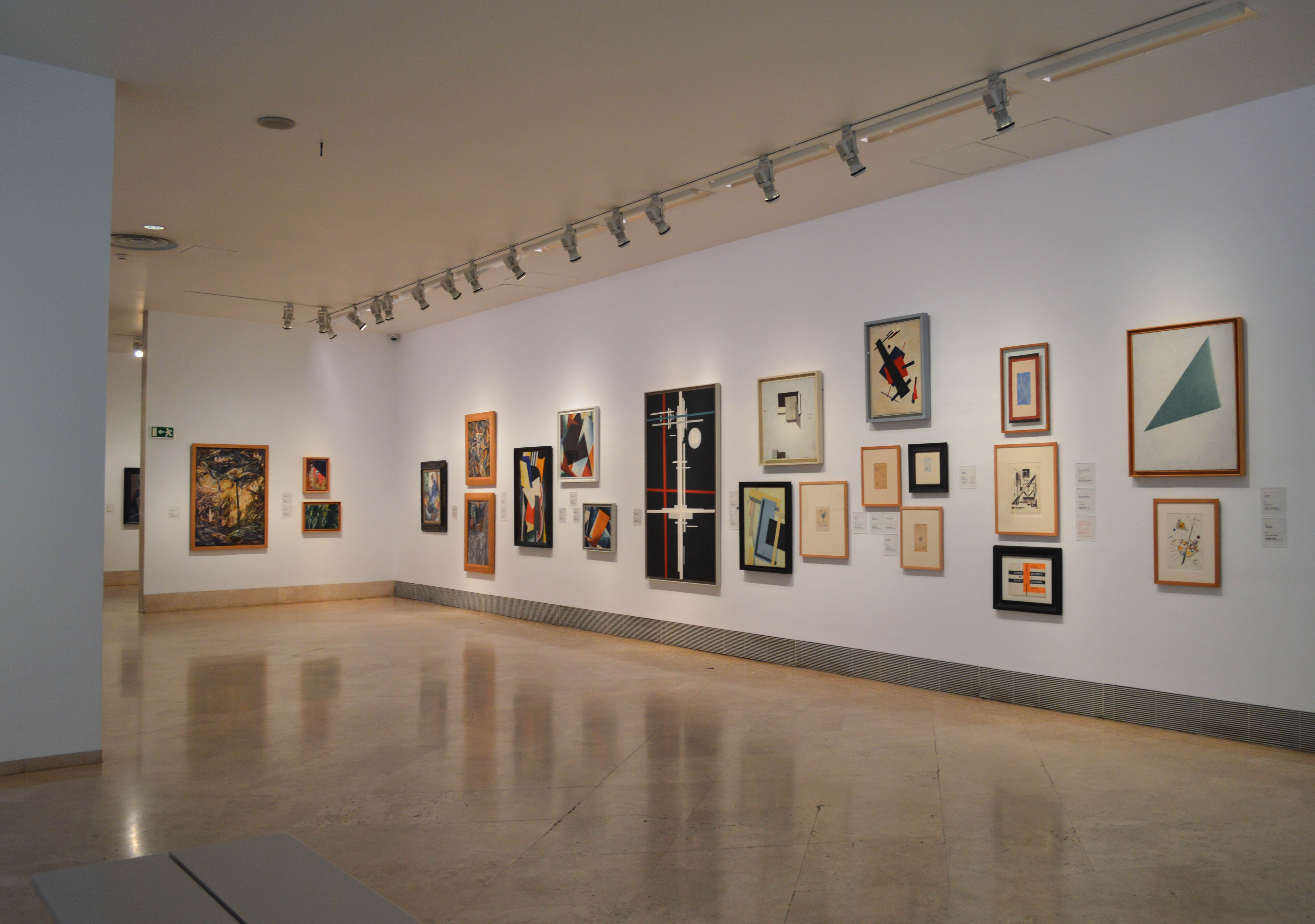
Una de las salas del Museo Thyssen-Bornemisza

- El Museo Thyssen-Bornemisza representa una de las mayores colecciones privadas de arte del mundo, adquirida en su mayor parte por el Estado español. Sus colecciones muestran una visión panorámica de la historia del arte, ordenada cronológicamente, de forma que se comienza la visita en el Renacimiento y concluye en el siglo XX. En la segunda planta se hace un recorrido por el ciclo del Gótico final y el Renacimiento hasta el Barroco, pasando por el Quattrocento italiano; con autores de la escuela alemana y flamenca, como Jan van Eyck, Alberto Durero y Hans Holbein, y una galería dedicada a Tiziano, Tintoretto, Bassano, el Greco, Bernini y Caravaggio, entre otros. En la primera planta se muestra la colección de pintura holandesa, desde Frans Hals a Max Beckmann; con muestras de realismo, rococó, neoclasicismo, Romanticismo y movimientos impresionistas. La planta baja reúne obras del siglo XX, desde el cubismo y las primeras vanguardias, hasta el pop art. Destacan algunas obras maestras contemporáneas de Picasso, Piet Mondrian, Marc Chagall o Edward Hopper.[200] Hay que destacar que este museo es el único en España en presentar un panorama coherente de corrientes pictóricas como el Impresionismo, el Expresionismo alemán o la pintura romántica europea, además de exponer obras de autores del todo ausentes en otras colecciones estatales, como Jan van Eyck, Frans Hals, Piero della Francesca, Vincent van Gogh o Friedrich.

Otros importantes museos madrileños son:

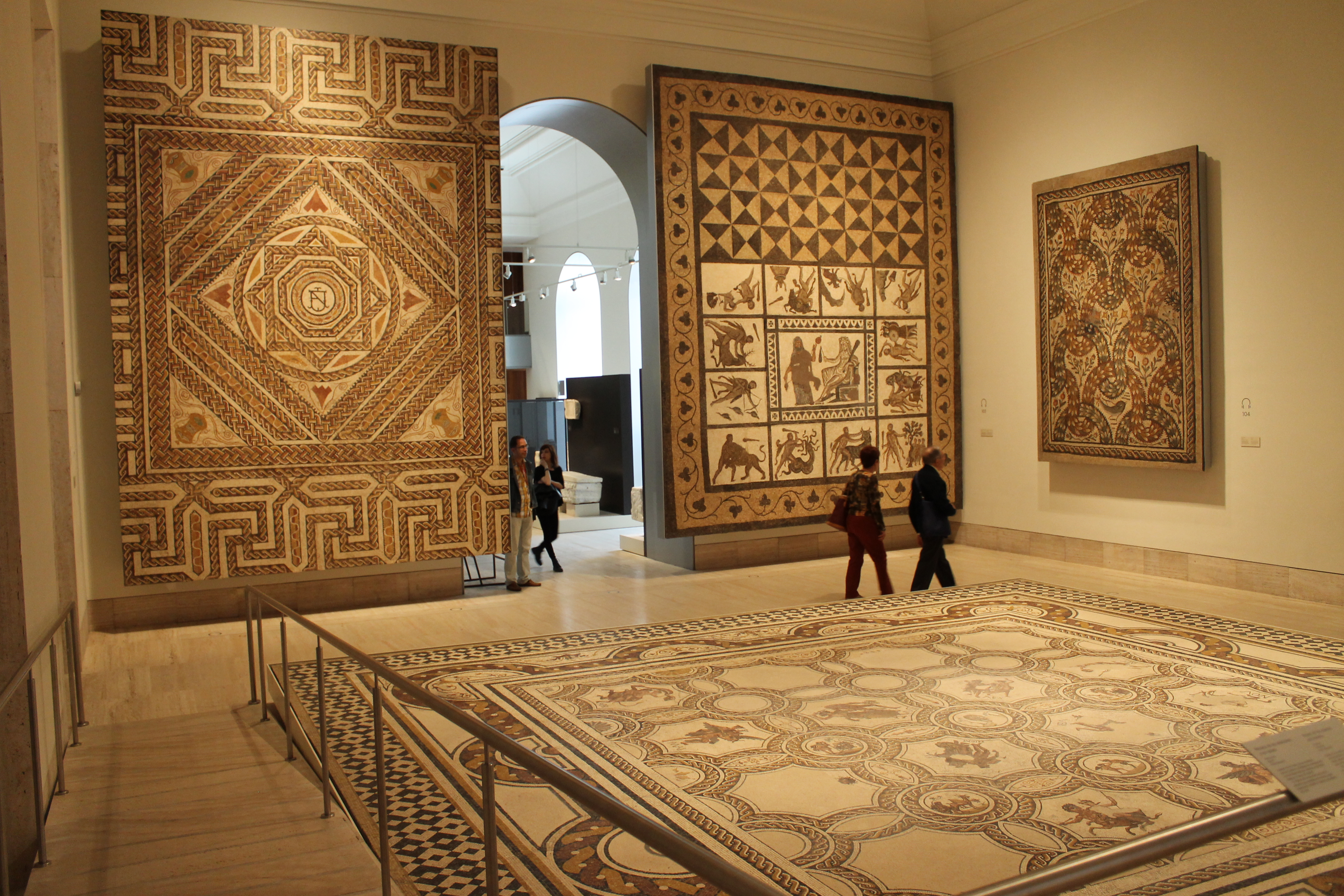
Mosaicos romanos en el Museo Arqueológico Nacional

- El Museo Arqueológico Nacional muestra hallazgos arqueológicos desde la Prehistoria hasta el siglo XIX, especialmente de la península ibérica, distribuidos en tres plantas. Algunas de sus obras más representativas son la Dama de Elche, la Dama de Baza, la Gran Dama oferente del cerro de los Santos, la Dama de Ibiza, la Bicha de Balazote, el Tesoro de Guarrazar, el Bote de Zamora, el sepulcro de Pozo Moro o un ábaco neperiano. Son muy importantes sus colecciones de mosaicos romanos, de cerámica griega, arte islámico y arte románico. Además, el museo cuenta con una reproducción del techo de los policromos de la cueva de Altamira en una sala subterránea bajo el jardín exterior.
- El Museo de la Real Academia de Bellas Artes de San Fernando contiene una gran colección permanente de obras, especialmente del arte español, italiano y flamenco de los siglos XVIII y XIX. Algunos autores representados son Murillo, Ribera, Zurbarán, Goya, quien además fue miembro de la Academia, Vicente López, José de Madrazo, Federico de Madrazo, Sorolla, y entre los extranjeros Giovanni Bellini, Arcimboldo (La Primavera es la única obra suya que hay en España), Correggio, Rubens y Mengs. También tiene obras de autores modernos, como Juan Gris y Picasso.[201]
- El Museo de América guarda vastas colecciones que cubren tanto la América precolombina como el arte colonial y la etnografía.
- El Museo Sorolla se ubica en el edificio en el que el artista tenía su vivienda y su taller. Su origen está en el legado testamentario que en favor del Estado español hizo su viuda, doña Clotilde García del Castillo, en el que se incluían tanto el inmueble como numerosas obras. Además de ser la mayor colección que se conserva de la obra de Sorolla (fundamentalmente pinturas y dibujos), también guarda otros cuadros que Sorolla poseía pintados por amigos suyos. Por otro lado, su colección privada también comprendía piezas de escultura, cerámica, arqueología (a la que era muy aficionado), joyería (de carácter etnográfico) y fotografía. Asimismo, el Museo conserva el archivo de la correspondencia del pintor.
- El Museo Lázaro Galdiano fue donado al Estado por José Lázaro Galdiano. Cuenta con todo tipo de objetos e instrumentos de artesanía y orfebrería histórica, así como colecciones de pintura, escultura y dibujo, con obras de autores como Velázquez, El Bosco, Murillo y, sobre todo, Goya.[202]
- El Museo Nacional de Artes Decorativas expone 40 000 piezas que abarcan mobiliario, cerámica (Manises, Talavera de la Reina, Buen Retiro, Sèvres), vidrio (antiguo, La Granja, Lalique), textiles, alfombras y un importante fondo de obras orientales (porcelanas chinas, xilografías japonesas —ukiyo-e—, trajes, rollos de pintura, instrumentos musicales y bronces).
- El Museo Nacional de Ciencias Naturales cuenta con más de 6 millones de especímenes, y ofrece exposiciones dedicadas a la divulgación de las ciencias naturales: biología (evolución, ecología), geología (rocas, minerales) y paleontología (fósiles). Destacan ejemplares históricos, como un megaterio (llegado a Madrid desde la Argentina en 1789), el diplodoco (una réplica de dinosaurio regalada por el millonario estadounidense Carnegie al rey Alfonso XIII), un rarísimo tilacino disecado, o los magníficos dioramas de aves y mamíferos preparados por los hermanos Benedito, taxidermistas del Museo durante las primeras décadas del siglo XX.
- El Museo Cerralbo contiene fondos que incluyen obras del Greco, Tintoretto y Zurbarán, aparte de una importante colección de armaduras, porcelana y numismática, en un palacete del siglo XIX.
- El Monasterio de las Descalzas Reales cuenta con un museo con una importante colección de pinturas, esculturas, tapices y herrería donados a la orden durante el reinado de Carlos I y Felipe II. Contiene obras de Tiziano, Rubens y Zurbarán, además del sepulcro de la emperatriz María de Austria, obra de Crescenzi, y esculturas de Juan de Mena.
- El Museo Nacional de Antropología está dedicado a ofrecer una visión global de las distintas culturas existentes en el planeta con objetos procedentes de diversas partes del mundo, pero sobre todo centrados en España y sus antiguas colonias de Filipinas y Guinea Ecuatorial. Entre sus piezas figuran la momia guanche de Tenerife, el esqueleto del Gigante Extremeño y cabezas humanas reducidas de Ecuador.
- El Museo de Historia de Madrid, antes llamado Museo Municipal, acoge piezas relativas a la historia de la ciudad en un importante edificio barroco obra del arquitecto Pedro de Ribera.
- El Museo de Cera de Madrid, ubicado enfrente de la plaza de Colón, alberga más de cuatrocientas figuras de cera, mostrando la historia de España por medio de diferentes escenarios. También cuenta con figuras de personajes contemporáneos como Brad Pitt, George Clooney, Iniesta, Antonio Banderas y Woody Allen, entre otros.
- El Museo del Ferrocarril, sito en el edificio que antiguamente era la estación de Delicias, atesora una colección de locomotoras y vagones que han formado parte de la historia de la Renfe y de las compañías que la precedieron. Se organiza por tracciones: vapor, diésel y eléctrica; habiendo también un espacio dedicado al modelismo, a material fijo y la Sala Talgo.

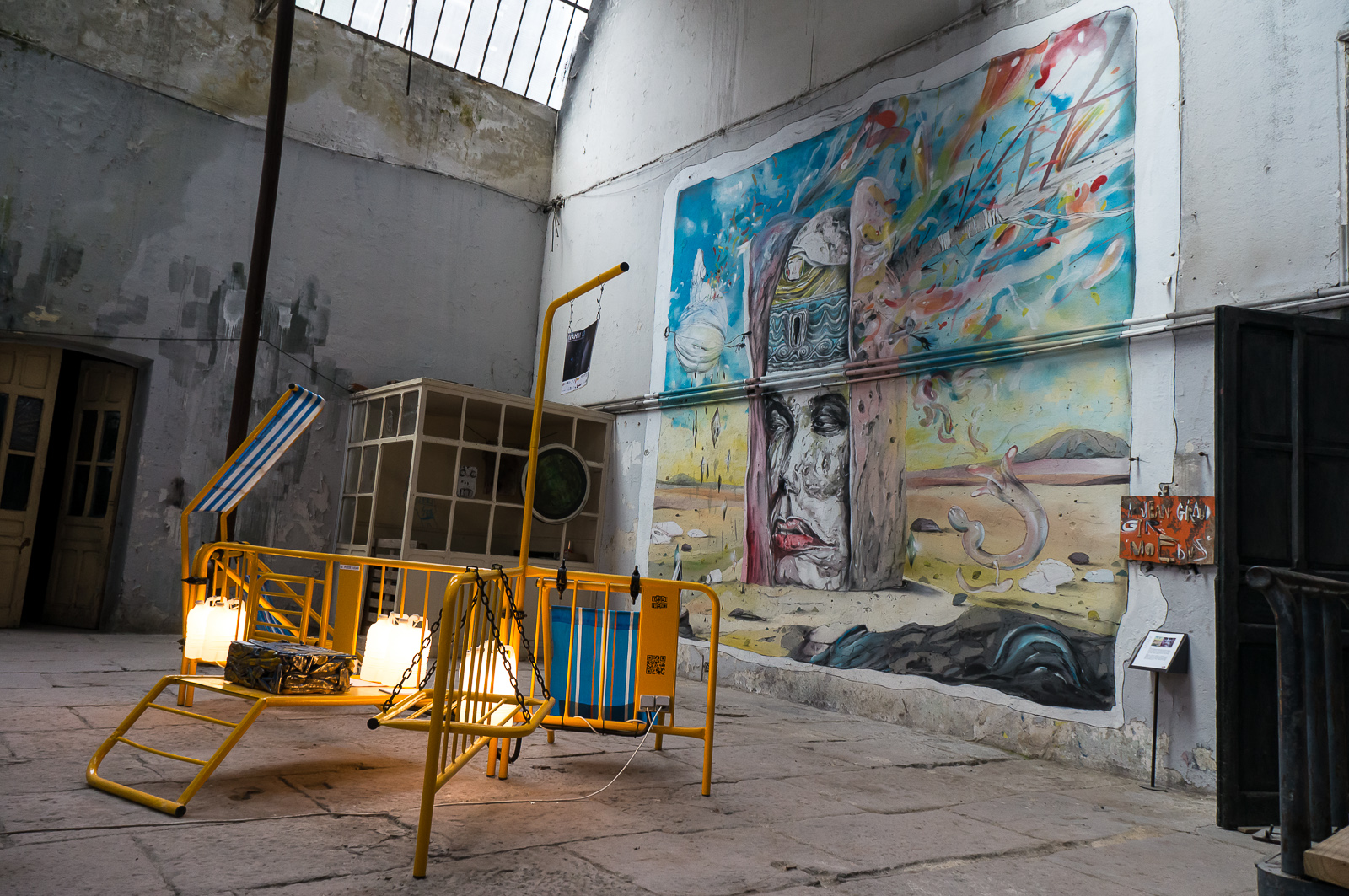
Museo La Neomudéjar

  - Museo La NeomudéjarEl Museo la Neomudéjar. es el Centro de Artes de Vanguardia, un lugar de experimentación y creatividad que apuesta por rescatar espacios en desuso. Apuesta por dar voz a los New Media Arts y se centra en impulsar disciplinas como el Art Brute, Arte Urbano, Videoarte, Performance, Parkour, Arte Sonoro y acercarlas al público en general.

Otros museos de la capital son el Museo del Traje, el Museo Nacional del Romanticismo, el Museo Arte Público (antes Museo de Escultura al Aire Libre de la Castellana), el Museo de los Orígenes (antiguo Museo de San Isidro), el Museo Geominero, el Museo Naval, el Museo tiflológico de la ONCE, el Museo de Artes y Tradiciones Populares de la Universidad Autónoma de Madrid o el Museo de Aeronáutica y Astronáutica (Museo del Aire) de Cuatro Vientos.

### Gastronomía

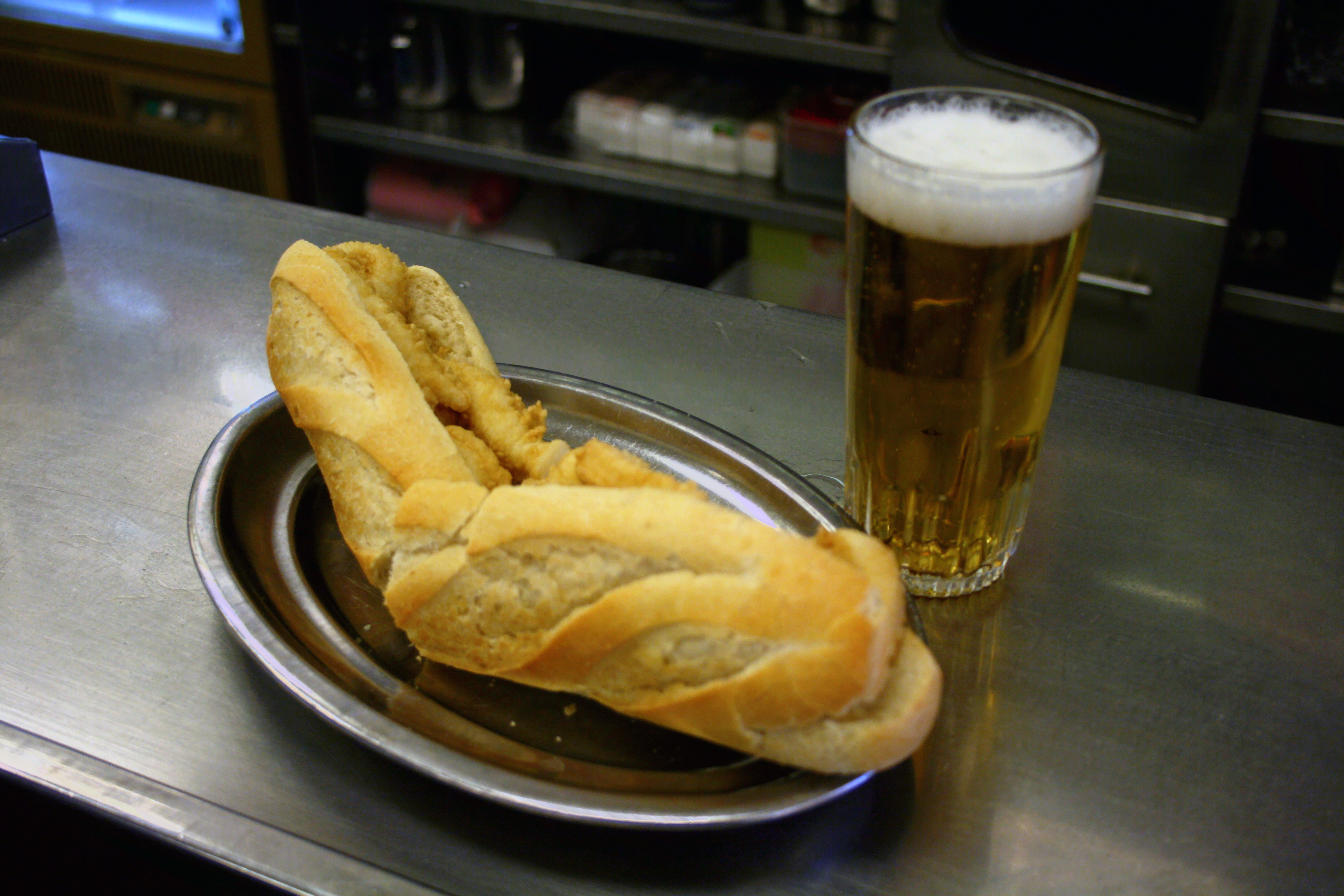
El bocadillo de calamares es típico de la gastronomía de Madrid

La gastronomía tradicional de Madrid se engloba dentro de la cocina española en general, y en particular de la gastronomía castellana, de la cual conserva en algunos platos y preparados las características culinarias heredadas de los tiempos de la instalación de la corte de Felipe II en la villa. Algunas de las elaboraciones más características son el cocido madrileño, los callos a la madrileña, la sopa de ajo, la casquería en general y postres como las rosquillas tontas y listas, los huesos de santo o las torrijas madrileñas. La cocina madrileña siempre se ha sentido muy influida por su característica de ciudad de aluvión, recogiendo costumbres y usos culinarios andaluces, manchegos, extremeños y de otras regiones españolas, especialmente entre los años transcurridos entre 1950 y 1970.

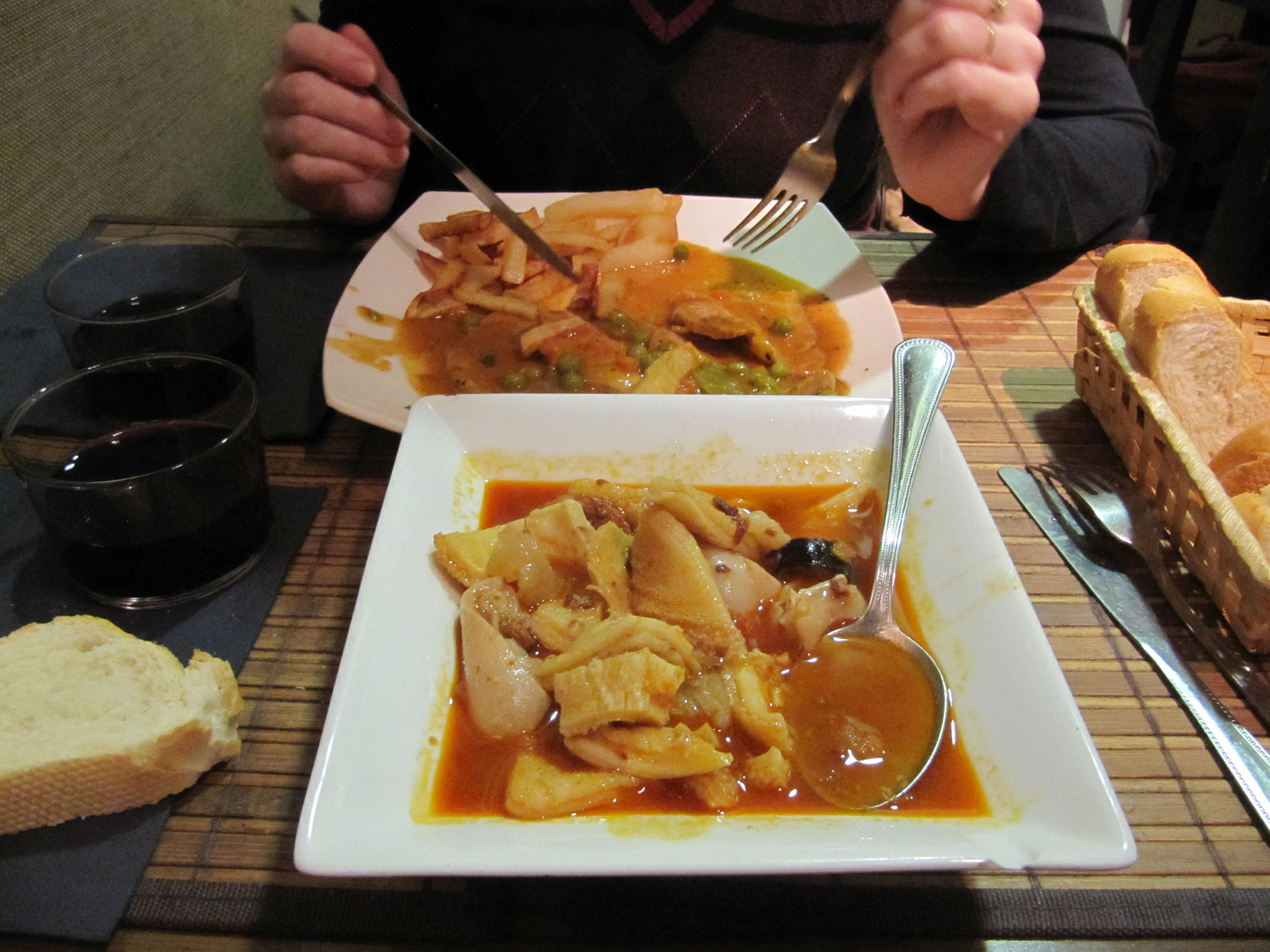
Callos a la madrileña

Con frecuencia, el aroma típico de la cocina madrileña se impregna de las propiedades de la fritura en aceite vegetal (oliva, girasol y otros) como se comprueba en los platos populares servidos en bares, restaurantes y otros establecimientos en la ciudad: los churros, la tortilla de patatas, o los típicos bocadillos de calamares servidos en los alrededores de la plaza Mayor, así como otras tapas o raciones clásicas como son las patatas bravas y los huevos estrellados. Entre los clásicos más representativos figuran los entresijos y gallinejas, un plato que se prepara friendo en su propia grasa intestinos de cordero, que se sirven churruscados y acompañados de patatas fritas también en esta grasa, componiendo una de las estampas más representativas de las verbenas.
A partir de la década de 1980 y con el cambio de los hábitos de consumo han proliferado los establecimientos multinacionales de comida rápida así como de comida étnica, como es el caso de la pizza o los kebab.
El auge de la inmigración a finales del siglo XX contribuyó a la introducción de las gastronomías representativas de los distintos grupos culturales que se han asentado en la ciudad. Así se han desarrollado algunas como la gastronomía china, ecuatoriana y rumana, existiendo incluso en Madrid mercados especializados en cocinas foráneas, como el mercado de los Mostenses.
El mercado de San Miguel se ha convertido en un lugar emblemático de obligada visita en Madrid al ser el pionero de un nuevo concepto gastronómico enfocado a los productos gourmet en donde se pueden comprar y a la vez degustar productos y elaboraciones.

### Fiestas locales

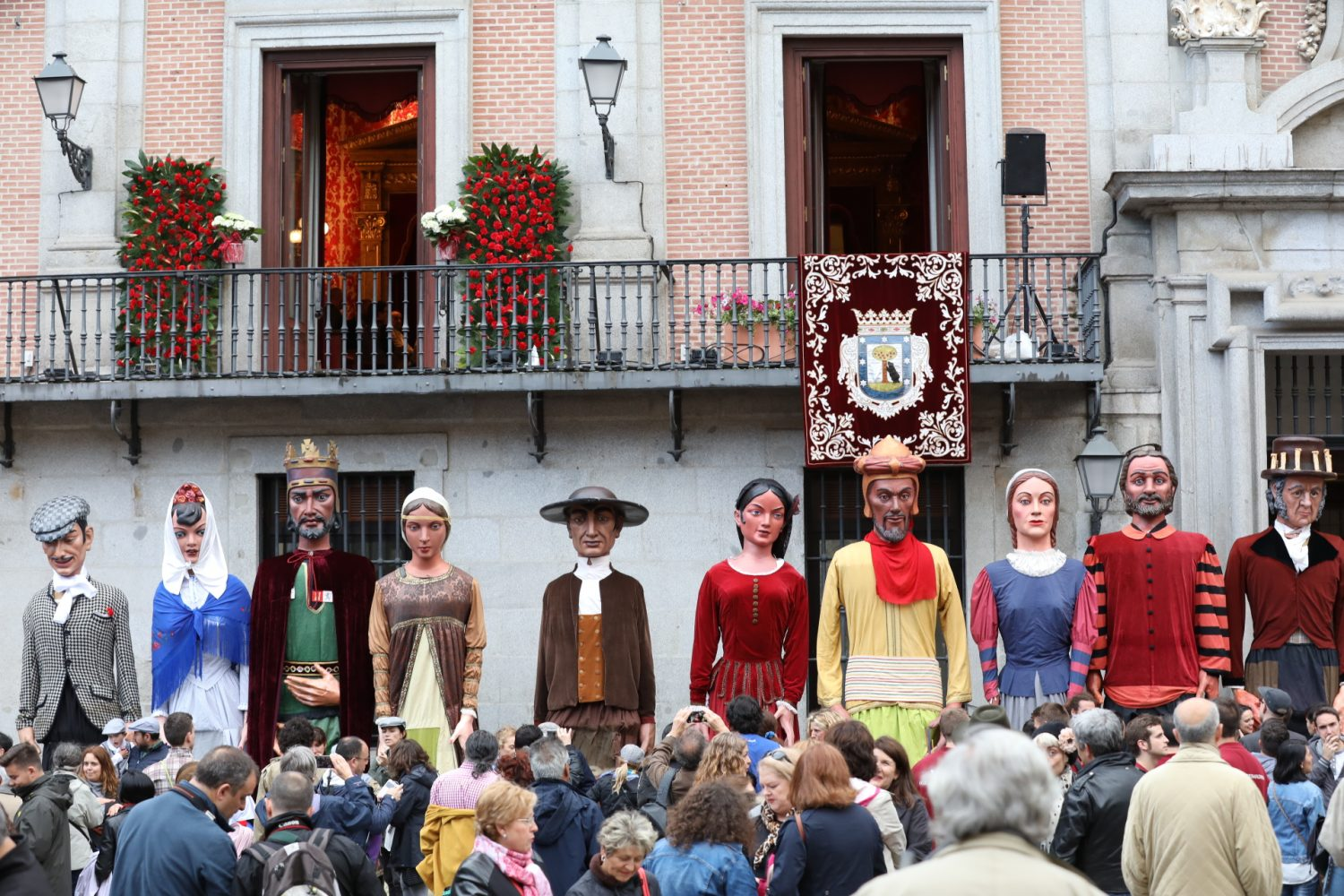
Apertura de las fiestas de San Isidro (mediados de mayo)

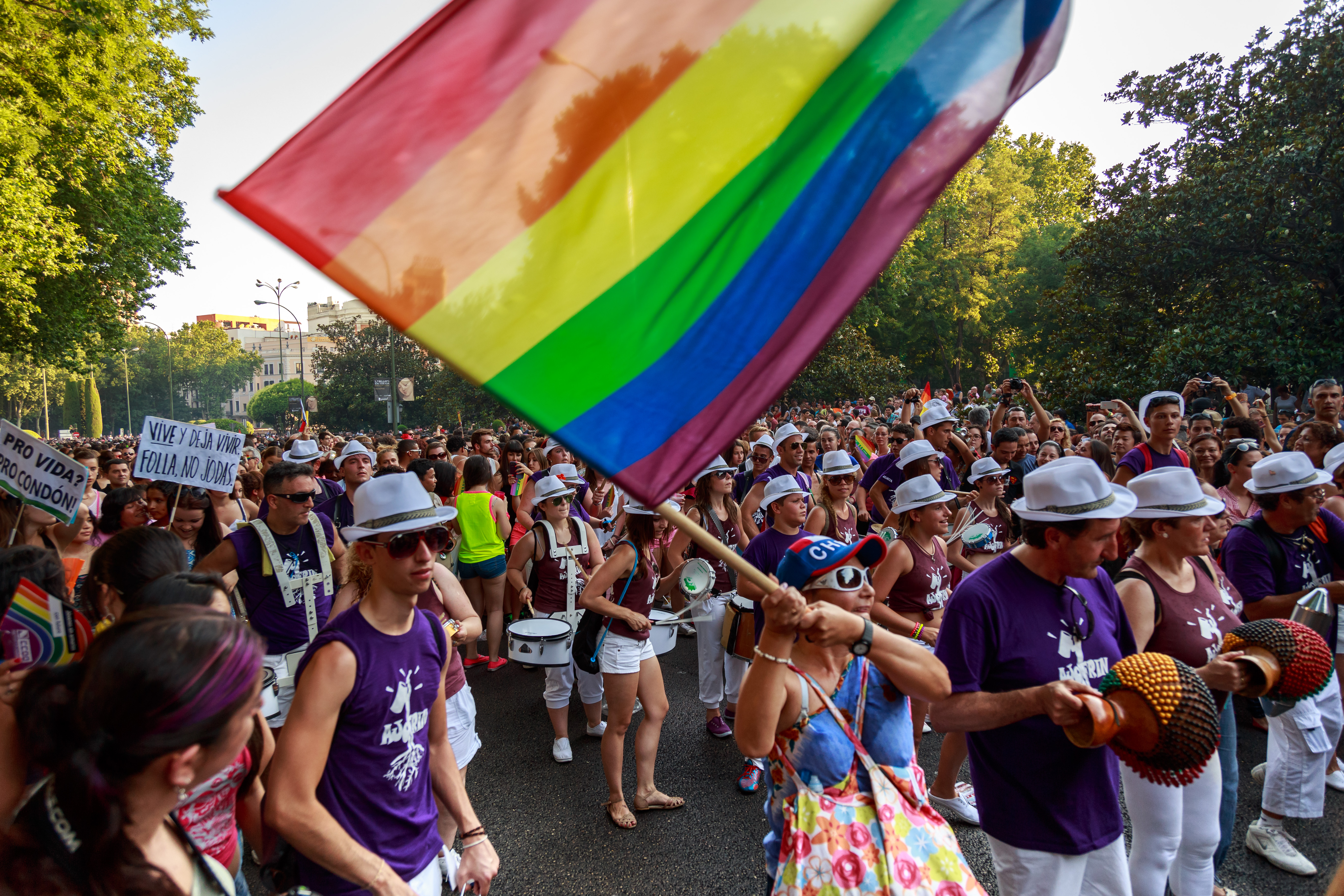
Fiestas del Orgullo en 2013

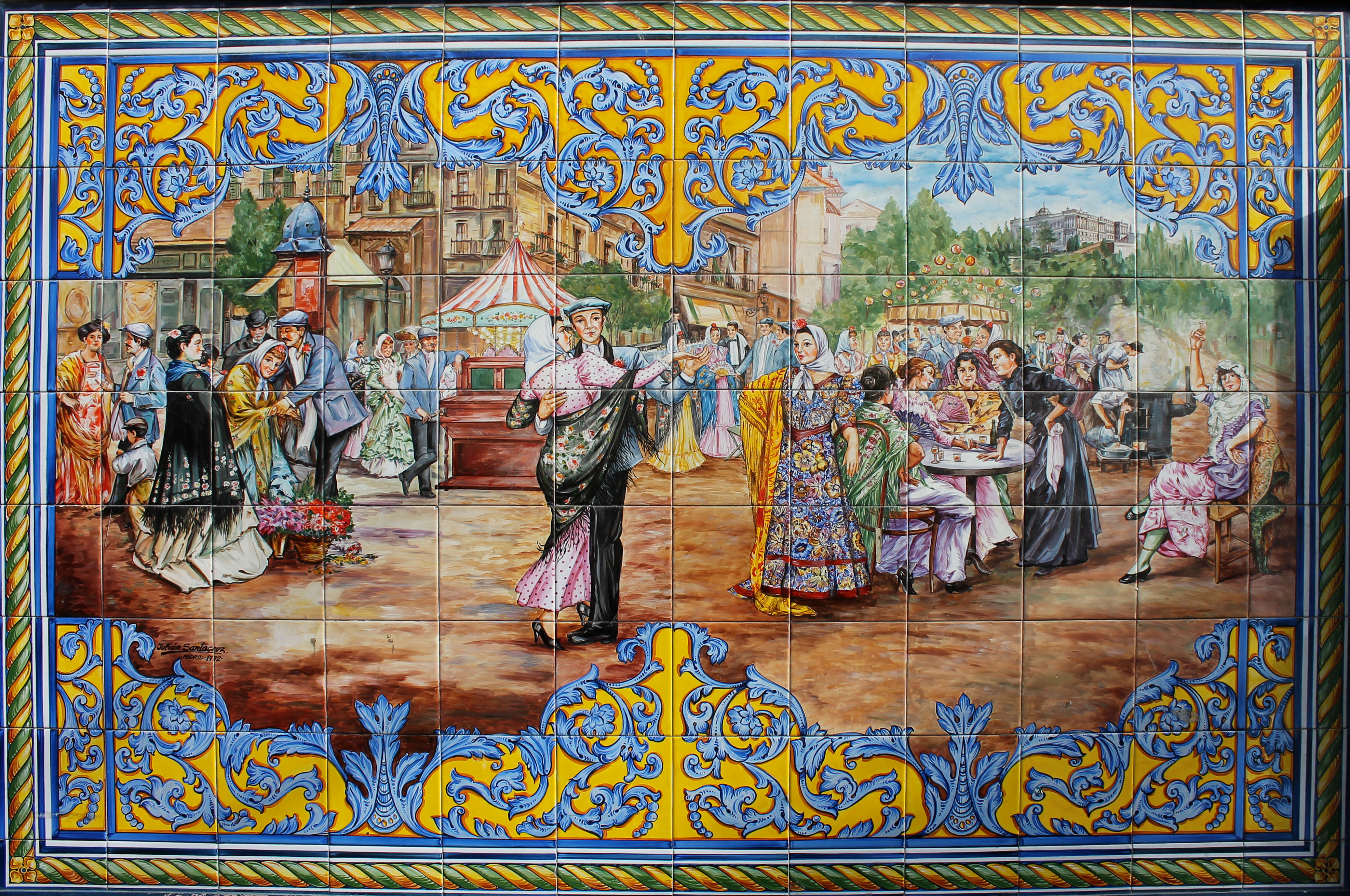
Representación de la verbena de la Paloma, en la azulejería con orla talaverana, de un local en la calle Martín de los Heros, 59-bis, de Madrid

Algunas de sus festividades y verbenas más populares son:
- 17 de enero las primeras corresponden a celebración de San Antonio Abad en las cercanías de la iglesia de San Antón.
- Marzo y abril, Semana Santa. Las hermandades penitenciales organizan procesiones en las que portando artísticos pasos recorren el centro y los barrios de Madrid.
- El 1 de mayo la ya extinta fiesta de Santiago el Verde en los sotillos del río Manzanares. Esta celebración popular en el siglo XVII, comenzó a dejarse de celebrar en el primer tercio del XVIII.
- Primer domingo de mayo, se celebran las Mayas.
- 15 de mayo, Romería de San Isidro Labrador, santo patrón de Madrid, celebrada en la pradera de San Isidro, junto a su ermita, en Carabanchel (festivo local).
- El jueves siguiente a la octava de Pentecostés (comienzos de junio) se celebra el Corpus Christi en Madrid
- El día 13 de junio, en la ermita de San Antonio de la Florida se celebra la verbena de San Antonio.
- Primer fin de semana de julio. Fiestas del Orgullo de Madrid en Chueca.
- El día 16 de julio, Día de Nuestra Señora del Carmen, patrona de los distritos de Puente de Vallecas y Chamberí, celebran las fiestas del Carmen.
- El día 7 de agosto, las fiestas de San Cayetano en honor a San Cayetano, patrón del barrio de Cascorro.
- El día 10 de agosto, las fiestas de San Lorenzo en honor a San Lorenzo, patrón del barrio de Lavapiés.
- El día 15 de agosto, las fiestas de la Paloma en honor a la Virgen de la Paloma, patrona de los distritos Centro y Arganzuela. Así como de los bomberos de Madrid.
- El día 8 de septiembre, fiesta de la Natividad de la Virgen María, se celebra la fiesta de la Virgen del Puerto (popularmente denominada Fiesta de la Melonera) en el distrito de Arganzuela, así como la de Santa María la Blanca, patrona de Canillejas.
- El día 9 de septiembre, fiestas de Santa María de la Cabeza, esposa de San Isidro Labrador (festivo local cuando San Isidro o Nuestra Señora de la Almudena cae en domingo).
- El 29 de septiembre, fiestas de San Miguel Arcángel, patrono del antiguo municipio de Chamartín de la Rosa, y del actual distrito de Chamartín, que se celebran en el parque de Berlín.
- El 12 de octubre, Virgen del Pilar, patrona del barrio de Salamanca y del barrio del Pilar.
- El 9 de noviembre, fiestas de Virgen de la Almudena, patrona de Madrid y de su archidiócesis (festivo local).
- El 15 de noviembre, antigua Romería de San Eugenio, celebrada en el monte de El Pardo en honor a San Eugenio cuando el territorio de Madrid pertenecía a la archidiócesis de Toledo, pero que se fue abandonando hacia finales del siglo XIX, cuando Madrid fue separada y obtuvo su obispo propio.

### Deporte

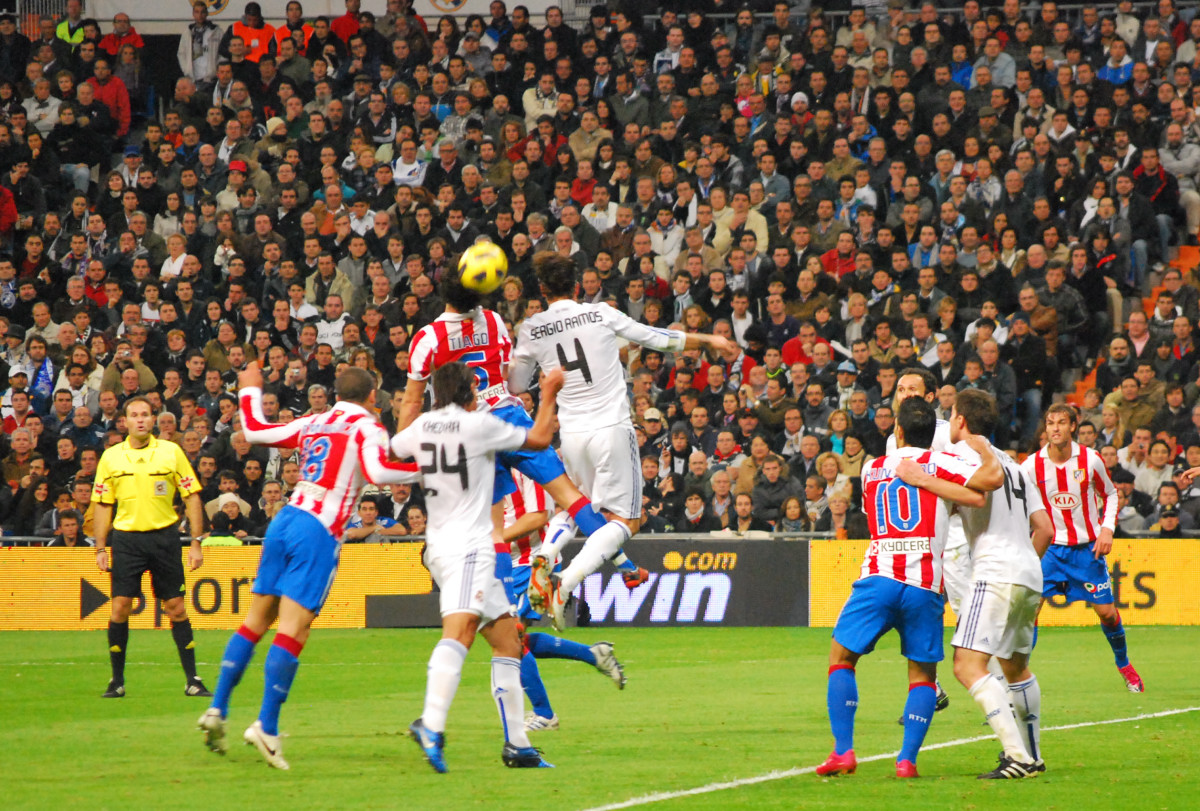
Derbi madrileño entre el Real Madrid y el Atlético Madrid celebrado en 2010 en el Santiago Bernabéu

Entre los deportistas nacidos en Madrid destacan el tenista Manuel Santana, los esquiadores Francisco y Blanca Fernández Ochoa, el piloto de rally Carlos Sainz, los futbolistas Luis Aragonés (técnicamente nació en un municipio hoy en día distrito), Emilio Butragueño, Iker Casillas, Raúl González, Dani Carvajal, Nacho Fernández, Gabi Fernández, Mario Hermoso, Álvaro Morata o Koke entre otros, los waterpolistas Jesús Rollán y Pedro García Aguado, la gimnasta Estela Giménez o la futbolista Soni.
El deporte más seguido en la ciudad de Madrid es el fútbol, representado en la primera división de la Liga de Fútbol Profesional por el Real Madrid Club de Fútbol, que juega como local en el Santiago Bernabéu, el Club Atlético de Madrid, cuyo estadio es el Metropolitano y el Rayo Vallecano de Madrid, jugando sus partidos como local en el Estadio de Vallecas, recinto propiedad de la Comunidad de Madrid.

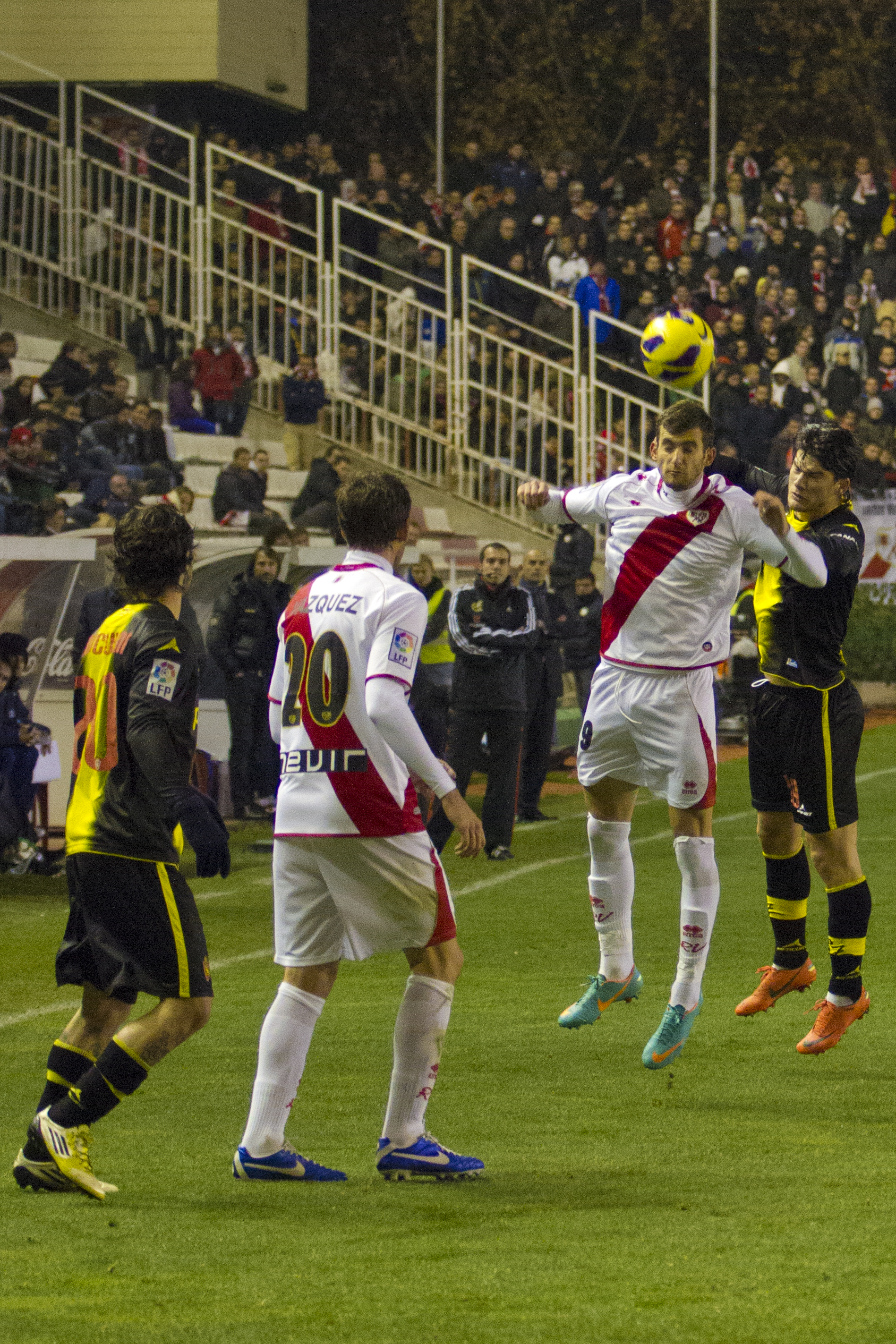
Encuentro del Rayo Vallecano como local

En segunda división B, juegan la Agrupación Deportiva Unión Adarve y el Internacional de Madrid y los filiales Real Madrid Castilla y Atlético de Madrid "B", y en categoría inferior el CD Colonia Moscardó (que, como los dos anteriores, llegó a jugar en Segunda). Otros clubes de lo que hoy es la ciudad, ya desaparecidos (como el Español, el Racing, la Real Sociedad Gimnástica Española o el Nacional), o actualmente relegados a inferiores categorías (como el Real Club Deportivo Carabanchel, a día de hoy el tercer club más antiguo de la ciudad y el 13.º de España), fueron clave para el desarrollo del deporte rey en España a principios del siglo XX. De hecho, fue Madrid uno de los primeros lugares donde se introdujo el fútbol en España, con la constitución en 1879 del Cricket y Foot-ball Club.

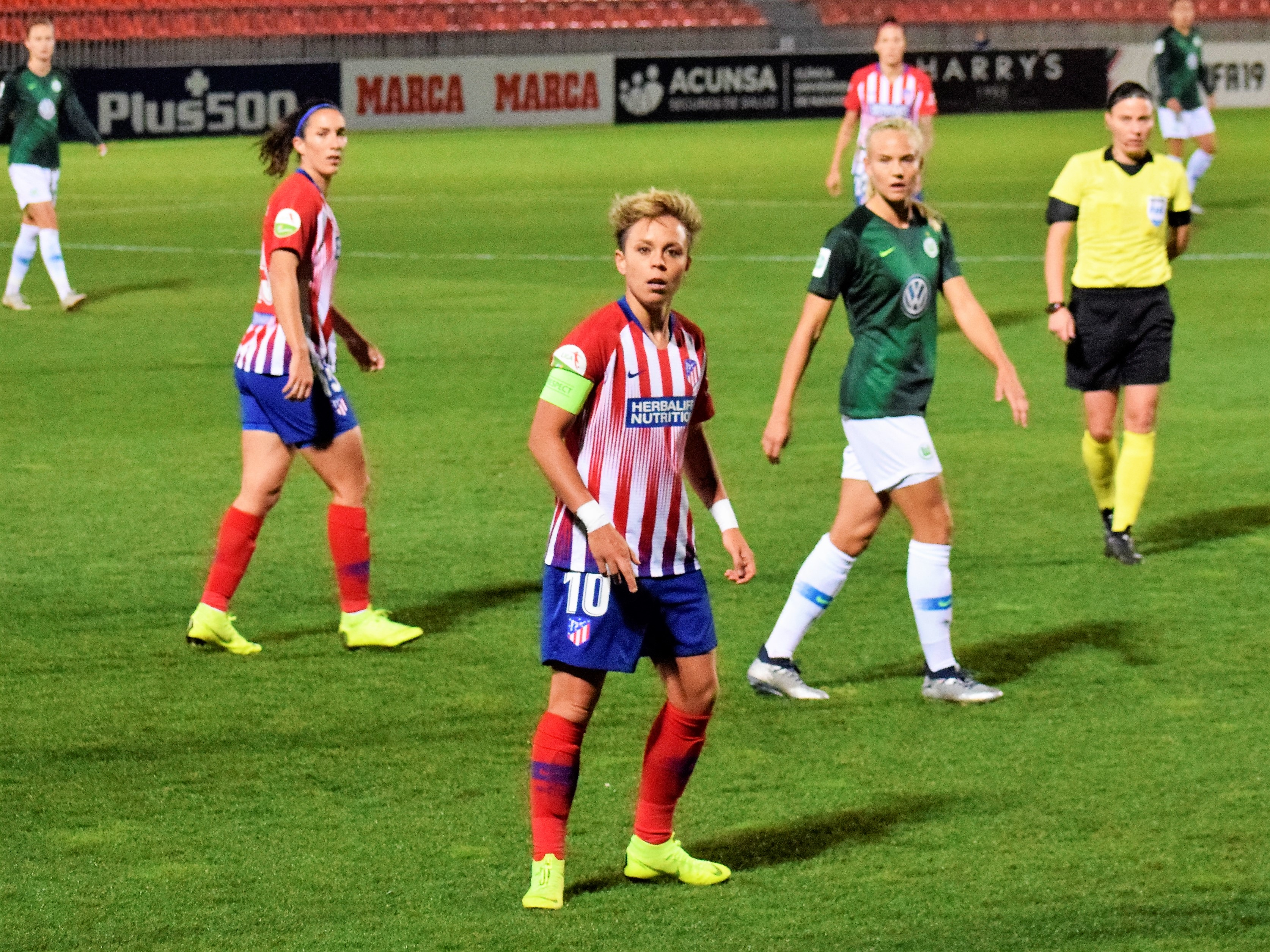
Jugadora del Atlético de Madrid en 2018

Pasando al fútbol femenino, dos equipos de la ciudad han sido campeones de la Liga Iberdrola y de la Copa de la Reina: el Club Atlético de Madrid (vigente campeón de Liga, que juega en el término municipal sus partidos más importantes, en el estadio del primer equipo masculino) y el Rayo Vallecano de Madrid (que juega en la ciudad deportiva Fundación Rayo Vallecano). En tiempos recientes, se ha sumado a la máxima categoría nacional el Madrid CFF, equipo que tradicionalmente jugaba como local en la capital (polideportivo Luis Aragonés), pero que trasladó su estadio a otro municipio de la Comunidad al ascender de categoría.
Por otra parte, mención especial merece el fútbol sala, pues el Inter FS, club más laureado del mundo en esta disciplina, se fundó en la ciudad y disputó en ella sus partidos desde 1977 hasta 1991 (pabellón Antonio Magariños, donde también jugó el equipo de Balonmano del Atlético de Madrid), hasta que se trasladó a otros municipios de la Comunidad.

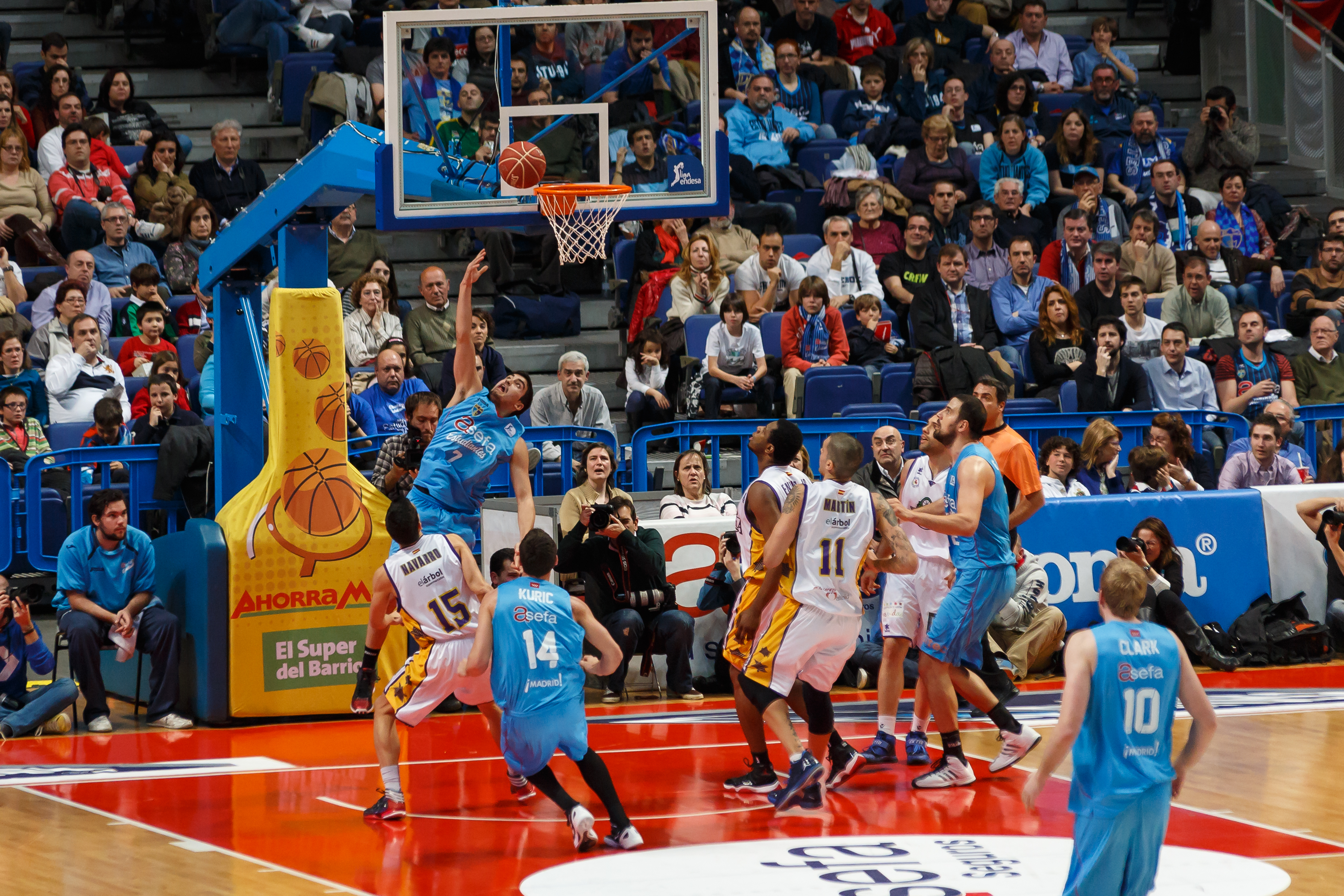
Encuentro de la Liga ACB del Estudiantes celebrado en el Palacio de los Deportes

También es muy popular el baloncesto. Los dos equipos más representativos de la ciudad, ambos en la Liga ACB, son el Real Madrid y el Club Estudiantes de Baloncesto.

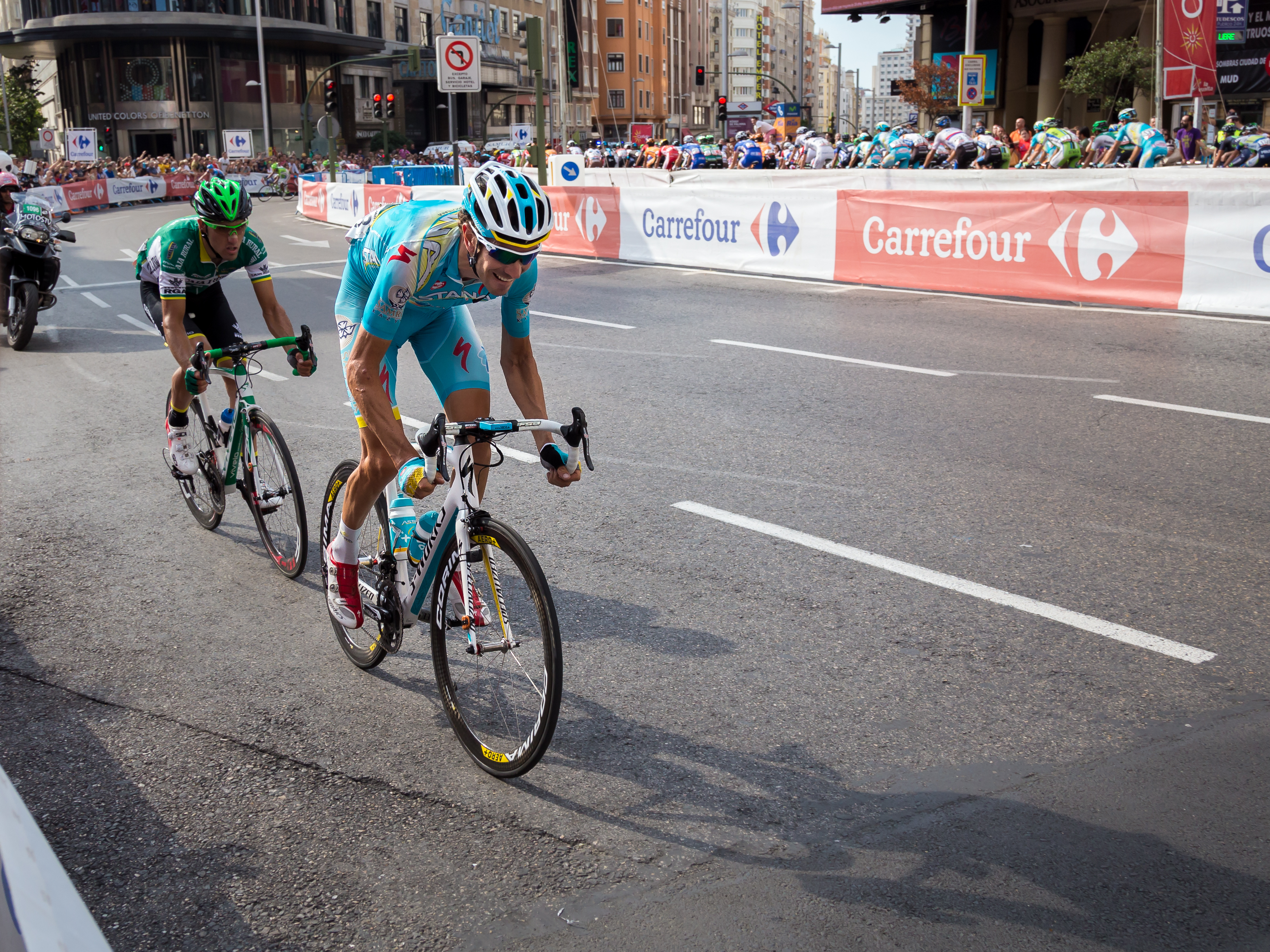
Etapa de 2013 de la Vuelta a España, que tiene convencionalmente a Madrid como término, con los ciclistas recorriendo la Gran Vía

A imagen del Tour de Francia, la Vuelta ciclista a España tradicionalmente finaliza en Madrid. Además, Madrid albergó el Campeonato Mundial de Ciclismo en Ruta de 2005 en el que resultaron vencedores el belga Tom Boonen y el australiano Michael Rogers en la especialidad de contrarreloj.
Desde 2003, se celebraba el torneo de tenis Masters 1000 de Madrid o Mutua Madrileña Madrid Open, antiguamente conocido como Master Series de Madrid, en el pabellón Madrid Arena. Es el único junto con el de París que se juega sobre pista cubierta. En mayo de 2009 pasó a ser un torneo de tierra batida, cambiando así de pabellón. La Caja Mágica es el recinto donde se disputa a partir de 2009. Tiene una capacidad de unos 10 000 espectadores y fue una de las bazas fundamentales en la candidatura de Madrid a los Juegos Olímpicos de 2016.
Desde 2013, en Madrid se celebra cada año en el Club de Campo una de las competiciones de la Hípica, Saltos de Obstáculos más prestigiosas del mundo, el CSI 5* Grand Prix: Longines Global Champions Tour y la competición de equipo la Global Champions League. En 2018, el equipo Madrid in Motion (Eduardo Álvarez Aznar, Maikel Van Der Vleuten, Marc Houtzager) ganó la gran Final de la GCL Supercup en Praga dotado con un premio récord de 6,4 mio €).

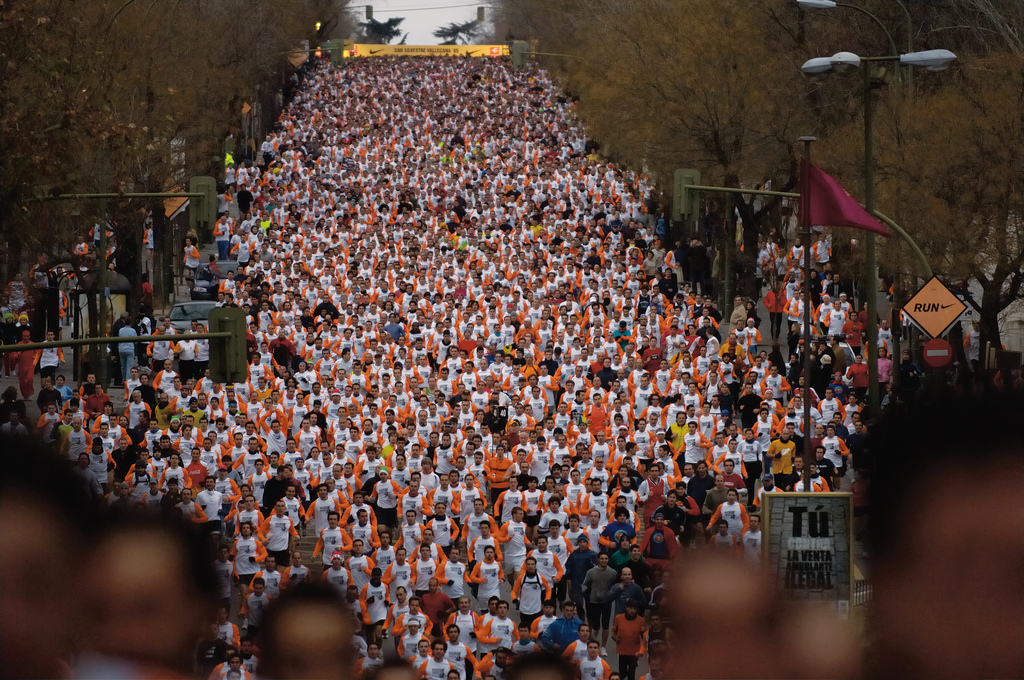
La San Silvestre Vallecana se celebra cada 31 de diciembre

En atletismo, las competiciones más importantes son la denominada San Silvestre Vallecana, multitudinaria carrera de fondo que se celebra cada 31 de diciembre, y el Maratón Popular de Madrid (MAPOMA) que se celebra anualmente en primavera.

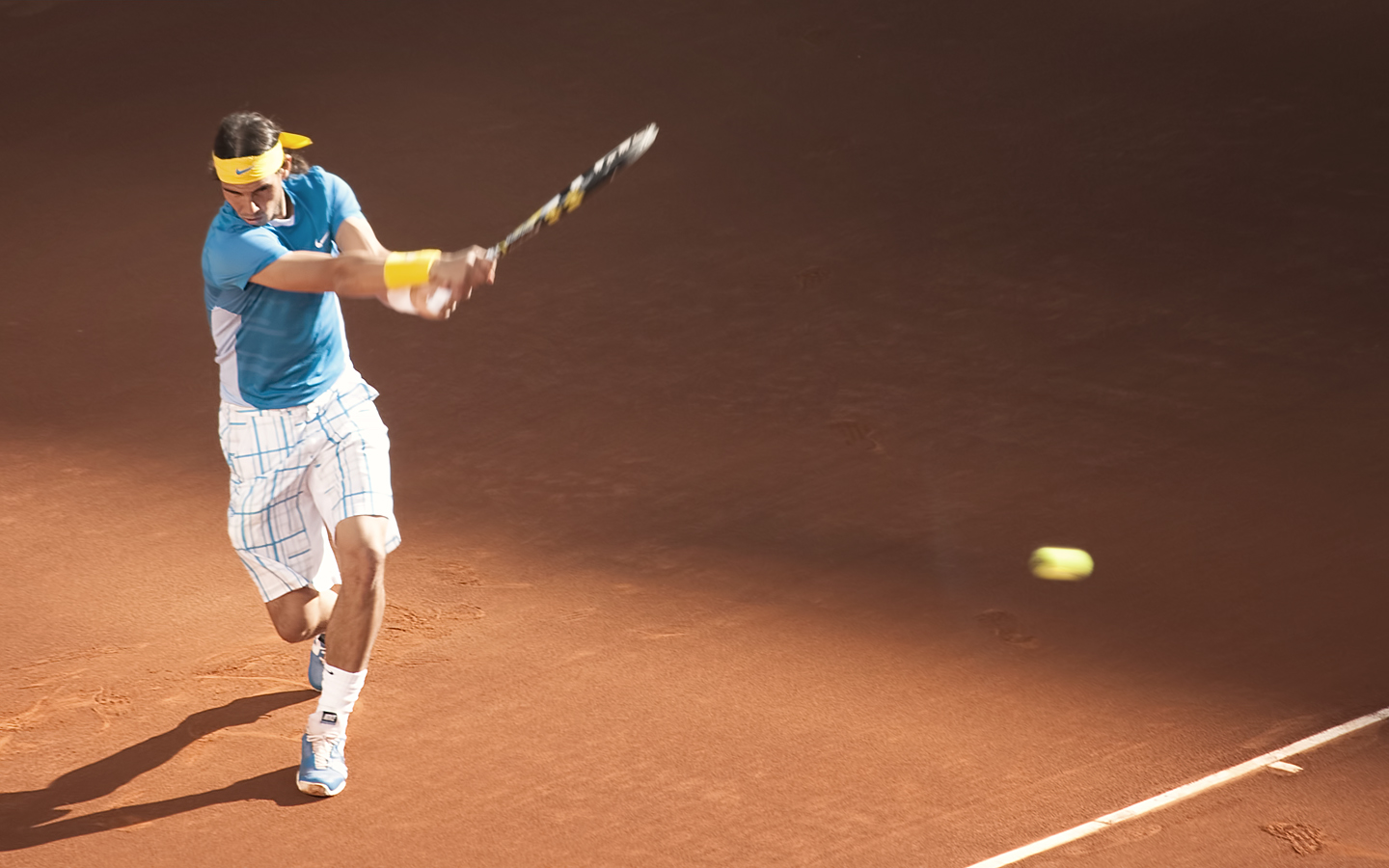
Masters de Madrid de 2010

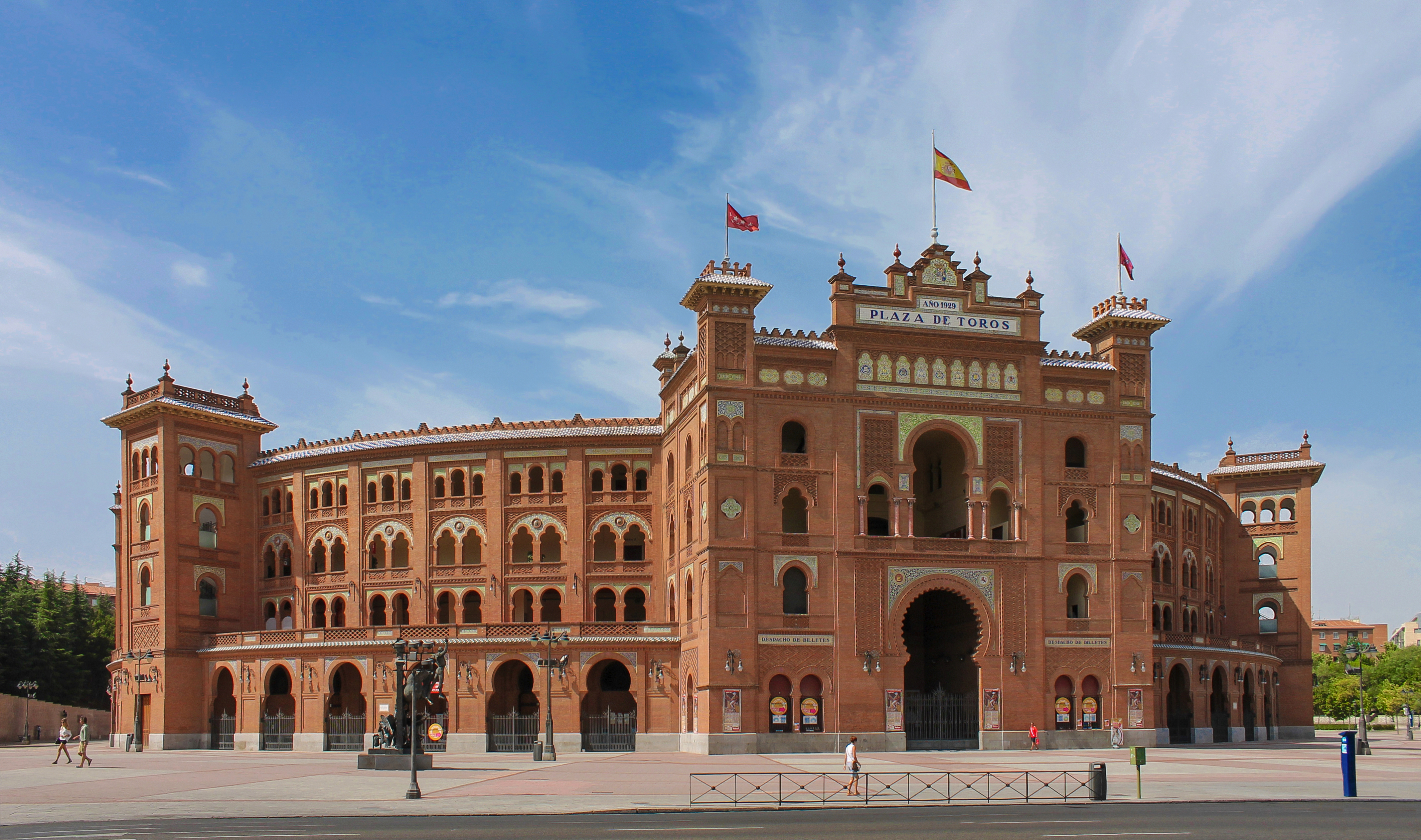
Plaza de Toros de las Ventas, inaugurada en 1931

Madrid alberga la mayor plaza de toros de España y tercera en tamaño del mundo: Las Ventas. Es la última de una serie de plazas que desde el siglo XVIII fueron «desplazándose», alejándose cada vez más del centro de Madrid por la calle de Alcalá. Los primeros festejos se celebraban en la plaza Mayor, al igual que los autos de fe de la Inquisición, ceremonias religiosas solemnes, coronaciones u otros actos. La primera construida ex profeso, de 1749, estaba junto a la Puerta de Alcalá y el edificio del Pósito. La segunda, a la altura del cruce con la calle de Goya, junto a la actual plaza y monumento de Dalí, en el espacio que ahora ocupa el Palacio de Deportes de la Comunidad de Madrid.
Existe un recinto empleado como coso taurino de menor tamaño (apto para 14 000 espectadores, actualmente cubierto y climatizado), la plaza, palacio o centro integrado de Vistalegre (no confundir con la homónima de Bilbao), inaugurada en 2000 por Curro Romero en el barrio de Carabanchel-Vista Alegre. Tuvo un precedente en la zona, la plaza conocida como La Chata, construida en 1908 y demolida en 1995, durante mucho tiempo propiedad de Luis Miguel Dominguín. En la Casa de Campo se encuentra la Venta del Batán, donde tradicionalmente se exponen los toros que se lidian en la Feria de San Isidro, y que acoge la Escuela de Tauromaquia. Anualmente, además de las de la Feria (que se celebra en torno al 15 de mayo, festividad del santo patrón de Madrid), son especialmente significativas la Corrida de la Beneficencia y la Corrida de la Prensa. El ambiente taurino de Madrid se proyecta fuera de la plaza, especialmente en bares de ambiente taurino, como la taberna de Antonio Sánchez (torero que la abrió en 1830) en la calle Mesón de Paredes, o muchas otras en los aledaños de la Puerta del Sol.

#### Candidaturas olímpicas fallidas
Candidatura JJOO de 1972 – La historia de la candidatura madrileña a organizar unos Juegos Olímpicos remonta al 29 de diciembre de 1965 cuando fue presentada como candidata al Comité Olímpico Internacional para albergar la vigésima edición de los Juegos de 1972. El COE y el gobierno descartó la candidatura de Barcelona a priori mejor preparada por tener mejores infraestructuras deportivas y experiencia organizativa después de organizar los Juegos Mediterráneos de 1955. La candidatura española realizada de forma improvisada obtuvo la peor puntuación técnica de todas la presentadas, y quedó descartada en la sesión del COI celebrada en Roma el 26 de abril de 1966 tras la elección de Múnich.

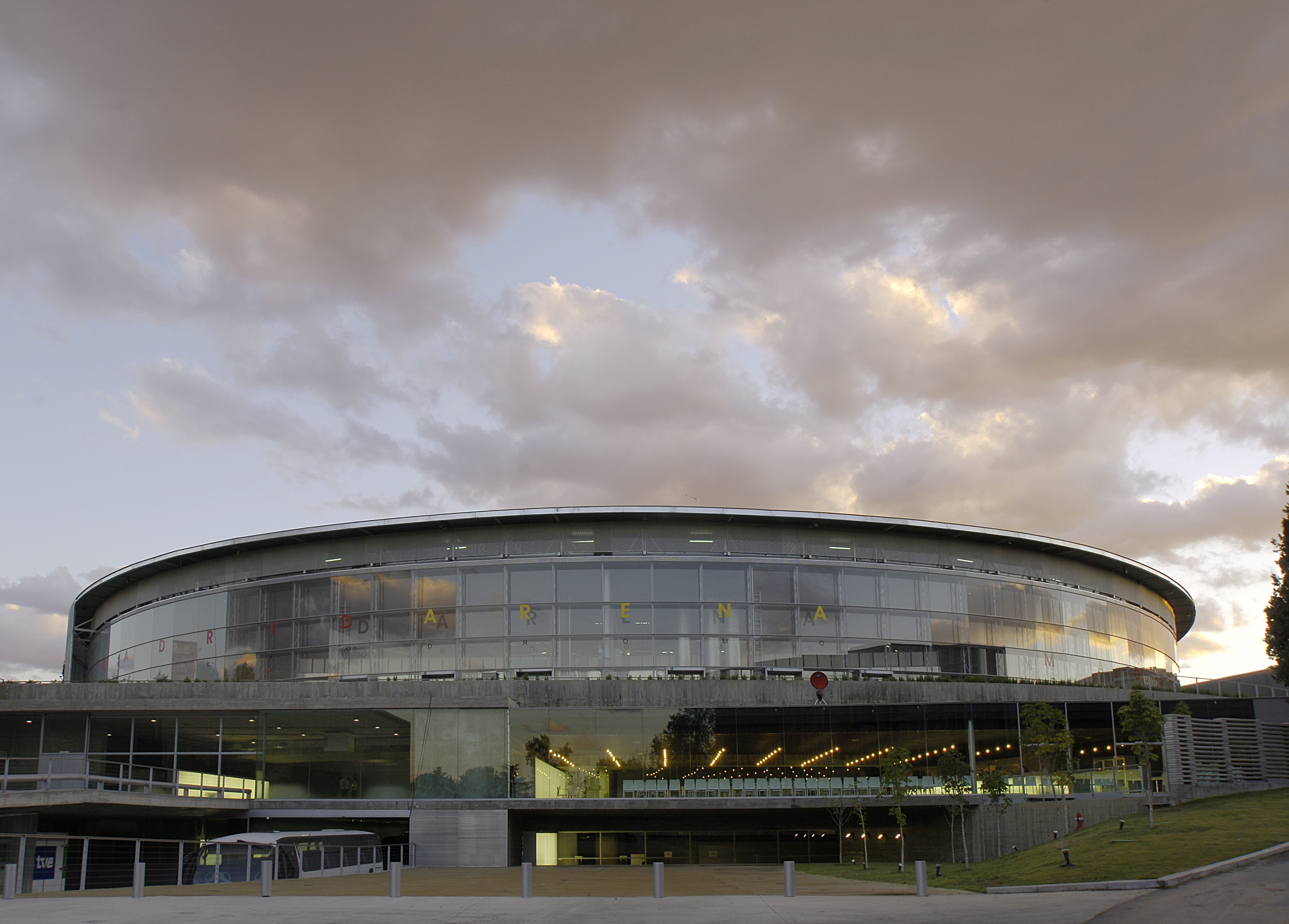
Pabellón Madrid Arena

Candidatura JJOO de 2012 – Madrid fue candidata a celebrar los Juegos Olímpicos de la XXX Olimpiada de la Era Moderna en el año 2012. Esta candidatura fue promovida durante el mandato del alcalde José María Álvarez del Manzano y continuada por su sucesor, Alberto Ruiz-Gallardón. El logotipo de la candidatura fue diseñado por Javier Mariscal. El COI seleccionó el 18 de mayo de 2004 en la ciudad suiza de Lausana las cinco ciudades candidatas oficiales para la organización de los Juegos Olímpicos del año 2012: Madrid, París, Londres, Nueva York y Moscú. El 6 de julio de 2005, el COI dio a conocer el resultado de la elección de la ciudad que organizará los Juegos Olímpicos de 2012, la elegida fue Londres, quedando la ciudad de Madrid en tercer puesto; más tarde un miembro del COI declaró a la prensa que se equivocó al marcar su voto, de modo que Madrid quedó eliminada en la penúltima votación. No obstante, durante el proceso de selección para los Juegos Olímpicos de 2012, existió un movimiento social minoritario de oposición a la candidatura, a la que acusaban de favorecer la especulación inmobiliaria y de aumentar el ya elevado endeudamiento de la ciudad.
Candidatura JJOO de 2016 – El Comité Olímpico Español renovó el 30 de mayo de 2007 la candidatura olímpica de la ciudad para los Juegos Olímpicos de 2016. El 4 de junio de 2008 Madrid fue preseleccionada como una de las candidatas a la organización de los Juegos Olímpicos de 2016, junto con Chicago, Tokio y Río de Janeiro. El proyecto que presentó se basó en el de la previa candidatura con mejorías, lo cual le permitió ser la segunda ciudad con la mejor valoración, ligeramente por detrás de Tokio. Finalmente, el 2 de octubre de 2009 fue elegida la ciudad de Río de Janeiro, pese a haber tenido en principio una valoración técnica general inferior a la de las otras tres ciudades.
Candidatura JJOO de 2020 – Madrid presentó de nuevo una candidatura para albergar las olimpiadas de 2020. A la votación final del 7 de septiembre de 2013 concurrieron Madrid, Estambul y Tokio. En la primera votación Madrid y Estambul obtuvieron los mismos votos tras Tokio. En la votación de desempate, Madrid fue eliminada. En la votación final ganó Tokio por gran diferencia.

### Distinciones honoríficas concedidas por el Ayuntamiento
Los títulos, honores y condecoraciones que, con carácter oficial, otorga el Ayuntamiento de Madrid, a fin de premiar especiales merecimientos, beneficios señalados o servicios extraordinarios, son los siguientes: título de Hijo Predilecto o Hijo Adoptivo de Madrid, Medalla de Honor de Madrid y Medalla de Madrid en sus tres categorías de Oro, Plata y Bronce.
Las primeras y más altas distinciones concedidas por el Ayuntamiento de Madrid son las de Hijo predilecto, para ciudadanos destacados nacidos en Madrid (José Ortega y Gasset o Plácido Domingo entre otros) e Hijo adoptivo, para personas destacadas no nacidas en Madrid (Juan Carlos I, Adolfo Suárez, Josep Tarradellas, Camilo José Cela, Mario Vargas Llosa o el más reciente Rafael Nadal).

### Acuerdos y actas de hermanamiento
La ciudad de Madrid participa activamente en la iniciativa de hermanamiento de ciudades promovida, entre otras instituciones, por la Unión Europea. Igualmente, ha suscrito multitud de acuerdos, protocolos, actas y declaraciones de cooperación con otras ciudades.
Acuerdos de hermanamiento suscritos:
| Acuerdos de hermanamiento suscritos en Madrid | Acuerdos de hermanamiento suscritos en Madrid | Acuerdos de hermanamiento suscritos en Madrid |
| --------------------------------------------- | --------------------------------------------- | --------------------------------------------- |
| Lisboa, Portugal (1979)                       | Ciudad de Panamá, Panamá (1980)               | Nueva York, Estados Unidos (1982)             |
| Malabo, Guinea Ecuatorial (1982)              | Burdeos, Francia (1984)                       | Nuakchot, Mauritania (1986)                   |
| Manila, Filipinas (2005)                      | Abu Dabi, Emiratos Árabes Unidos (2007)       | Sarajevo, Bosnia y Herzegovina (2007)         |
| Miami, FL, Estados Unidos (2014)              | Freetown, Sierra Leona (2021)                 | Kiev, Ucrania (2022)                          |

Actas de hermanamiento suscritas:
| Rabat, Marruecos (1988) |
| Trípoli, Libia (1988)   |

#### Unión de Ciudades Capitales Iberoamericanas
Madrid es miembro de la Unión de Ciudades Capitales Iberoamericanas (UCCI), que publicó una declaración de hermanamiento múltiple y solidario en 1982 entre las siguientes ciudades:
| Unión de Ciudades Capitales Iberoamericanas de Madrid | Unión de Ciudades Capitales Iberoamericanas de Madrid | Unión de Ciudades Capitales Iberoamericanas de Madrid |
| ----------------------------------------------------- | ----------------------------------------------------- | ----------------------------------------------------- |
| Asunción, Paraguay                                    | Lisboa, Portugal                                      | San José, Costa Rica                                  |
| Bogotá, Colombia                                      | Managua, Nicaragua                                    | San Juan, Puerto Rico                                 |
| Buenos Aires, Argentina                               | Nasáu, Bahamas                                        | San Salvador, El Salvador                             |
| Caracas, Venezuela                                    | Ciudad de México, México                              | Santiago, Chile                                       |
| Ciudad de Guatemala, Guatemala                        | Montevideo, Uruguay                                   | Santo Domingo, República Dominicana                   |
| La Habana, Cuba                                       | Ciudad de Panamá, Panamá                              | Tegucigalpa, Honduras                                 |
| La Paz, Bolivia                                       | Quito, Ecuador                                        | Puerto España, Trinidad y Tobago                      |
|                                                       | Lima, Perú                                            |                                                       |

#### Otros acuerdos de Madrid
| Otros acuerdos con la ciudad de Madrid | Otros acuerdos con la ciudad de Madrid | Otros acuerdos con la ciudad de Madrid |
| -------------------------------------- | -------------------------------------- | -------------------------------------- |
| Asunción, Paraguay                     | Lima, Perú                             | Puerto España, Trinidad y Tobago       |
| Abu Dabi, Emiratos Árabes Unidos       | Lisboa, Portugal                       | Quito, Ecuador                         |
| Beirut, Líbano                         | Londres, Reino Unido                   | Rabat, Marruecos                       |
| Berlín, Alemania                       | Seúl, Corea del Sur                    | Río de Janeiro, Brasil                 |
| Melbourne, Australia                   | Malabo, Guinea Ecuatorial              | Roma, Italia                           |
| Bogotá, Colombia                       | Managua, Nicaragua                     | San José, Costa Rica                   |
| Bruselas, Bélgica                      | Manila, Filipinas                      | San Juan, Puerto Rico                  |
| Budapest, Hungría                      | Miami, Estados Unidos                  | San Salvador, El Salvador              |
| Buenos Aires, Argentina                | Montevideo, Uruguay                    | Santiago, Chile                        |
| Burdeos, Francia                       | Moscú, Rusia                           | Santo Domingo, República Dominicana    |
| Caracas, Venezuela                     | Nuakchot, Mauritania                   | Sarajevo, Bosnia y Herzegovina         |
| Ciudad de Guatemala, Guatemala         | Nueva York, Estados Unidos             | Sofía, Bulgaria                        |
| Ciudad de México, México               | Tokio, Japón                           | Tegucigalpa, Honduras                  |
| La Habana, Cuba                        | Ciudad de Panamá, Panamá               | Trípoli, Libia                         |
| La Paz, Bolivia                        | París, Francia                         | Varsovia, Polonia                      |
| Praga, República Checa                 | Pekín, China                           |                                        |

| Predecesor: Dublín      | Capital Europea de la Cultura 1992                                             | Sucesor: Amberes    |
| Predecesor: La Habana   | Capital Iberoamericana de la Cultura 1998                                      | Sucesor: La Paz     |
| Predecesor: -           | Capital Mundial del Libro 2001                                                 | Sucesor: Alejandría |
| Predecesor: Bonn        | Sede de las Conferencias de las Naciones Unidas sobre el cambio climático 2019 | Sucesor: Glasgow    |
| Predecesor: Guadalajara | Capital del deporte del mundo 2022-                                            | Sucesor: Konya      |